# 軍服 (中・東欧)

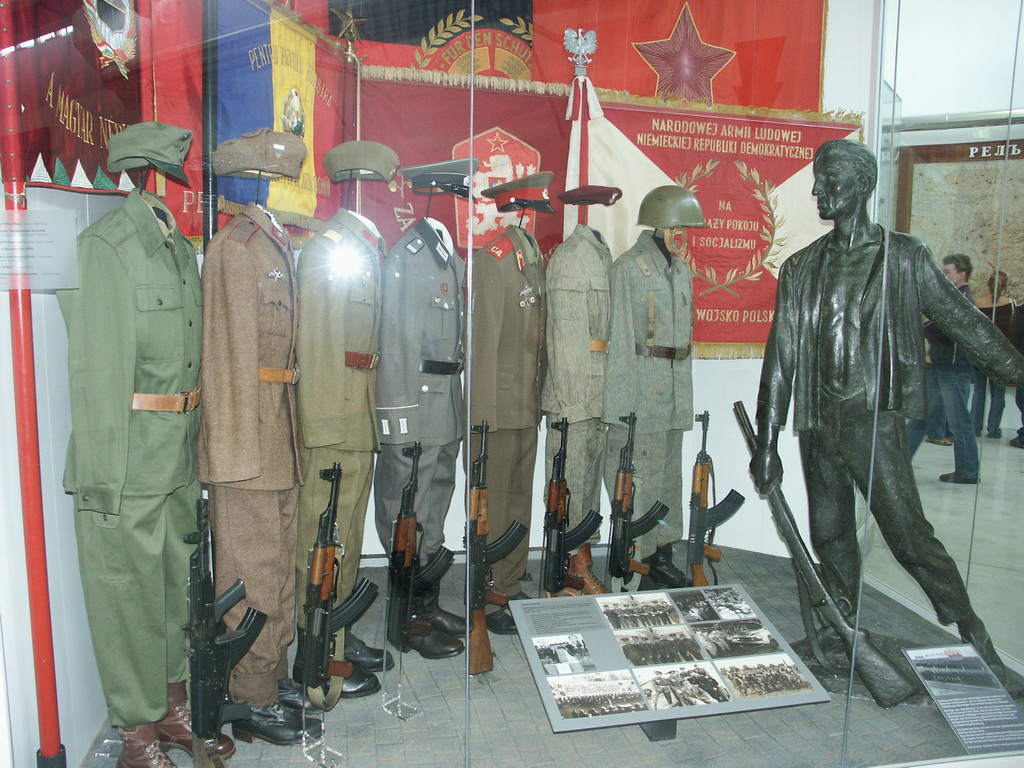
ドレスデンの軍事博物館に展示されているワルシャワ条約機構諸国の軍服およびカラシニコフ小銃。手前から奥へ、ハンガリー、ブルガリア、ルーマニア、東ドイツ、ソ連、ポーランド、チェコスロバキアの軍服

中・東欧の軍服（ちゅう・とうおうのぐんぷく）は、19世紀以降の中央ヨーロッパ・東ヨーロッパ諸国における軍服の変遷について述べる。
本項目で対象とする諸国は以下の通りである。
- ポーランド
- ウクライナ
- チェコスロバキア（チェコ、スロバキア）
- ハンガリー
- スイス
- ルーマニア
- ブルガリア
- ユーゴスラビア（スロベニア、クロアチア、ボスニア・ヘルツェゴビナ、セルビア、モンテネグロ、マケドニア共和国）
- アルバニア
- ギリシャ
- オランダ
- ベルギー
- バルト三国（エストニア、ラトビア、リトアニア）

なお、ベラルーシの軍服については軍服_(ロシア・ソ連)で扱う。

## 概要
19世紀～第一次大戦後に独立国家となった中・東欧諸国の軍服は、各国がかつて属していた諸国（ロシア帝国、オーストリア＝ハンガリー帝国、オスマン帝国）の影響を受けた形で出発し、その後も、この地域に強い政治的影響力を持つ諸国の軍服の影響を受けてきた。これらの影響と、各国の伝統的要素（そのようにおのおのの国において理解されているもの）との混在が大きな特徴である。
中・東欧の軍服に影響を与えた主な国と時代潮流は以下の通りである。
1. 第一次世界大戦前までは、汎ゲルマン主義の盟主であったドイツ軍・オーストリア軍（とくに前者は世界各国の陸軍の模範とされた国でもある）と、汎スラブ主義の盟主ロシア軍の影響が見られた。第一次世界大戦後は、ドイツの敗北やロシアの崩壊によりイギリスの影響が見られるようになる。
2. 1930年代～40年代においてファシズムに近い権威主義的体制をとり、また軍事的にも枢軸側についた国々においては、ドイツおよびイタリアの影響を受けた。なお後者の影響は正規軍の軍服より政治結社・準軍事組織の制服においてより著しい。
3. 第二次大戦後、これらの諸国はギリシャを除いて東側陣営（軍事面ではワルシャワ条約機構）に属した[1]ので、国によって程度の差はあれ、軍服もソ連軍の影響を受け、また社会主義の政治的イデオロギーをデザインに反映したものとなった。

東欧革命以降は、装備・機能面においてアメリカ軍、イギリス軍に代表される新しい要素を取り入れる傾向と、第二次大戦前の伝統的なスタイルに回帰する傾向が同時に進行している。前者の傾向は戦闘服に、後者の傾向は礼服に著しく、勤務服には双方の傾向が混在する。

## ポーランド
ポーランド人部隊はオーストリア・ハンガリーなどの支配下においても、チャプカなど独自の軍服のスタイルを維持してきた。第一次世界大戦ではポーランド軍団が編成され、歩兵部隊が「マチェヨフカ」と呼ばれるクラッシュキャップを被るのに対し、ウーランはチャプカを被った。この軍服は、1912年よりリヴィウにて結成された独立組織ポーランド狙撃中隊が1913年4月に制定したものに由来する。ポーランド共和国成立後の1919年、国軍としての軍服が採用された。
当初肩章はドイツ式のショルダーノッチであったが、1920年にショルダーループに改められている。
将官軍帽には鉢巻部分に特有の刺繍がなされている。
1936年の服装改訂で、下士卒用上衣が将校用と同一の意匠となった他、チャプカがより角ばった形となった。1937年には野戦帽も制定された。
野戦服は1968年、1971年、1989年に改正がなされた。

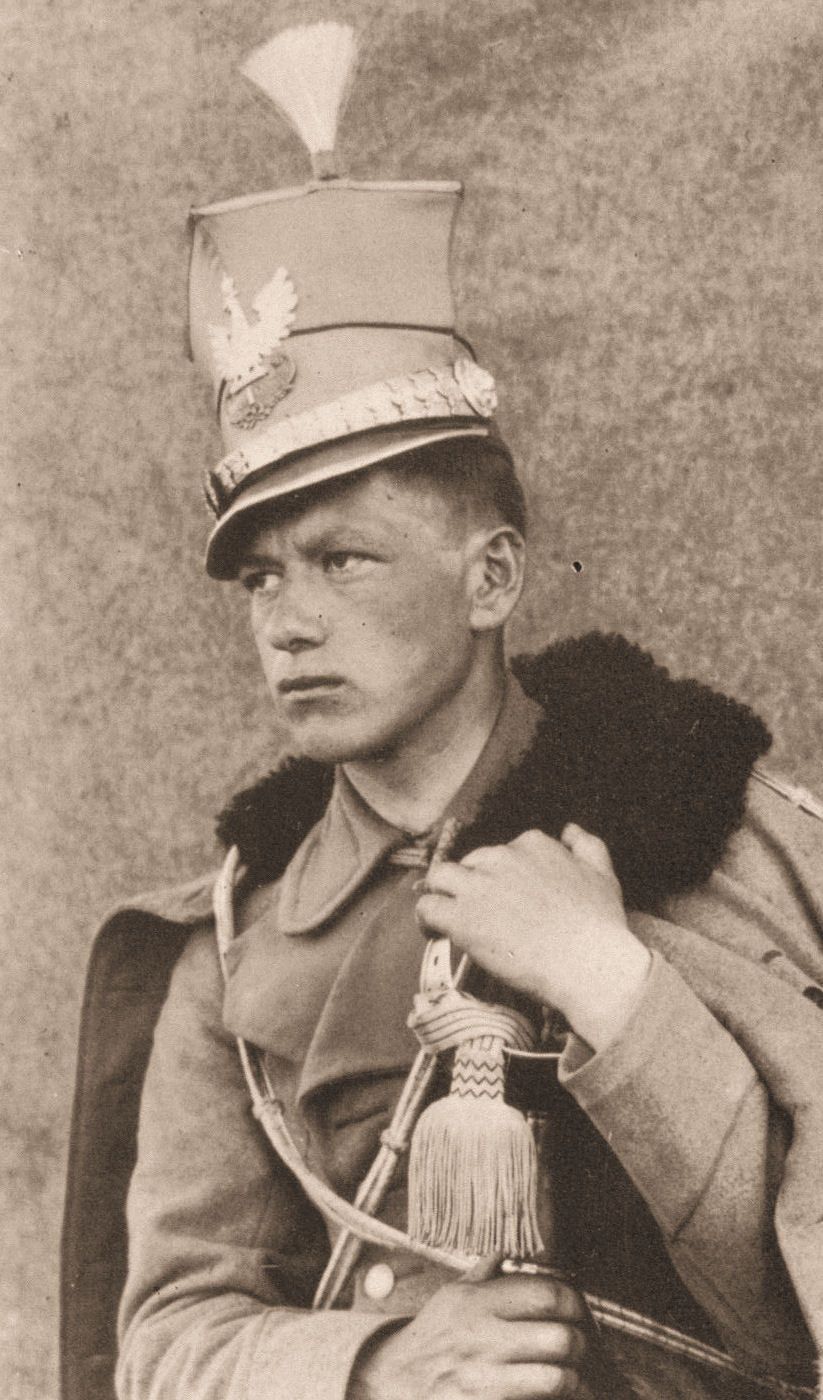
ロシア帝国ポーランド第2軍団（英語版）騎兵中尉（ヨゼフ・モンチュカ（英語版）、1918年ごろ）
ポーランド王国国防軍（ポーランド語版）士官
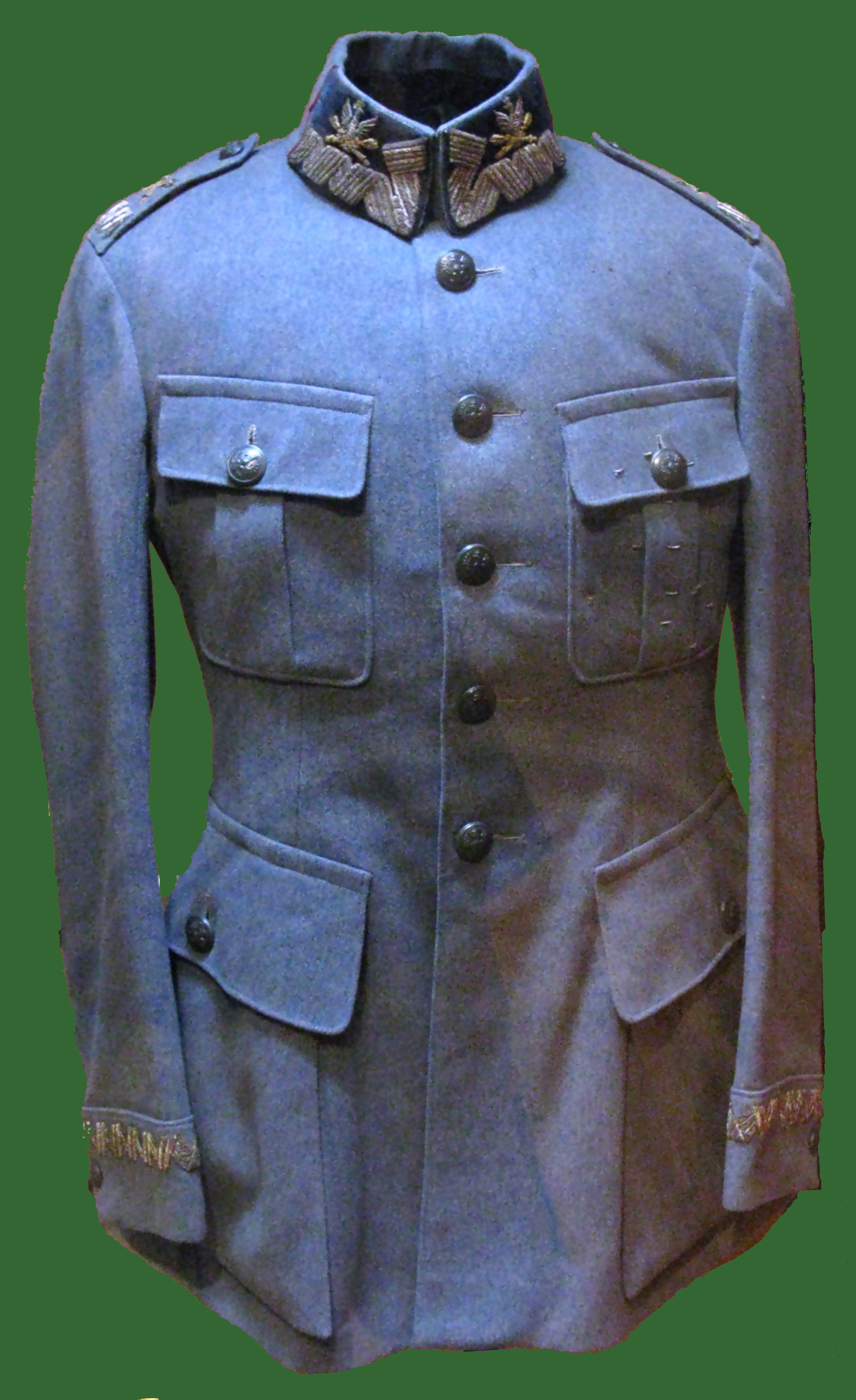
初期の軍服
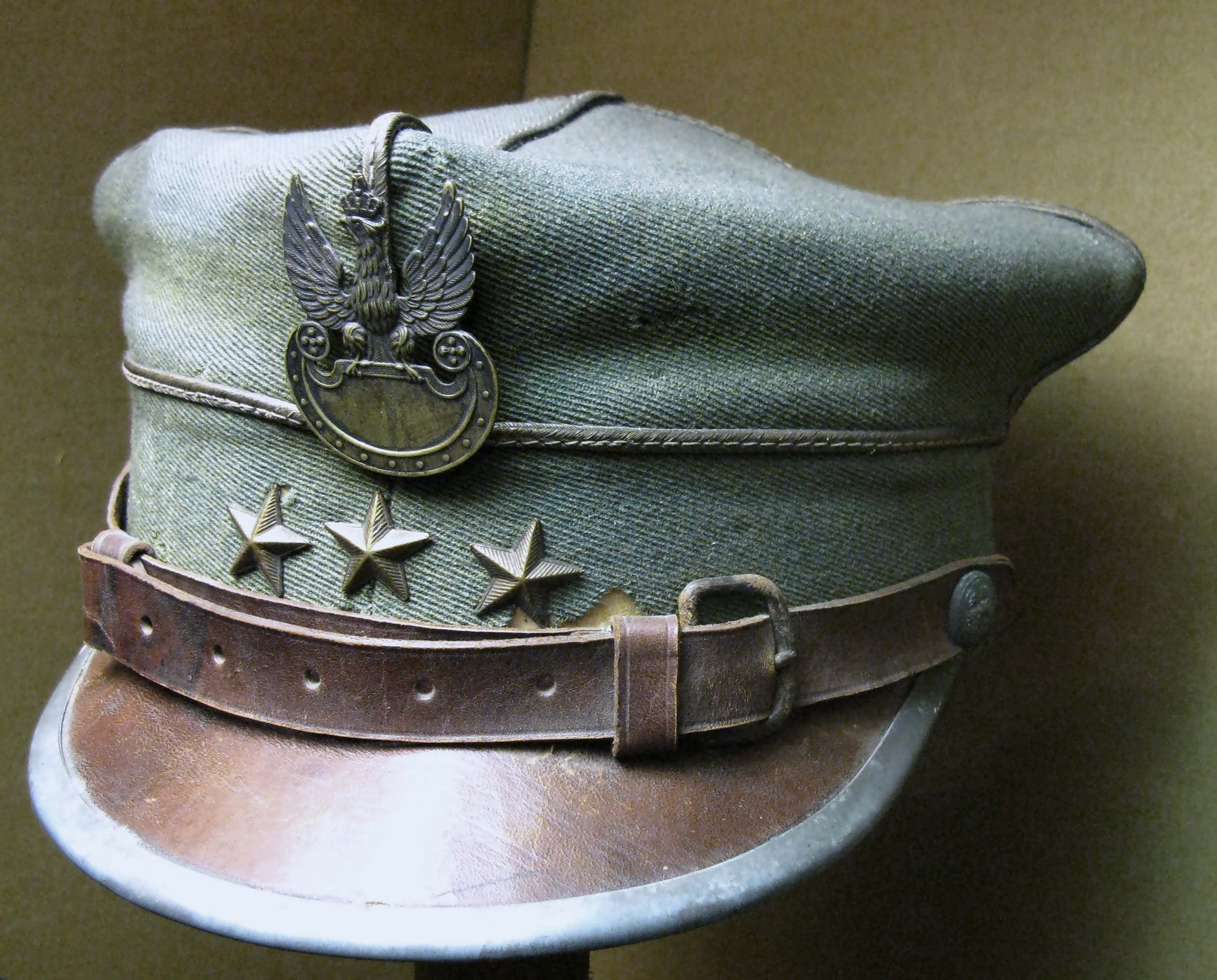
WZ.19制帽
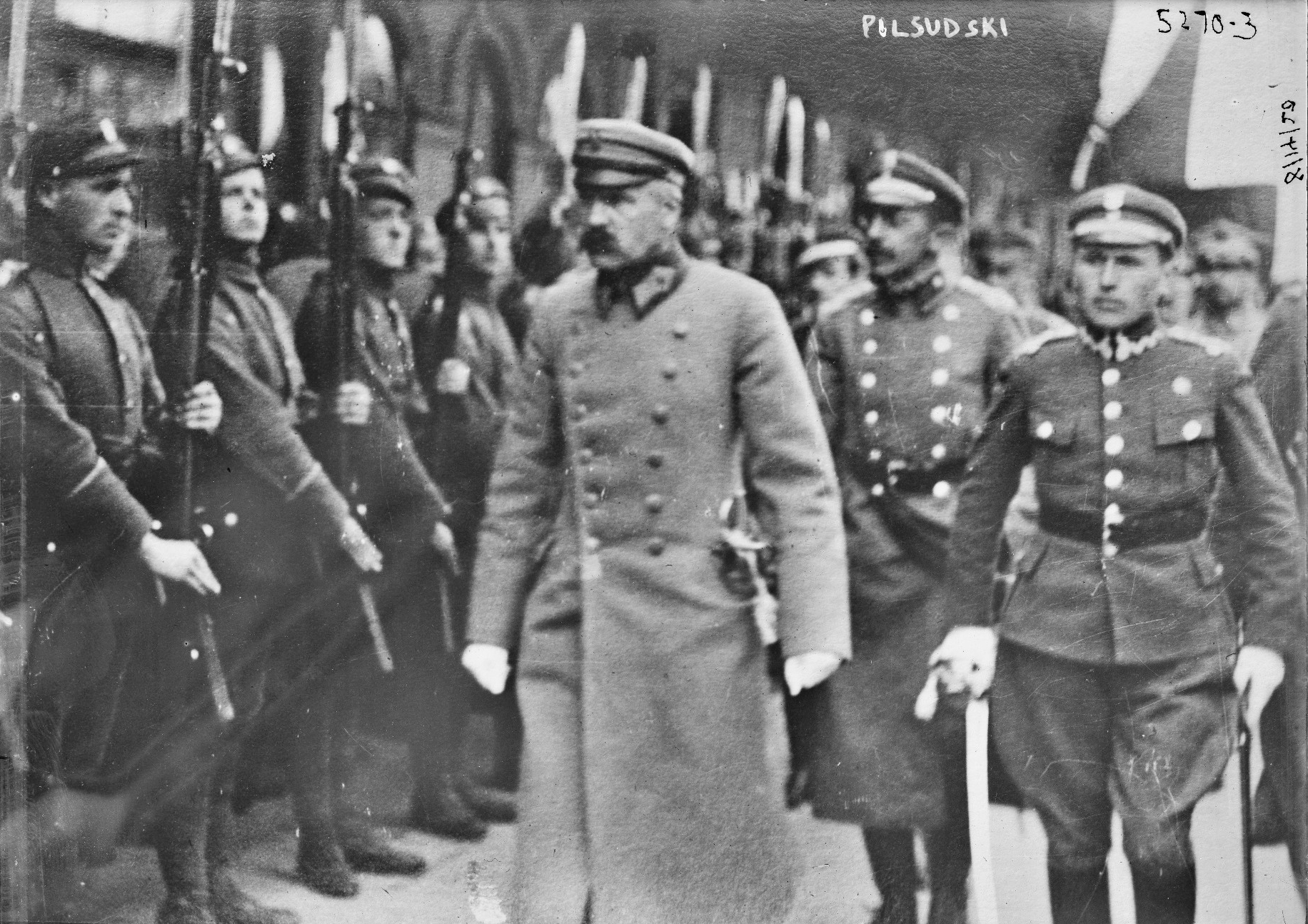
閲兵式に臨む将官
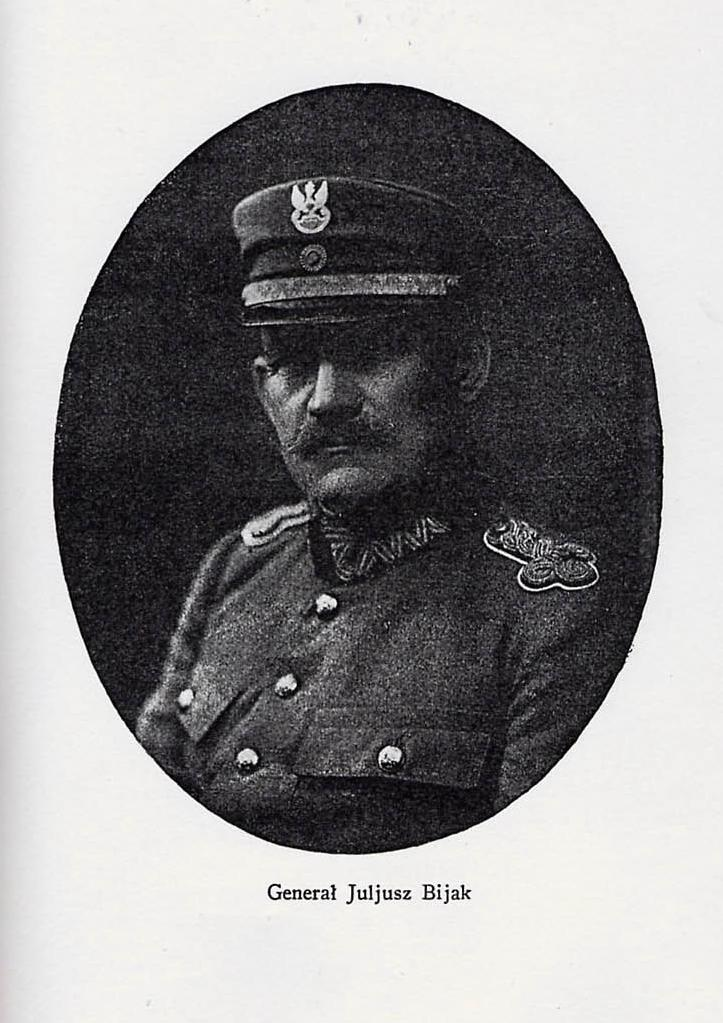
陸軍少将。肩章はショルダーノッチである（1919年）
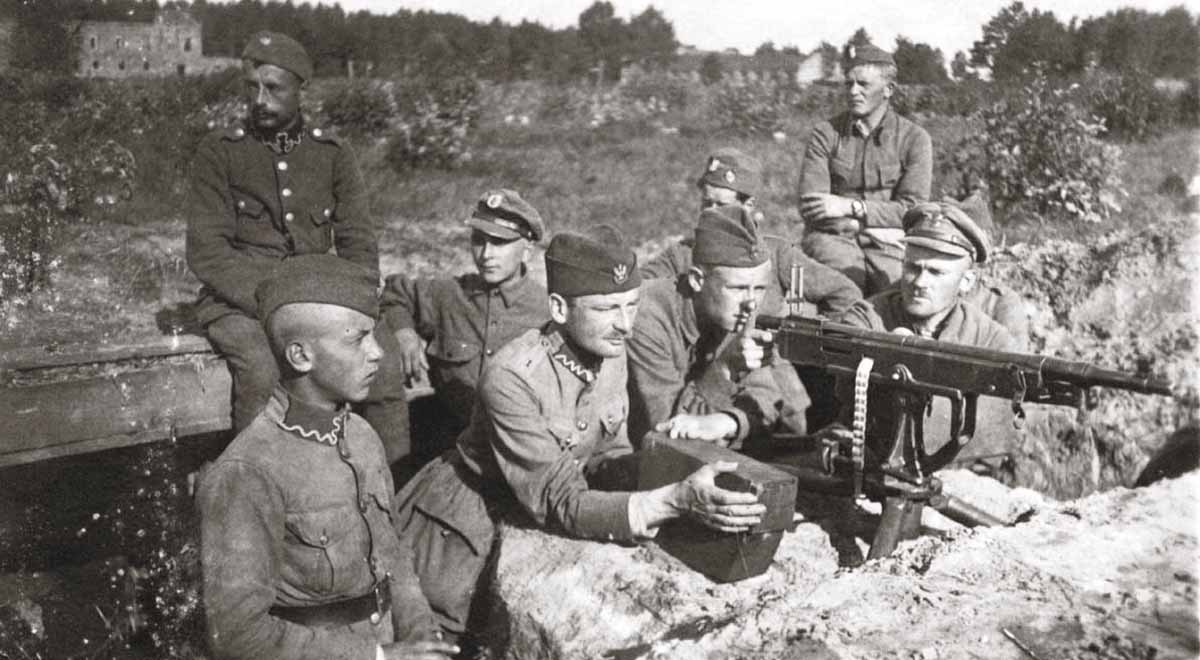
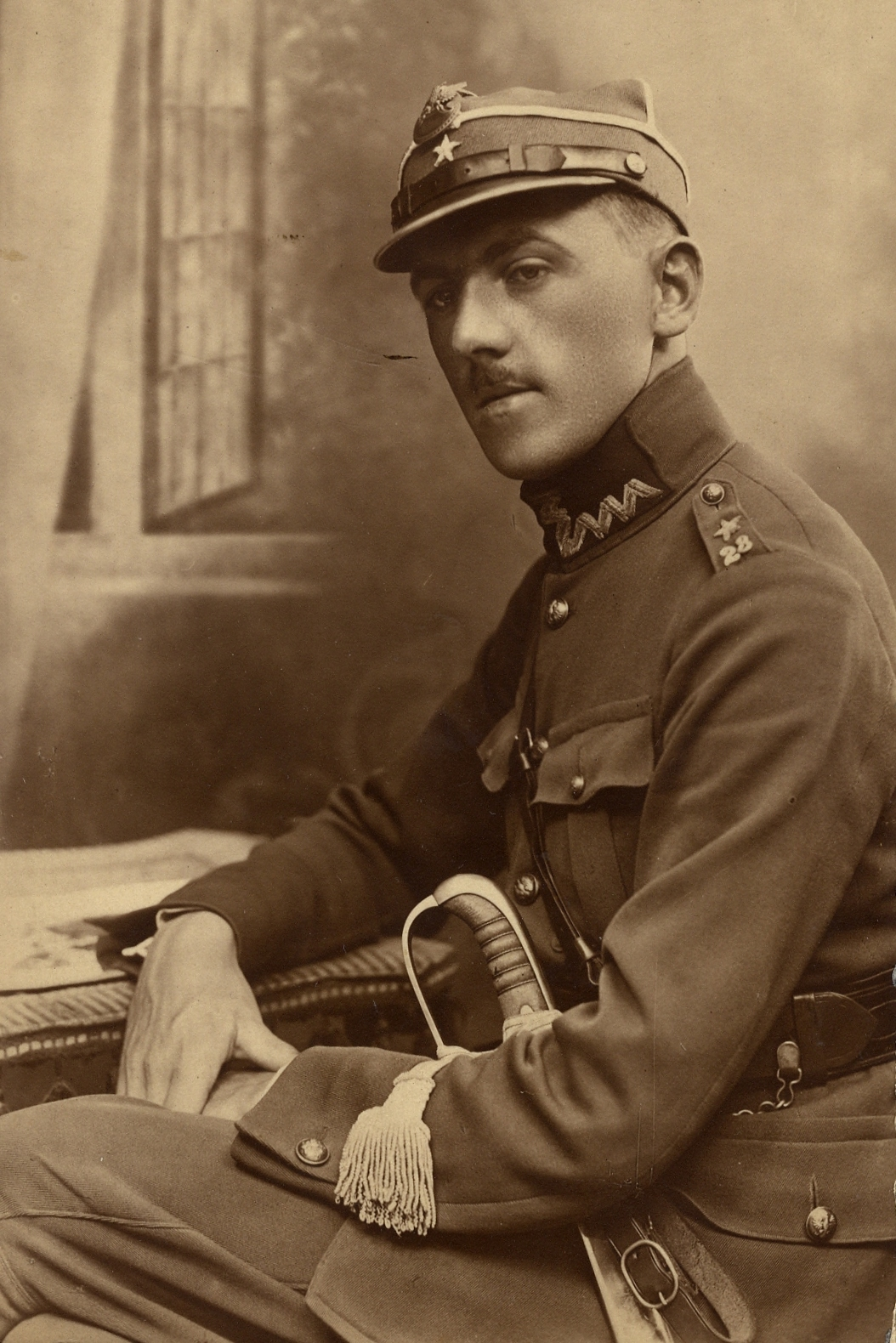
陸軍航空兵少尉（1925年）
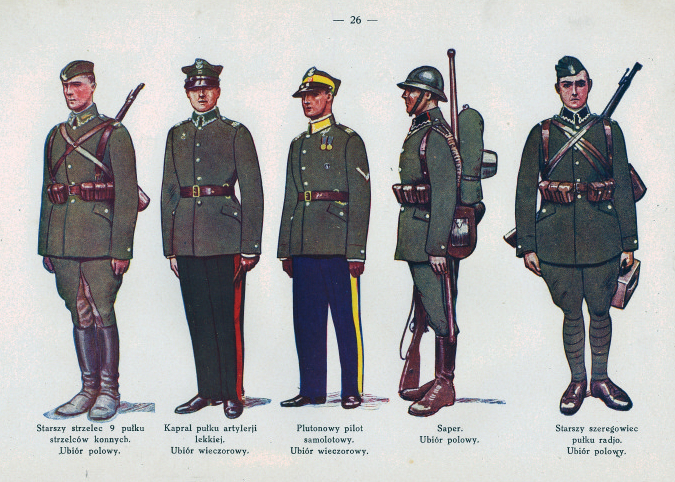
1935年時の兵各種装備
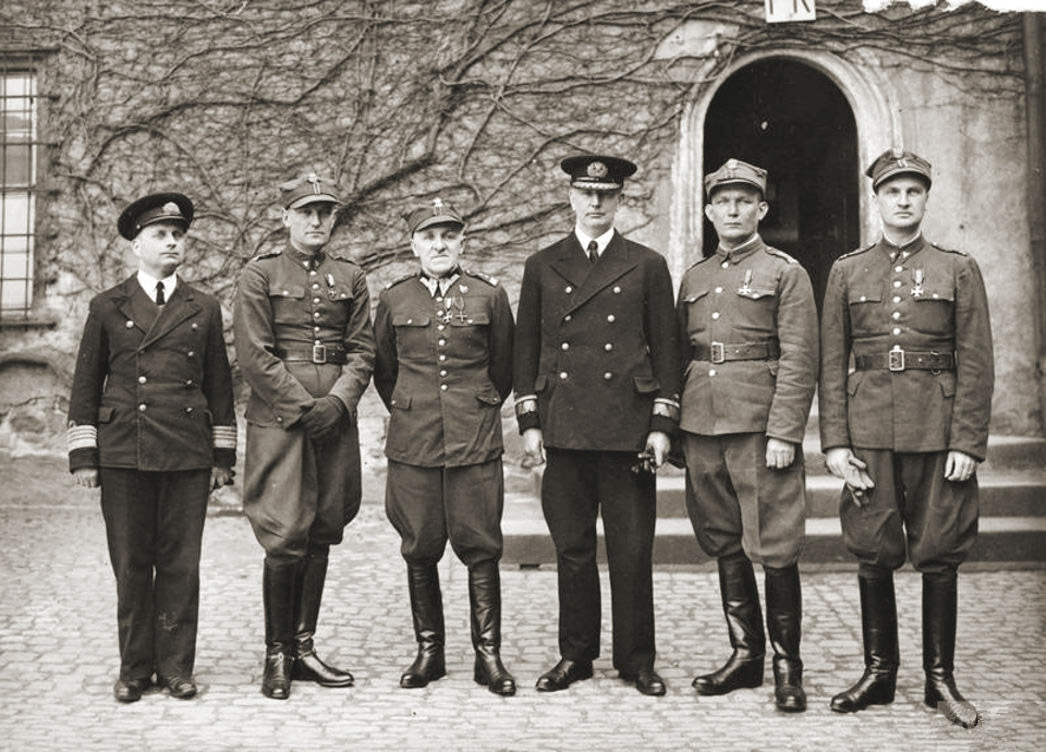
第二次世界大戦下の陸海軍高官（1941年）
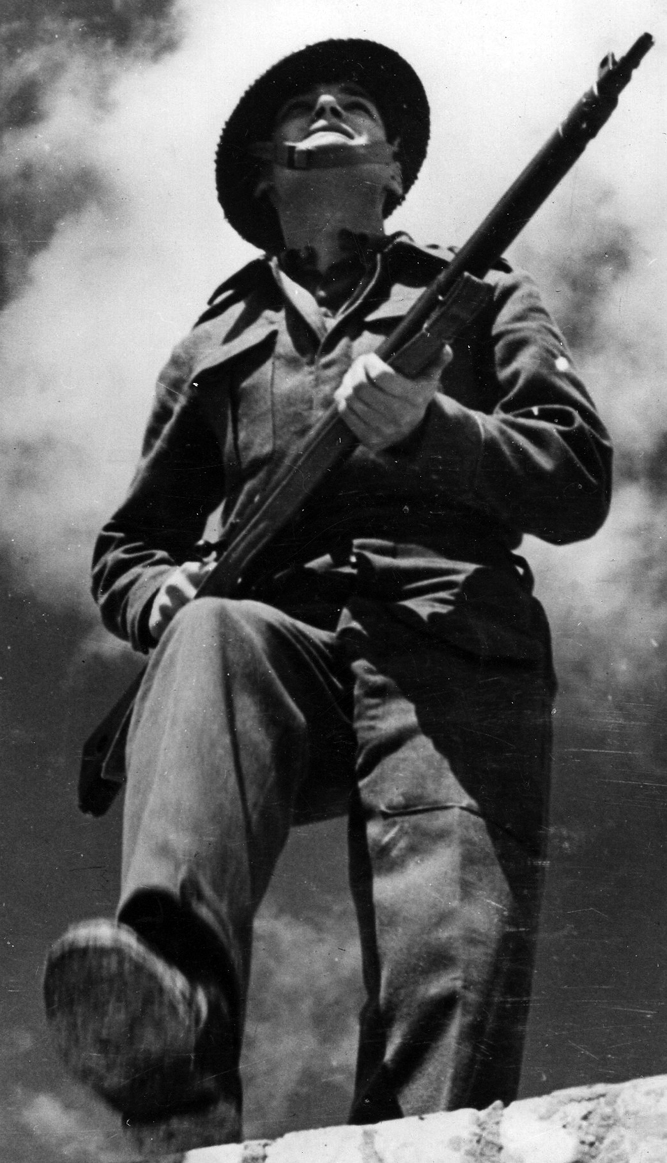
ポーランド独立カルパチア狙撃旅団の兵士。イギリス式の野戦服を着用（1941年）
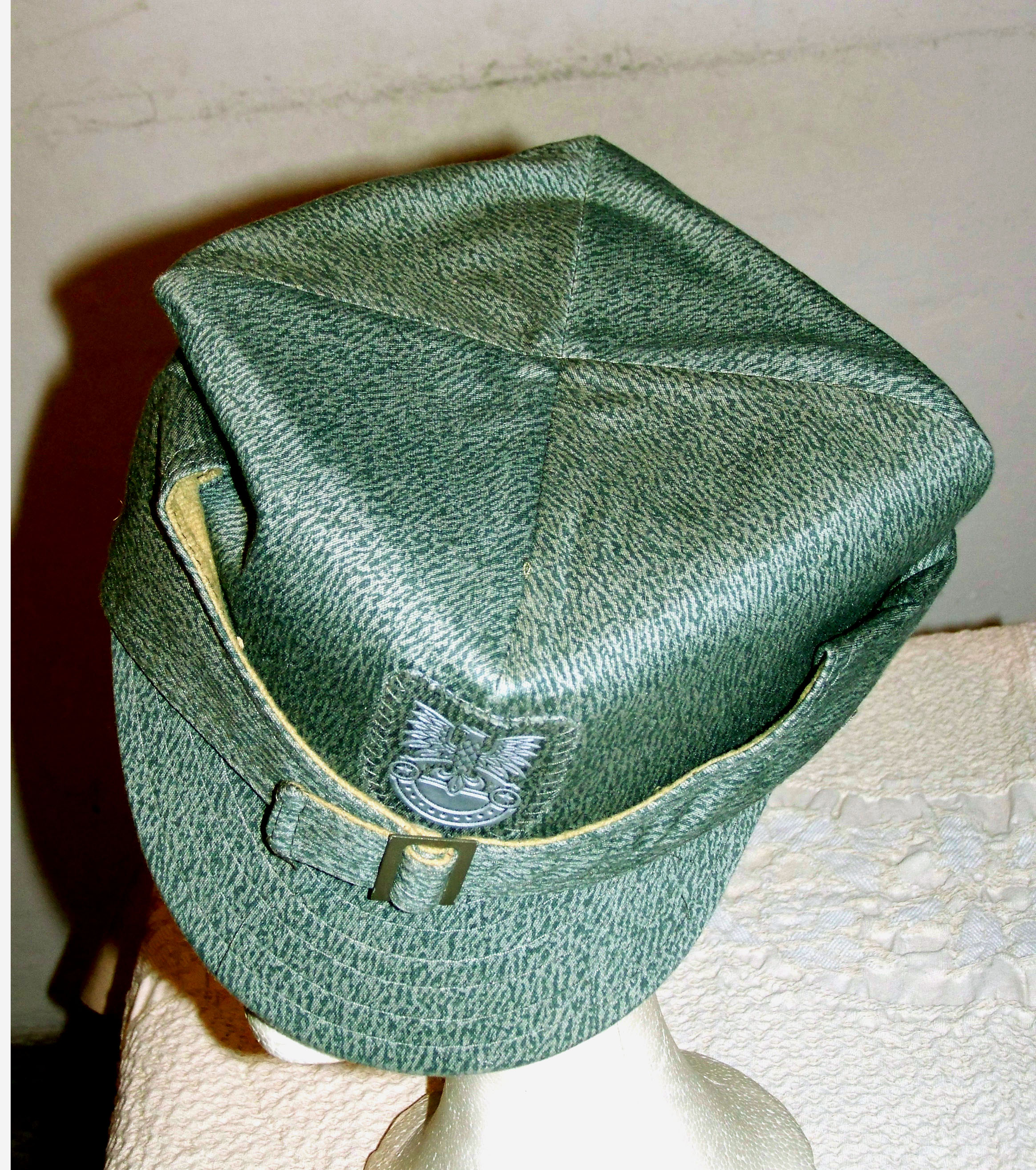
WZ.60野戦帽
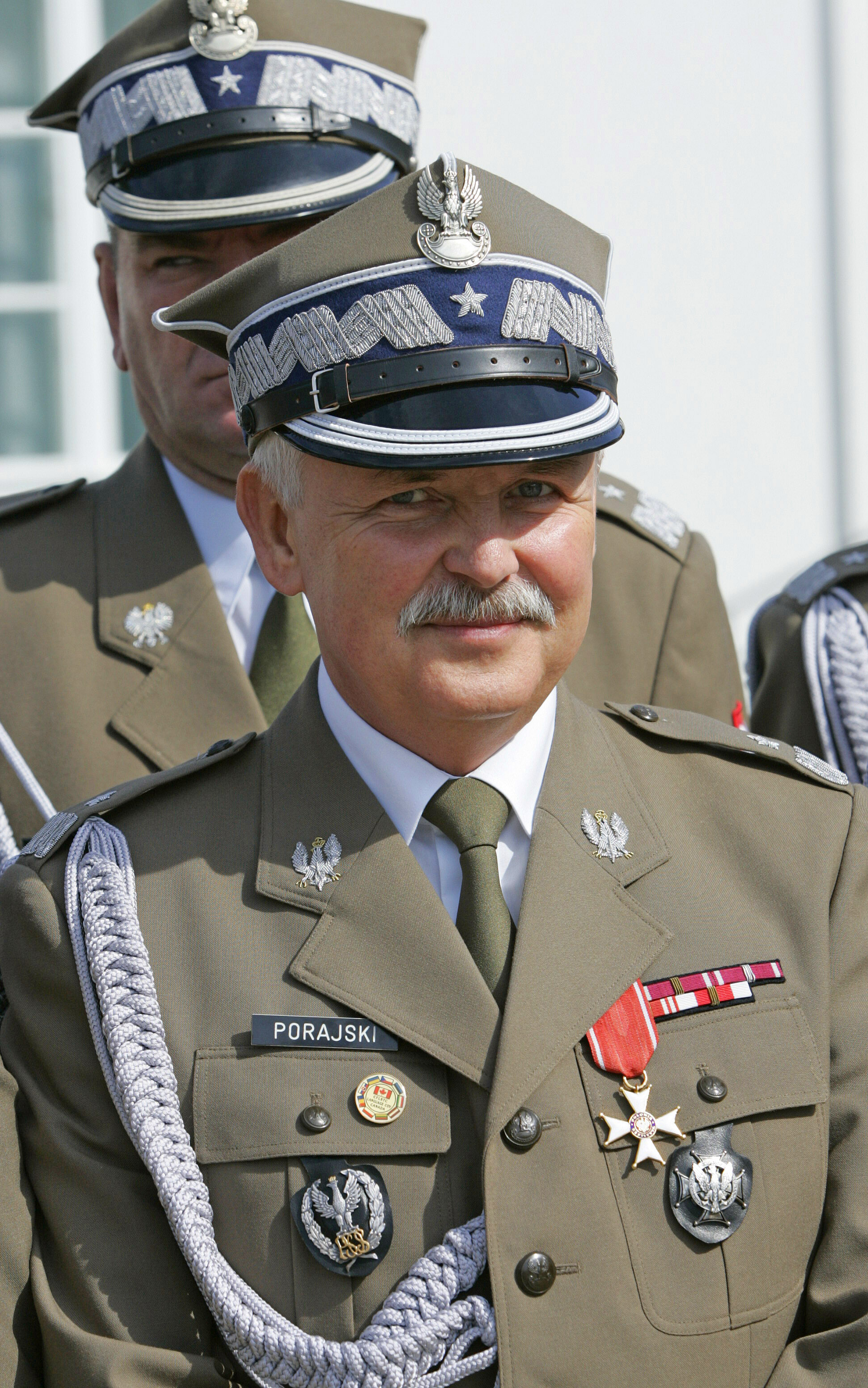
陸軍准将。こちらの軍帽の形状はチャプカ（2005年）
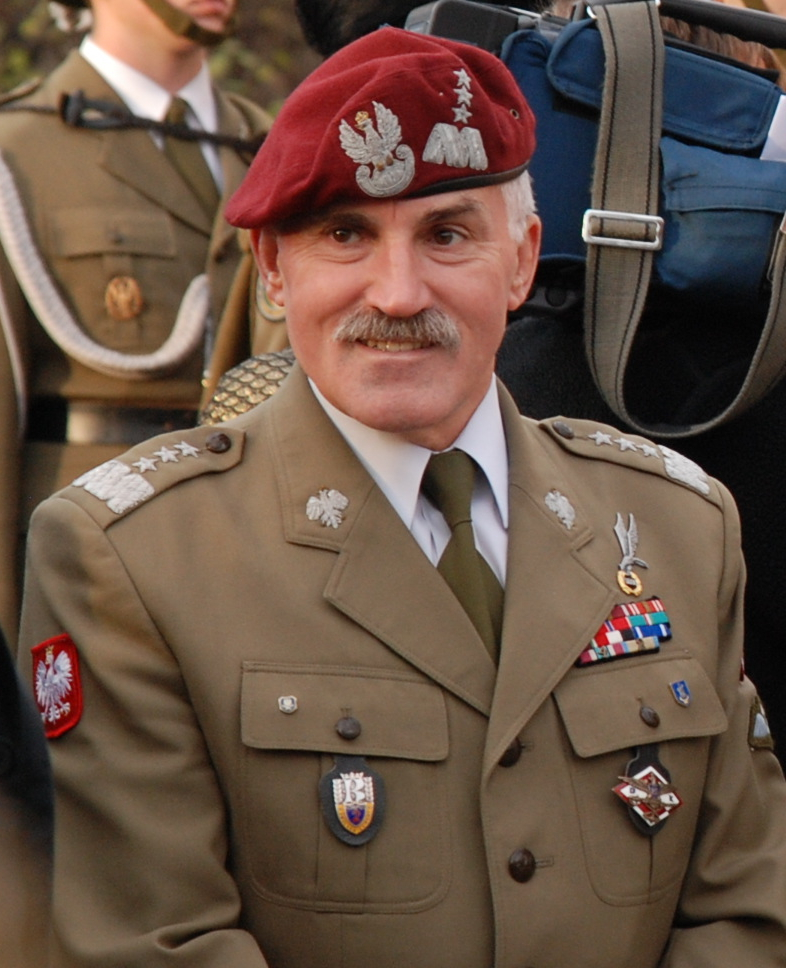
陸軍中将。ベレー帽を被っており、制帽同様階級を示す装飾がなされている（2008年11月10日）
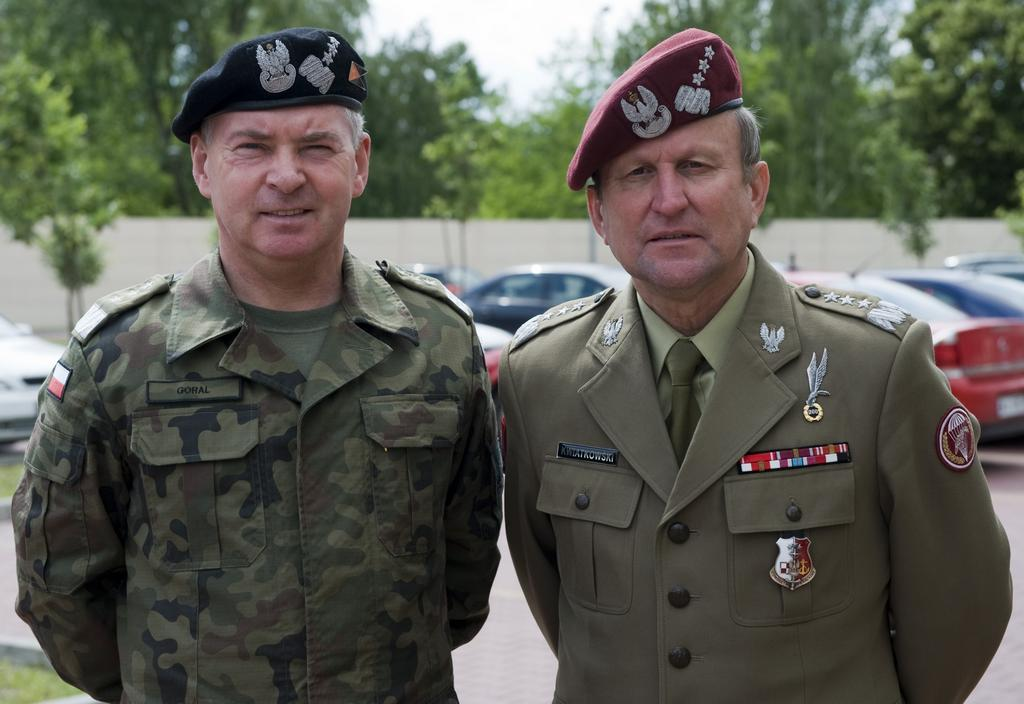
野戦服と制服の将官（いずれも中将　2009年6月17日）
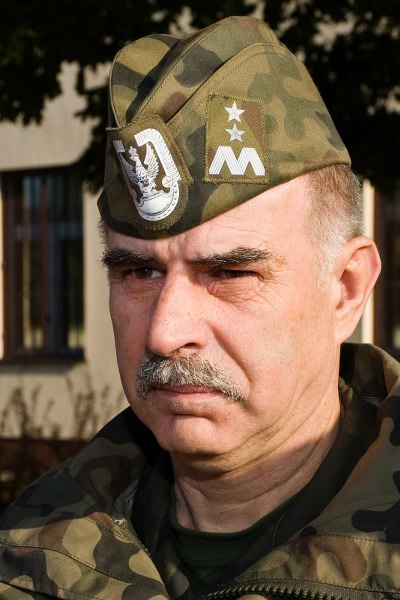
ギャリソンキャップを被った少将。帽子前面に階級章が付いている（2010年10月7日）
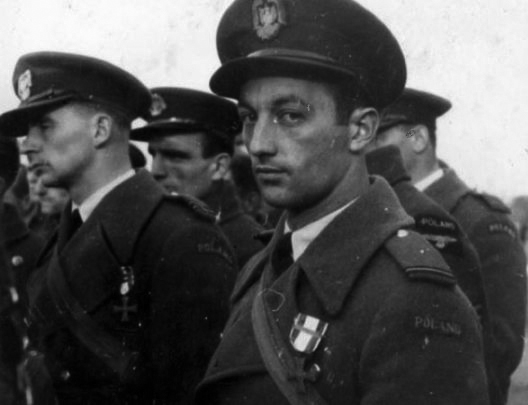
外套を着用した少佐（1941年）
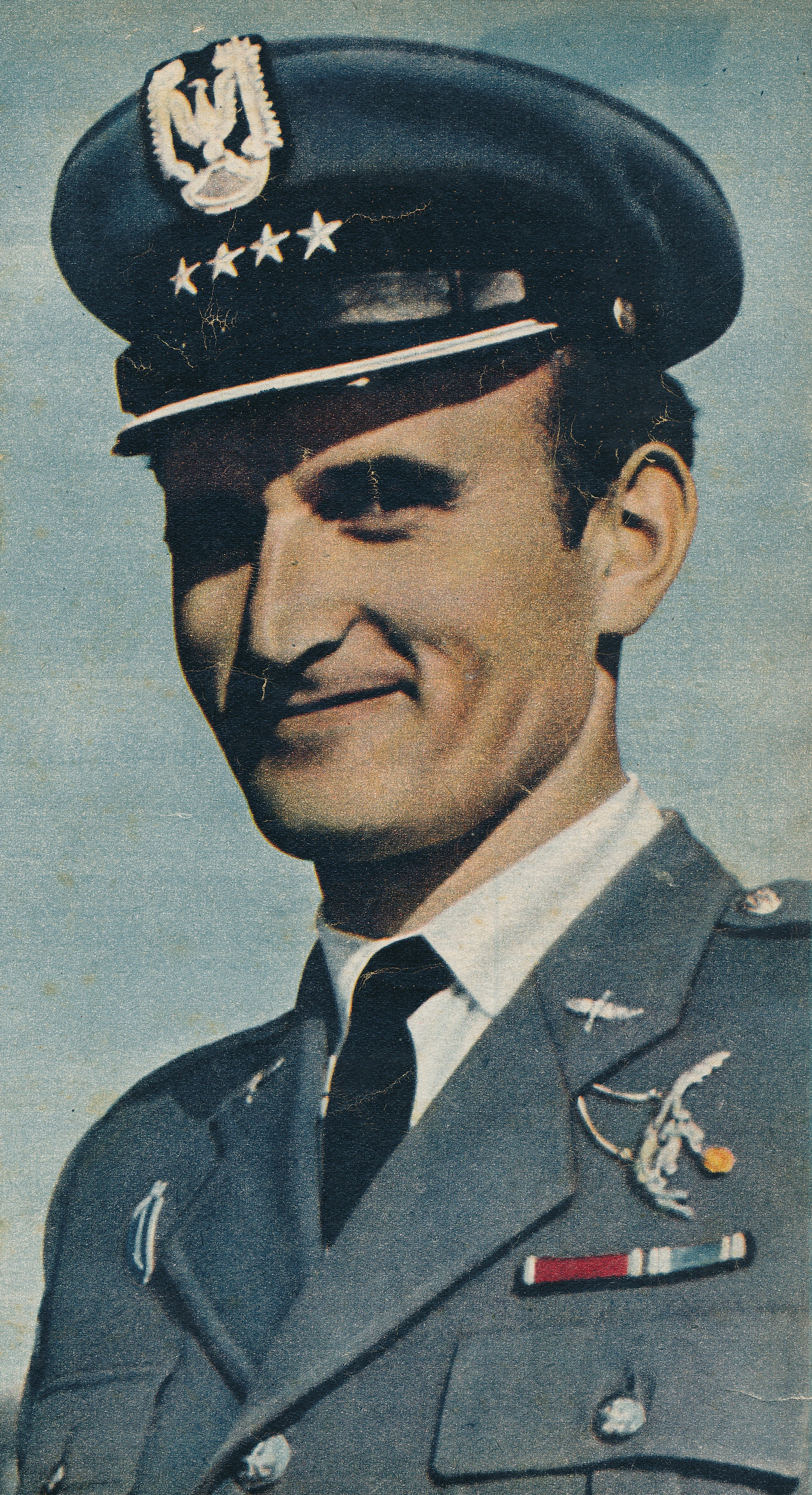
空軍上級大将（1959年）
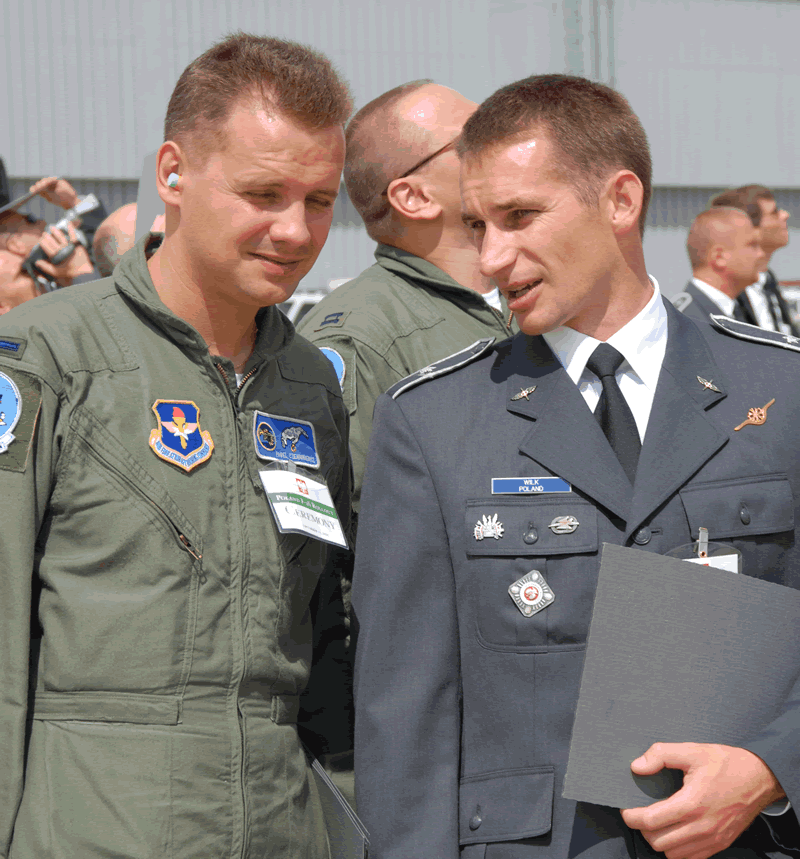
飛行服を着用した搭乗員（左）と制服を着用した上級曹長（右）（2006年9月15日）
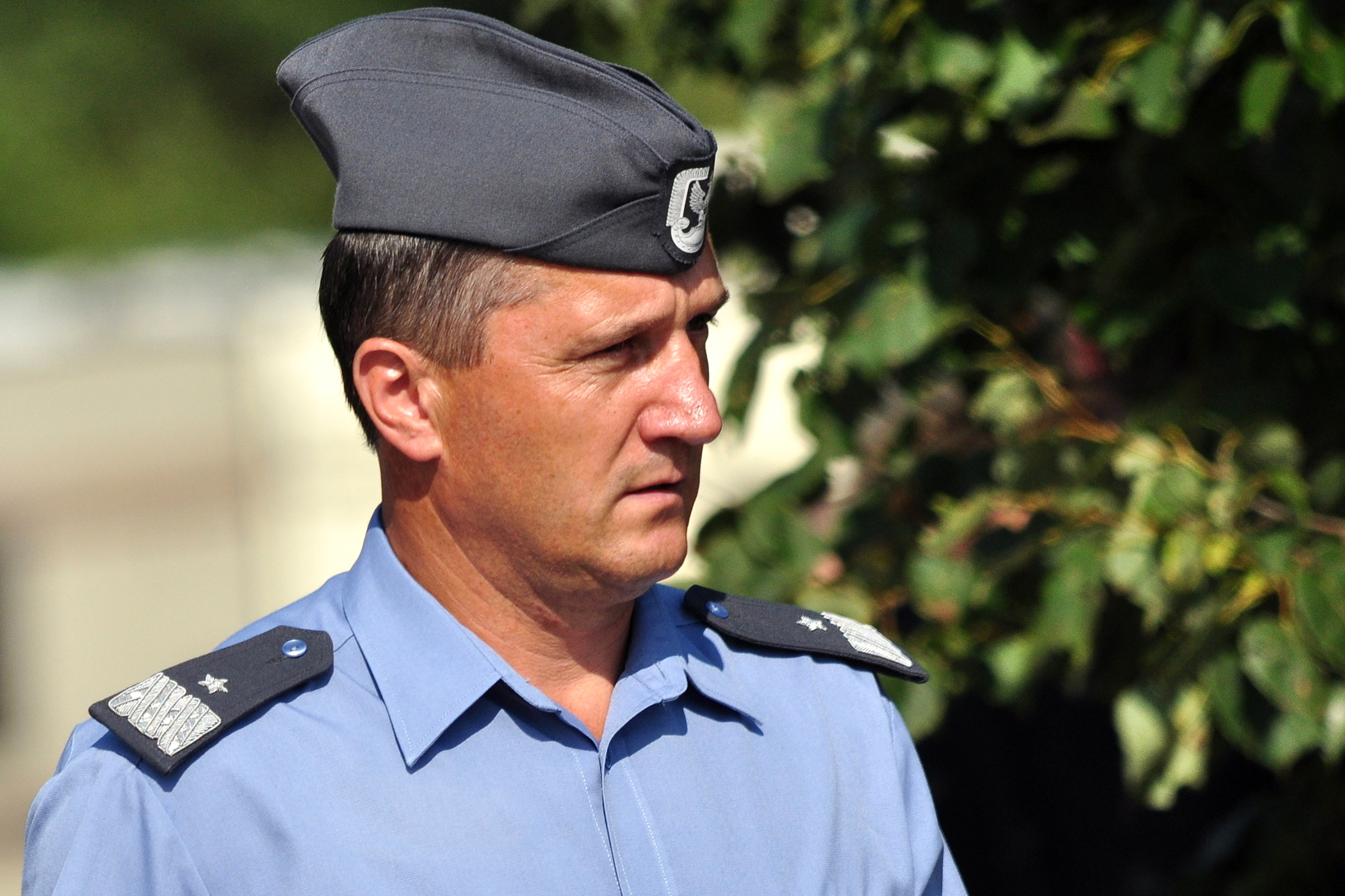
空軍准将（2013年8月17日）
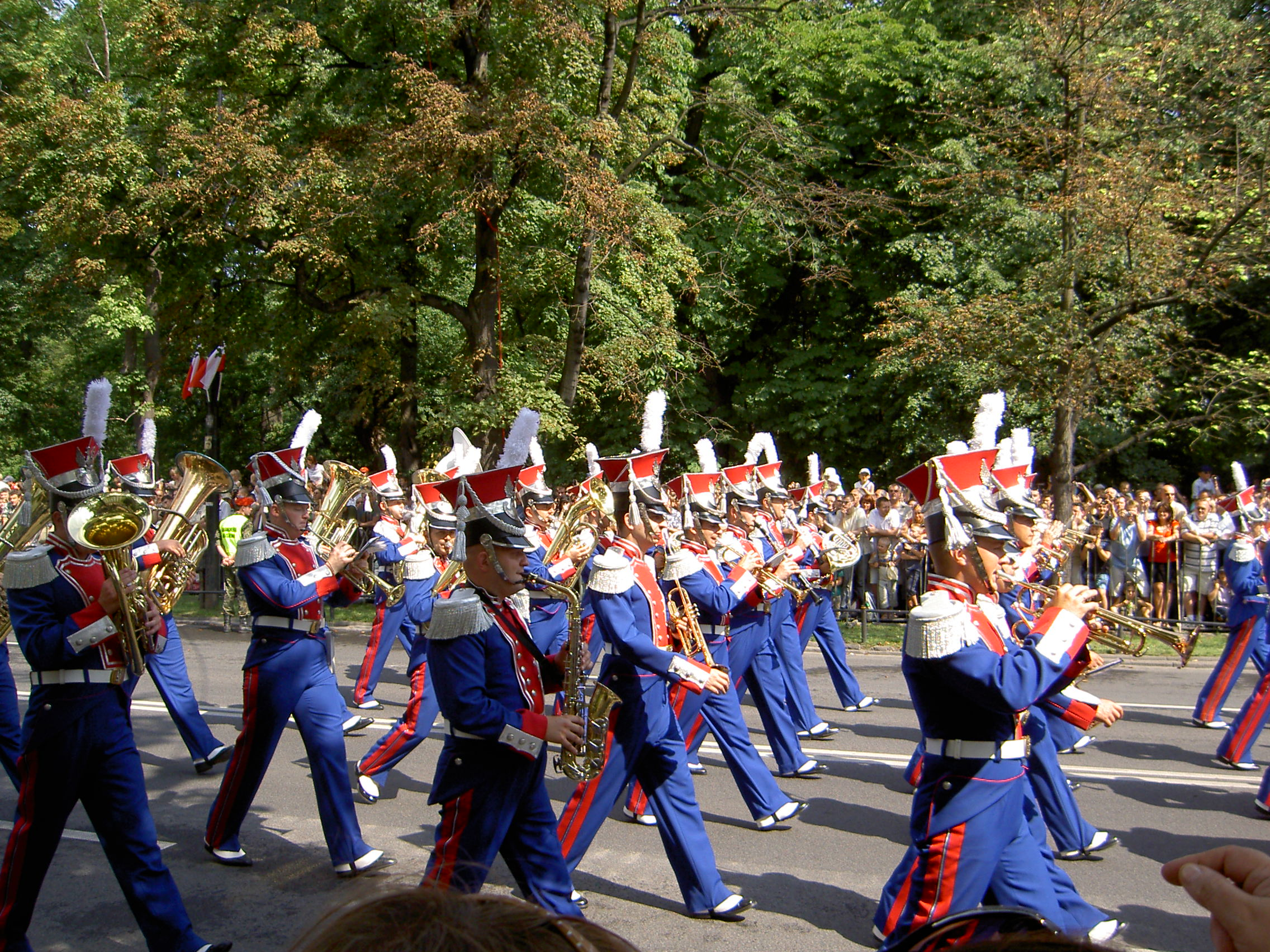
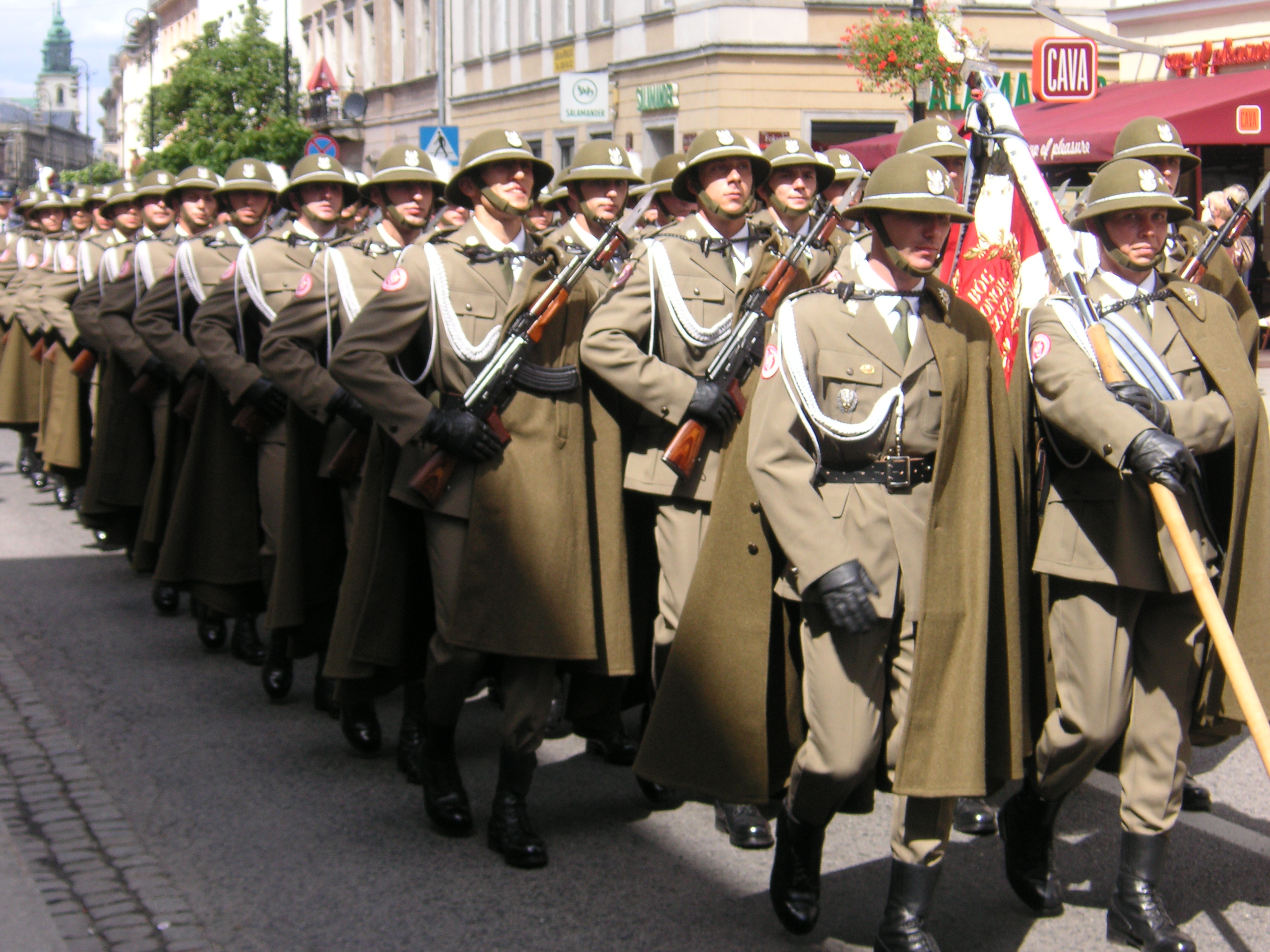
第21ポドハレ・ライフル旅団の将兵
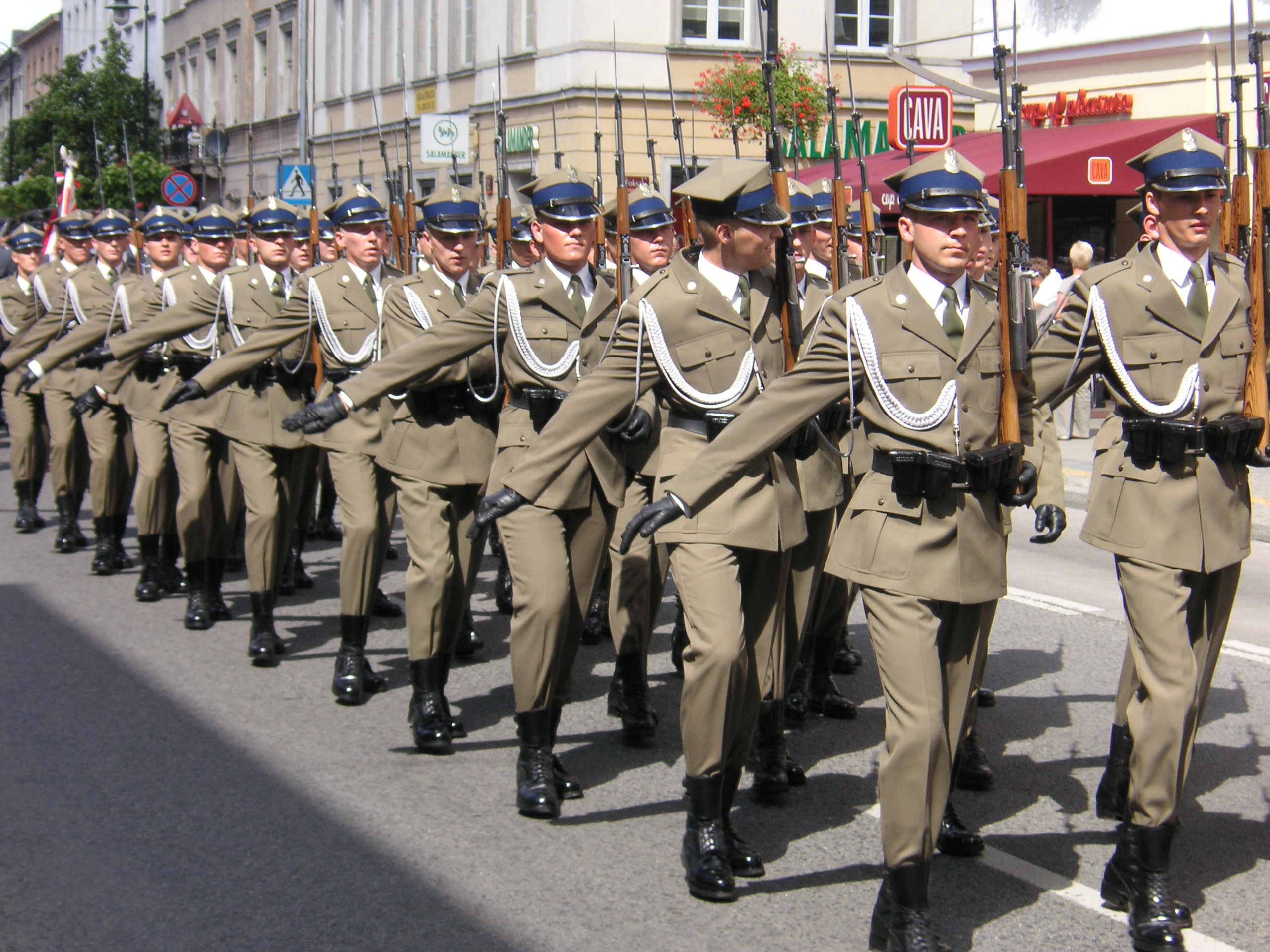
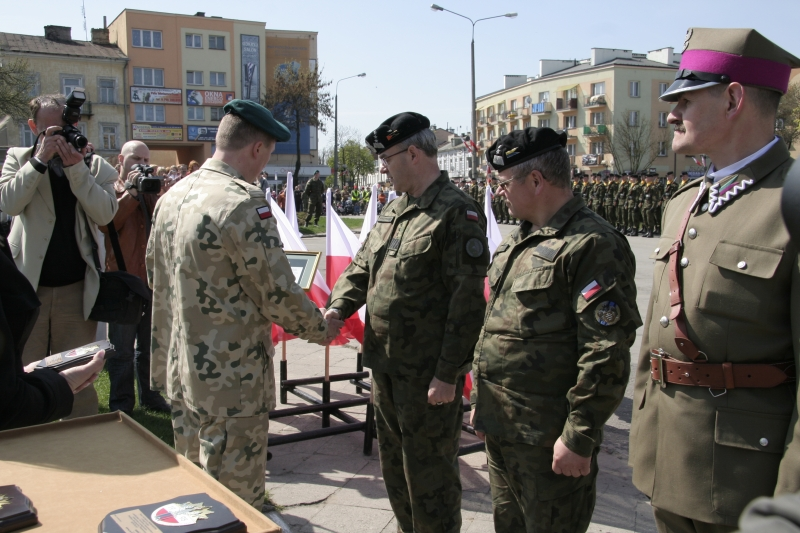
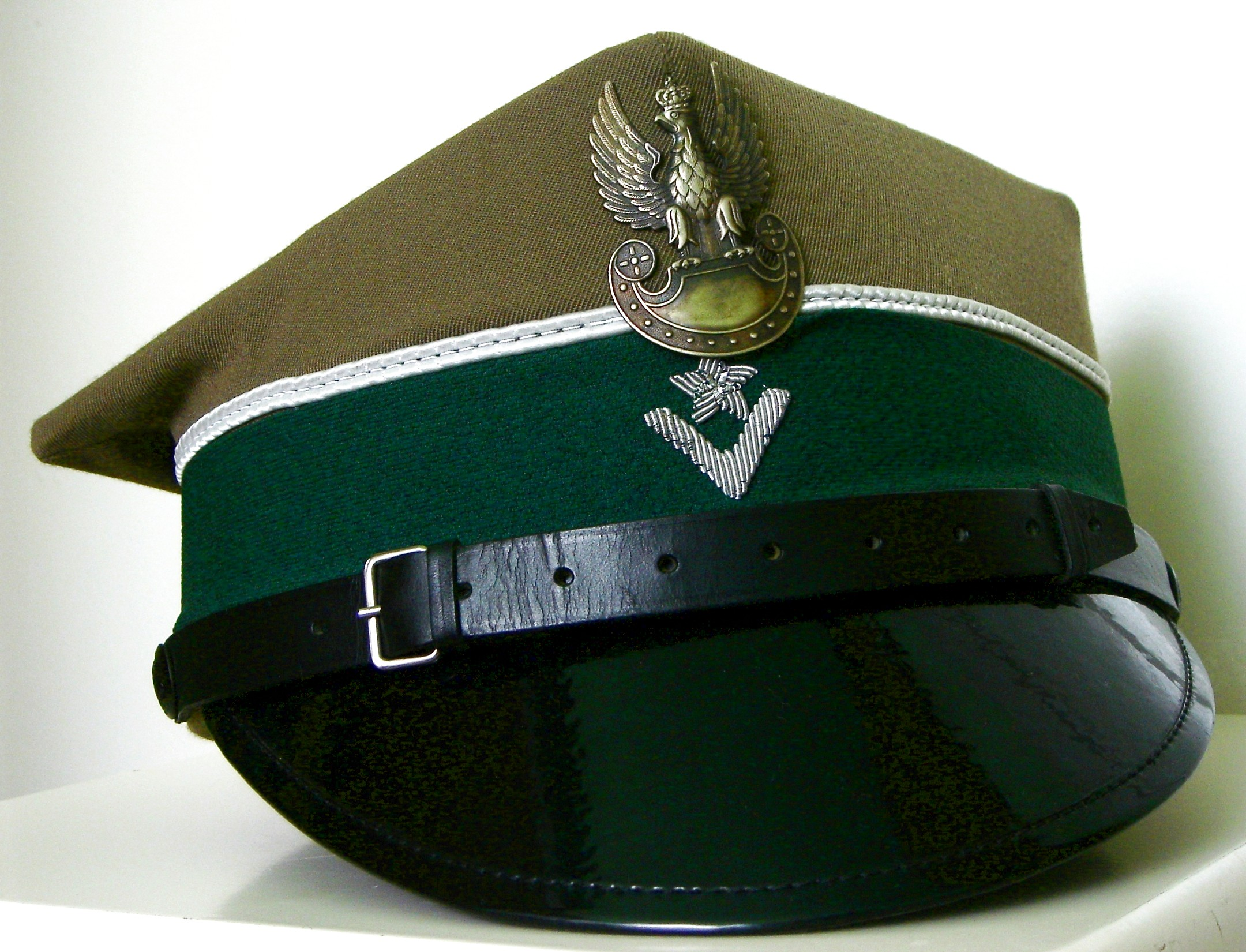
民主化以後は、軍帽の形状もチャプカとなり、帽章の白鷲に王冠が復活した。
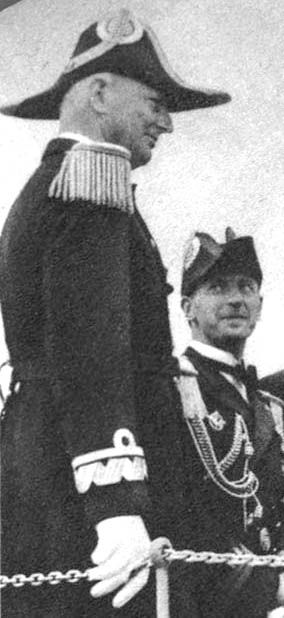
海軍士官礼服。袖章が独特。
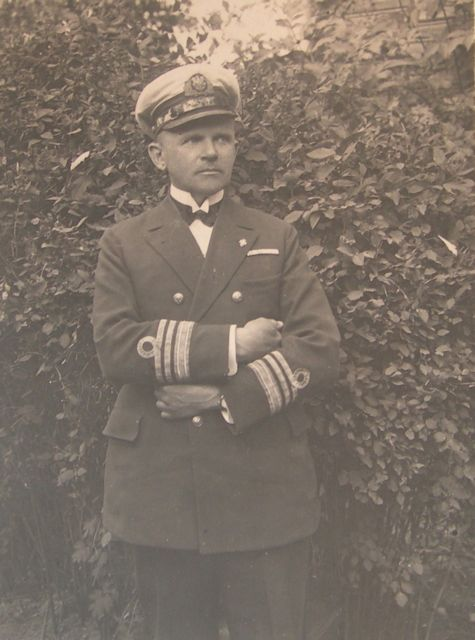
中佐（ヴワディスワフ・ブリンストルブ（ポーランド語版）、1921年ごろ）
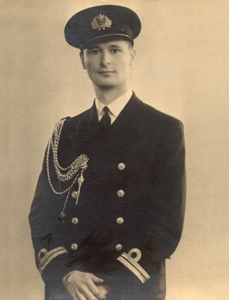
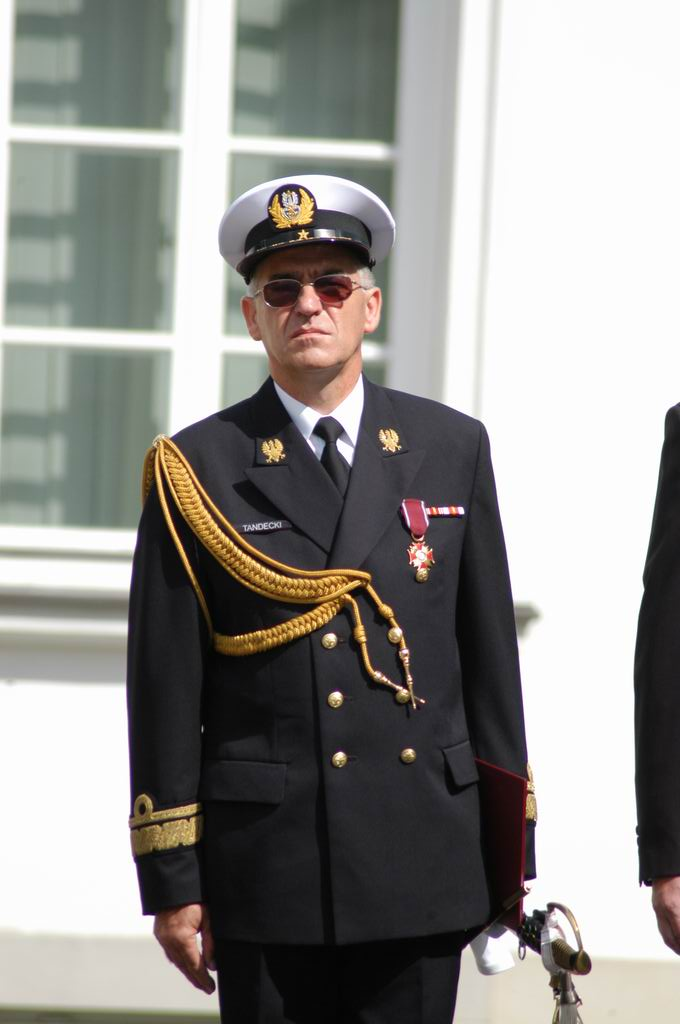
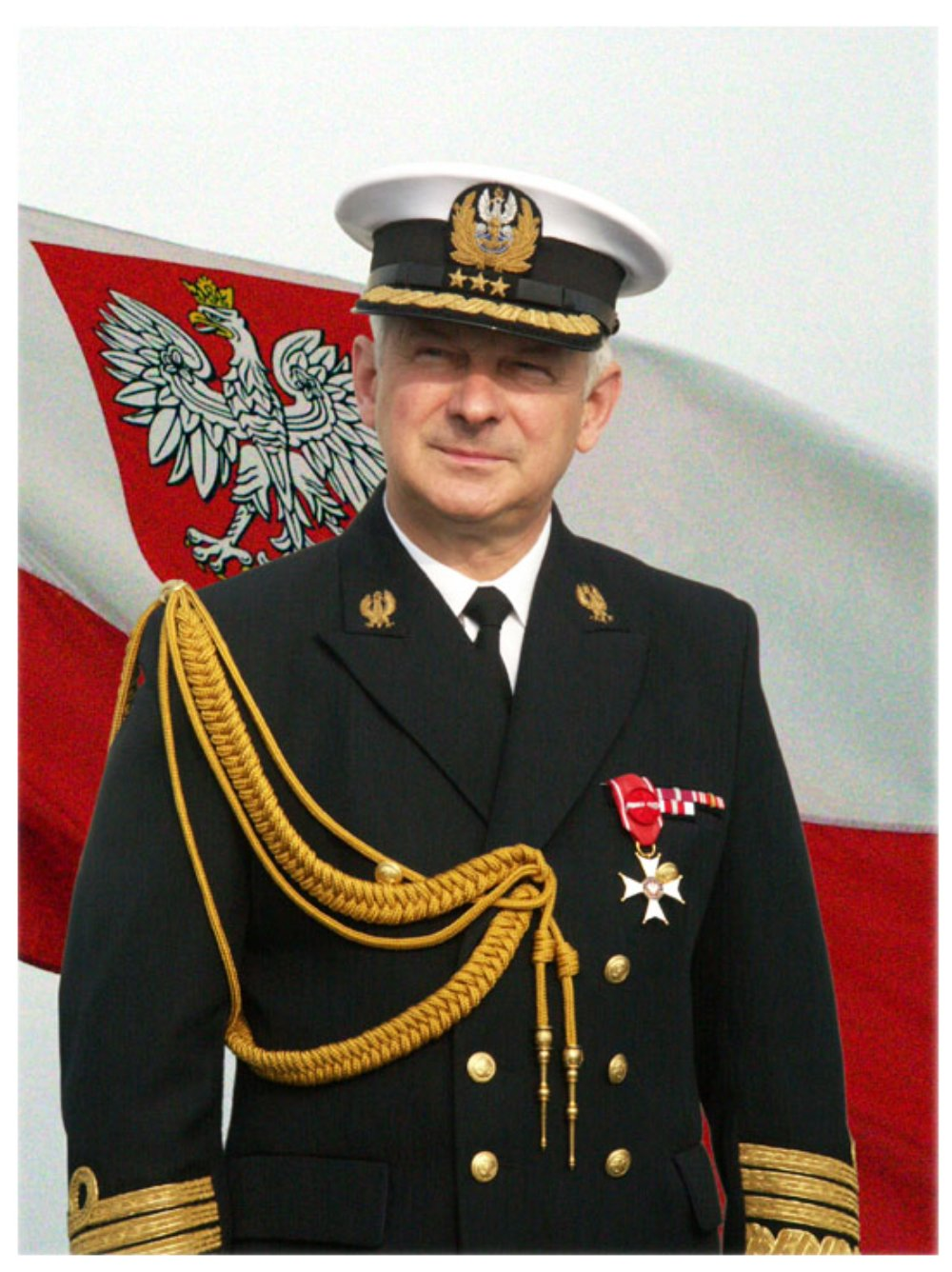
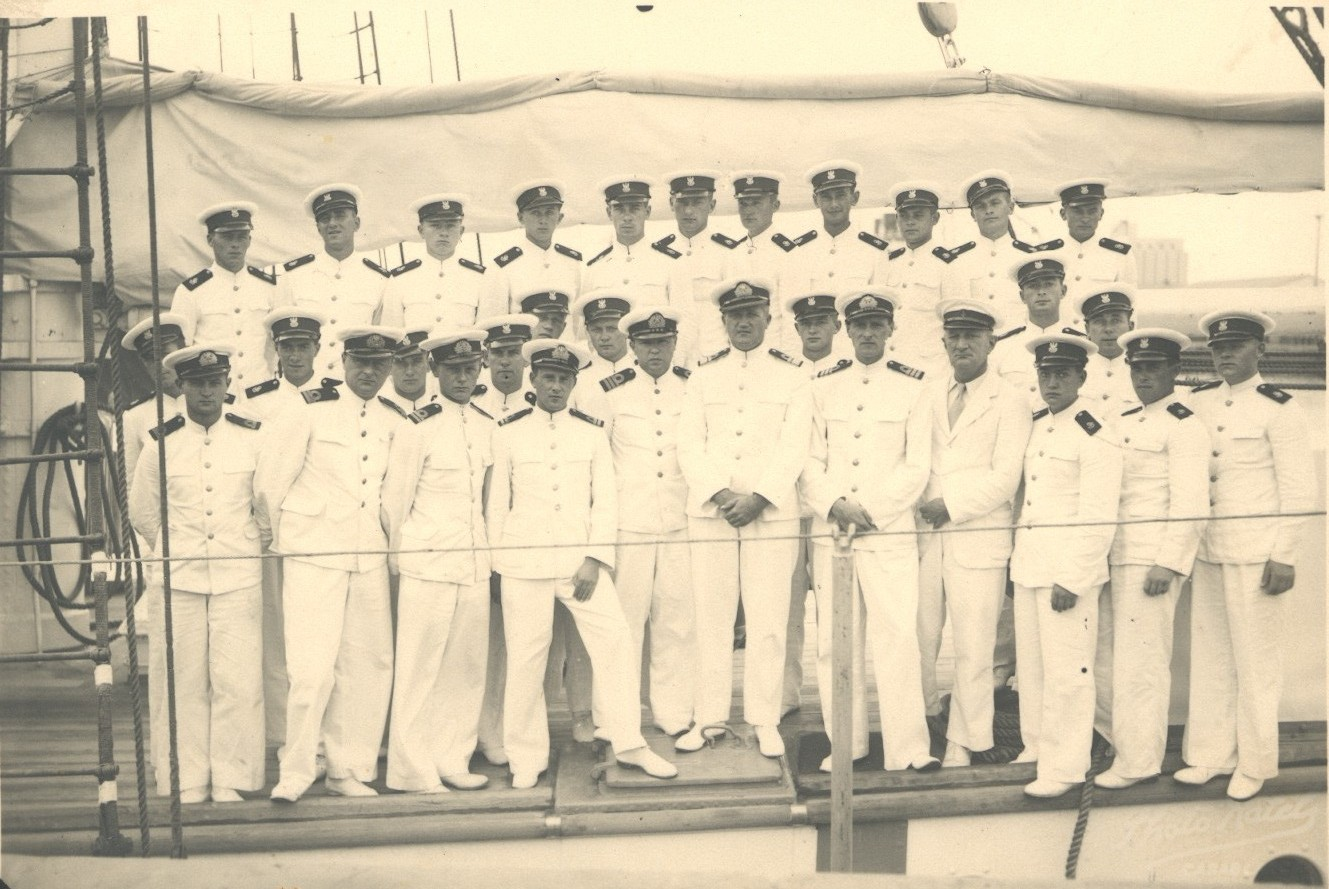
海軍士官夏服（1937年頃）
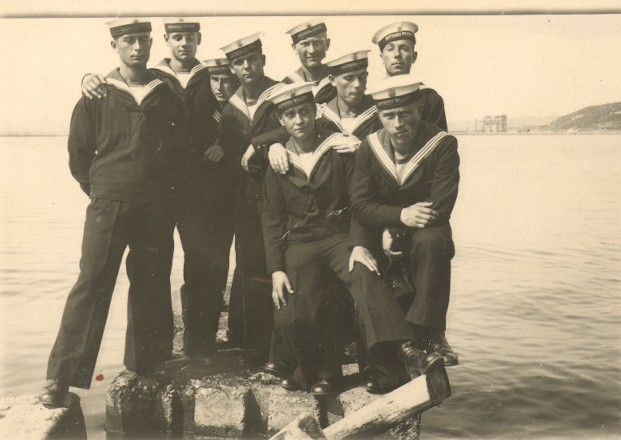
水兵（1938年）
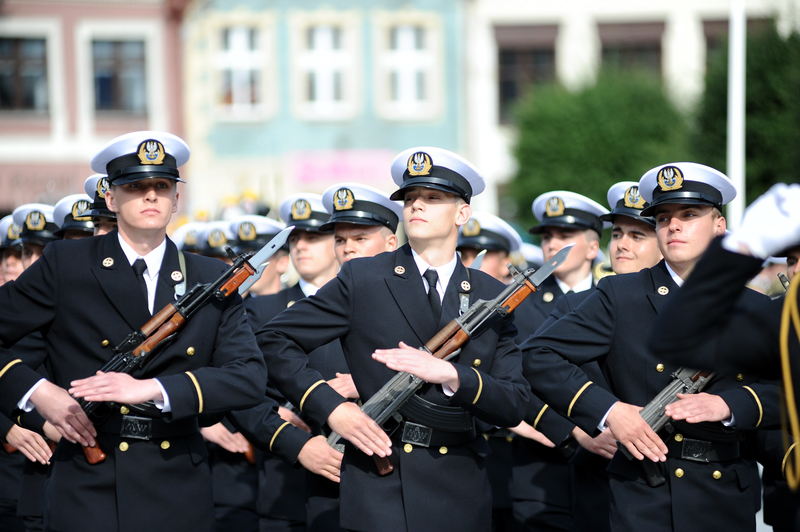
海軍下士官（2012年）
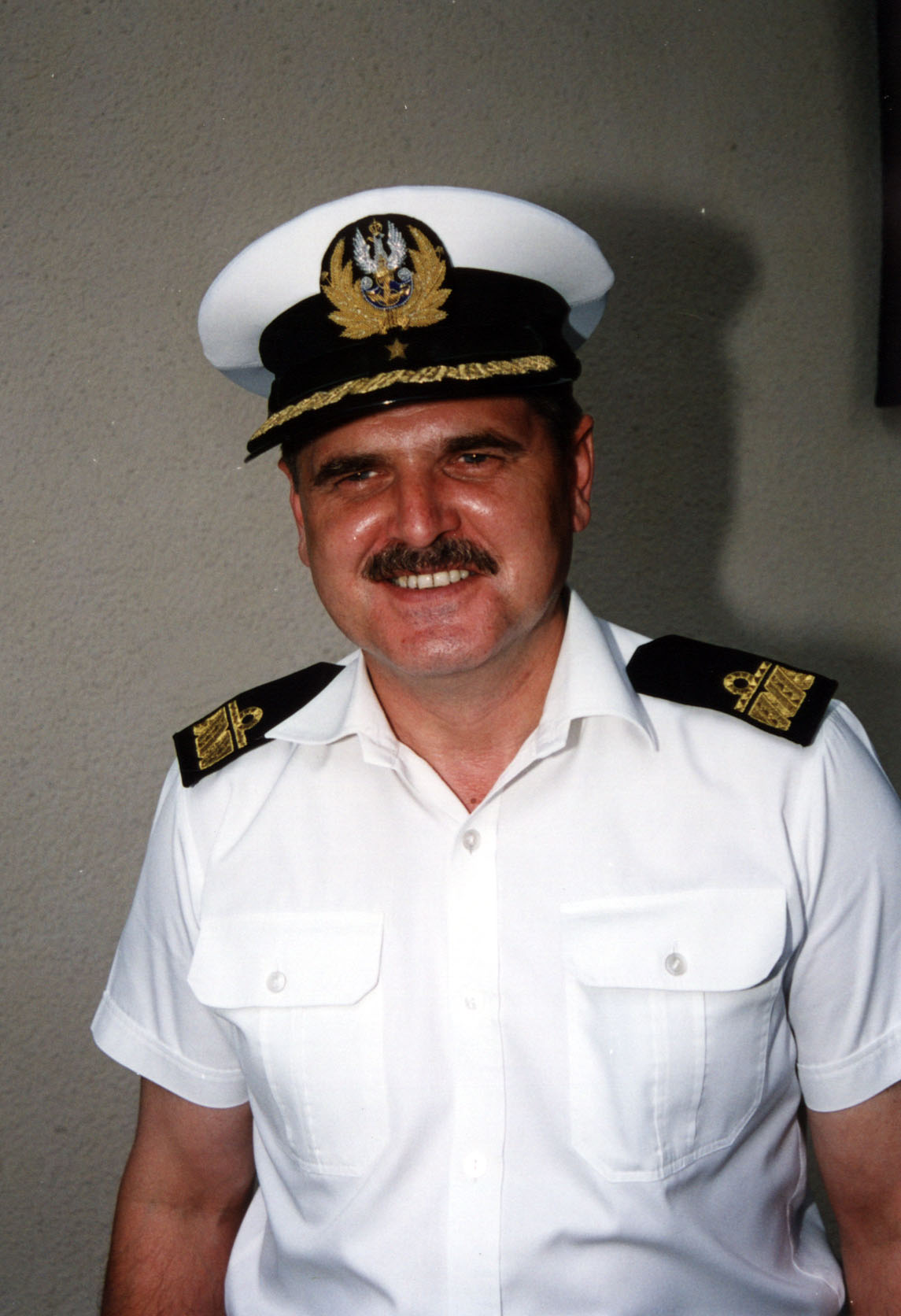
海軍士官夏季略装（2008年）

## ウクライナ
オーストリア・ハンガリー帝国の下で創設されたウクライナ・シーチ銃兵隊は、当初陸軍の通常部隊と変わらない軍服であったが、1917年1月17日にオーストリアの規格帽を基に「マゼープィンカ」（イヴァン・マゼーパに由来）と呼ばれる略帽を制定した。ウクライナの独立運動は第二次世界大戦頃まで幾度となく興隆したが、その度にこの帽子はウクライナにおける軍事組織に受け継がれていった。
西ウクライナ人民共和国の軍事組織ウクライナ・ガリツィア軍の「ズプチャトカ」と呼ばれるギザ歯の独特の意匠をした襟章で兵科を、階級は袖章で示した。ウクライナ人民共和国軍（1918年4月～12月の間はウクライナ国軍と呼称）は1918年に階級章を制定、当初は襟章で同年に肩章、翌1919年に袖章、1920年に襟章へと立て続けに変更された。軍服はいずれも「フレンチ」と呼ばれるイギリス式軍服を着用したが、建国間もないため軍装の混乱が見られる。また、ウクライナ・コサック部隊は階級章は同じだが、それぞれ独自の軍装が見られる。例として、セルデューク師団では中央アジア風のゆったりした衣服が使用された。青衣師団では青いチョハにパパーハ、灰衣師団ではドイツ風のフィールドグレーの前合わせが隠しボタンとなった軍服が使用された。

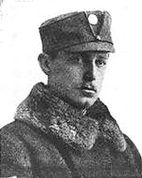
マゼープィンカを被ったウクライナ・シーチ銃兵隊の司令官、ウィリヘリム大公爵
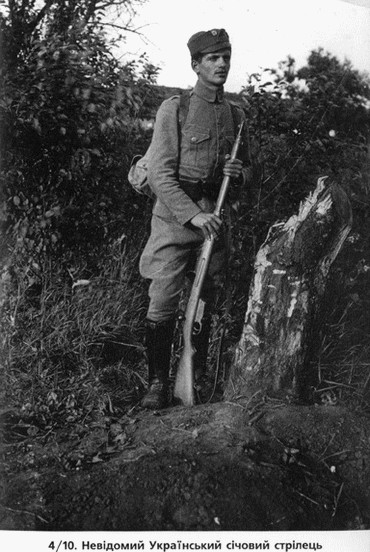
マゼープィンカを被ったウクライナ・シーチ銃兵隊の兵士
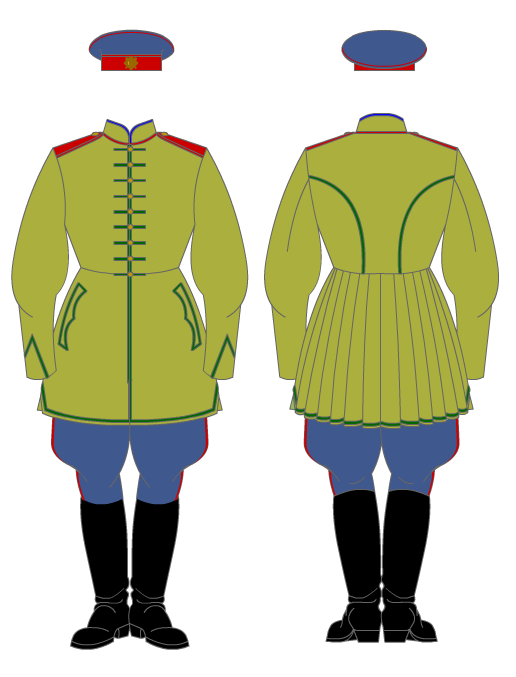
セルデューク師団コサック兵
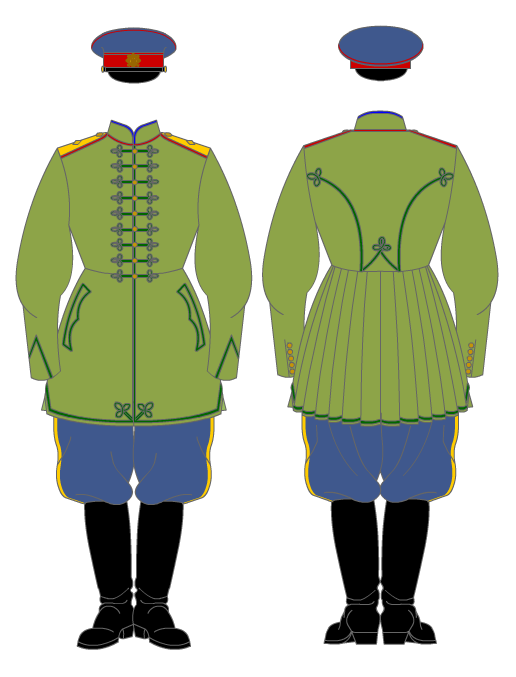
セルデューク師団将校
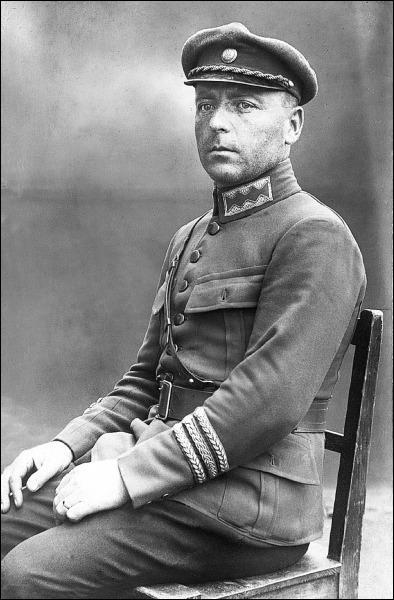
ウクライナ・ガリツィア軍大佐（ナット・ステファニフ（英語版））
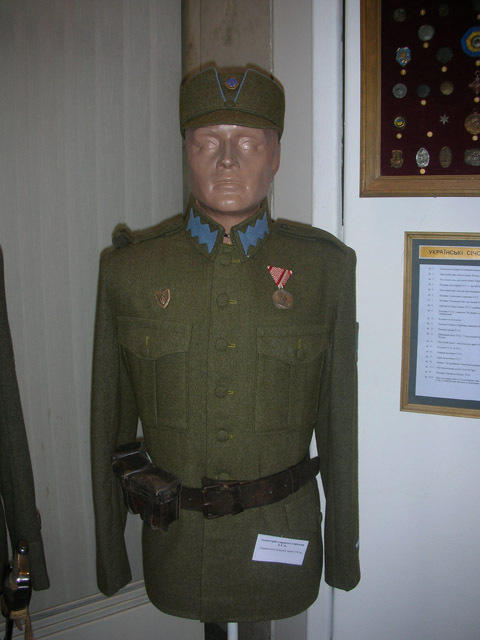
ウクライナ・ガリツィア軍の軍服
セルデューク師団の階級章
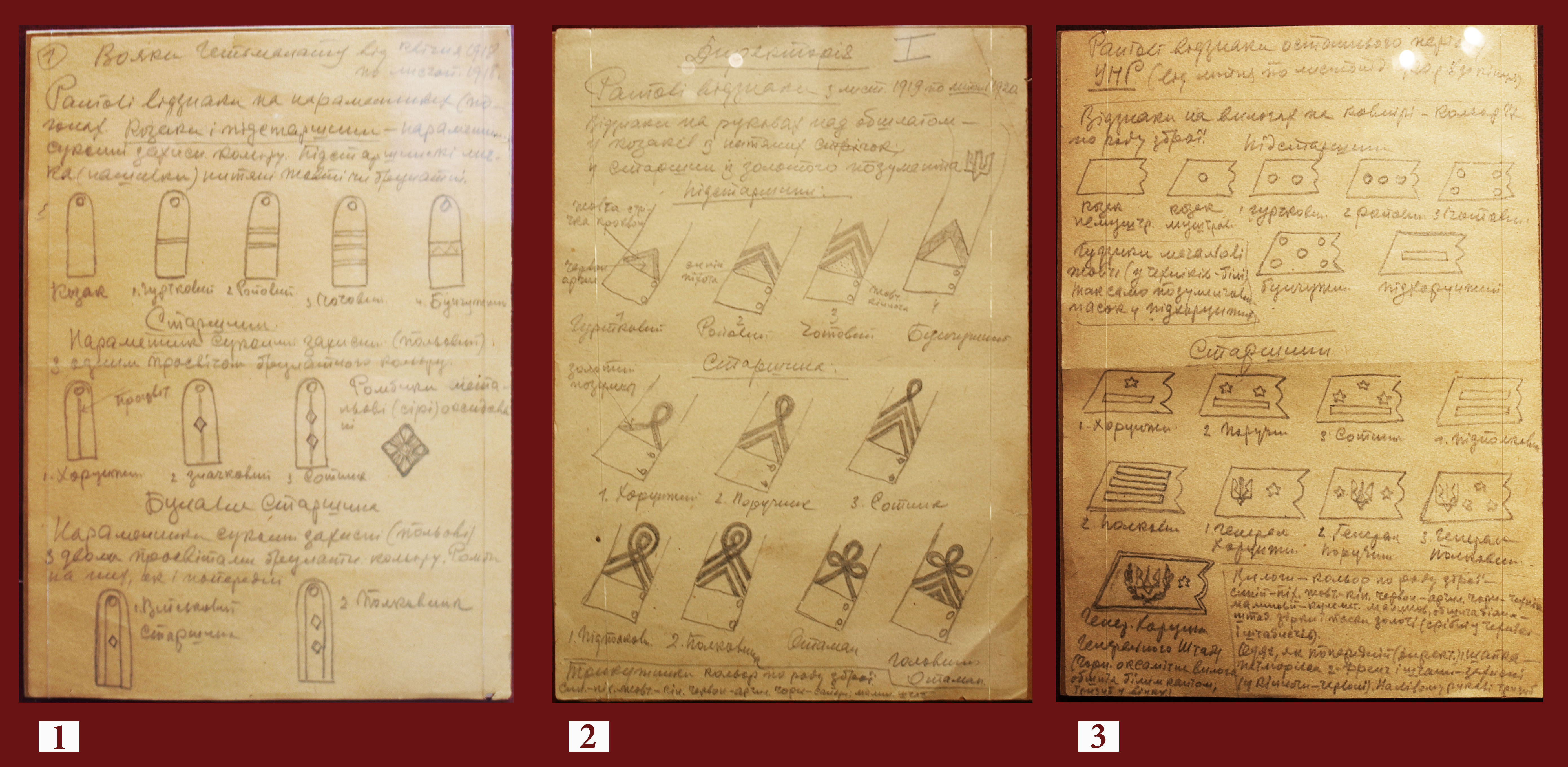
ウクライナ国軍・ウクライナ人民共和国軍の1918年～20年の階級章
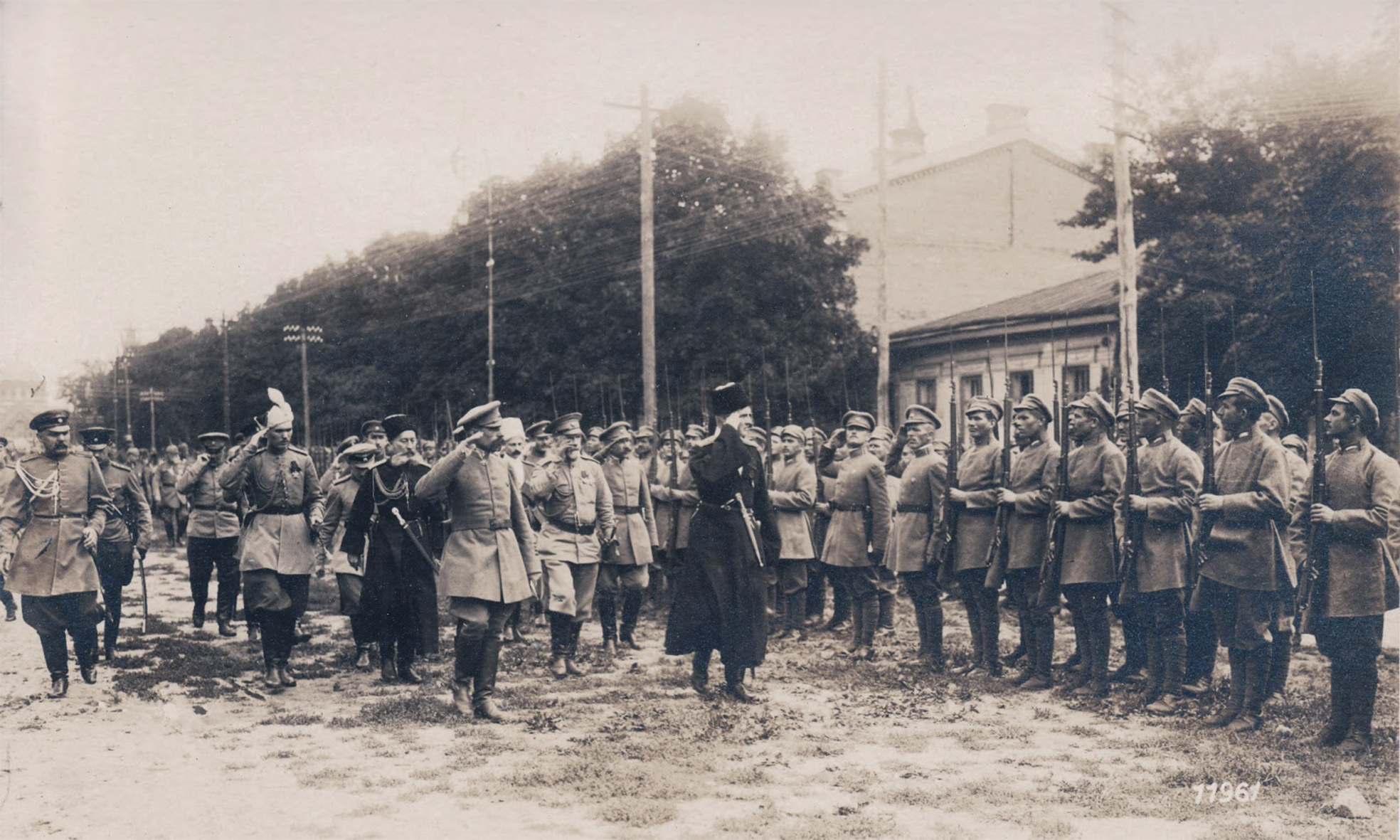
灰色師団。左端にセルデューク師団将校も見える（1918年）
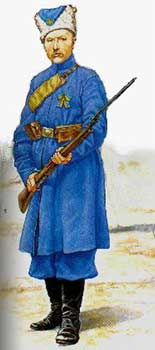
青衣師団の兵士
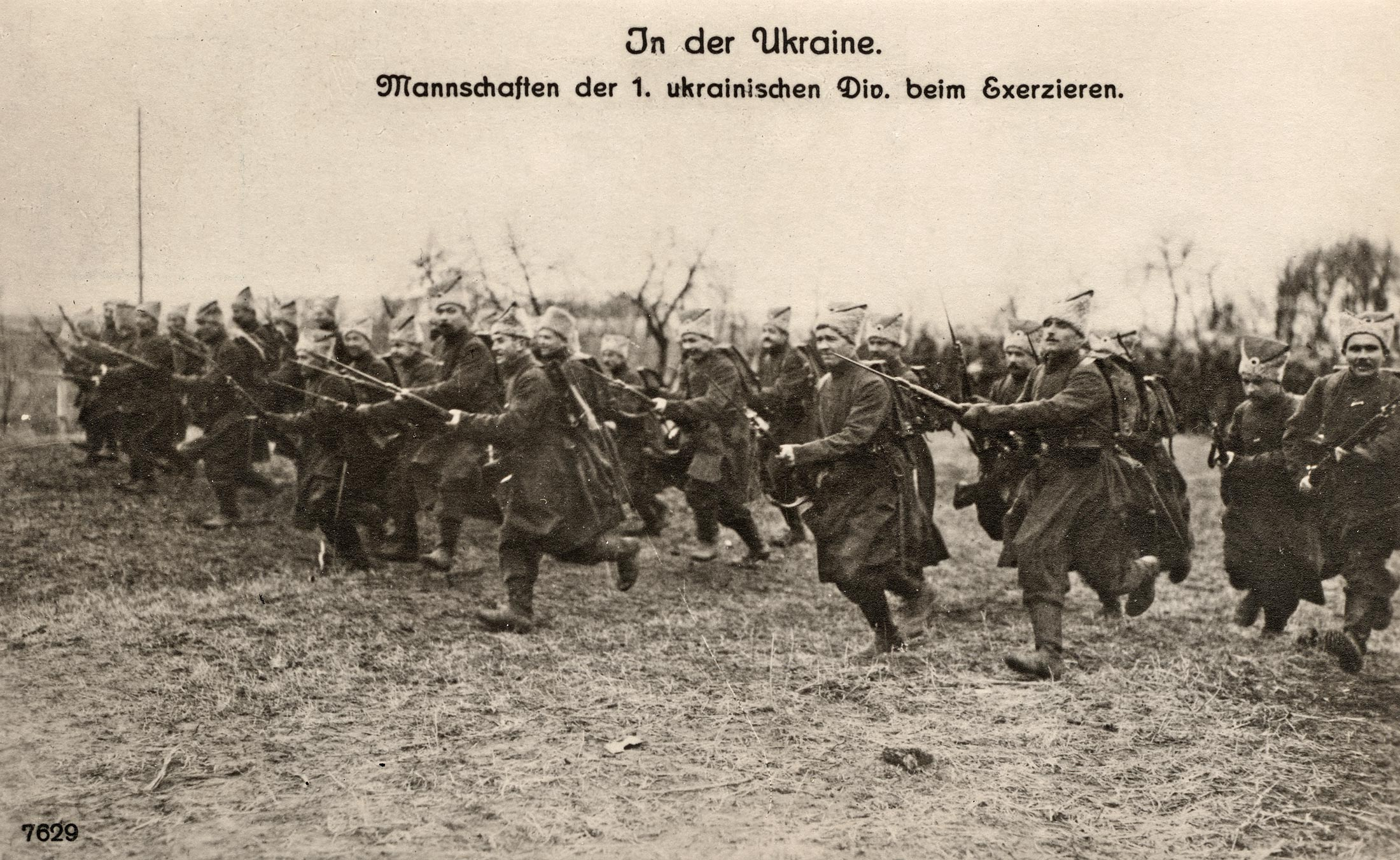
青師団
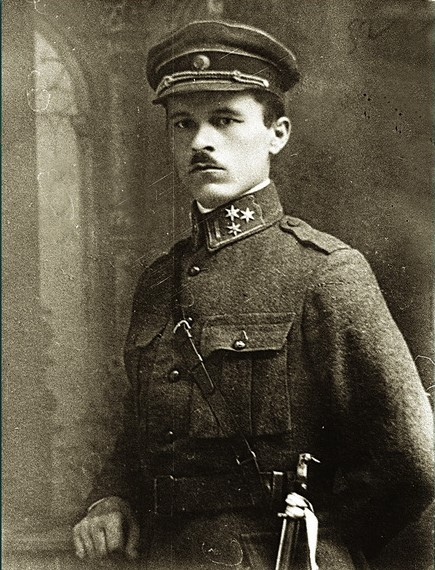
ウクライナ人民共和国軍大佐（1919年ごろ）
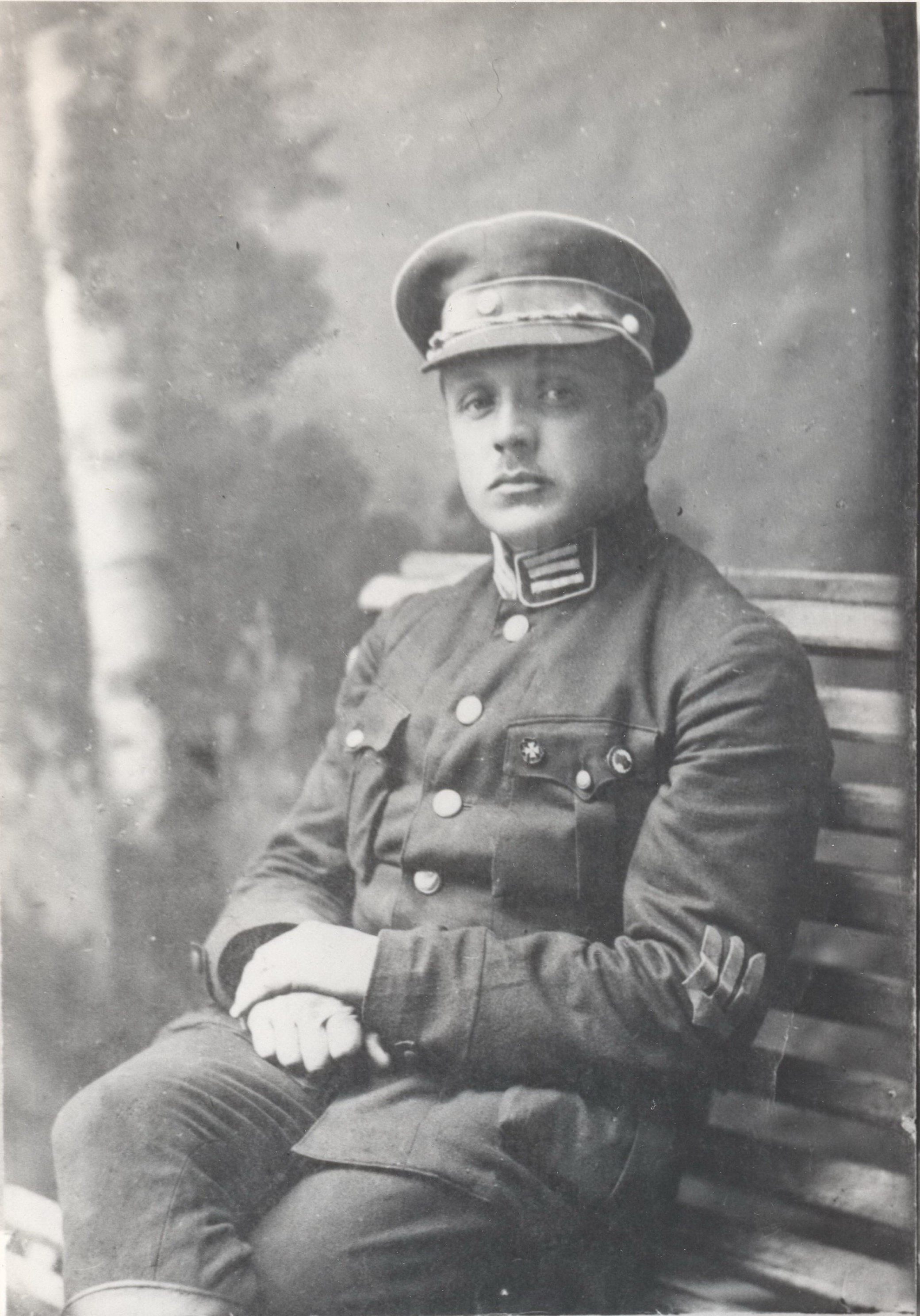
ウクライナ人民共和国陸軍大佐。襟章のパイピングは制式規定ではない（1919年）
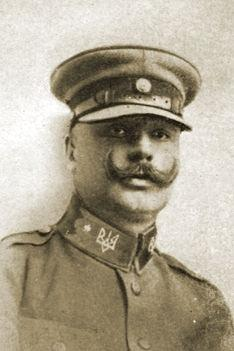
ウクライナ人民共和国陸軍少将（1920年）
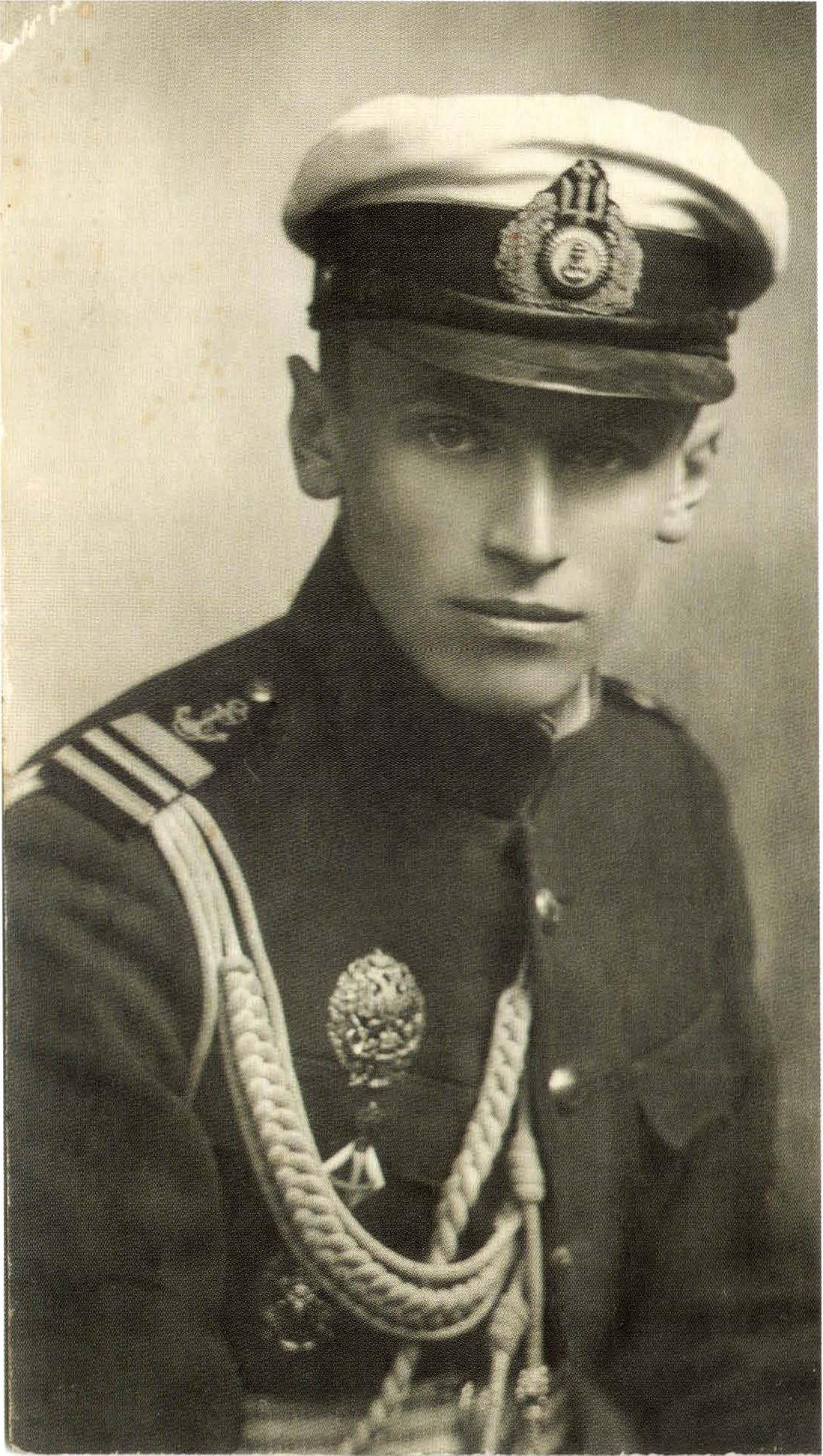
ウクライナ人民共和国海軍中尉
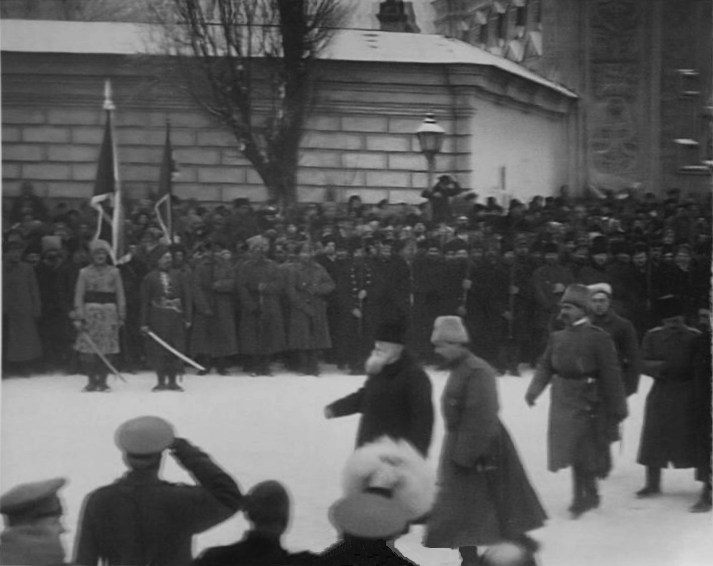
ウクライナ人民共和国の軍隊
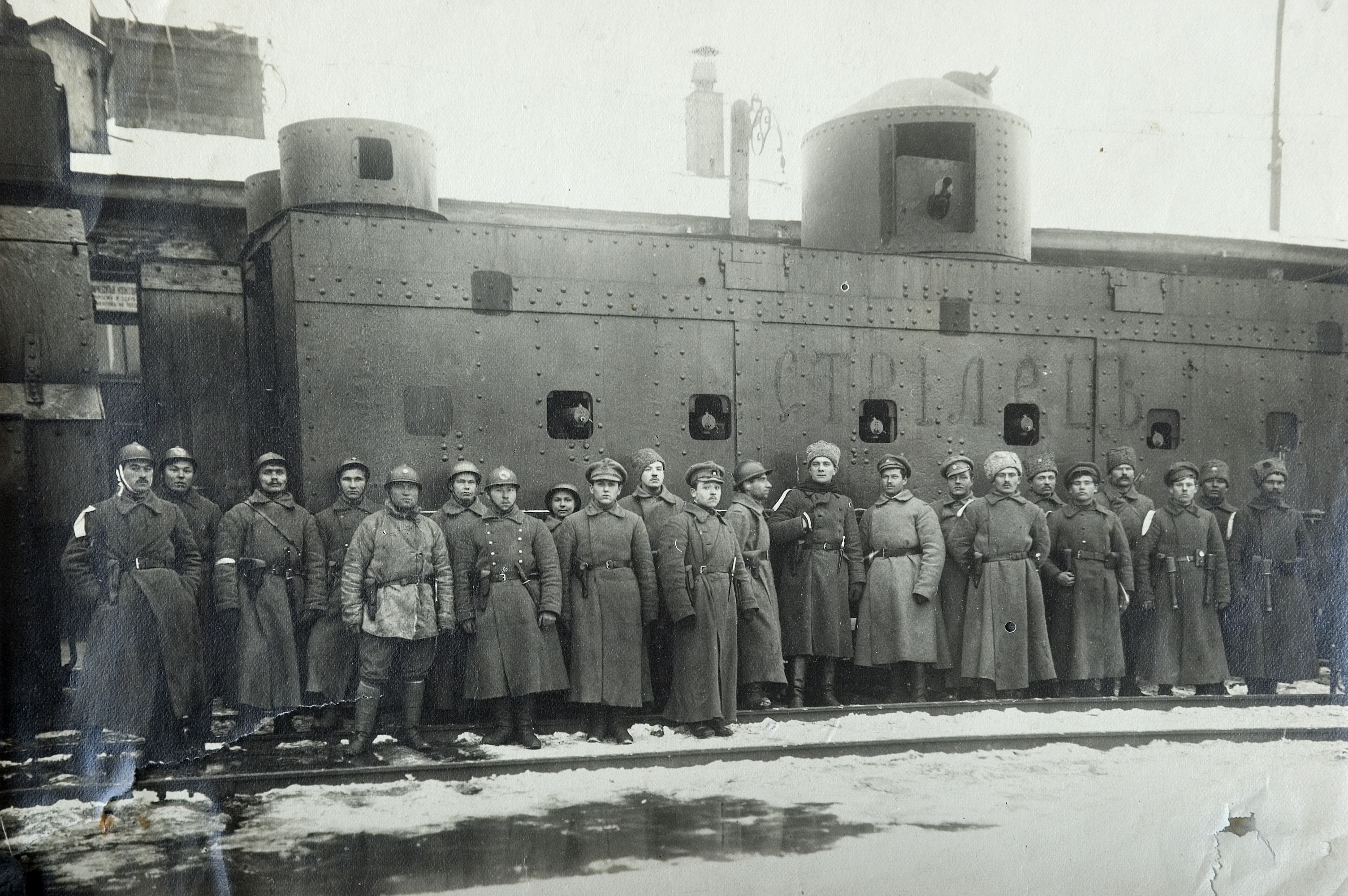
シーチ銃兵隊兵士。フランス式ヘルメットをかぶっている者もいる
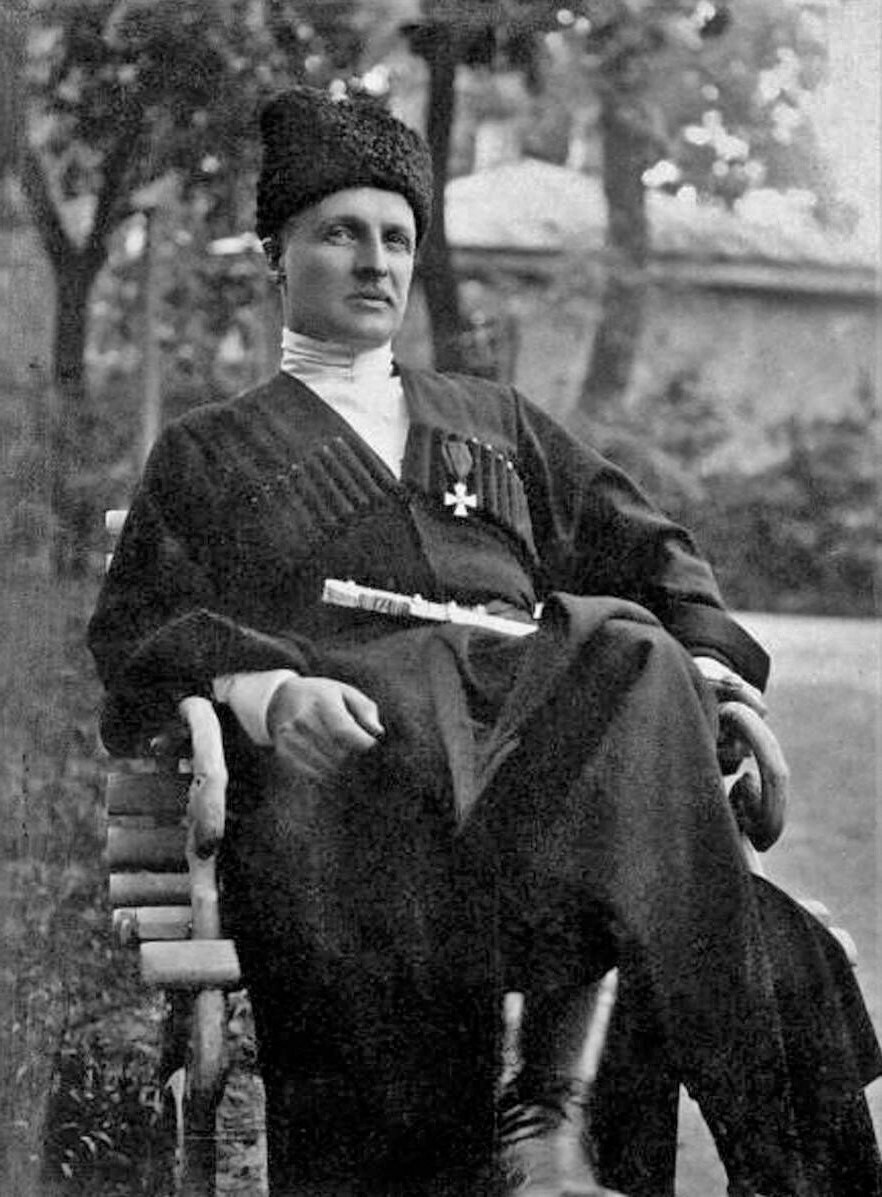
パウロー・スコロパードシクィイ（コサックの軍服）
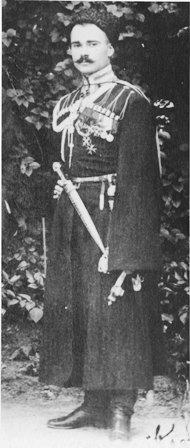
コサックの軍服
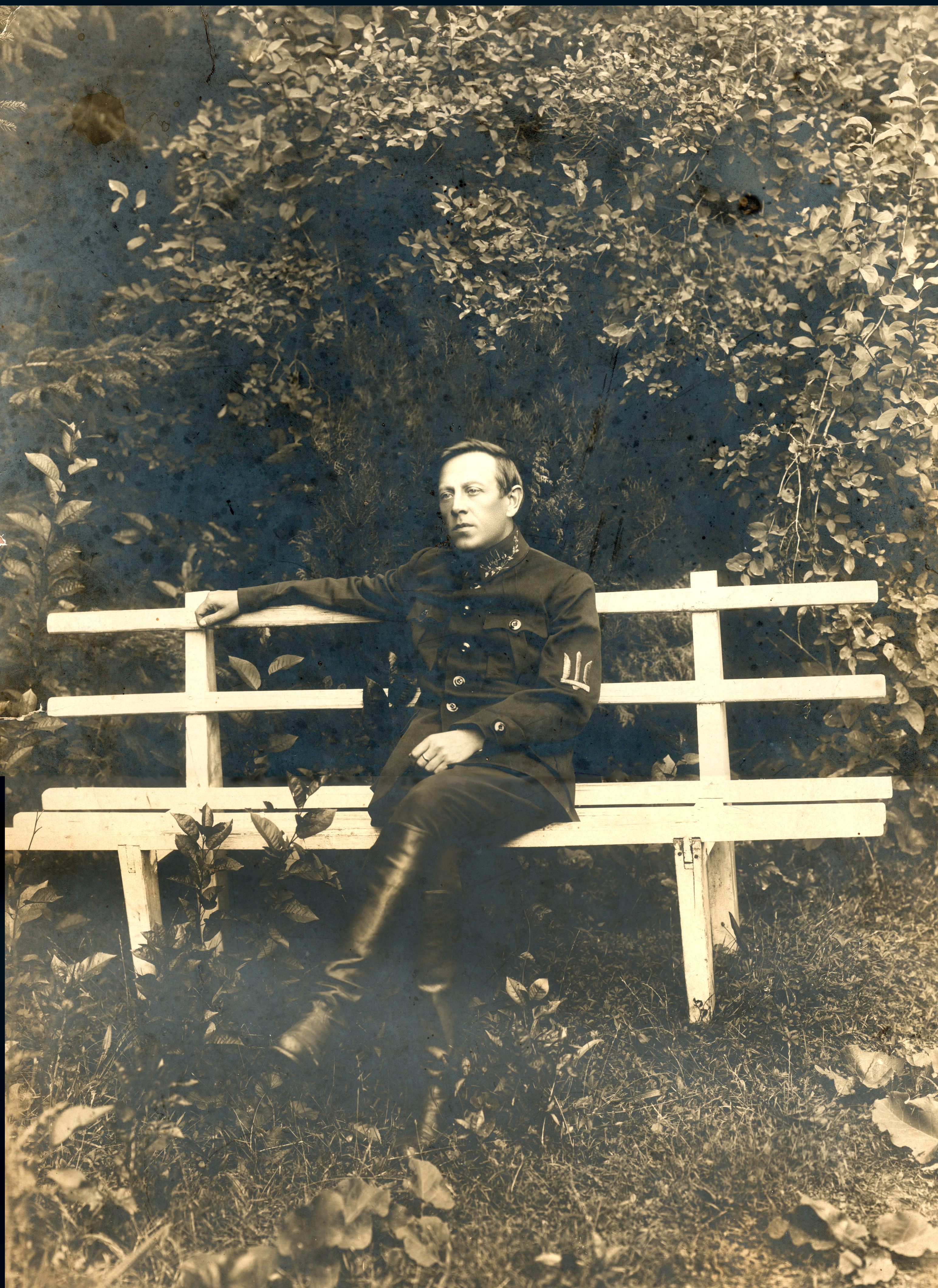
ウクライナ人民共和国軍司令官（シモン・ペトリューラ、1919年）

### ウクライナ蜂起軍の肩・襟章

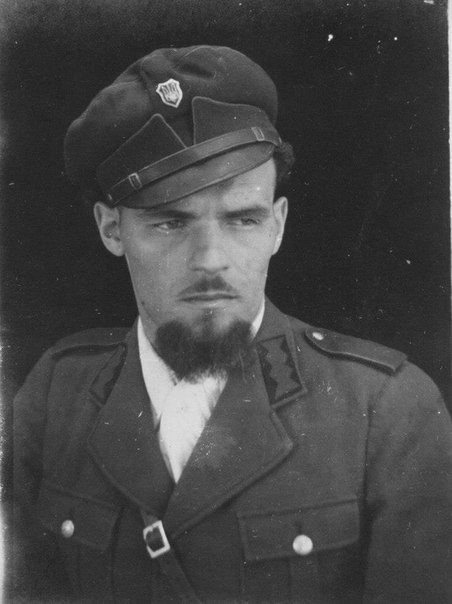
ウクライナ蜂起軍の軍服。襟にズプチャトカが付き、帽子にマゼープィンカ風の耳当てがつく

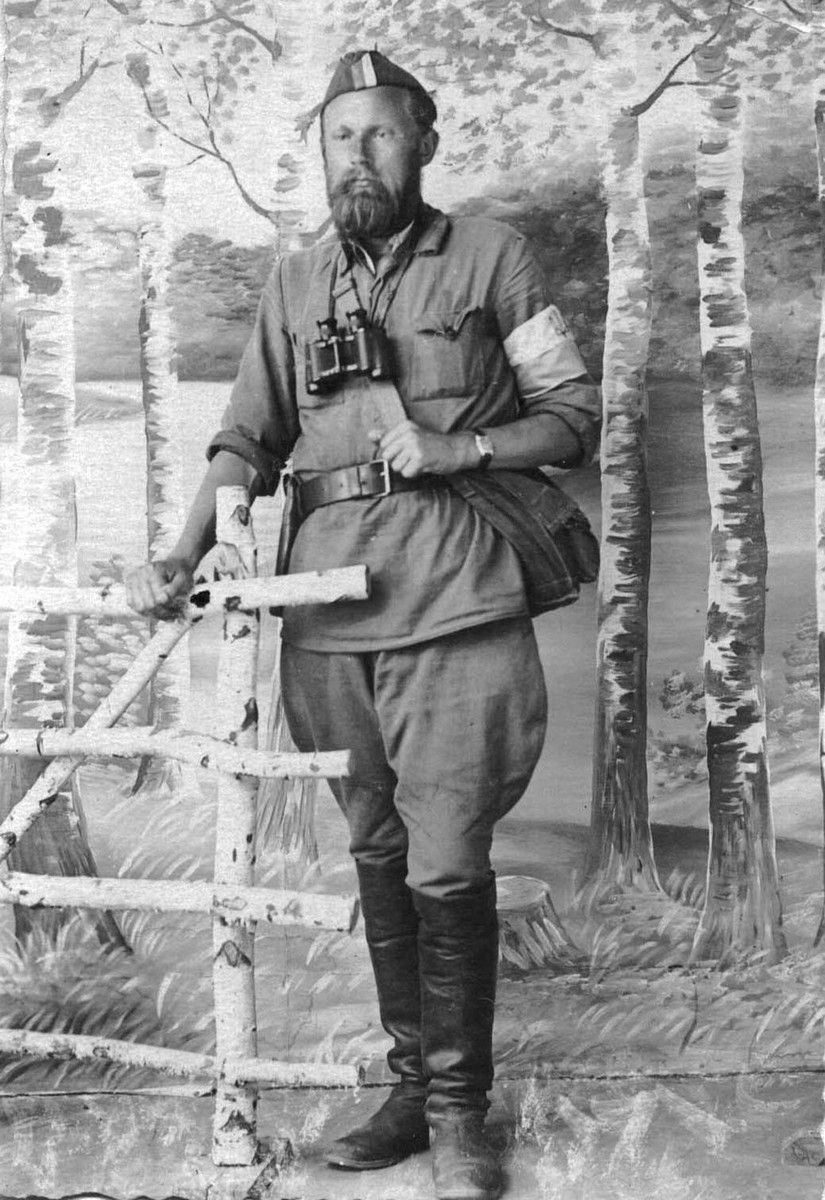
略帽をかぶったウクライナ蜂起軍兵士（1941年）

| 兵   | 番長 | 百人組旗頭 | 百人組組頭 | 師団旗頭 |
| 兵   | 曹   | 准尉       | 尉         | 大尉     |
| 中佐 | 大佐 | 少将       | 中将       | 大将     |
| 少佐 | 中佐 | 大佐       | 将         | 大将     |

### 現在のウクライナ軍
現代のウクライナ軍の軍服は、長らくソ連の支配下にあったことで、ロシア連邦軍のものとあまり大差ない意匠となっていた。しかし、ロシアのクリミア侵攻を皮切りとしたロシアとの紛争とそれに伴う反露感情とナショナリズムの高まりから、2016年より軍服デザインを大幅に刷新。ロシア式特有のクラウンの高い帽子は低くなり、階級章はイギリス式・ドイツ式に改められるなど、西側寄りな姿勢が見られる。一方で、階級章にズプチャトカを盛り込む、略帽としてマゼープィンカを導入、儀仗大隊などの儀仗兵の礼装としてセルデューク師団の軍装を復活させるなど、ウクライナ人民共和国時代の意匠を復古させる取り組みも見られる。

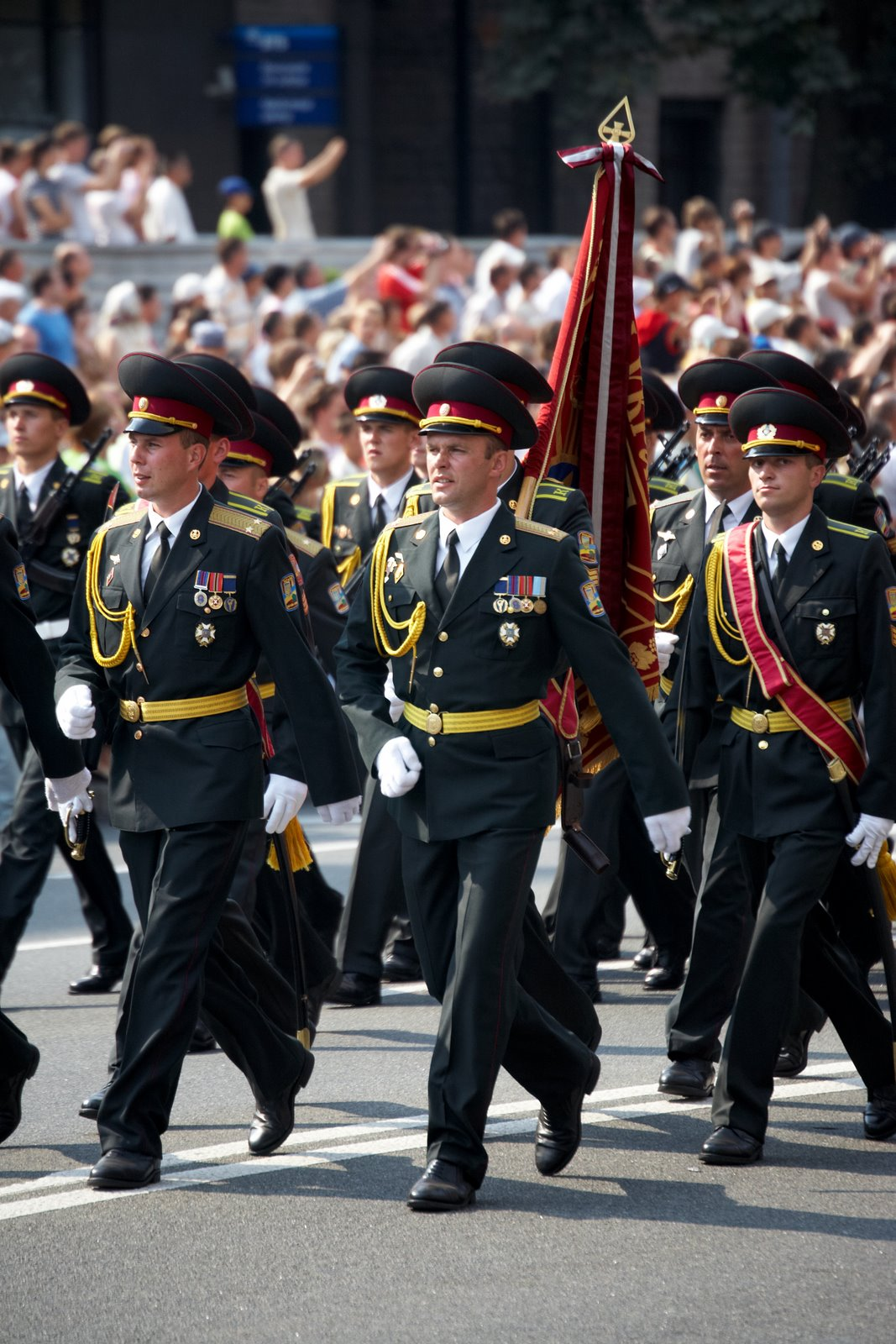
独立記念日において、行進の先頭に立つ陸軍将校ら(2008年8月24日)
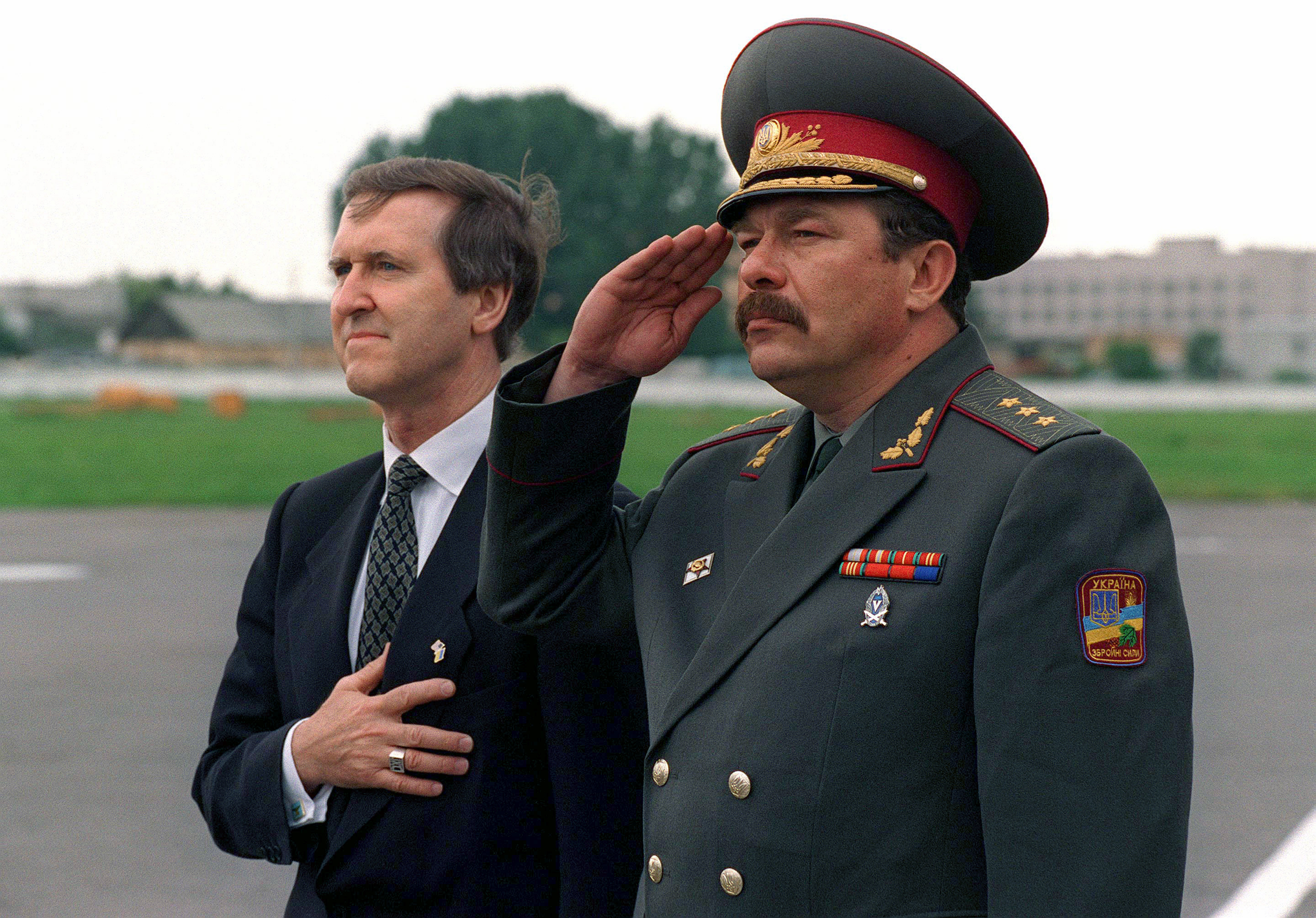
制服の陸軍大将（1997年7月）
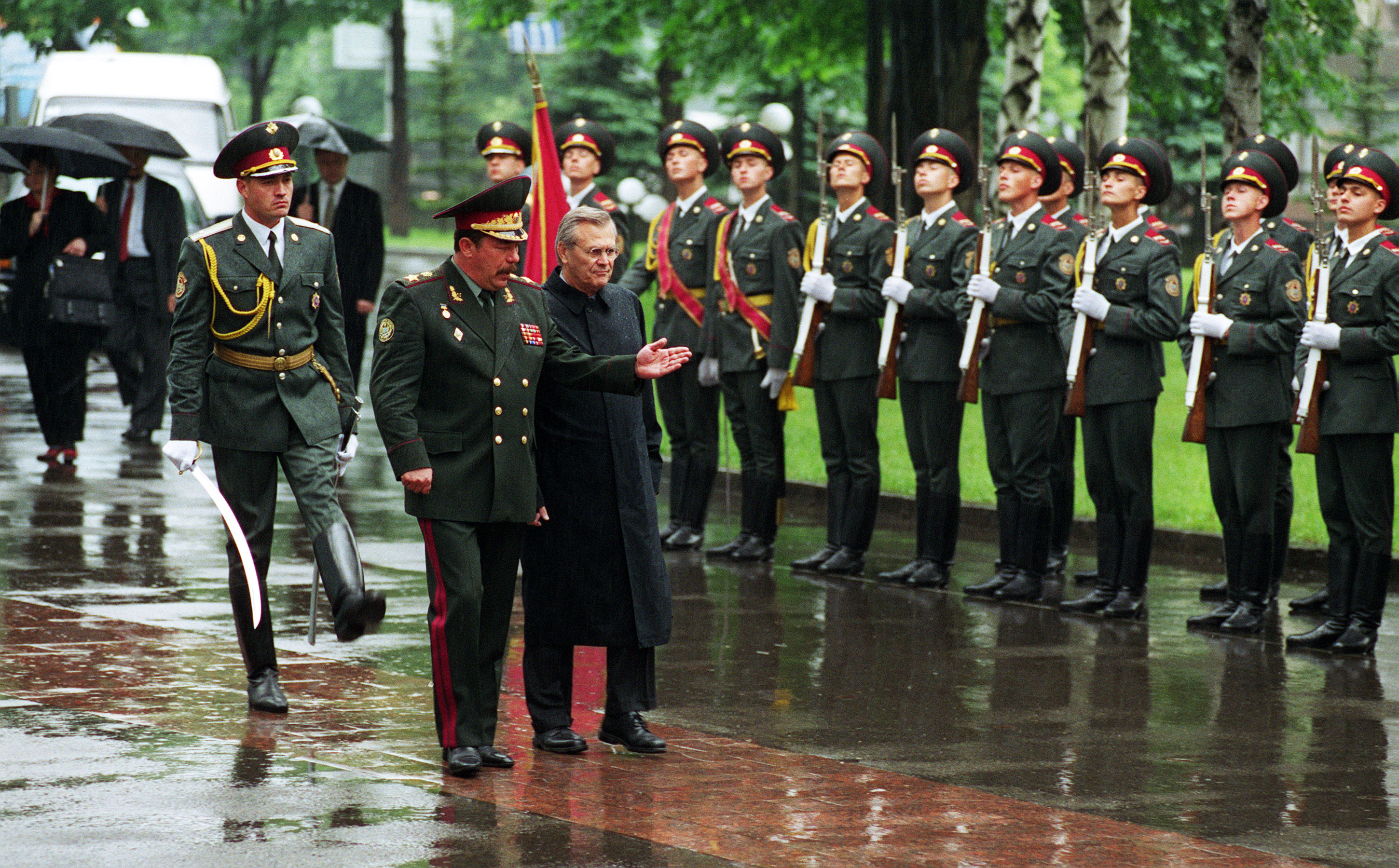
儀仗隊（2001年6月）
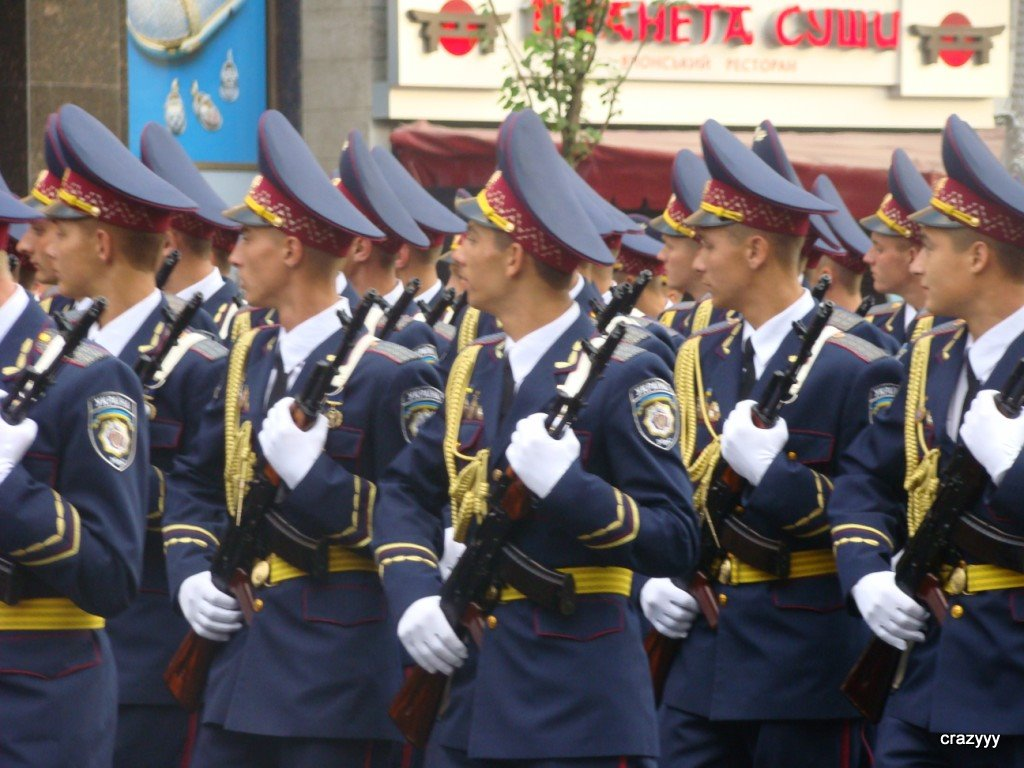
独立記念日において行進する兵士ら(2008年8月24日)
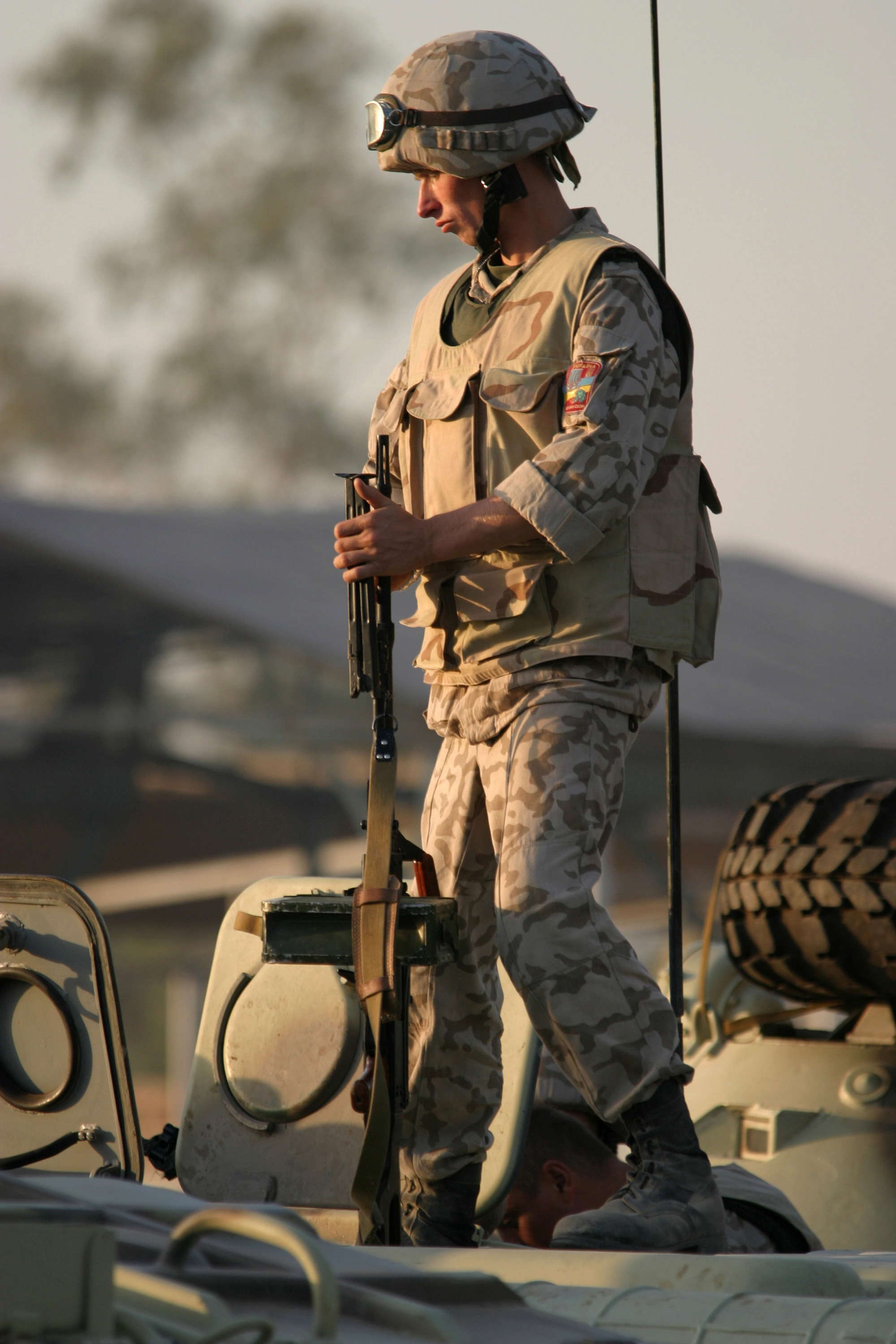
イラク戦争における完全武装の兵士(2003年8月21日)
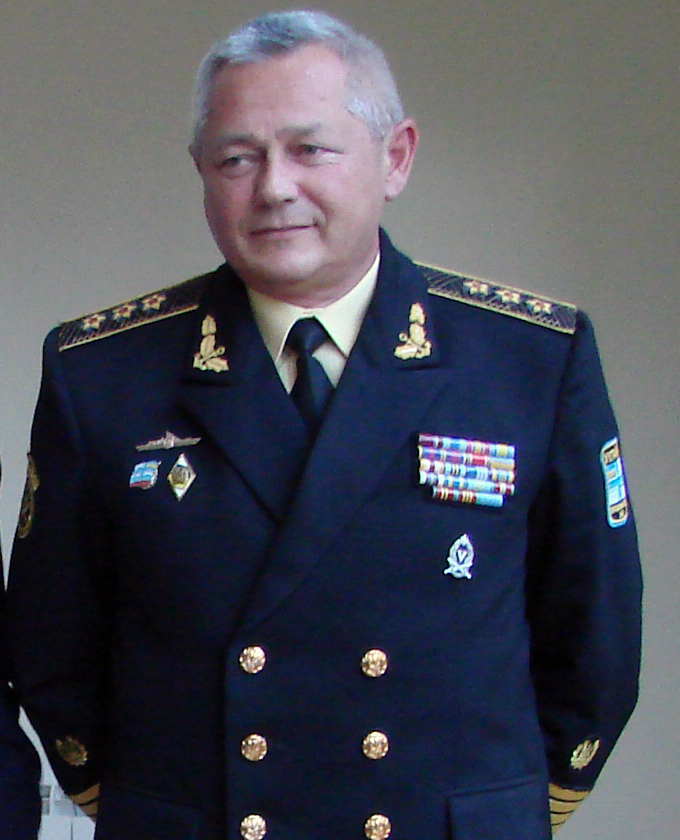
海軍大将（2007年6月）
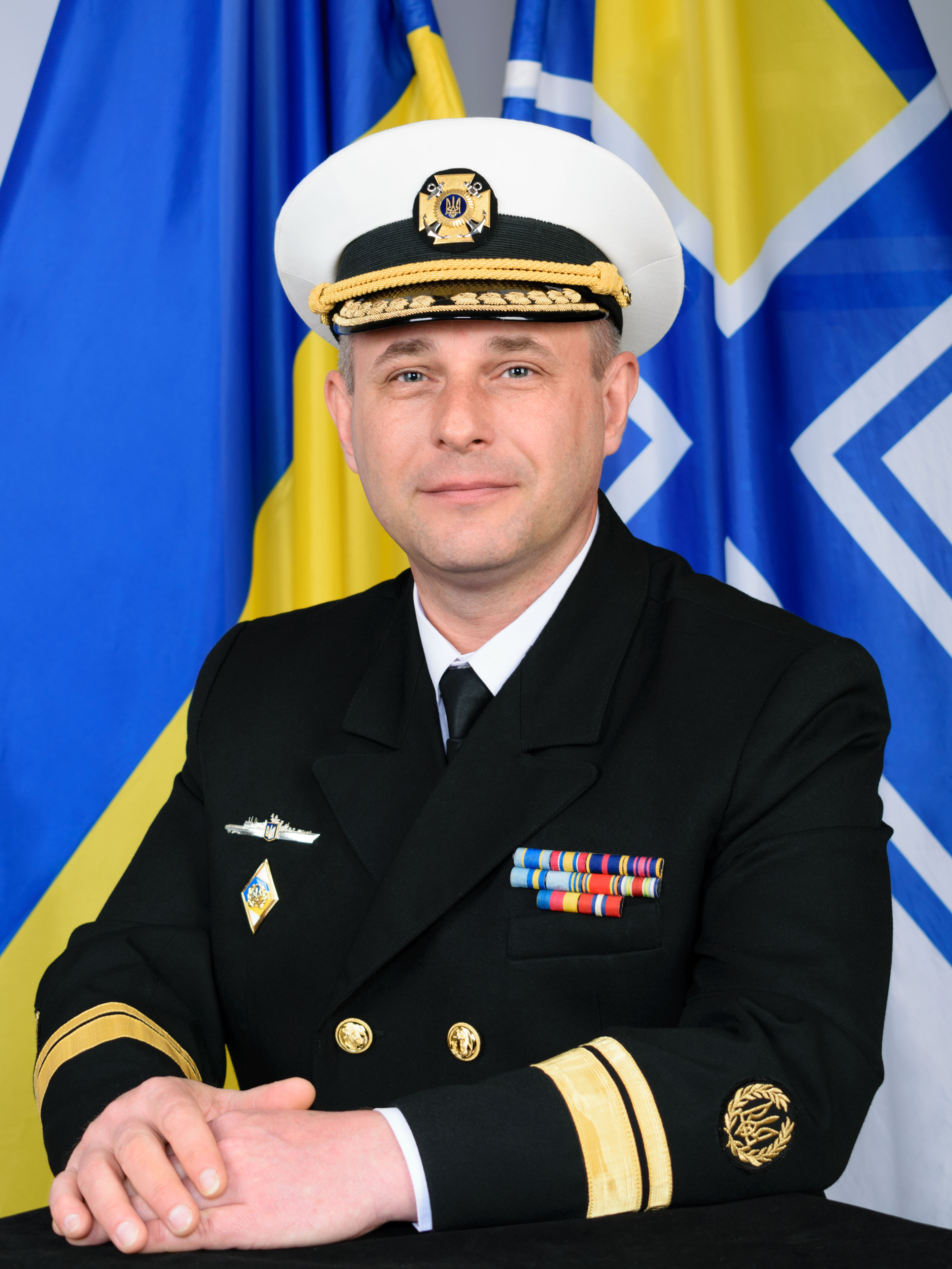
新制服の士官（2017年）
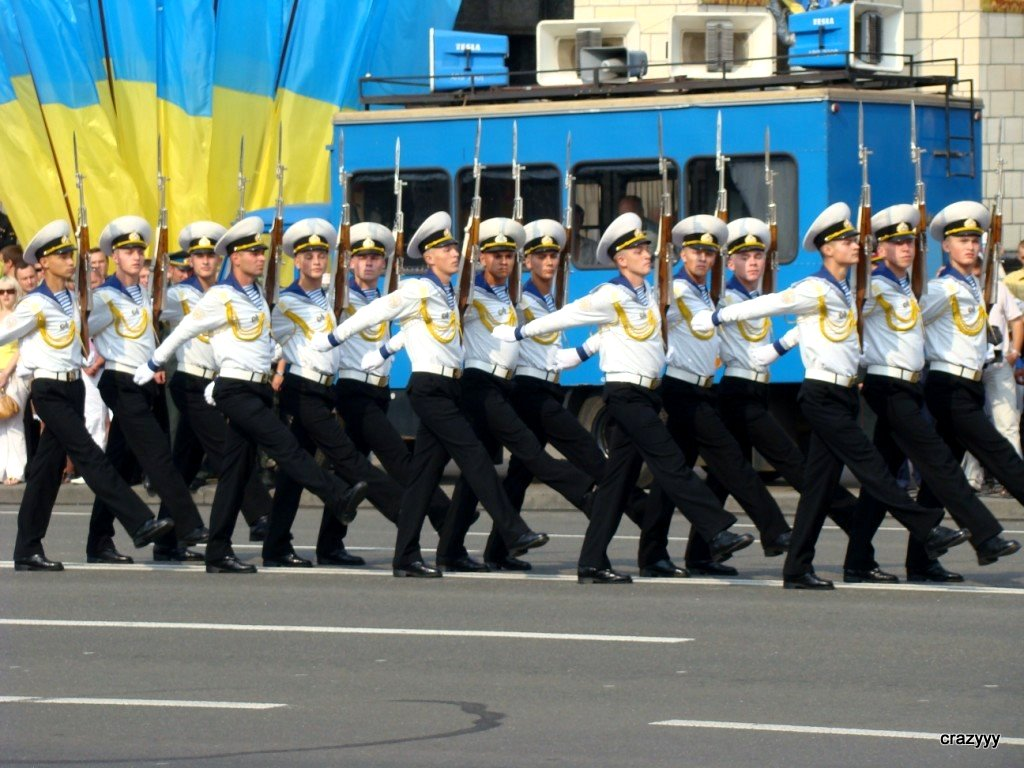
海軍水兵
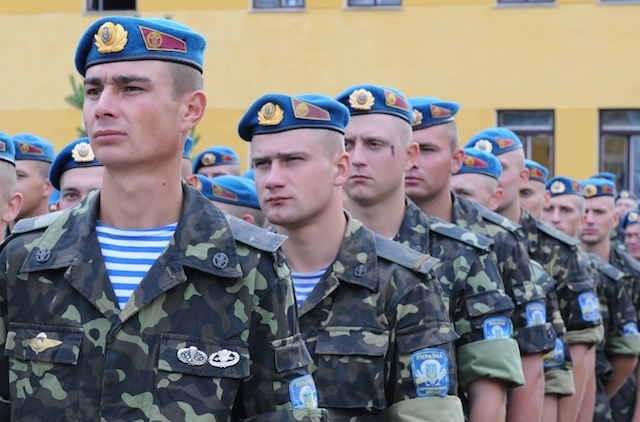
空中機動軍第95空挺旅団所属の兵士ら(2012年7月16日)
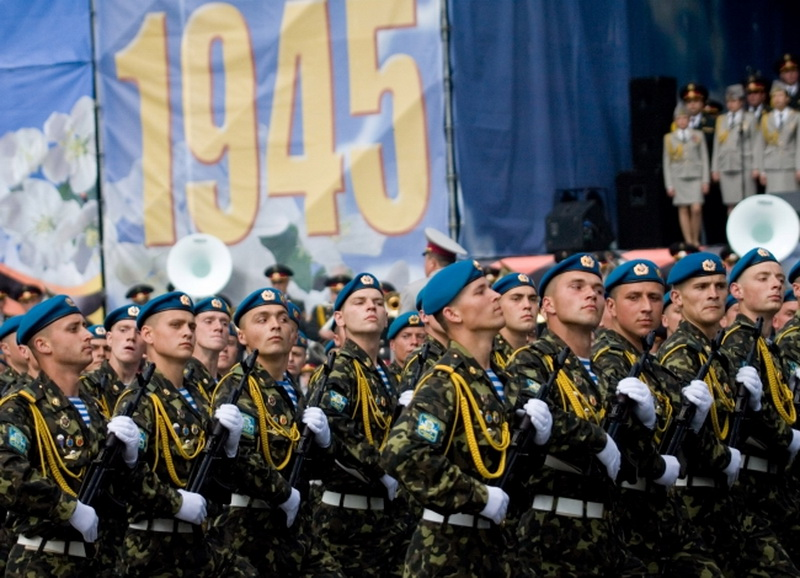
迷彩服を着用した空中機動軍隊員(2010年5月9日)
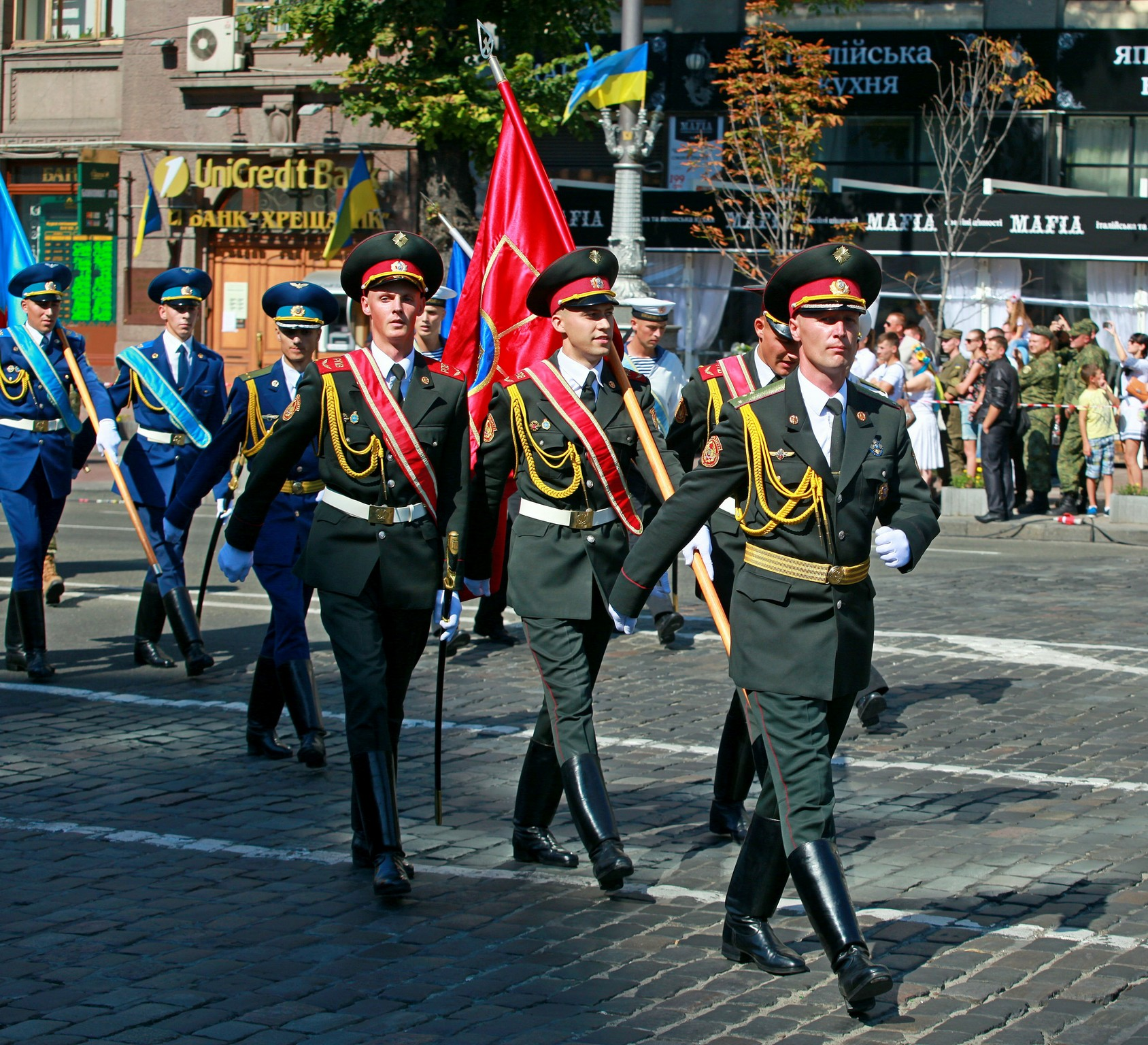
儀仗大隊の陸軍・空軍兵士（2015年8月）
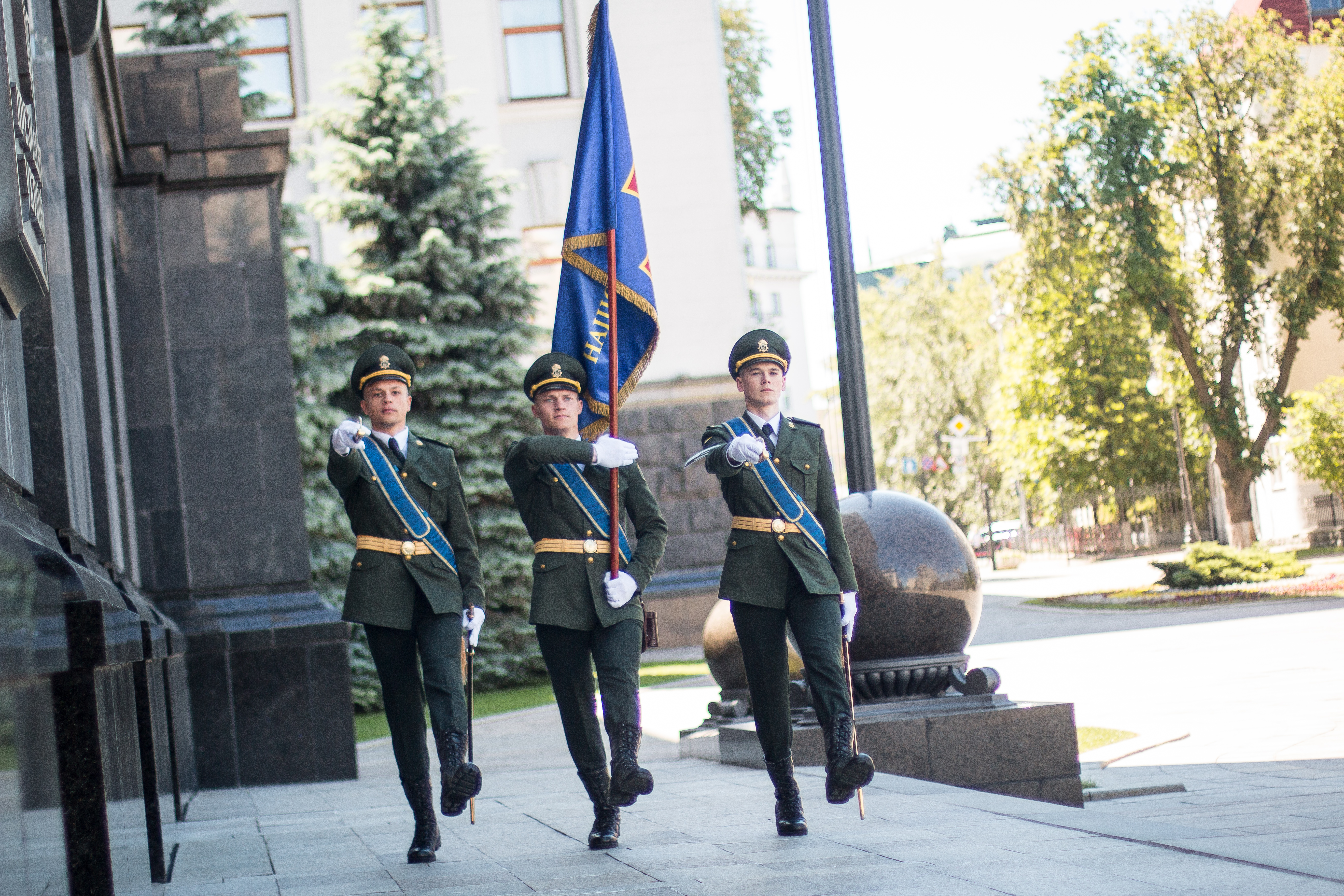
ウクライナ国家親衛隊儀仗兵

## チェコスロバキア、チェコ、スロバキア
チェコスロバキア軍の軍服は、ロシア内戦当時のチェコ軍団に遡る。当初旧ロシア帝国軍の1907年制式ギムナスチョルカ、あるいは白軍に多く供与された英軍野戦服等を使用していたが、1917年の終わりごろから左腕に独自の階級章を用いるようになる。1918年末には新生チェコスロバキア政府より国防省令第434号および補足第434/1号で着用すべき被服の規定が通達され、1919年6月14日に襟章が制定された。帽子は1918年ごろからギャリソンキャップのほか、1919年ごろから「ウラジオストク型」（vladivostocký model）と呼ばれる山岳帽タイプの帽子が使用されるようになる。階級は下士官兵はイギリス式、将校はフランス式であった。チェコ軍団が全て帰国を終えたのちの1921年、将校用および兵用野戦服が制定される。軍服は引き続き英軍野戦服のような折襟の軍服であるが、帽子はウラジオストク型から英式の幅の広い官帽となり、オーストリア二重帝国の要素はほぼ一掃された。一方で、襟章の形状や隠しボタン式の野戦服など、フランスやドイツの影響もみられる。
将校用のVz.21/22野戦服は7つボタン、兵用のVz.21野戦服（BLŮZA VZ.21）は隠し5つボタンであったが、1930年にボタンホールが改定される（BLŮZA VZ.30）。1923年3月に礼装も制定された。一方、チェコスロバキア国家憲兵隊は1919年10月30日の国防省令第50.916-13号では「RCS」を組み合わせた帽章など独自の要素が見られたが、1921年5月27日の内務省令第9203-13号では菱形の帽章や階級の星章、鉢巻の色を除いては陸軍と大差ない形となった。ヘルメットは国産のvz. 32が制定され、「キノコ」「卵」などと呼ばれていた
戦後のチェコスロバキア人民軍の制服は将校は開襟、兵士は折襟で、略帽が先細りのピロートカ型になるなどソ連の要素を取り入れている。また、夏季は第1ボタンを開いて中シャツの襟を外に出す。1962年に将校の制服は帽章、ポケットのフラップの形状の改正があった他、1963年に兵士の制服は開襟となった。戦闘服では1960年にレインドロップカモやサラマンダー迷彩、1985年にカーキ色の単色戦闘服（vz.85）を導入したが十分な解決法とは言えず、同時期より新たな迷彩を模索していた。1992年に米軍ERDLを範とした4色迷彩を導入したが、ビロード離婚により少数がスロバキア側に出回ったのみで終わる。
現在のチェコ共和国軍は第1共和国時代の帽章を復古しつつも、ベレー帽など西側の要素を取り入れている。2005年より夏季制服はフランス風の生成り色となった。プラハ城警備隊は帽章や制服などが異なる。戦闘服はvz.92迷彩の生産失敗後の1995年に導入されたものである。

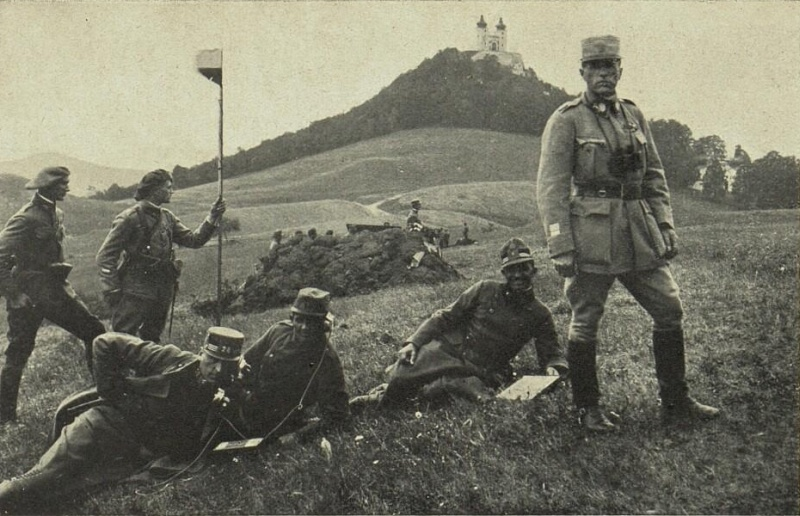
初期のチェコスロバキア軍。ウラジオストク型の帽子には部隊番号が記載されているほか、後方にもベレー帽をかぶった兵士がいる（1919年6月）
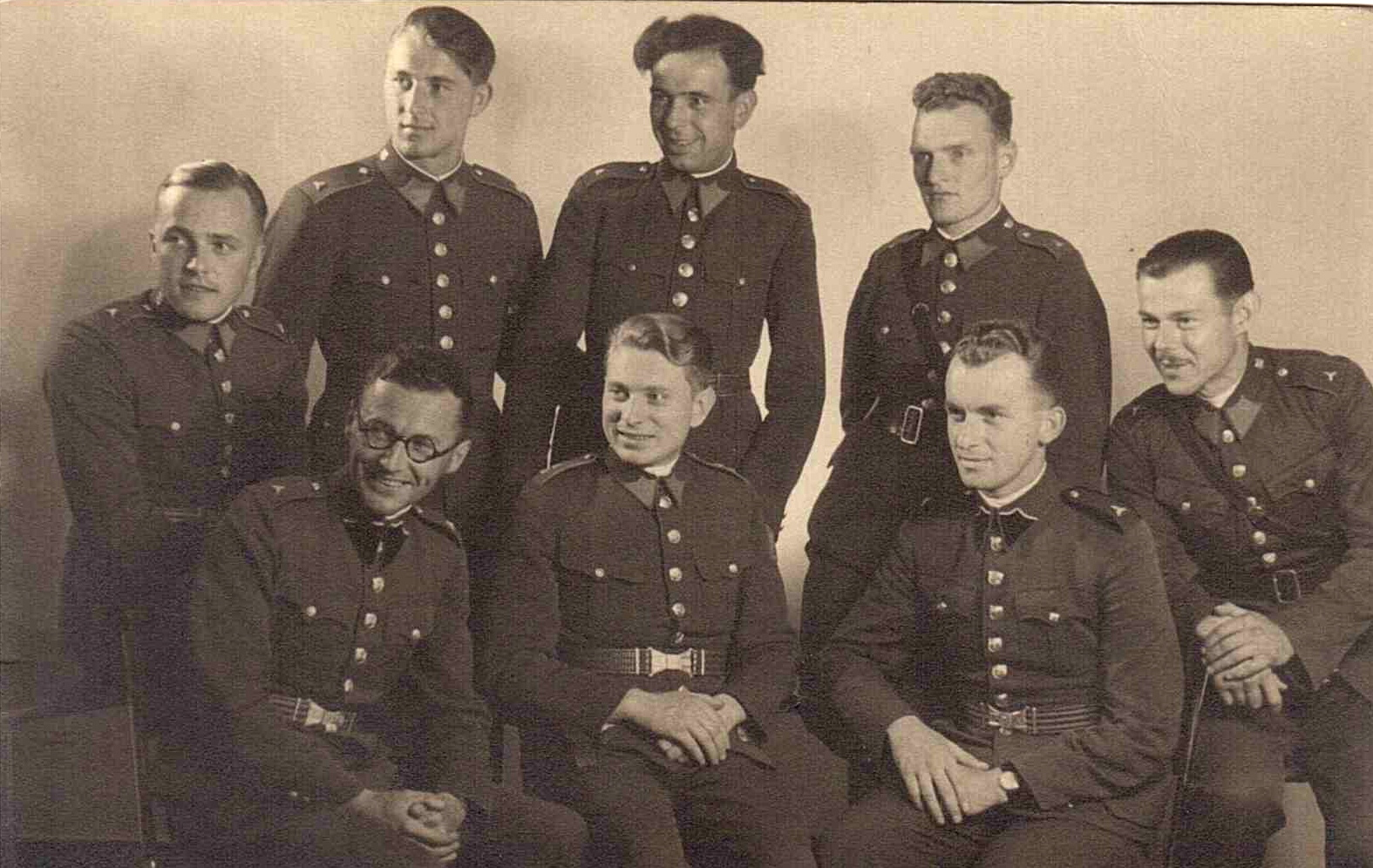
Vz.21/22着用の尉官（1935年）
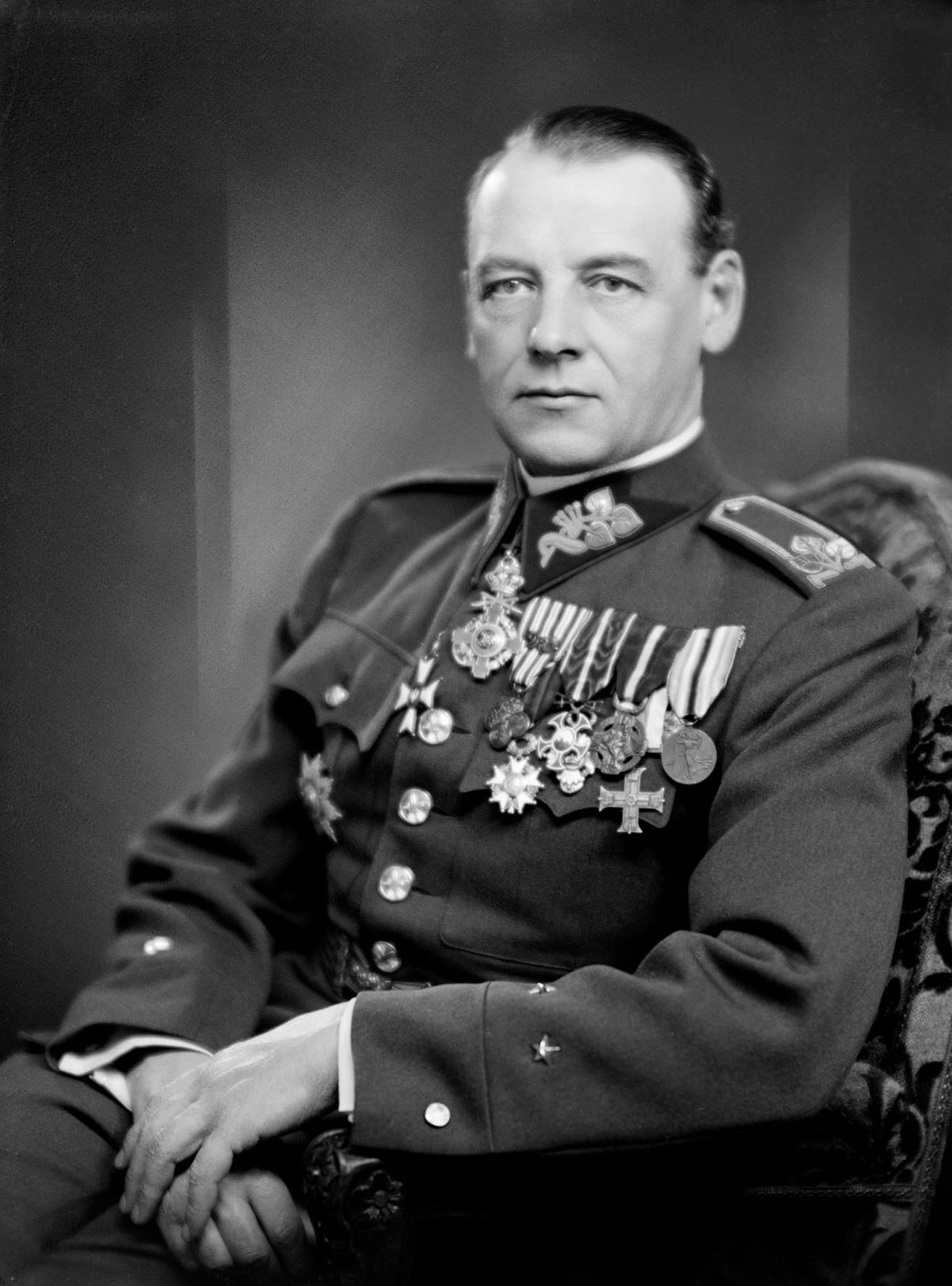
陸軍少将（ルドルフ・ヴィエスト）
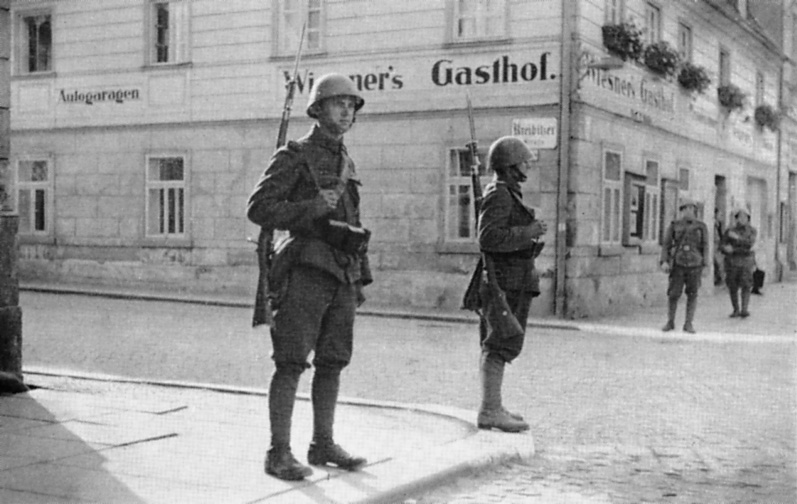
歩兵（1938年9月）
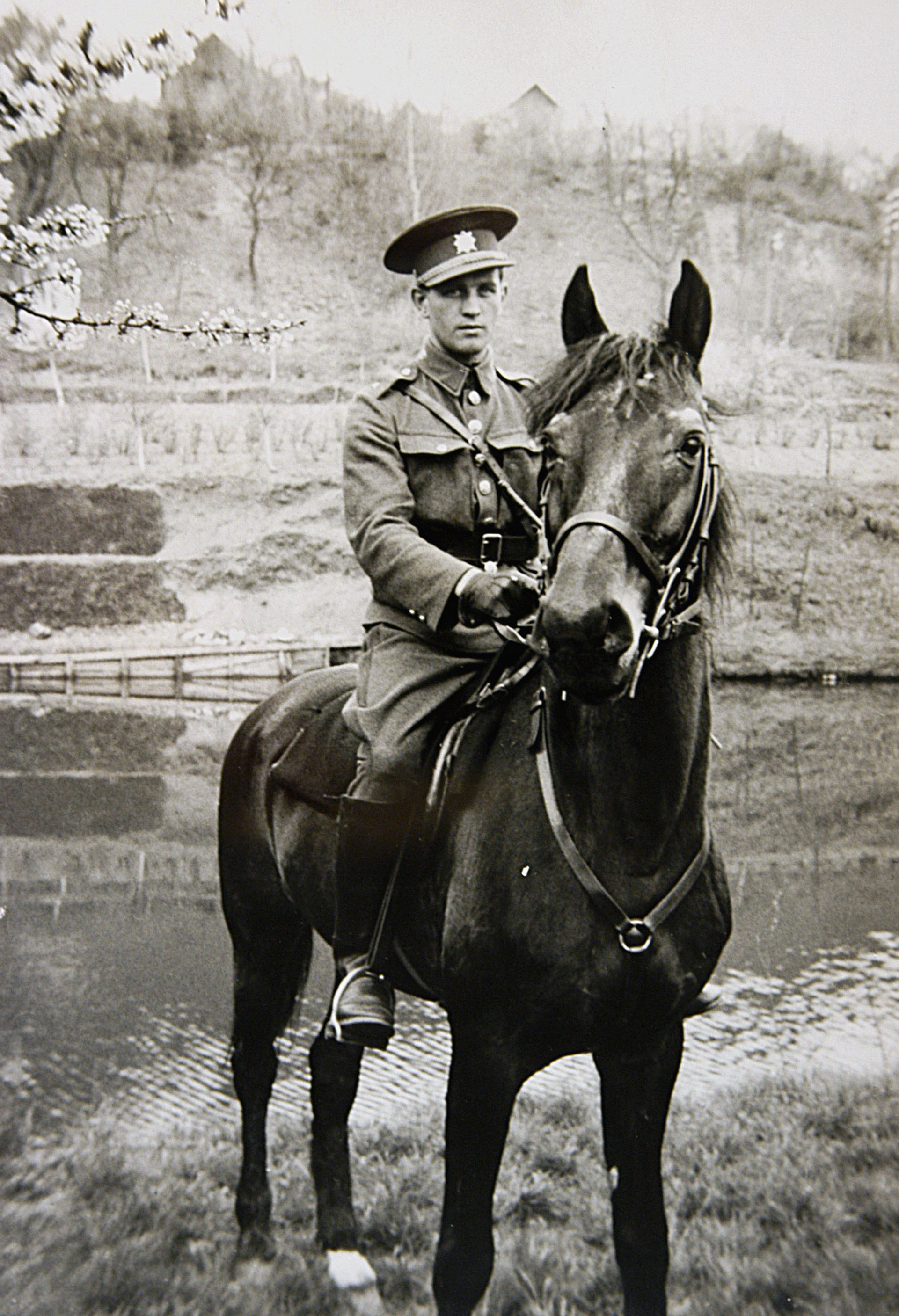
国家憲兵

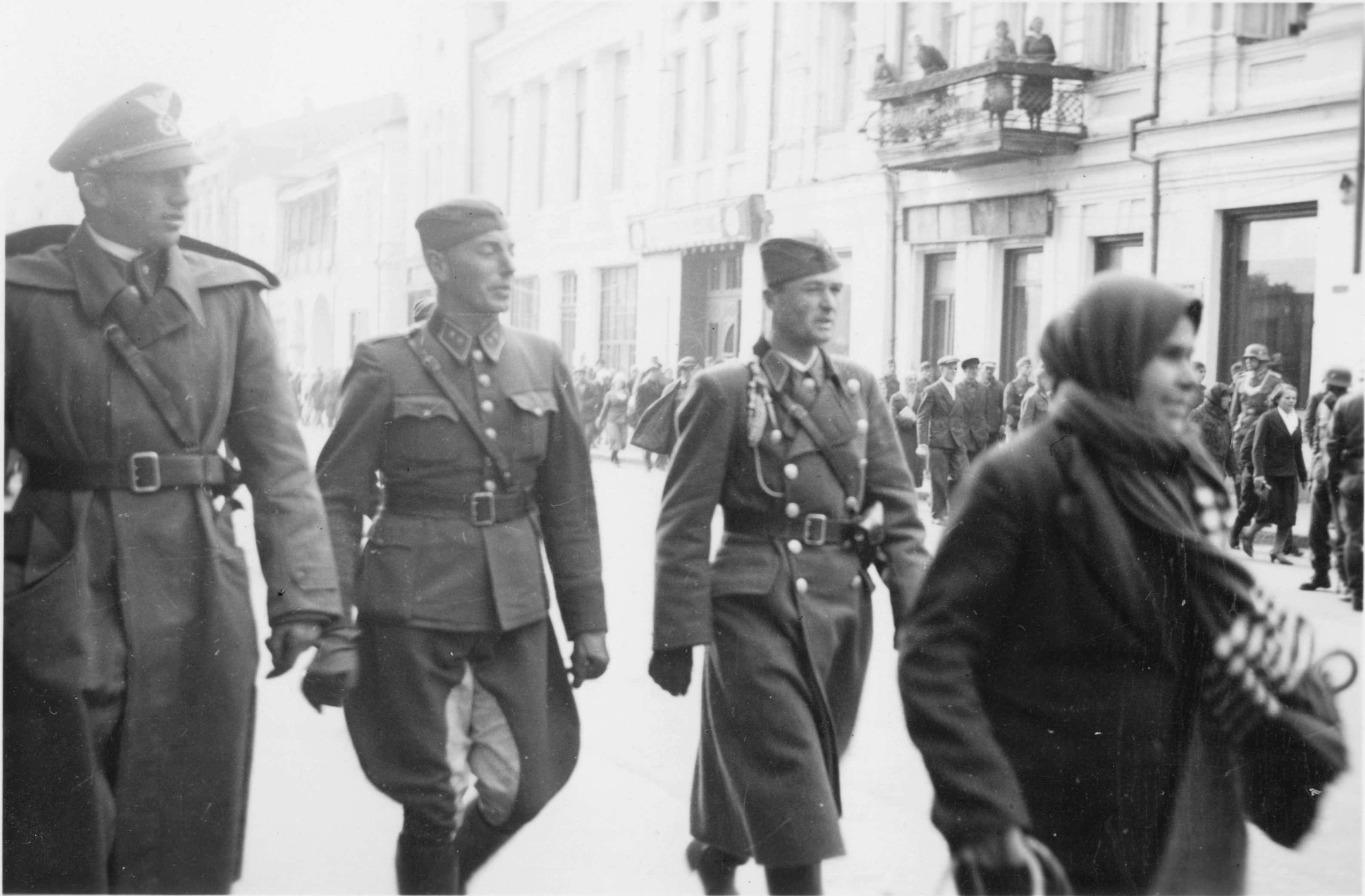
スロバキア共和国軍将校
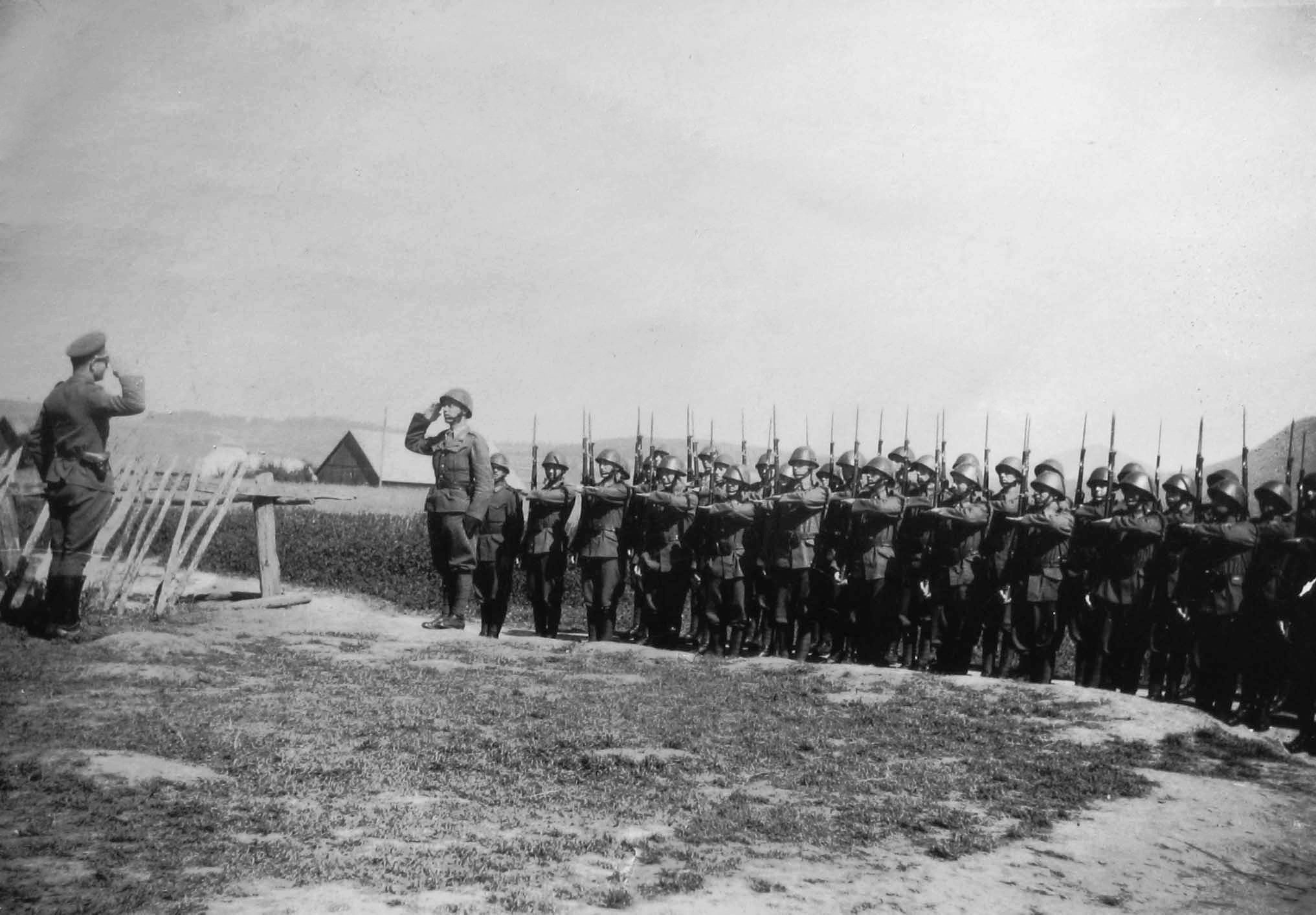
スロバキア共和国軍第18対空砲兵中隊。中央の人物は軍服が開襟となっている（1944年秋）

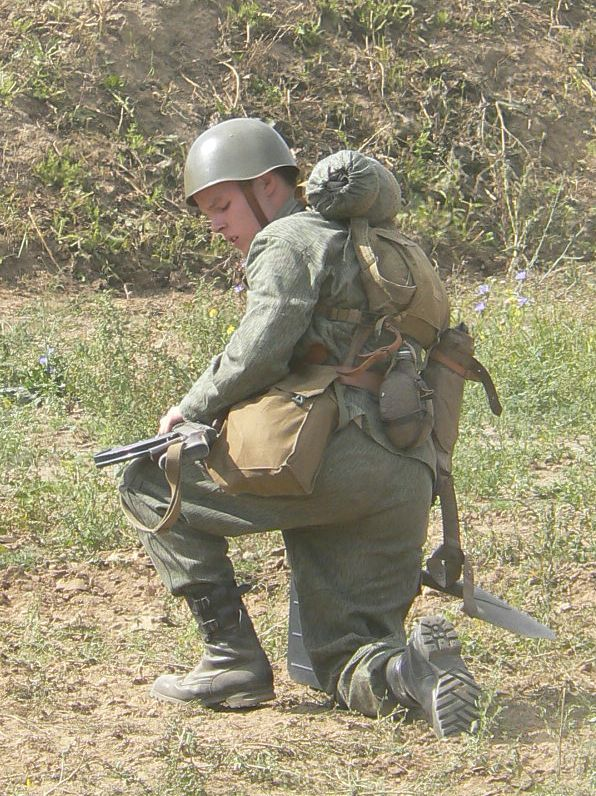
vz.60戦闘服の上から個人装備を着用する人民軍兵士（後年の再現）
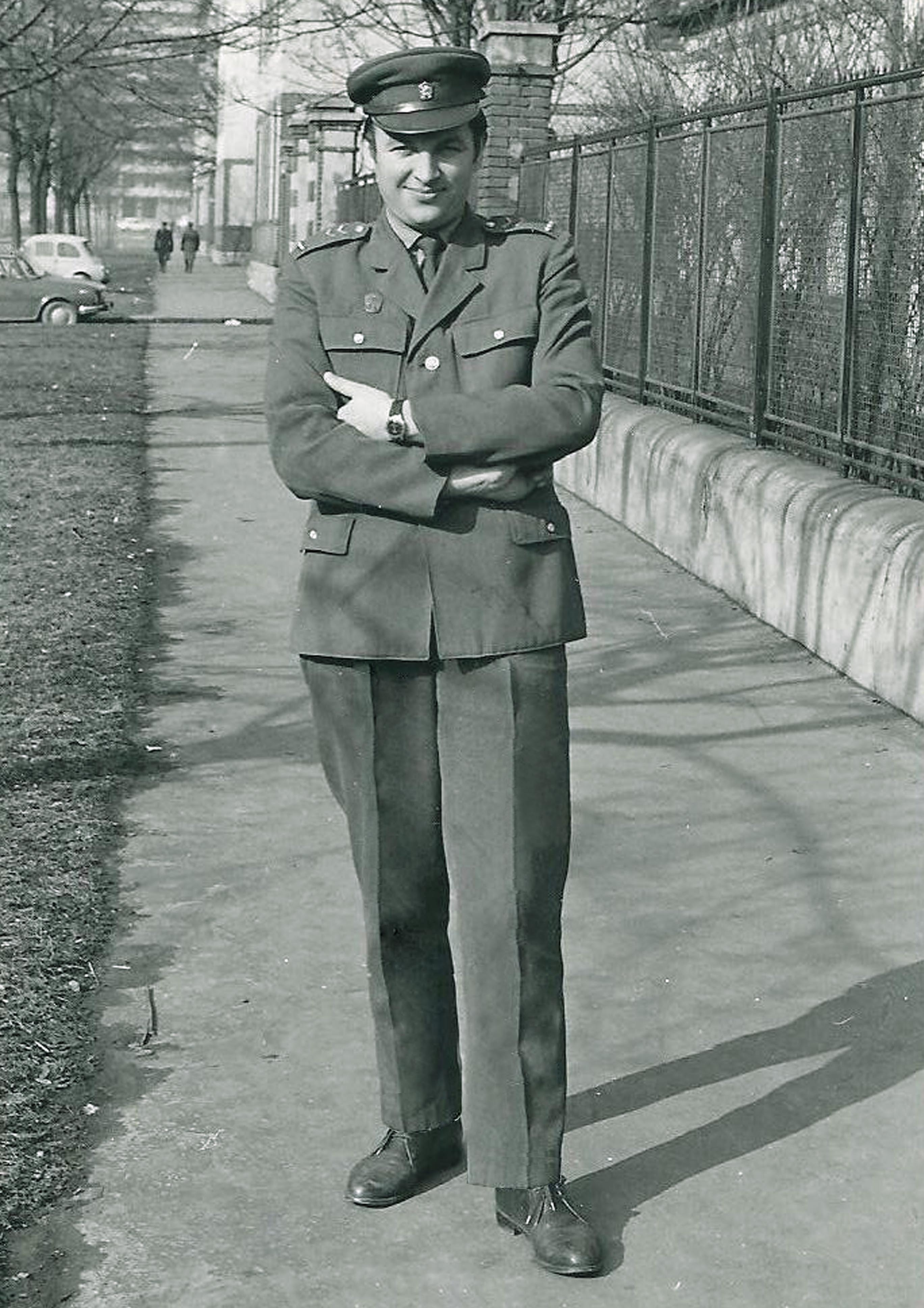
vz.63制服（1972年）
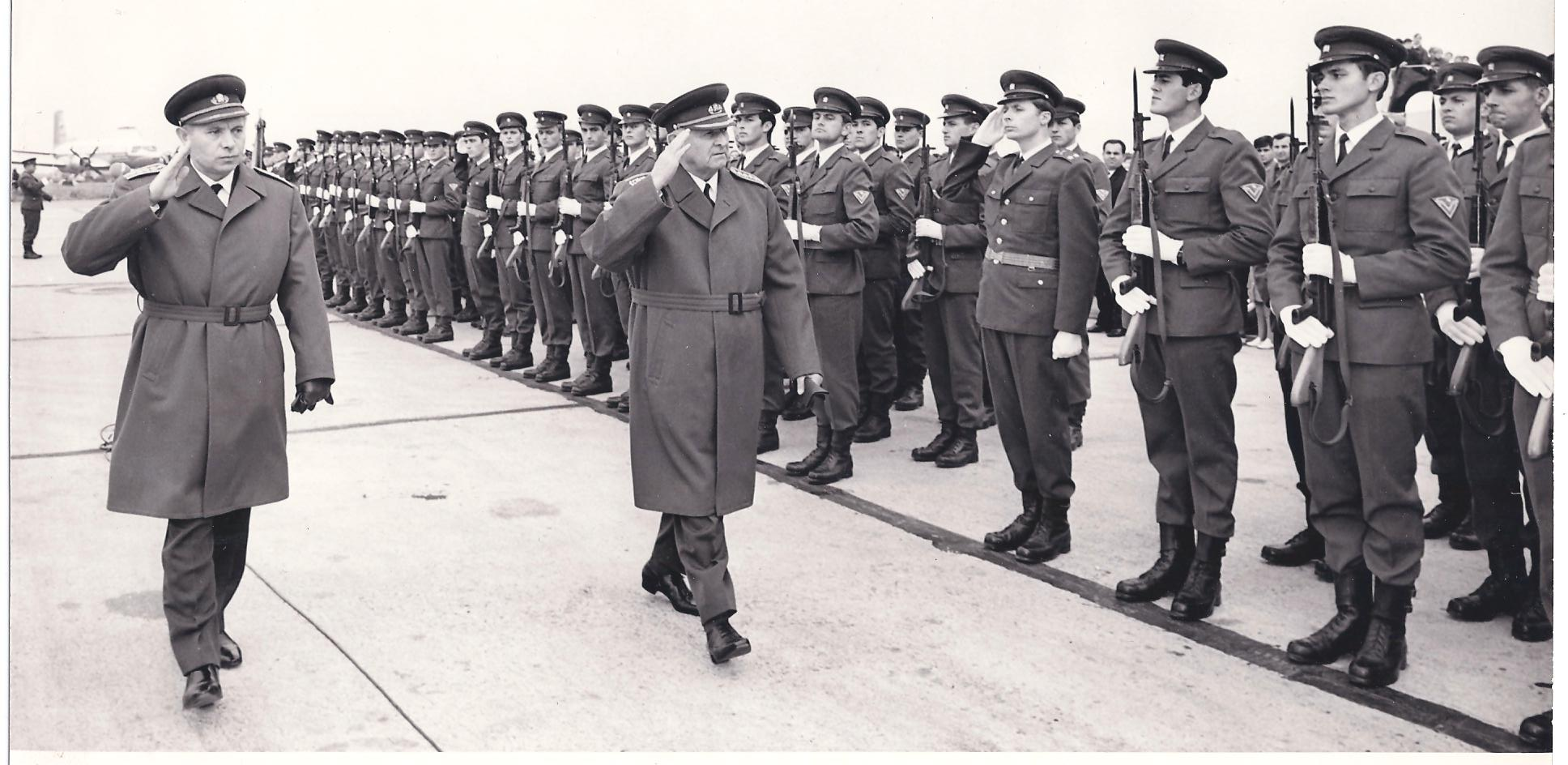
（1969年）

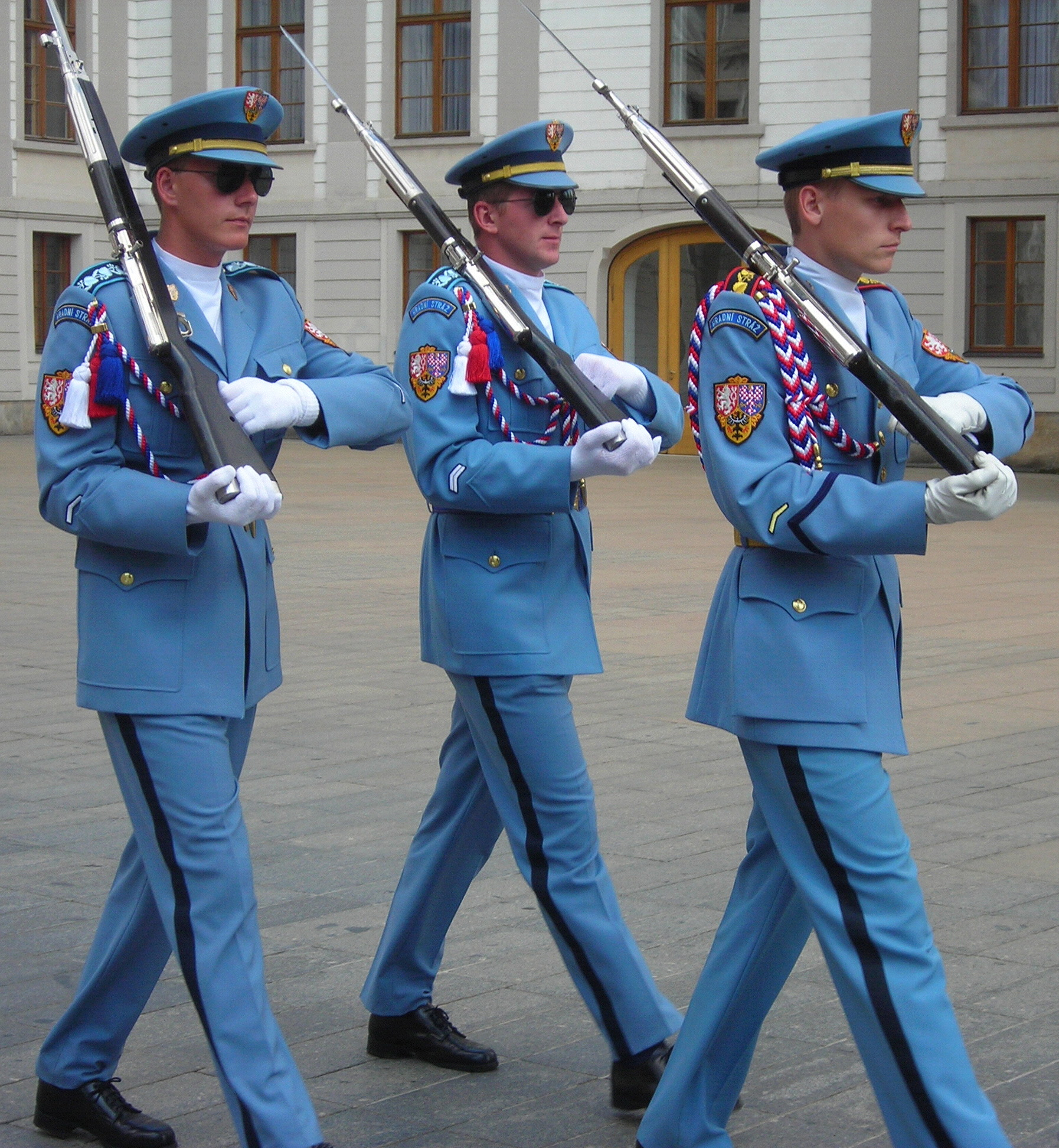
夏季制服着用のプラハ城警備隊員（2006年）
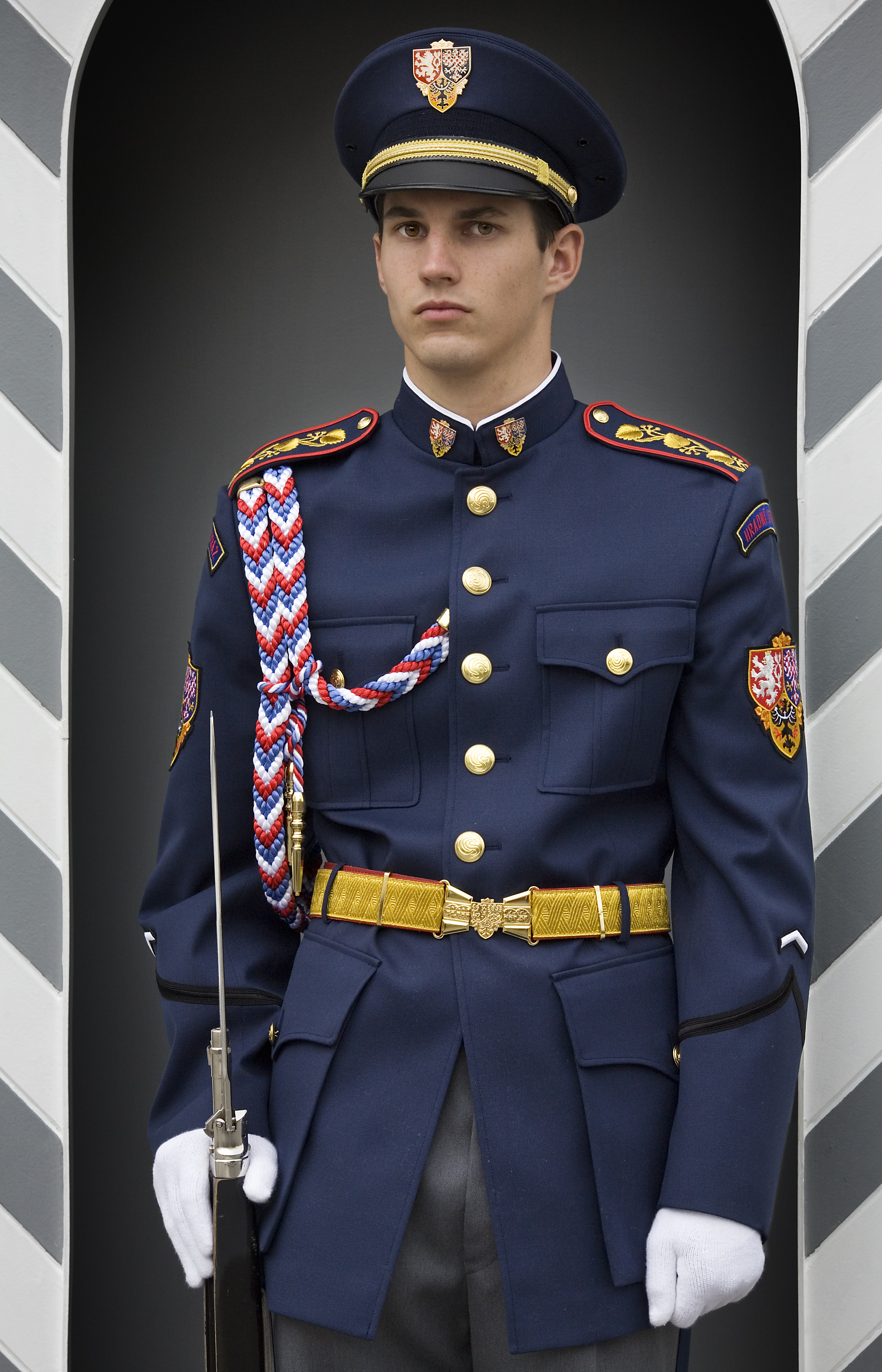
冬季制服着用のプラハ城警備隊員（2008年）
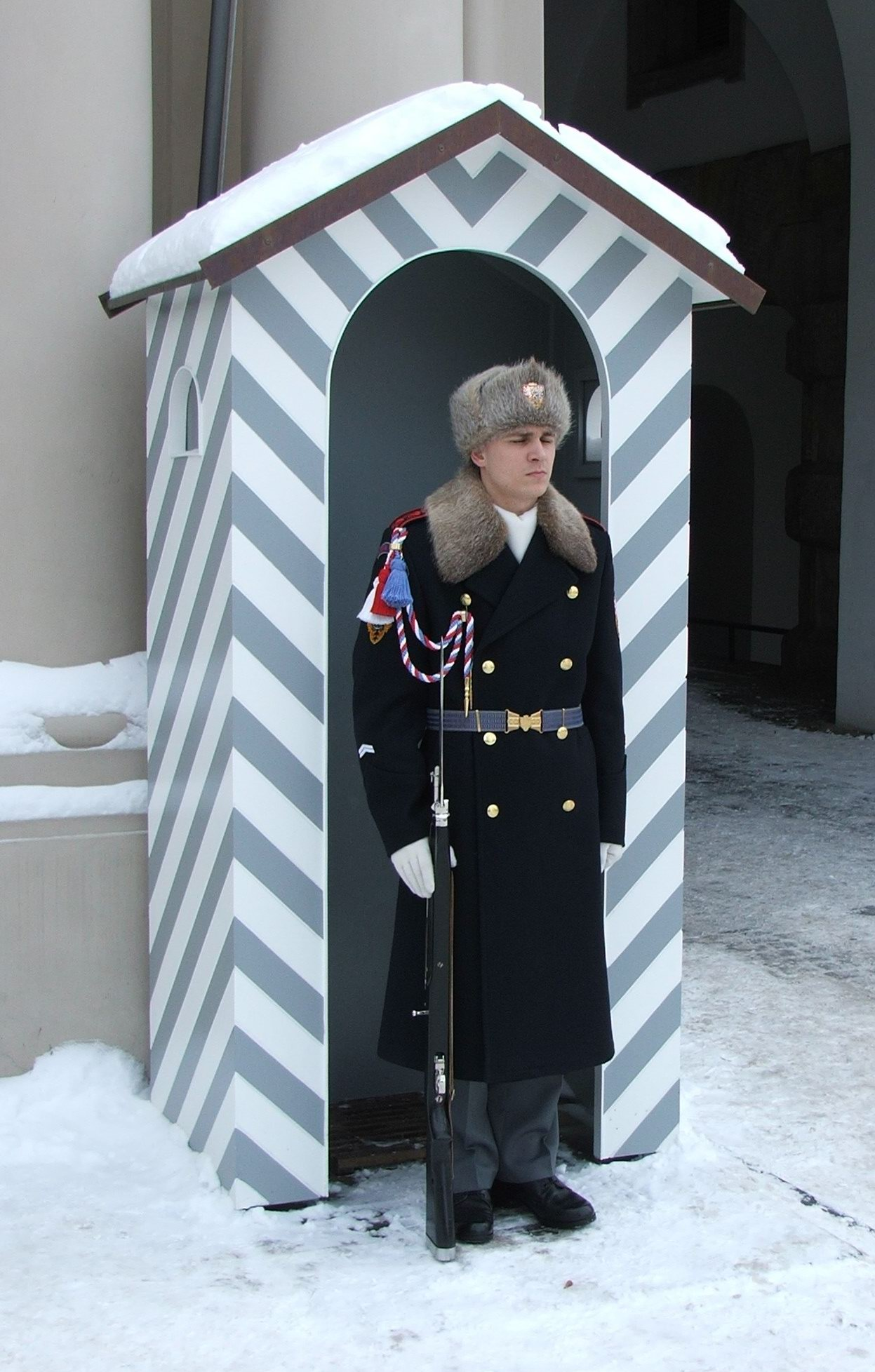
プラハ城警備の儀仗兵（2005年12月）
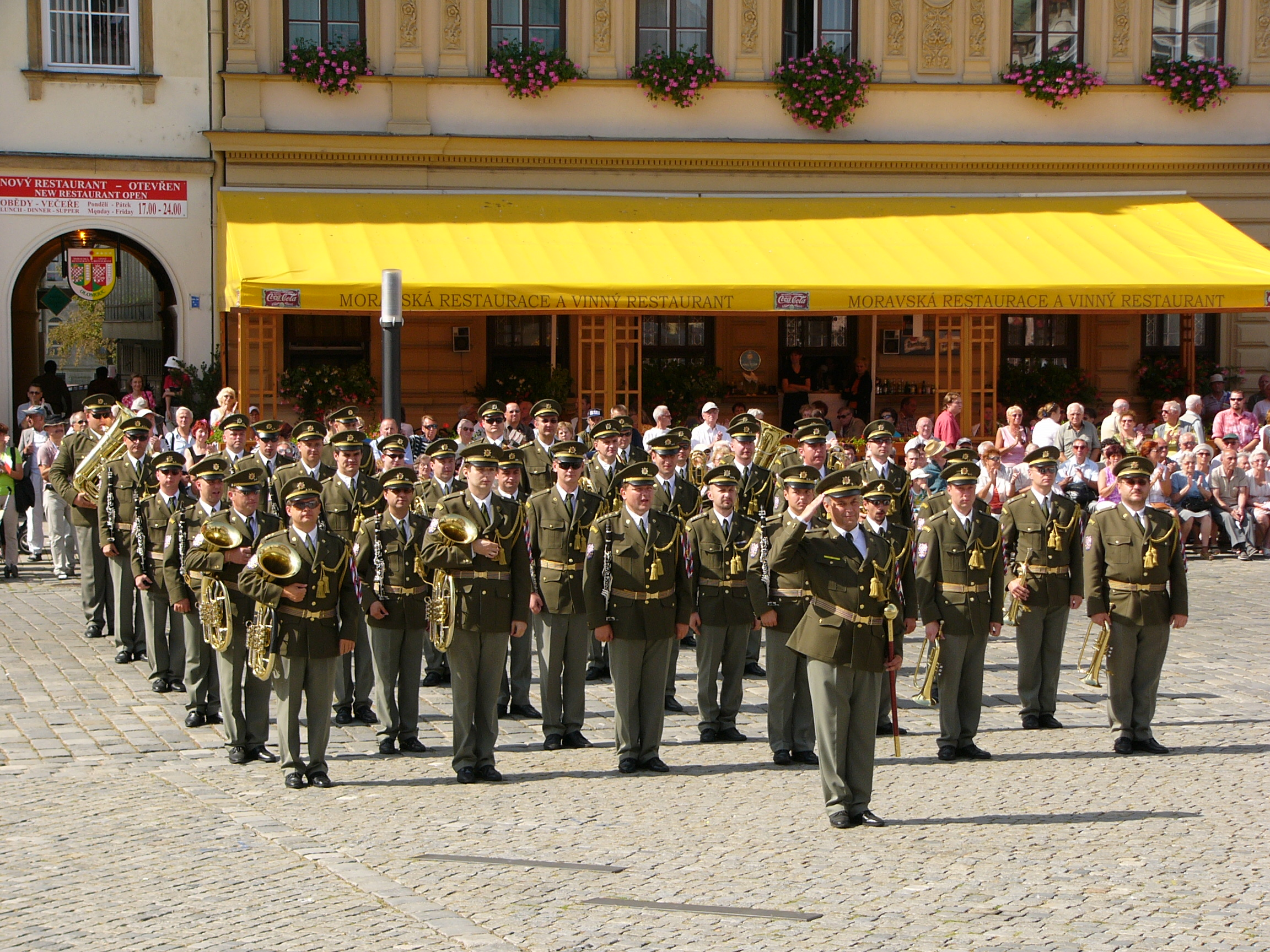
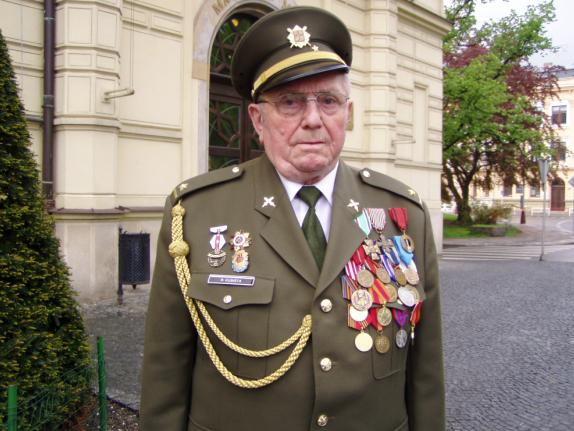
陸軍少佐（2005年）
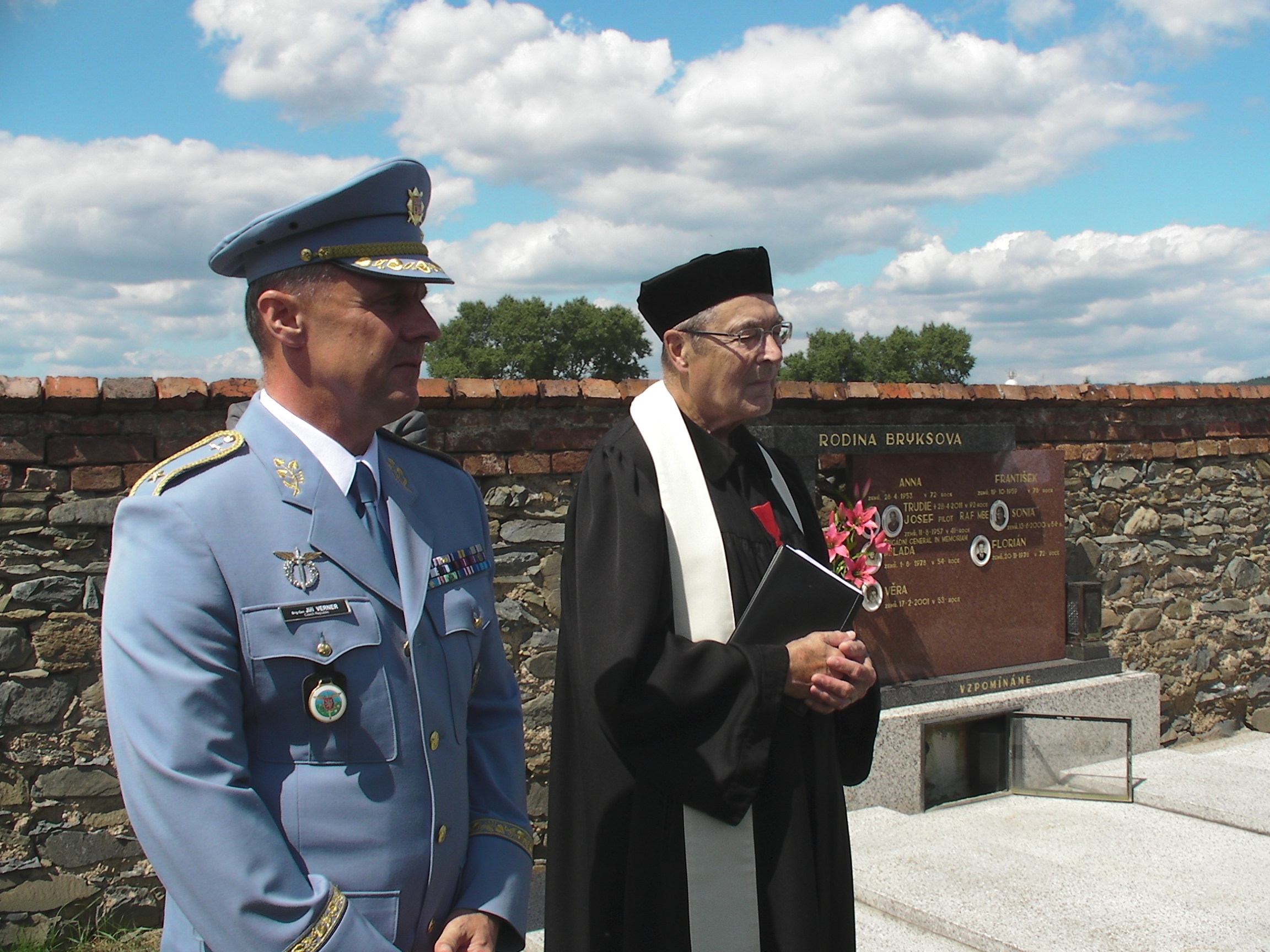
空軍少将（2011年）
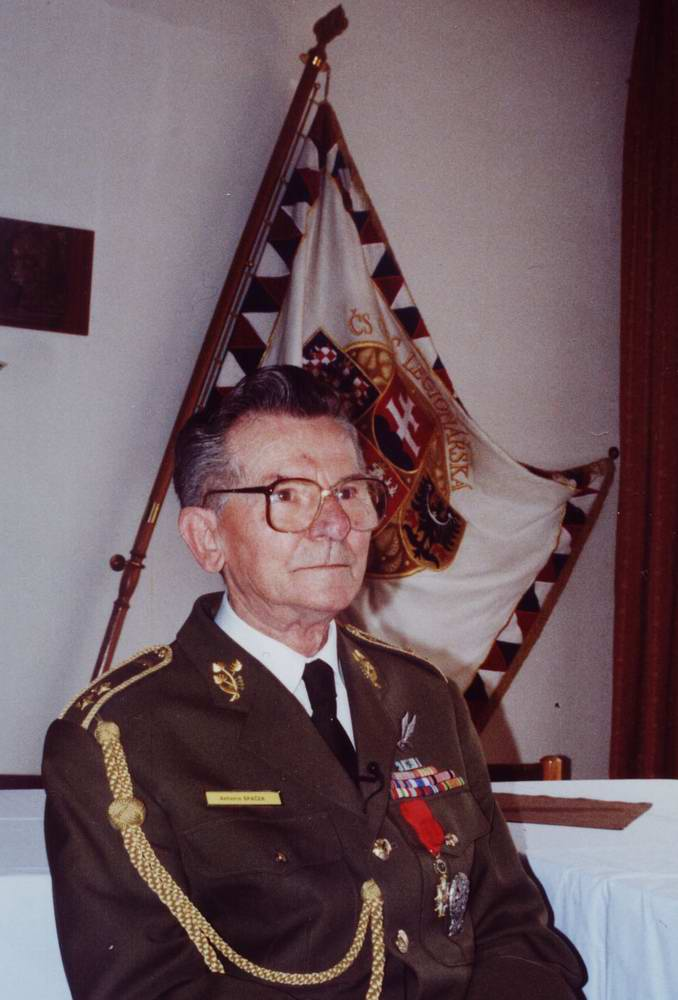
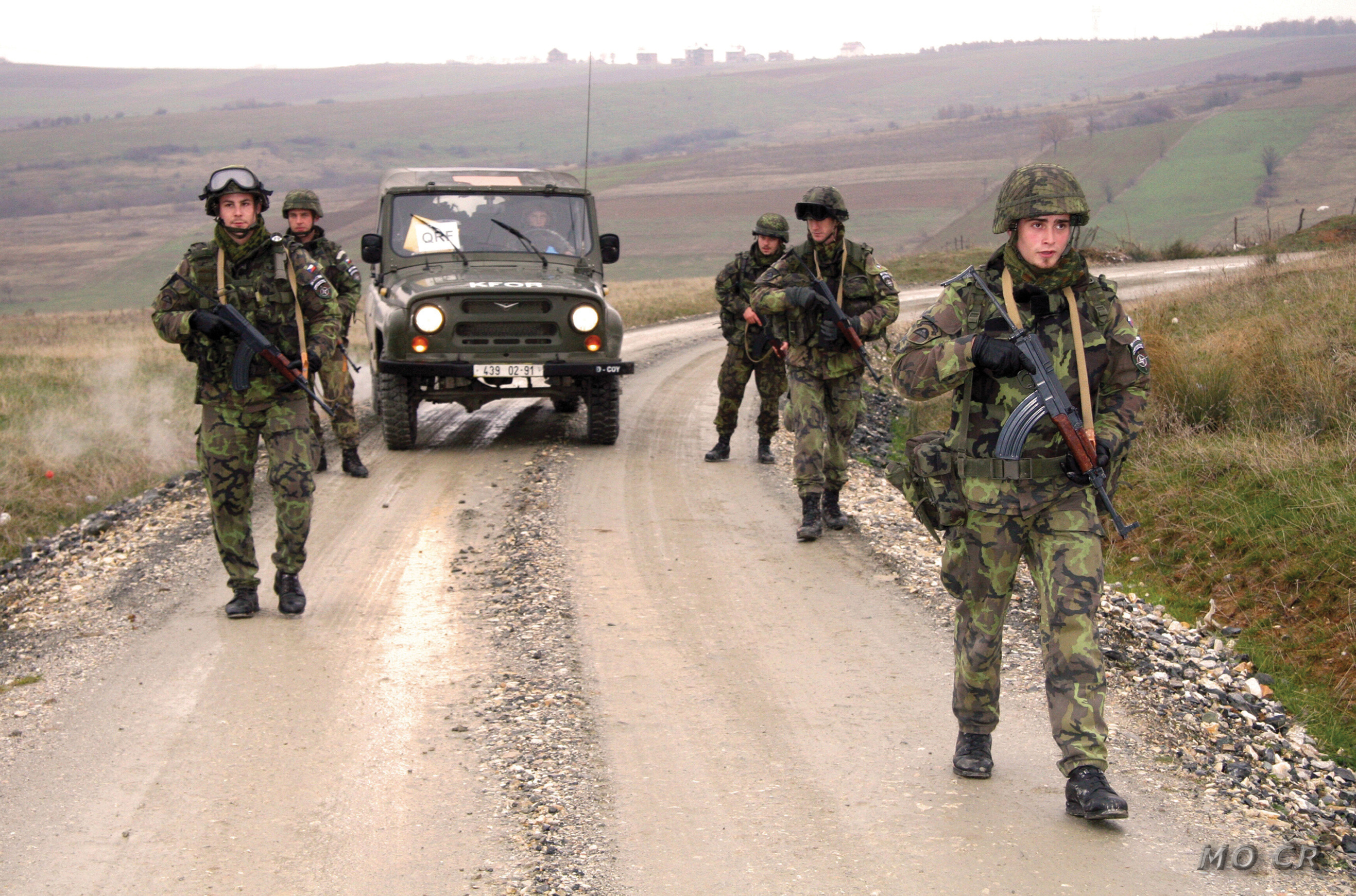
vz.95迷彩

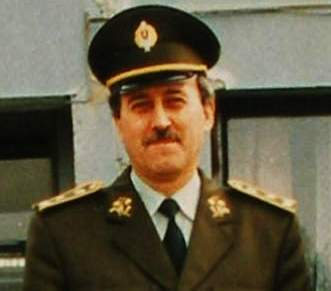
スロバキア軍少将（1998年）
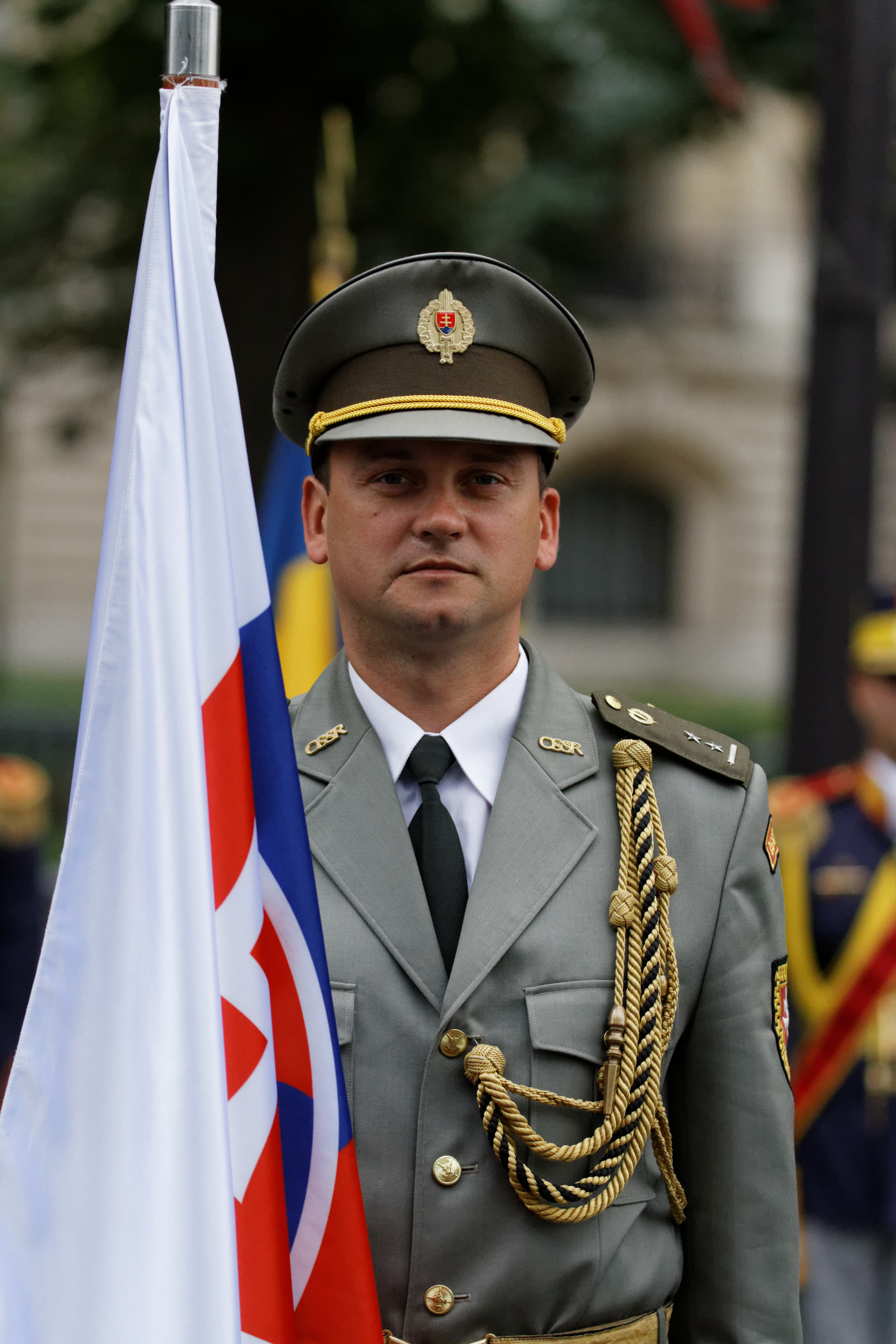
スロバキア軍士官（2014年）
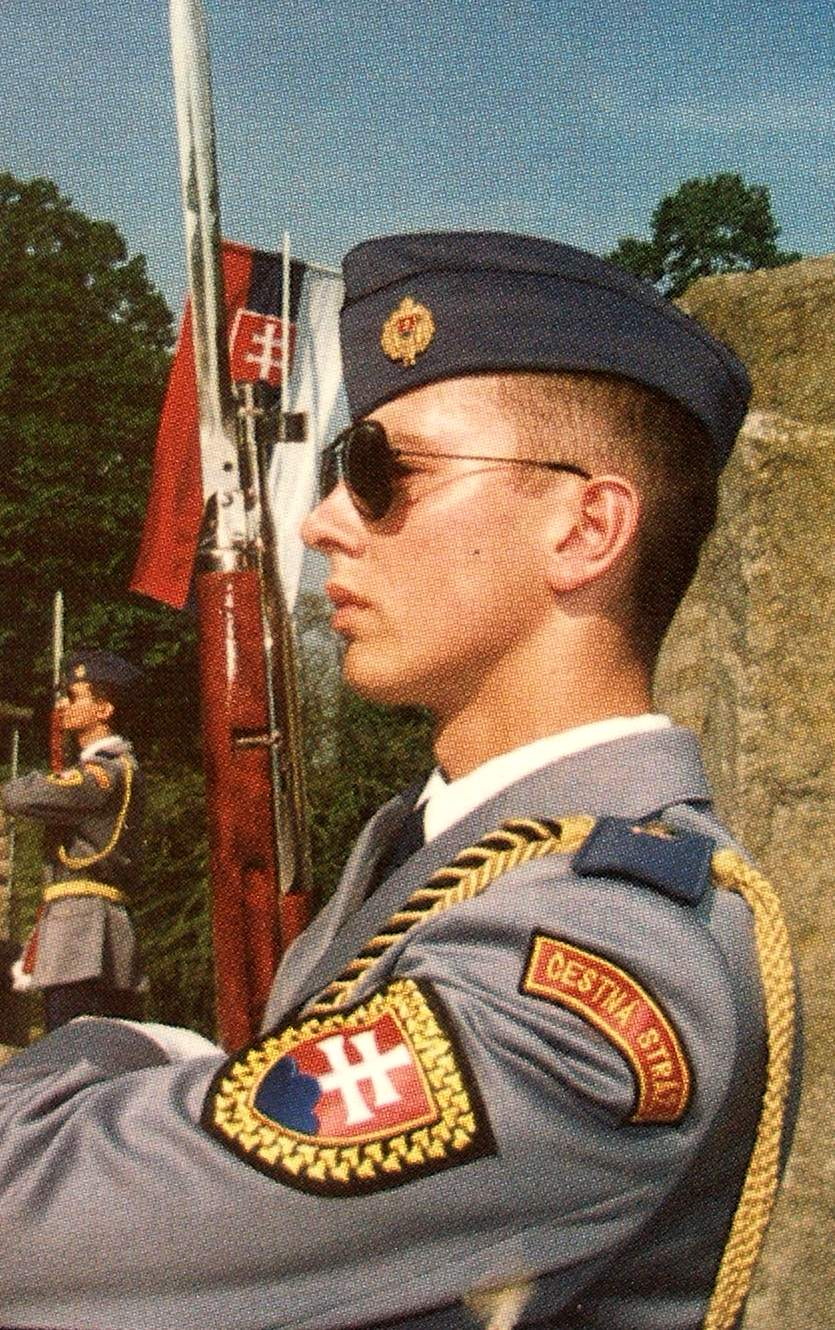
略帽を被ったスロバキア軍儀仗兵（2007年3月）
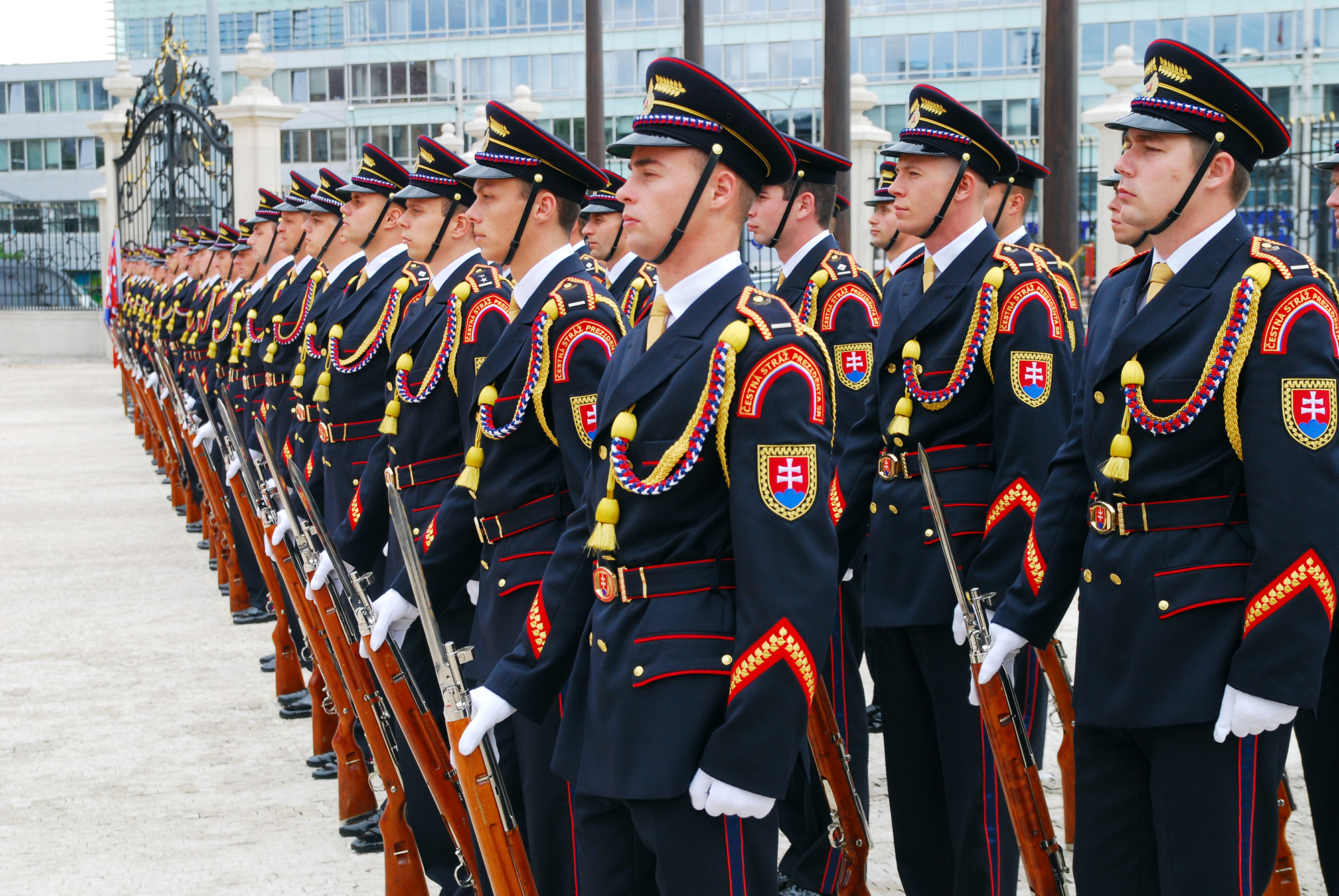
スロバキア軍儀仗兵（2011年6月）

## ハンガリー
独立後のハンガリー王国軍の軍服は階級や軍服の裁断に旧オーストリア・ハンガリー帝国の面影を強く残しつつ、独自の変化を遂げたものとなった。1922年に採用されたもので、上衣は第一次世界大戦直前に採用されていた折襟の軍服を引き継ぎ、制帽としては二重帝国時代に略帽として導入されていたギャリソンキャップを採用した(ただし、戦闘帽として庇付のものもあった)。制帽全面にはコカルデと山形の階級章が、左側面には逆三角形のパッチが付く。冬はカーキでウール製、夏はライトカーキのコットン製。
礼装としては、詰襟の肋骨服にケピ帽を採用した。ケピ帽は円形章の色をハンガリー国旗に変更したのみで二重帝国時代のものと大差ない。
戦後の1949年にソ連の影響を受けて官帽が導入され、その後上衣は開襟となった。ソ連崩壊後は、ソ連の面影を残しつつも王国時代のデザインへの回帰を進め、制帽は王国時代の制帽に庇を付けた独特のデザインとなっている。
一方空軍では、保守的な陸軍と対照的に、開襟に官帽とイギリス式の洗練されたデザインとなっており、制帽のクラウンの幅を広くするなど、敵対国であるルーマニアやチェコスロバキアに類似した外観となった。色は陸軍と同じ茶褐色だが、礼装では紺色。下士官兵は陸軍型であったが、大戦中期から将校と同型となる。

外套を羽織った将官ら。帽子は通常のギャリソンキャップ型の制帽とケピ帽型の正帽が混在している（1921年）
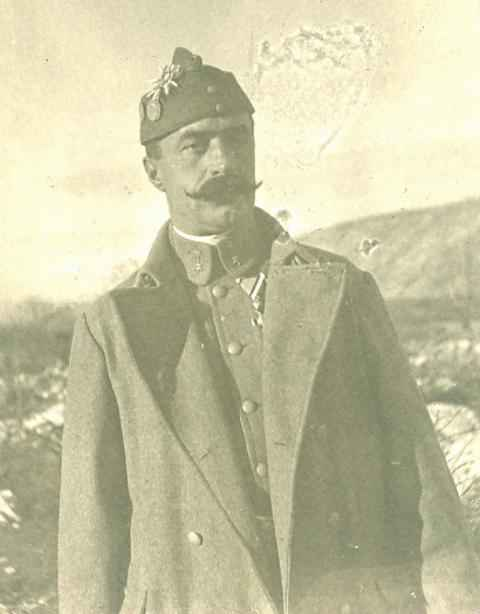
初期の軍服の将官。襟章、帽章が後のものとは異なる。(1920年代)
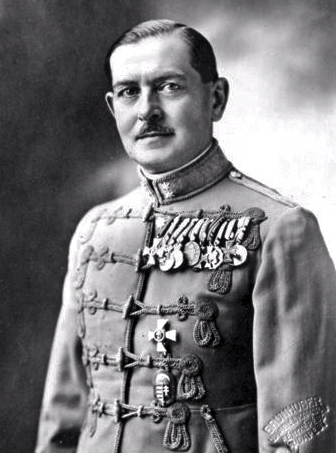
礼装のヤーニ・グスターフ中将。肋骨の意匠が後年のものと異なる（1920年代）
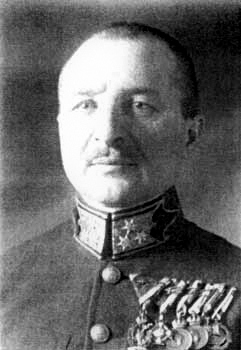
大将。ヴェルト・ヘンリク
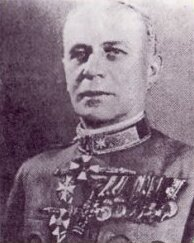
礼装の少将
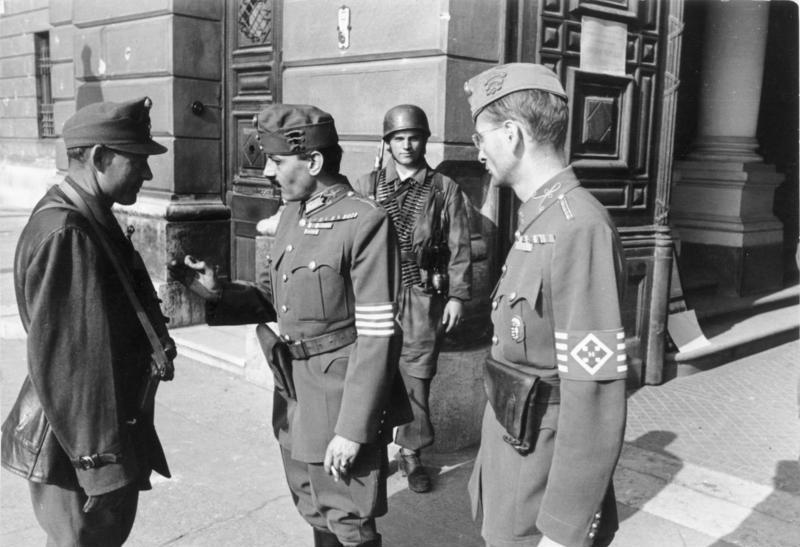
中尉(右)と少佐(中央) (1944年10月16日)
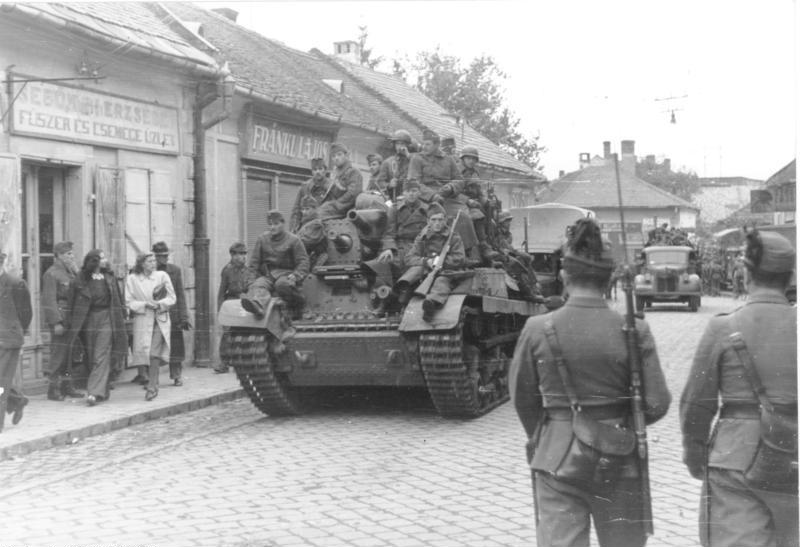
トゥラーン中戦車に乗り込む兵士ら。手前は憲兵 (1944年8月)
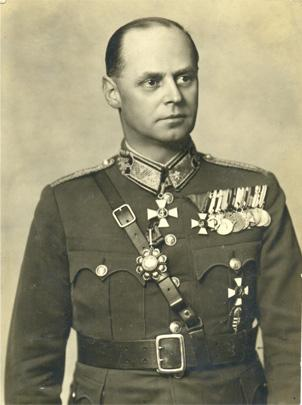
ファルカシュ・フェレンツ
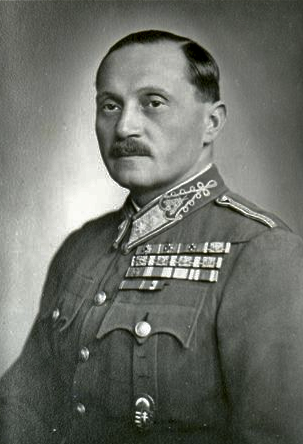
ラースロー・デジェー
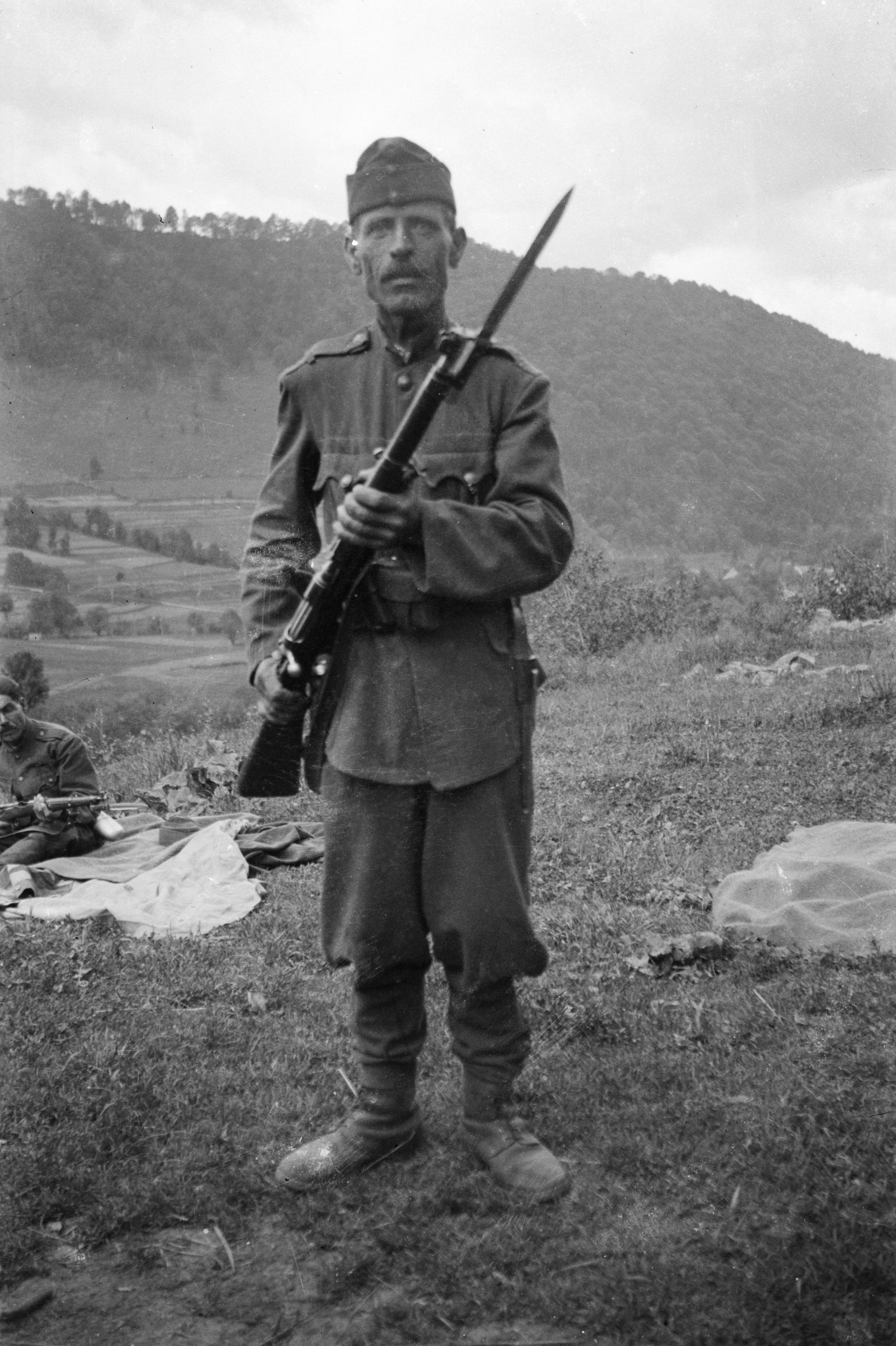
銃を携行する兵士(1940年)
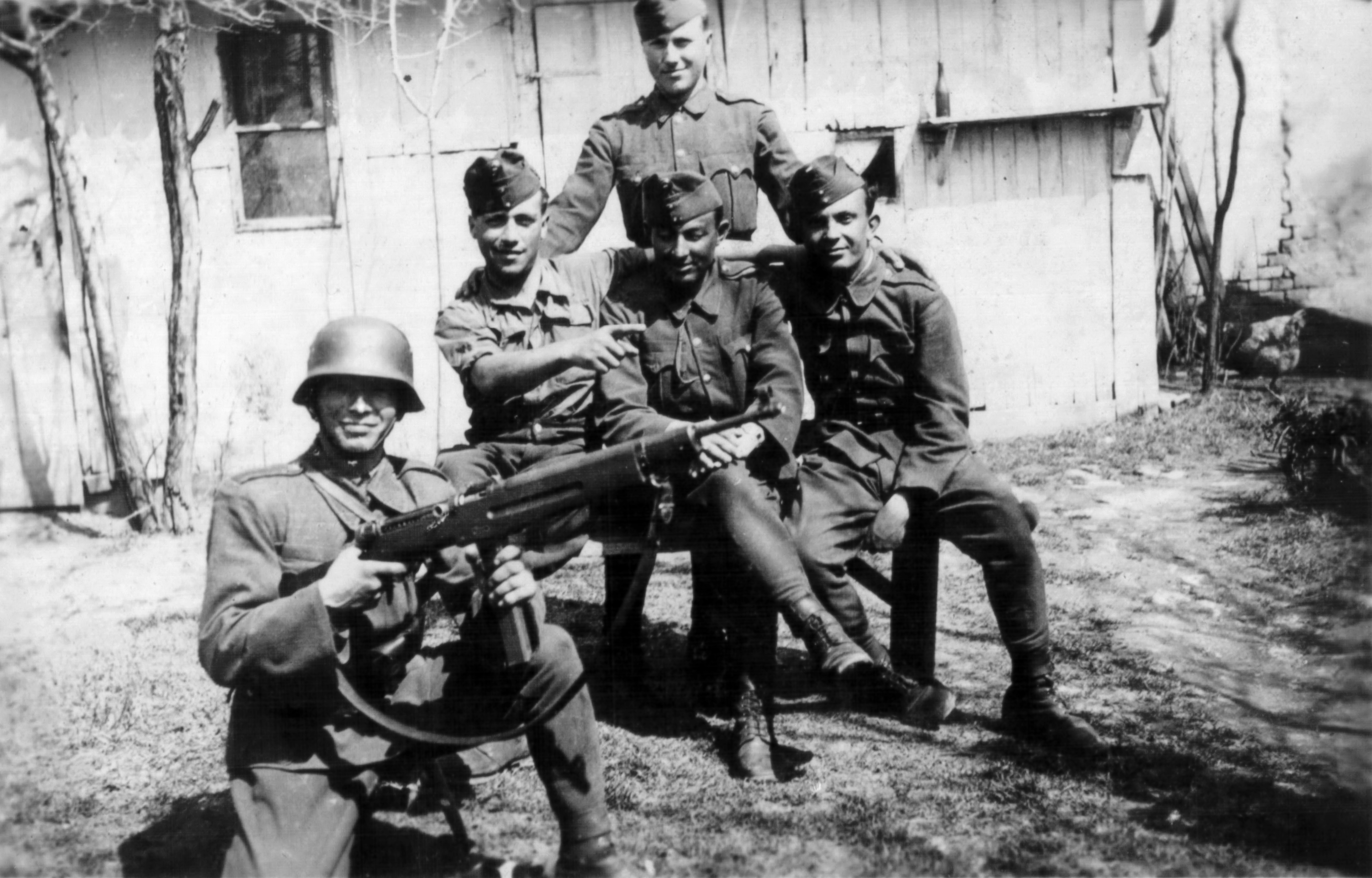
第1軍（en）所属の兵士ら(1944年)
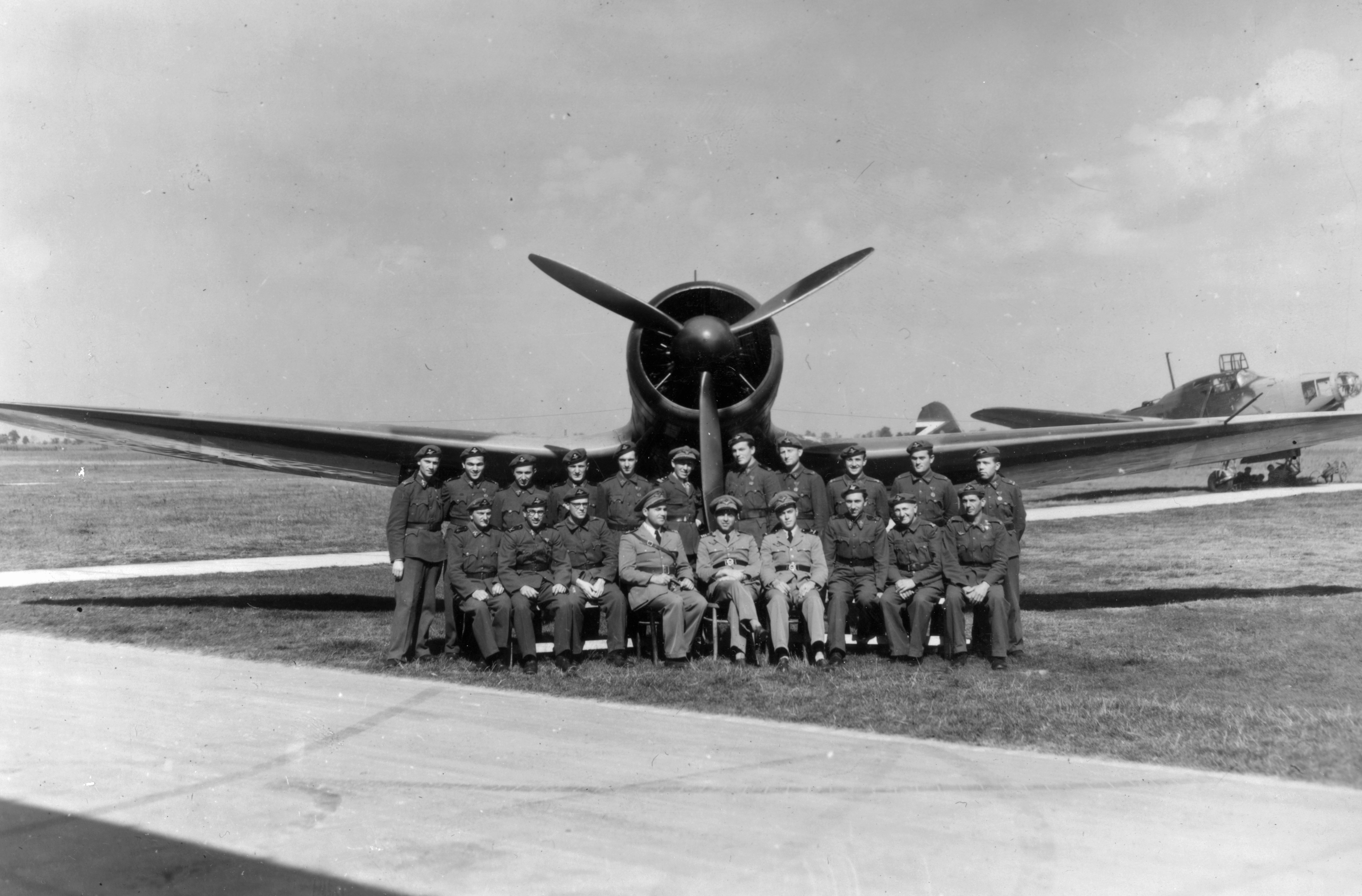
制服姿の空軍将校と折襟の地上要員（1943年）
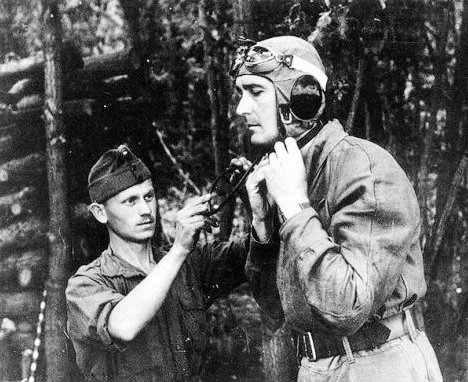
パイロットと整備兵
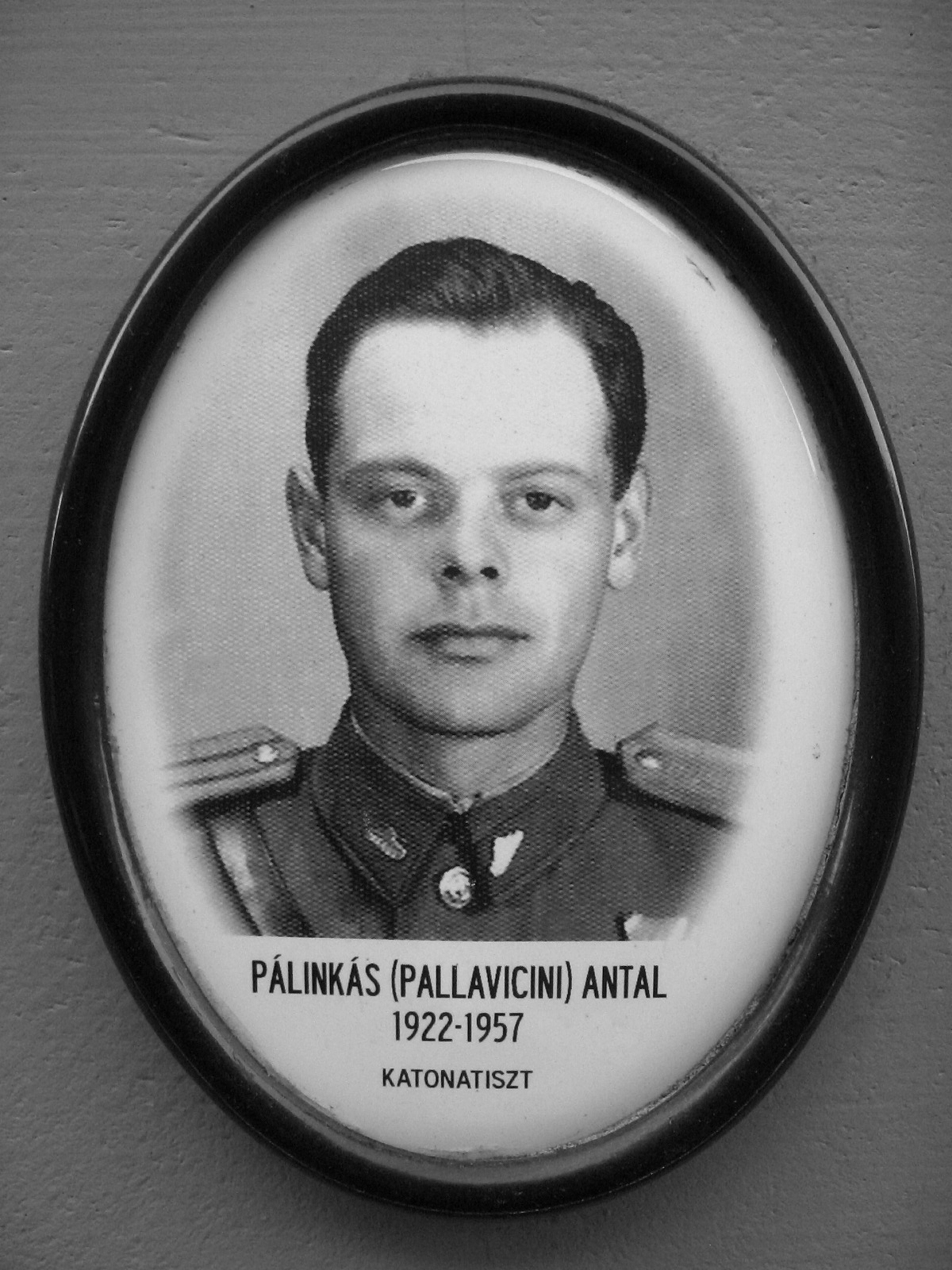
共産主義政権下、M51制服を着用した戦車兵少佐。ソ連の影響を色濃く受けている。(1956年)
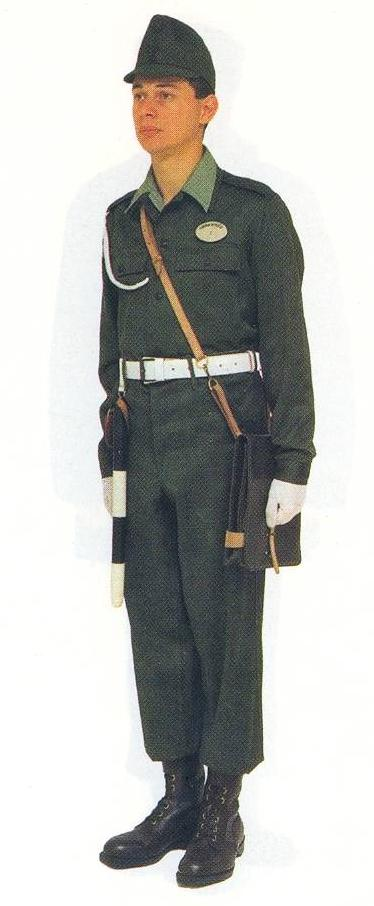
夏服の憲兵。
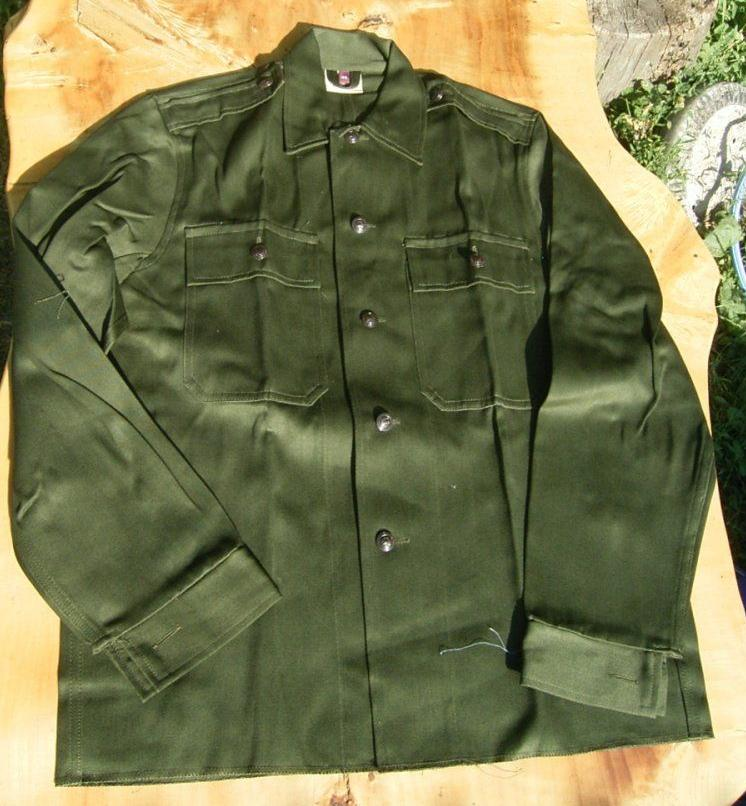
M65作業服(2005年廃止)
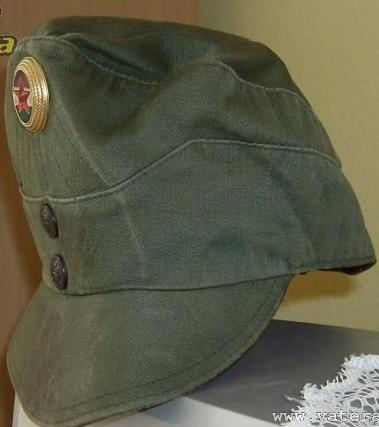
略帽。オーストリアの山岳帽を基にしている。
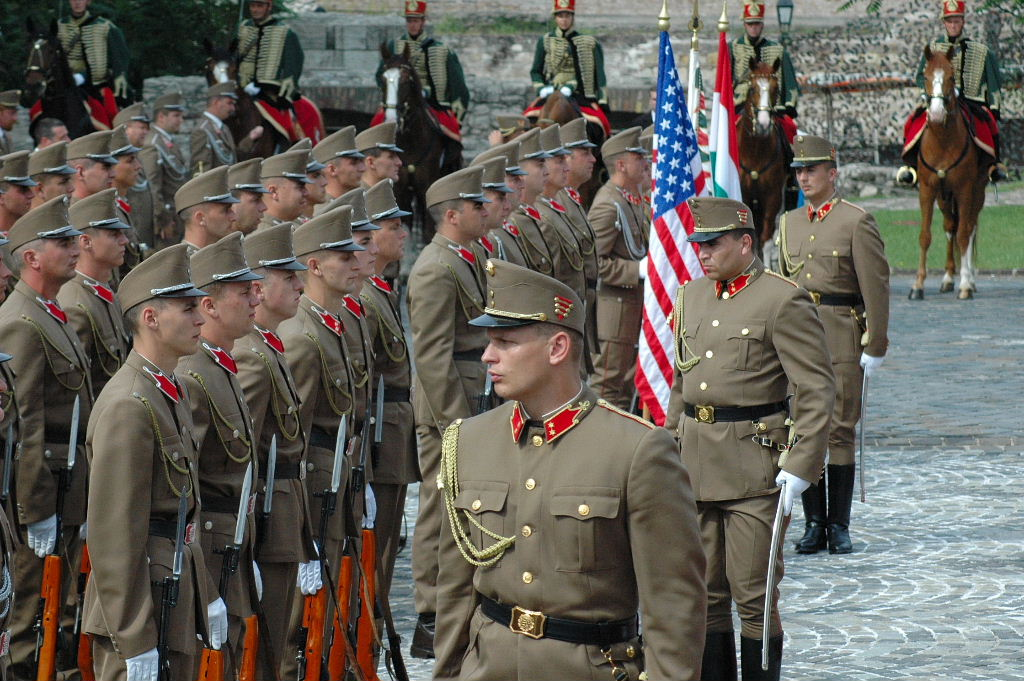
陸軍の儀仗隊。王国時代の軍服をイメージしているが、新たに庇が加えられている。
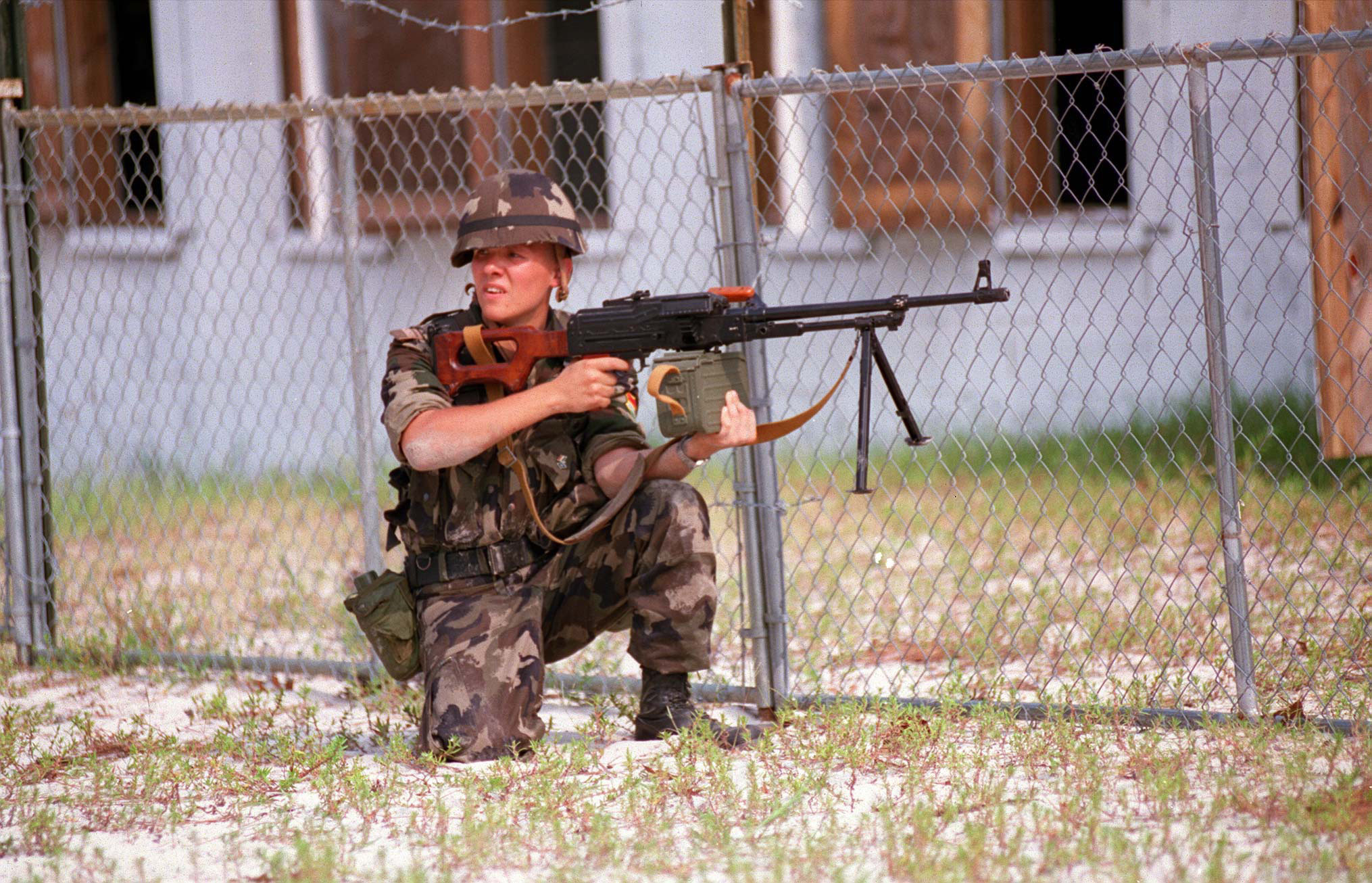
PK機関銃を携行する兵士(1996年8月24日)
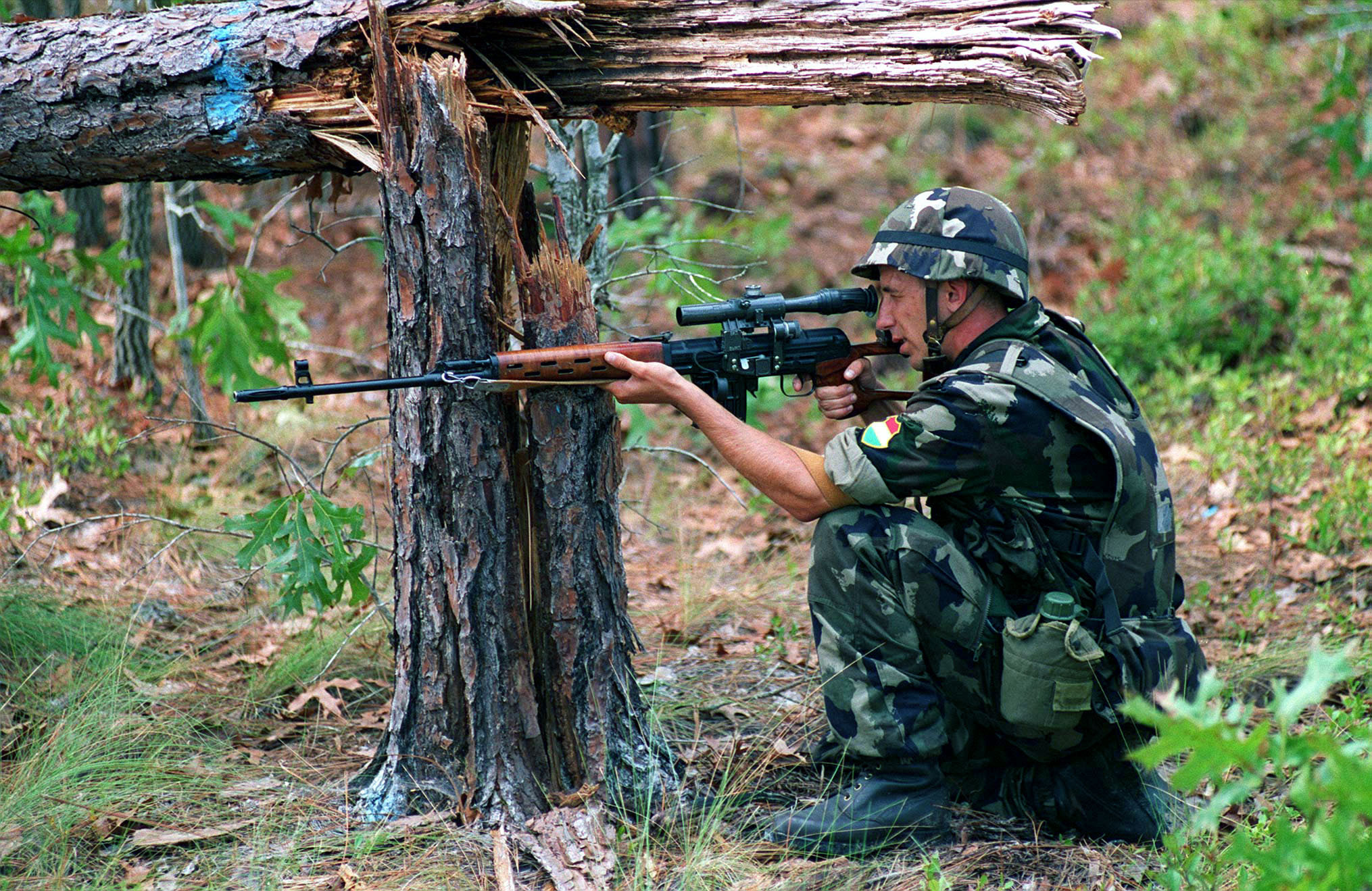
SVDを携行する兵士(1996年8月24日)
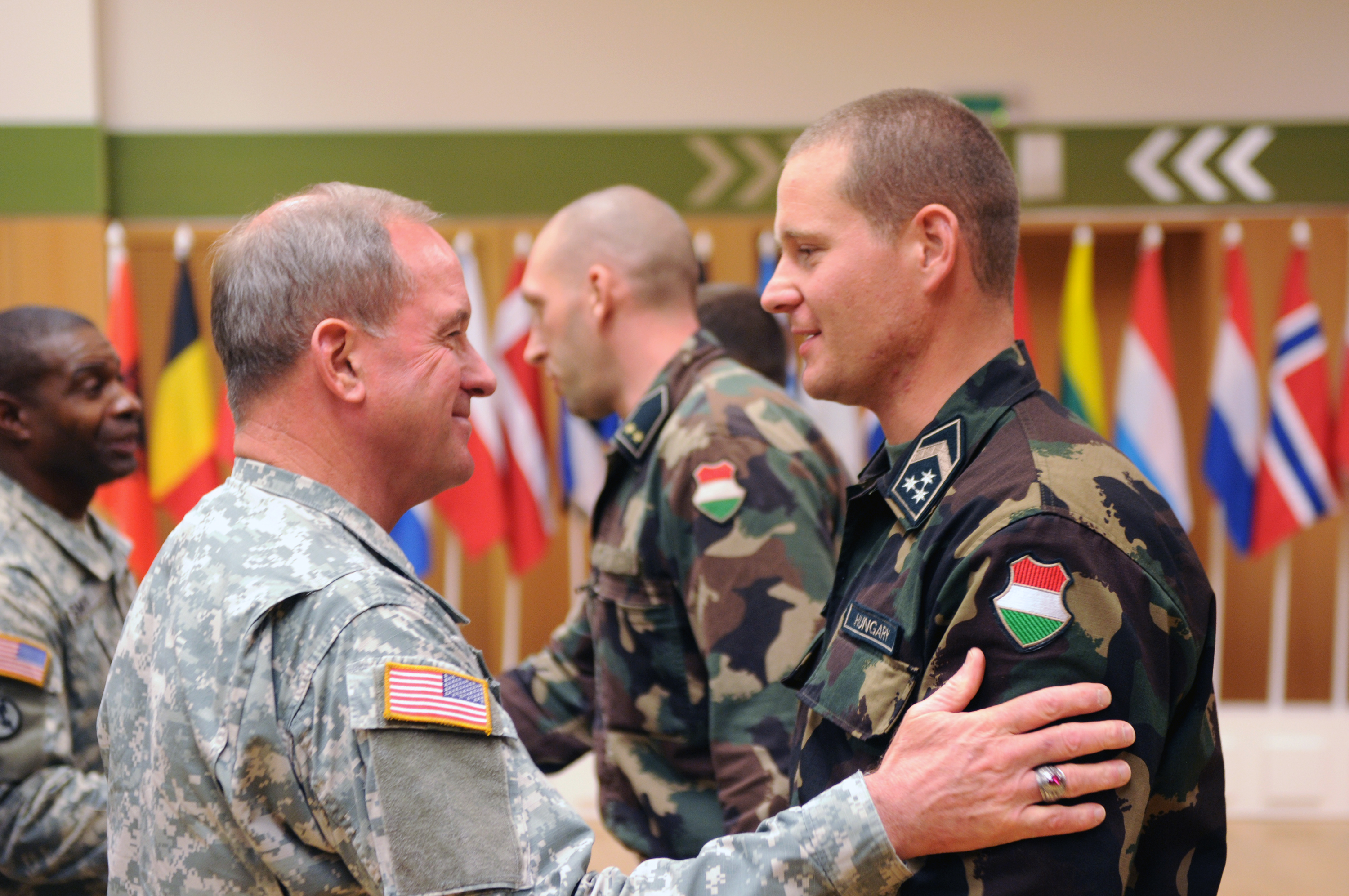
オハイオ州兵としてアフガニスタン紛争に参加した曹長(右手前)と中尉(左奥) (2012年10月16日)
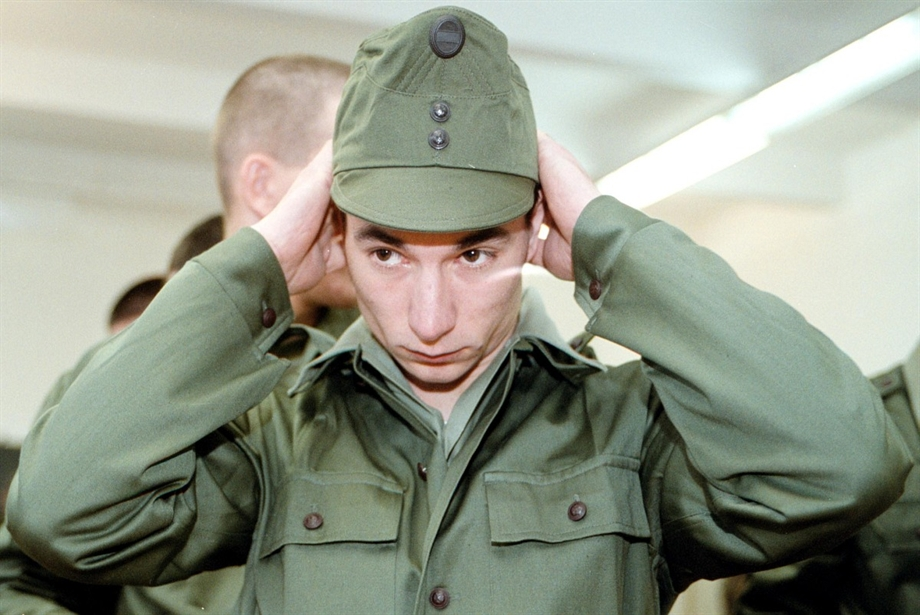
入営したての新兵。(2011年12月15日)
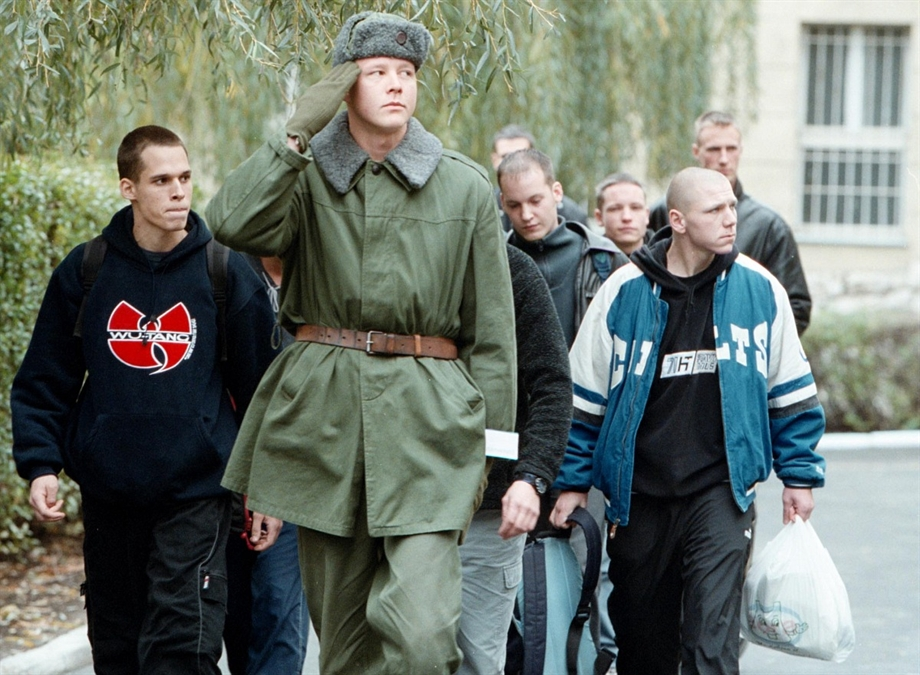
防寒着を着用した兵士。(2011年12月15日)
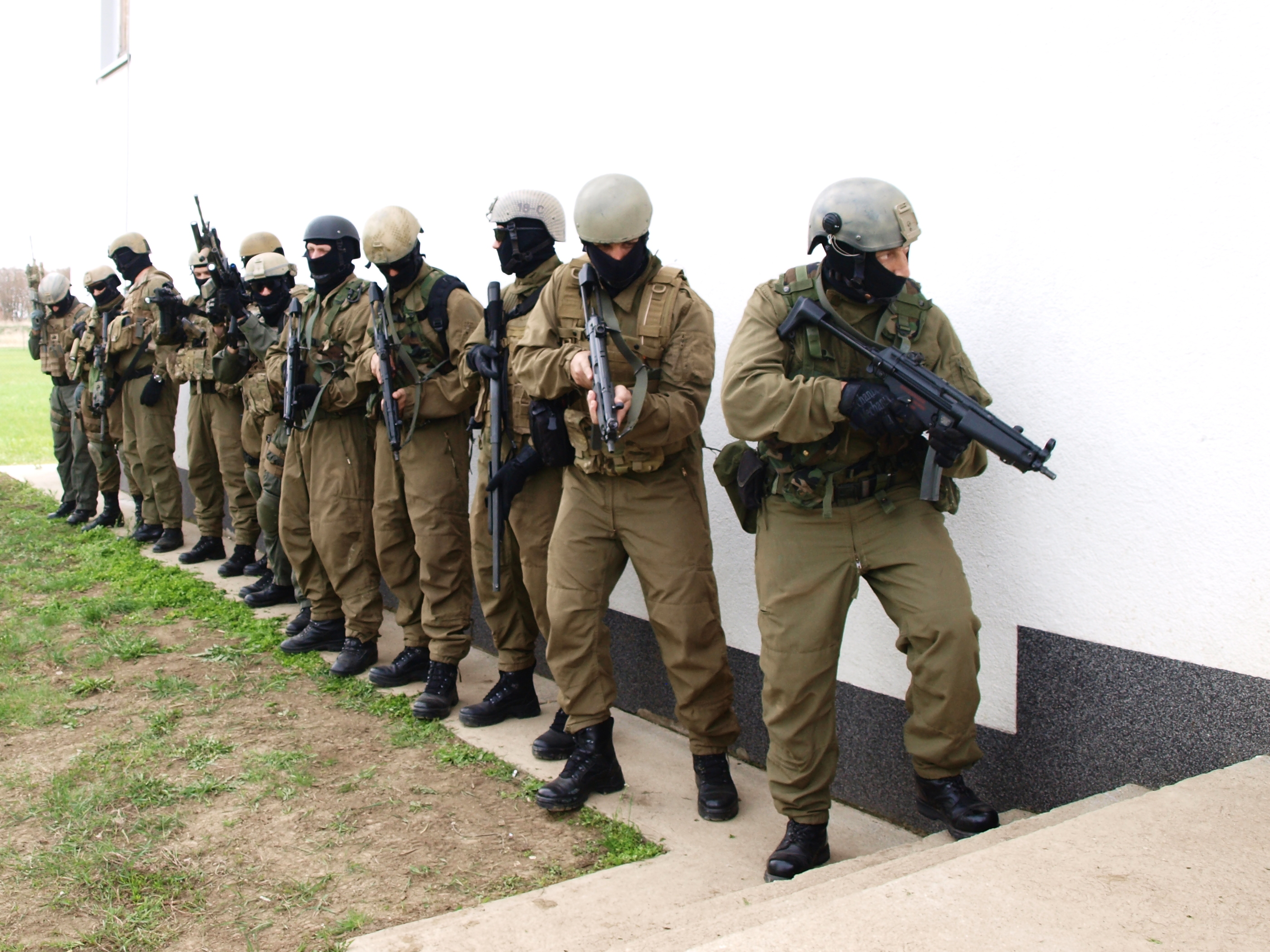
訓練中の特殊部隊。ヘルメットが独特のものとなっている(2012年4月13日)
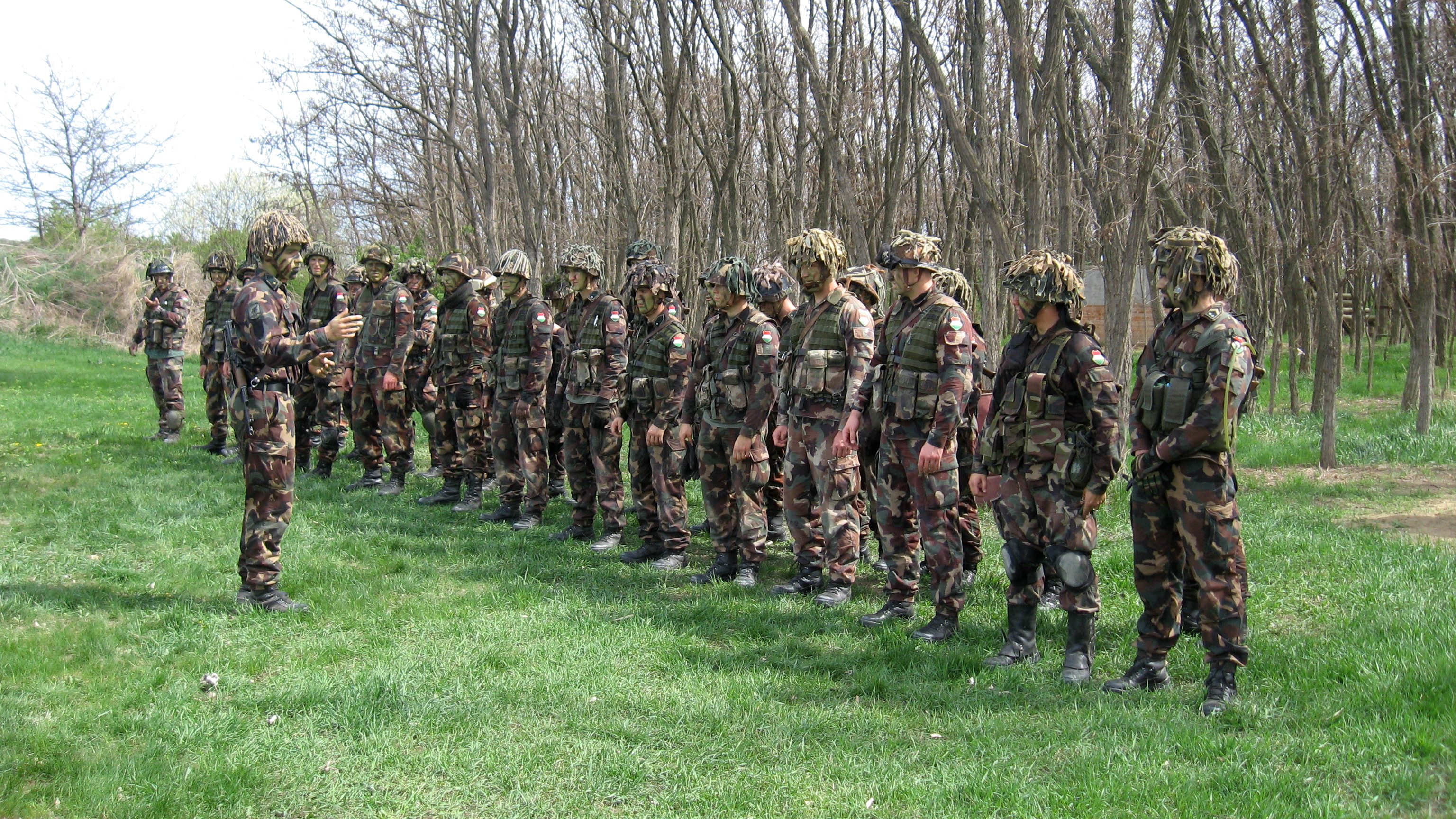
完全武装の兵士(2012年4月13日)
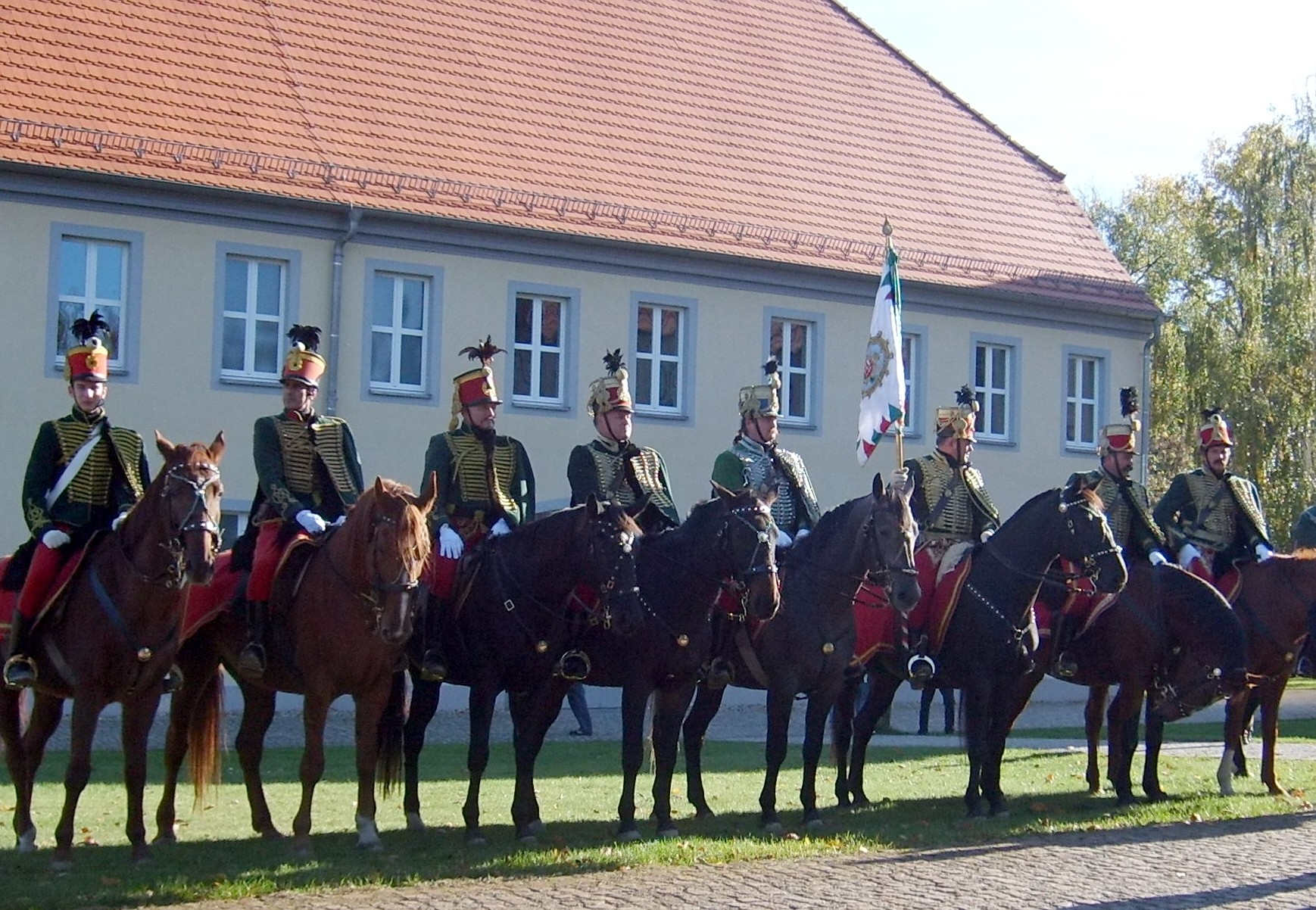
騎兵

## スイス
スイスの軍服は、その国土上、フランスとオーストリア双方の影響を受けた意匠となっている。元々州（カントン）の連合体であったスイスではカントンごとに軍服のばらつきが大きかったが、1842年の軍装通達を経て分離同盟戦争後の1852年8月27日に連邦国家の軍隊としての統一された服装規定がなされた。この時点まではシングルブレストの燕尾服であったが、1860年12月21日に7つボタンのダブルブレストとなり、エポレットが廃止される。1898年に5つボタンに変更、袖のボタンが廃止され着丈も短くなった。伝統的に歩兵、擲弾兵などの通常部隊は紺色で銀ボタン、山岳猟兵は緑で金ボタンだったが、第一次大戦中の1914年にフィールドグレーのシングルブレストの統一軍衣を試製導入、正式採用は3年後の17年までかかった。そのため、大戦中は各個人での差異が激しく、連合軍側の圧力でアメリカから輸入したオリーブドラブの生地を使用することもあったという。21年の生地の整理、1926年12月30日の細部改定を経て1940年に折襟となった。このM1940は開襟にすることも可能。戦後は完全な開襟となる。

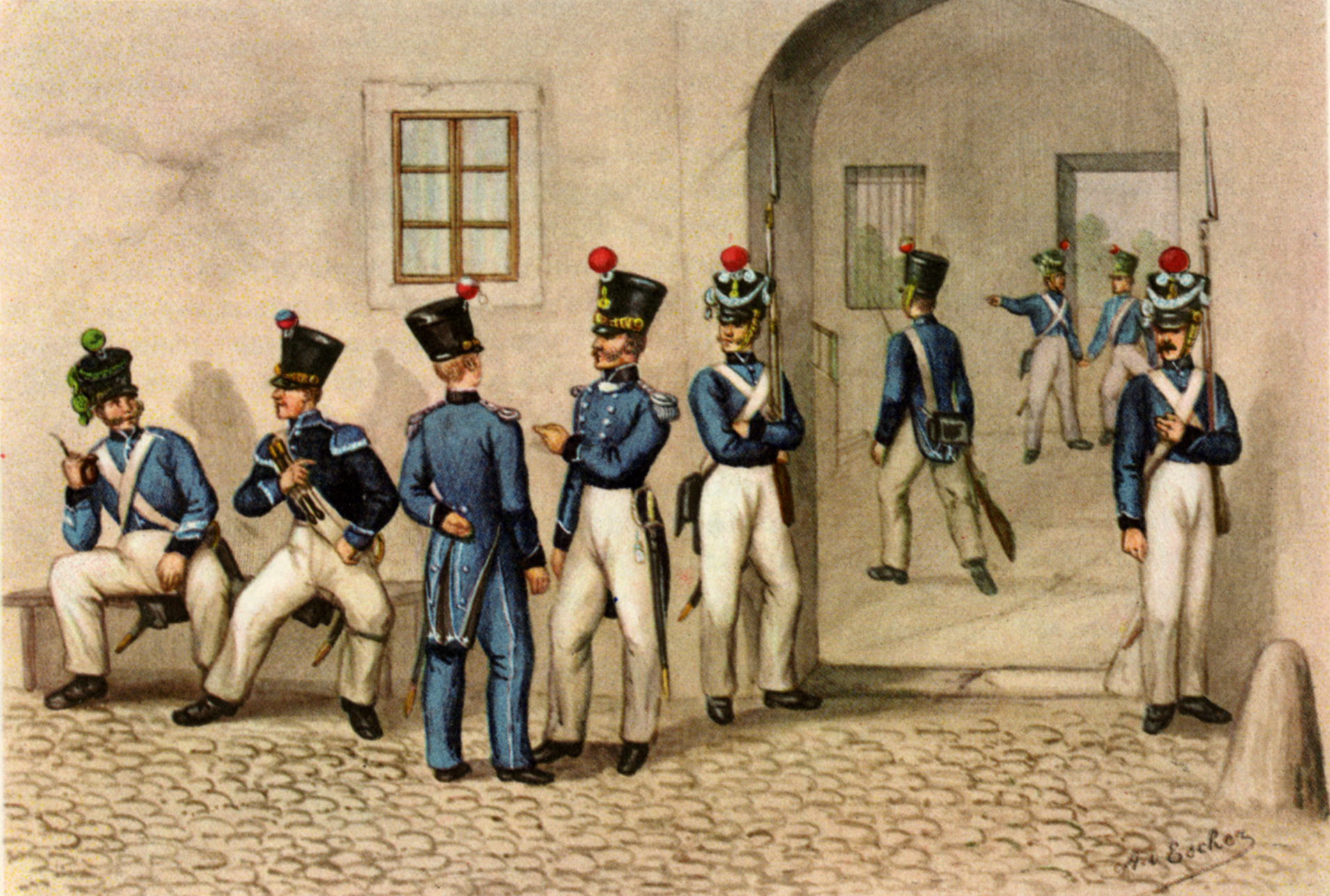
チューリッヒ州軍歩兵（1830年）
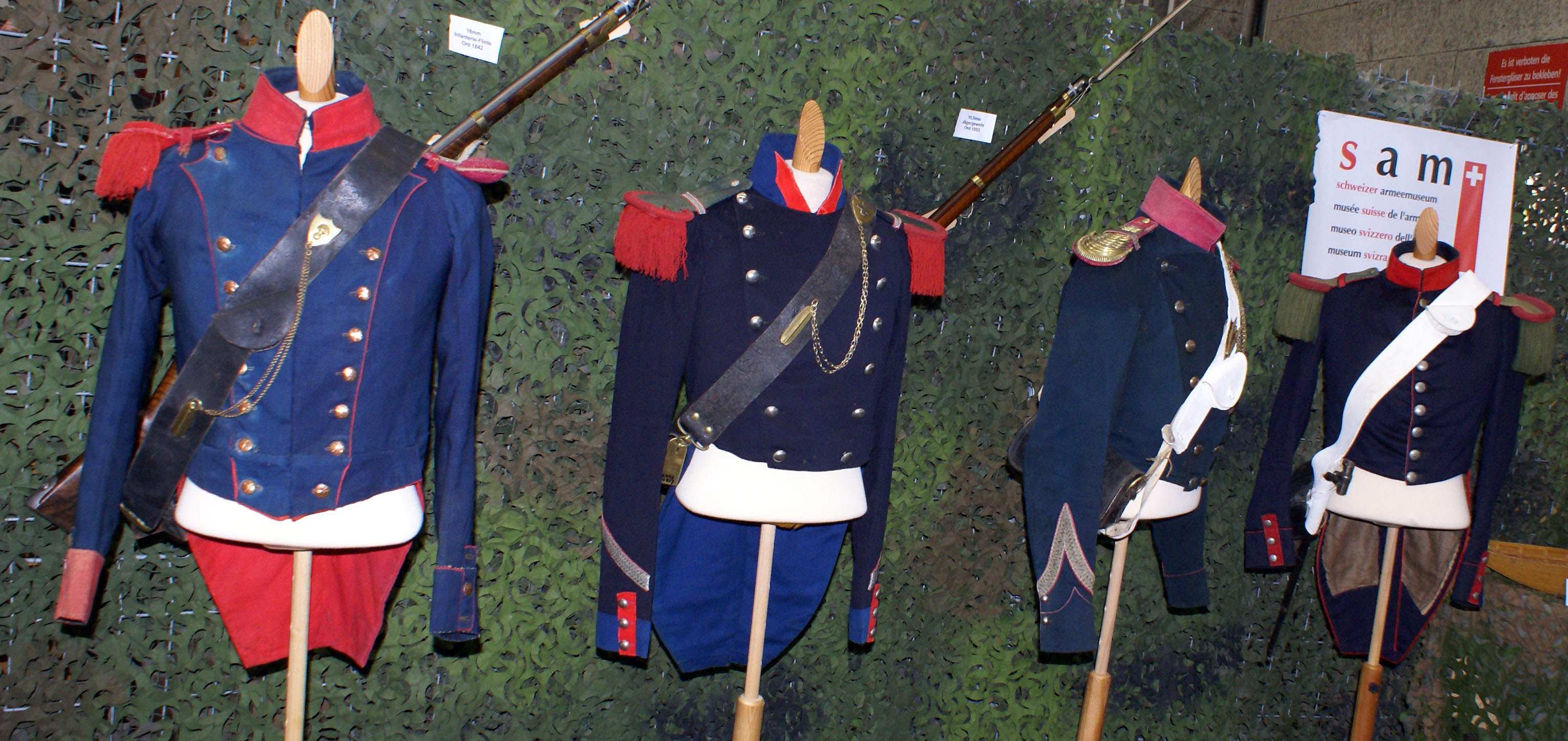
M1842/43上衣。左より騎兵、歩兵、猟兵、砲兵
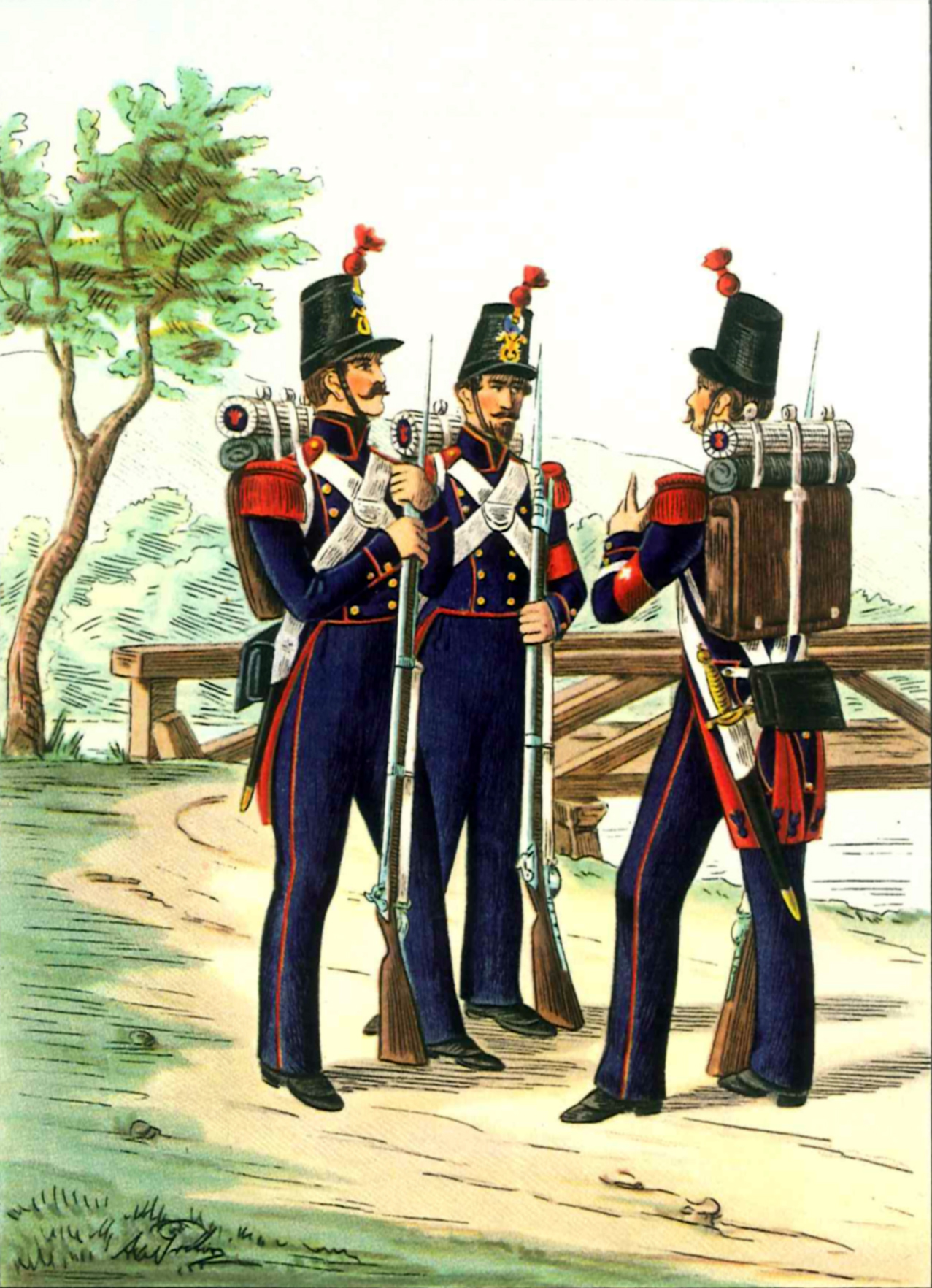
工兵（1845年）
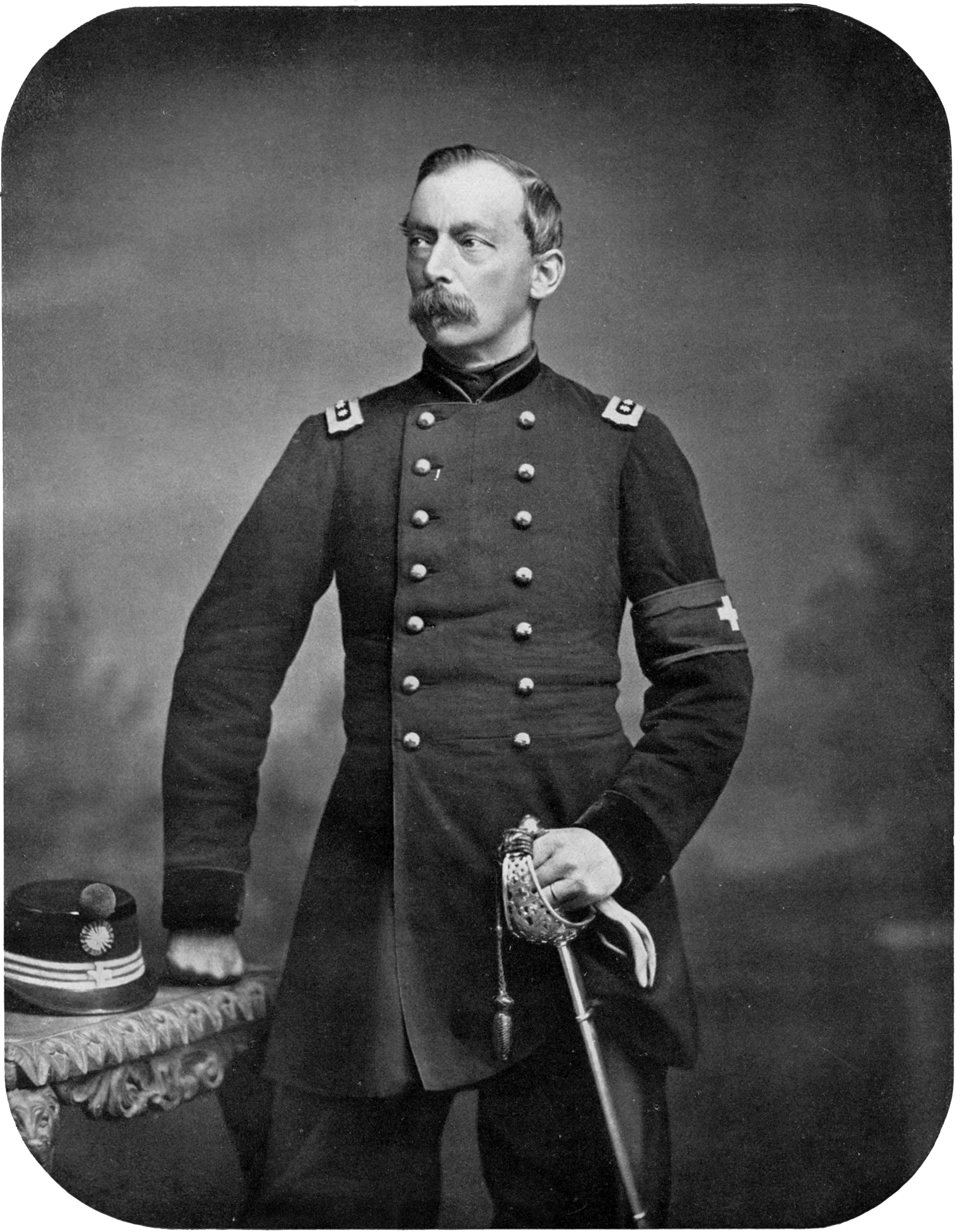
M1861着用の大将(1871年)
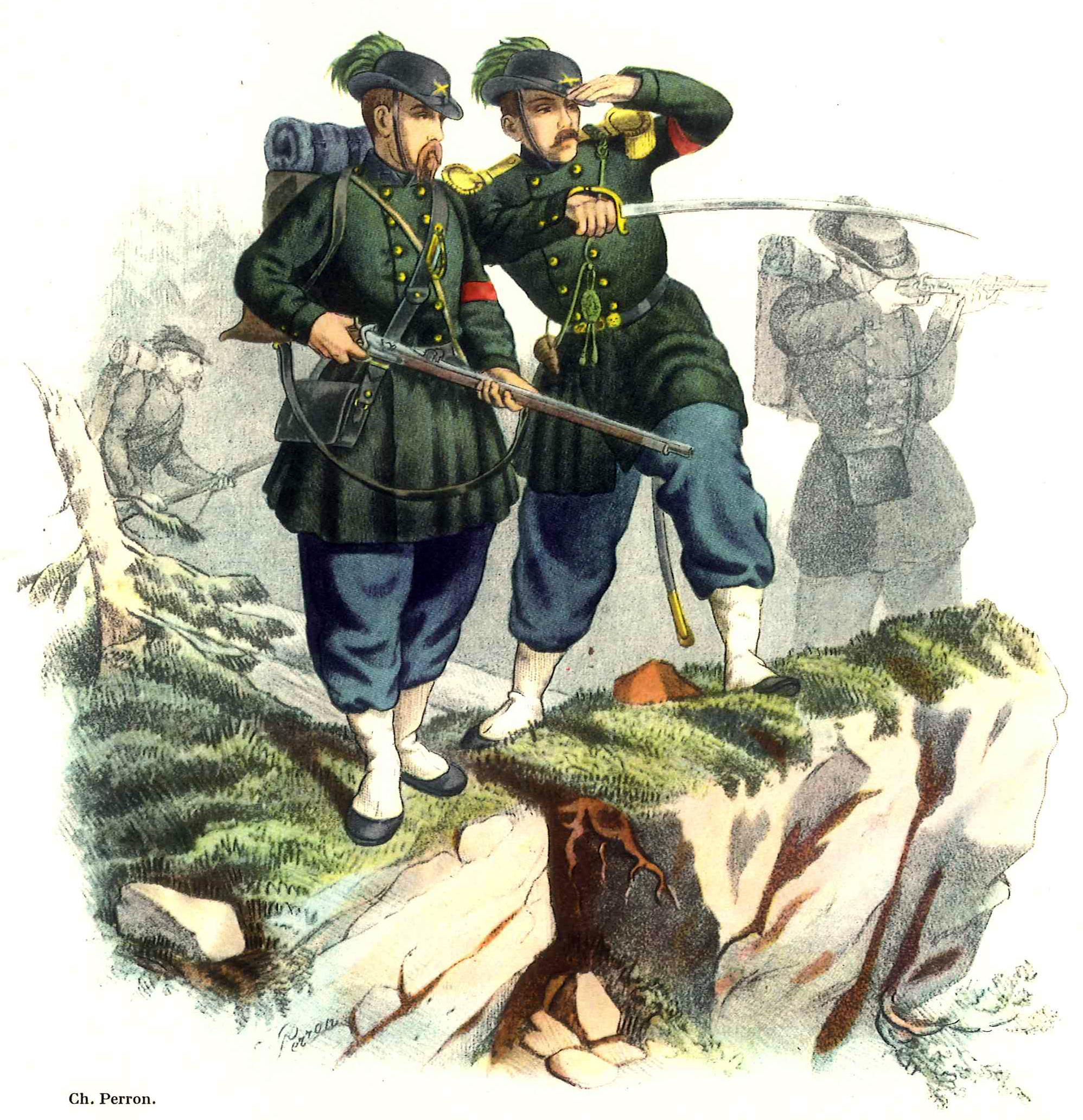
M1861着用の山岳猟兵（1862年）
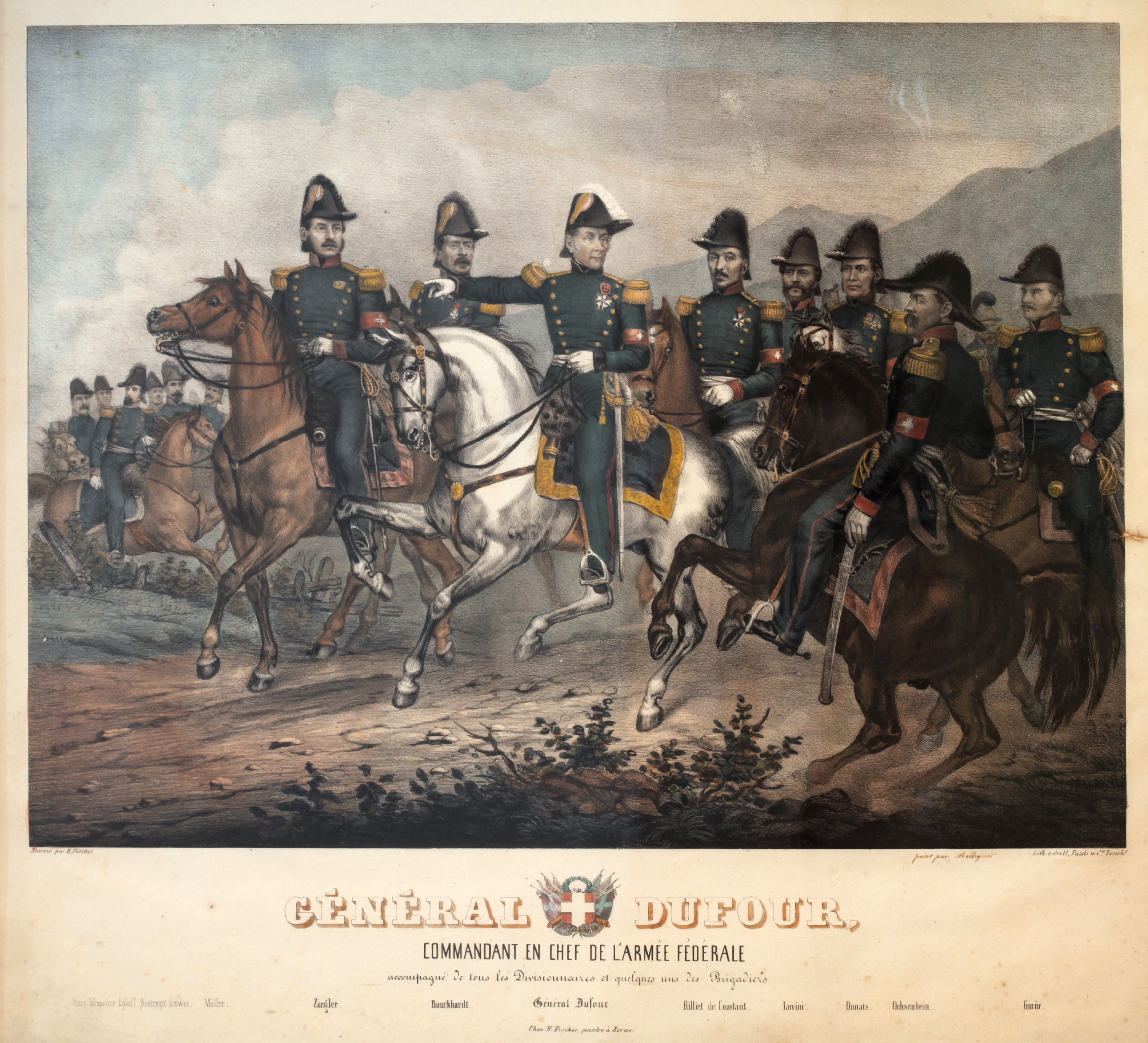
M1894/98の歩兵
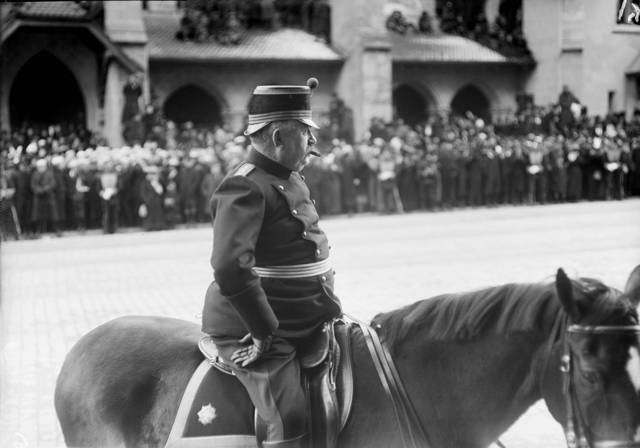
M1894/98の大将。ウルリッヒ・ウィレ（英語版）
M1914/15着用の将兵。ポケットや前合わせの差異が激しく、また後列の下士官兵はM1888シャコー帽を被っている
M1914/15に試作品と思われるヘルメットを被った一個分隊（1917年）
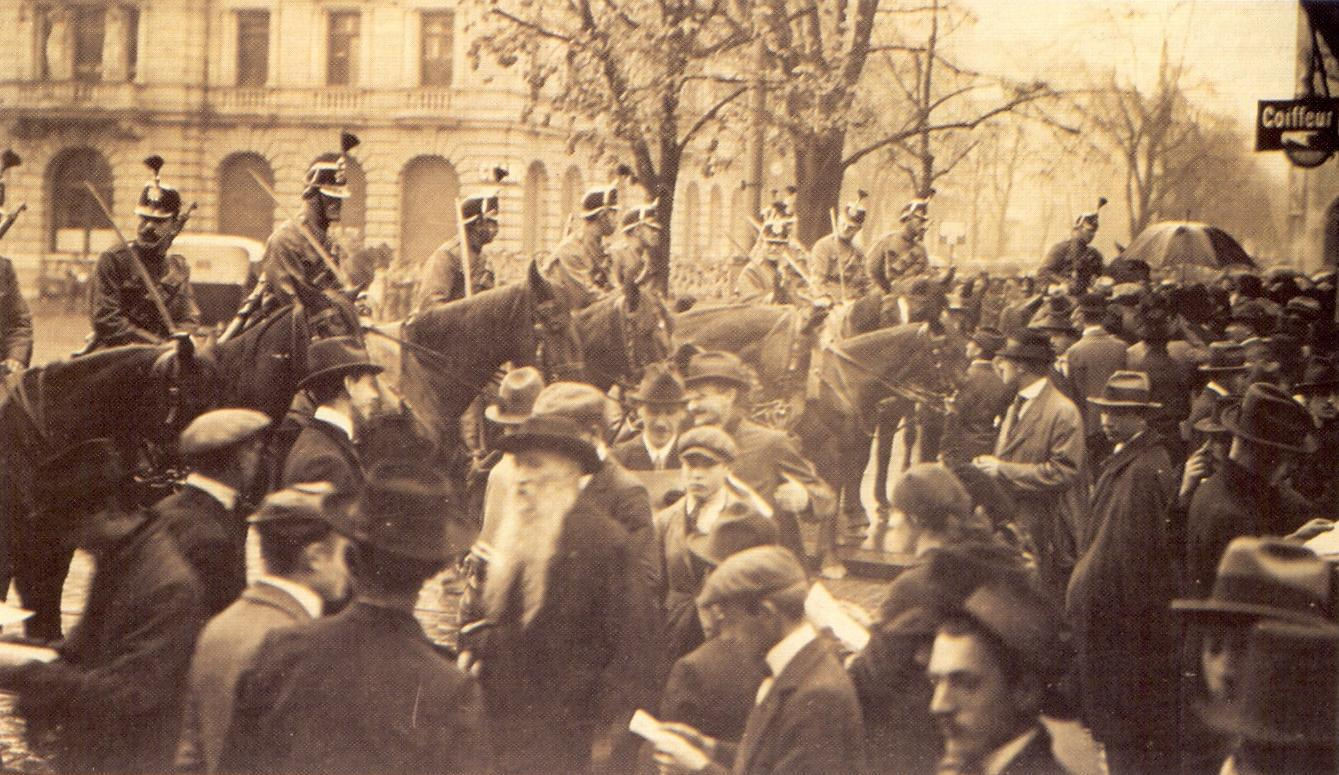
騎兵(1918年11月13日)
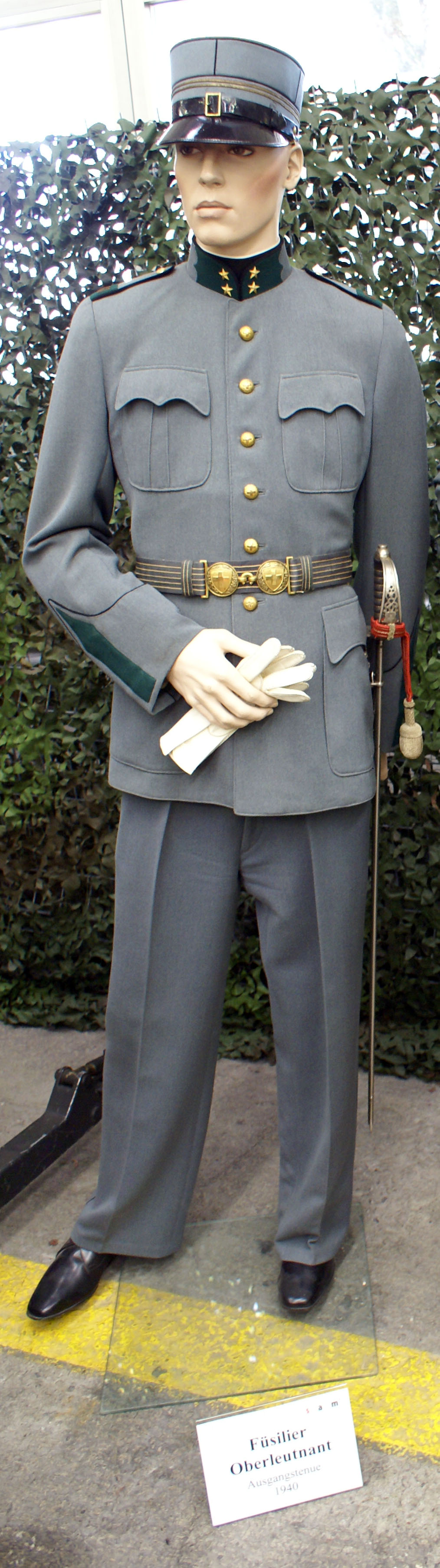
士官用M1926に正剣帯着用の歩兵中尉
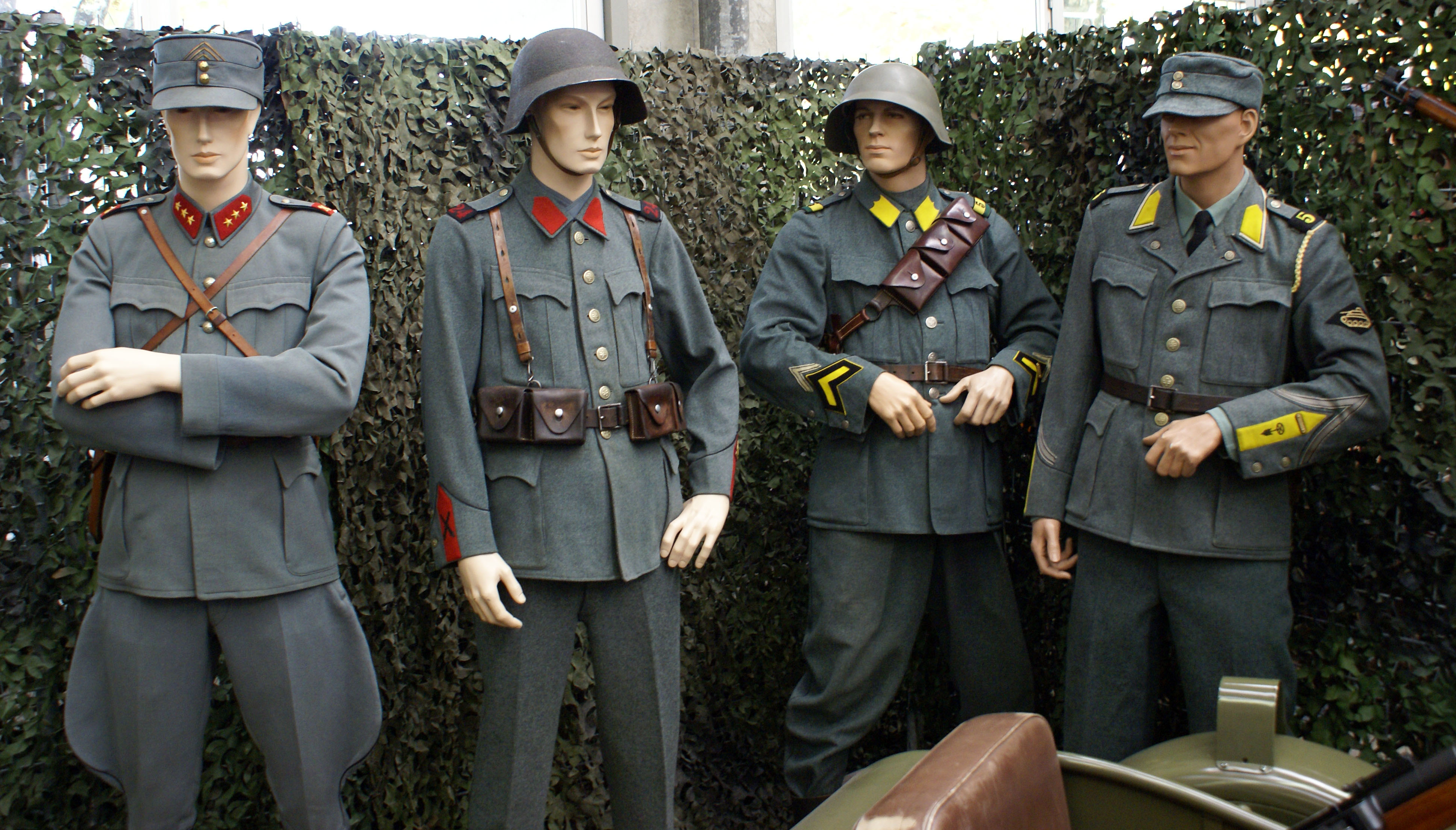
M1940軍衣と野戦装備各種。ドイツの影響を受けているのが良く分かる。
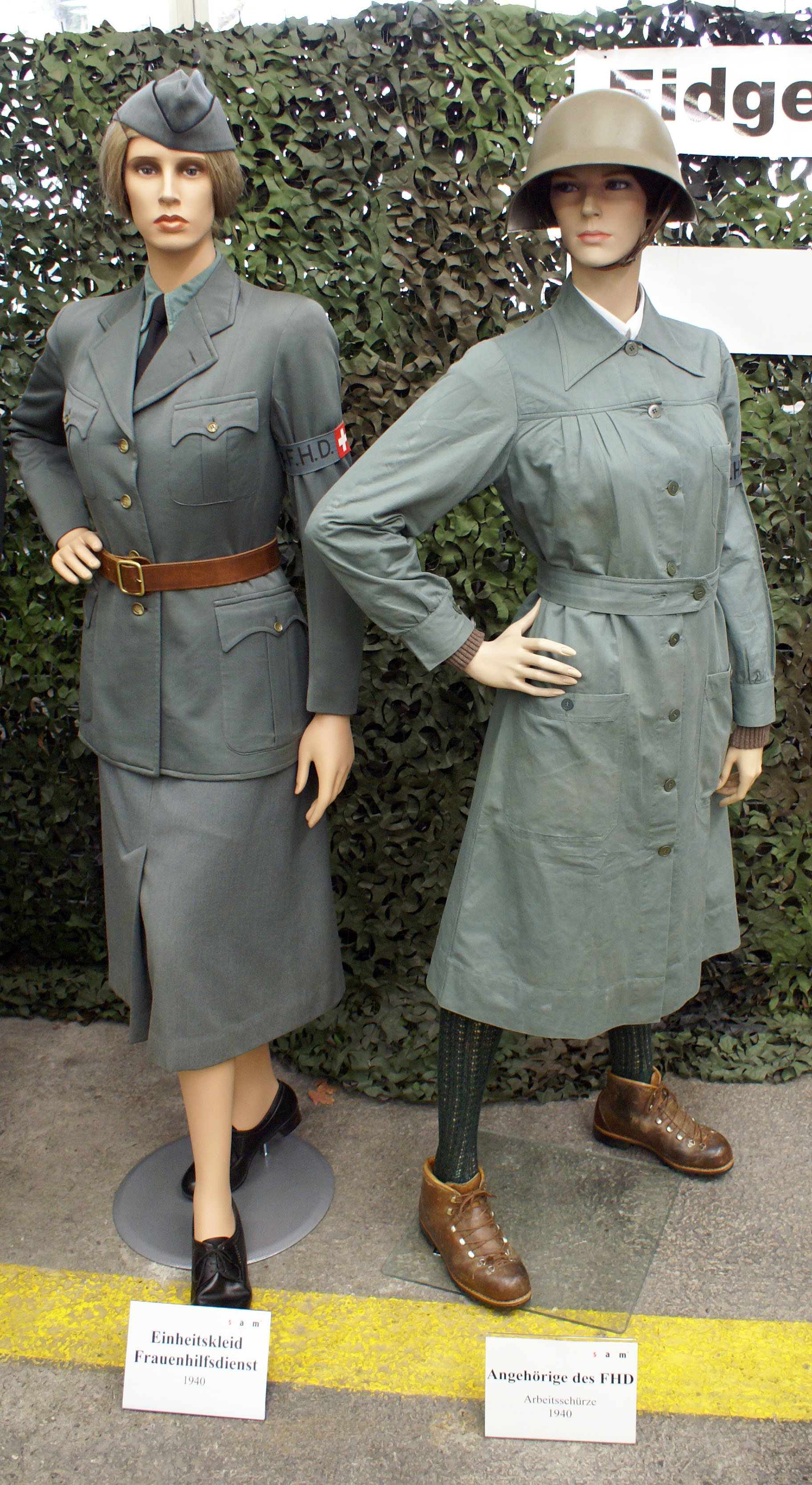
1940年ごろの女性補助員。
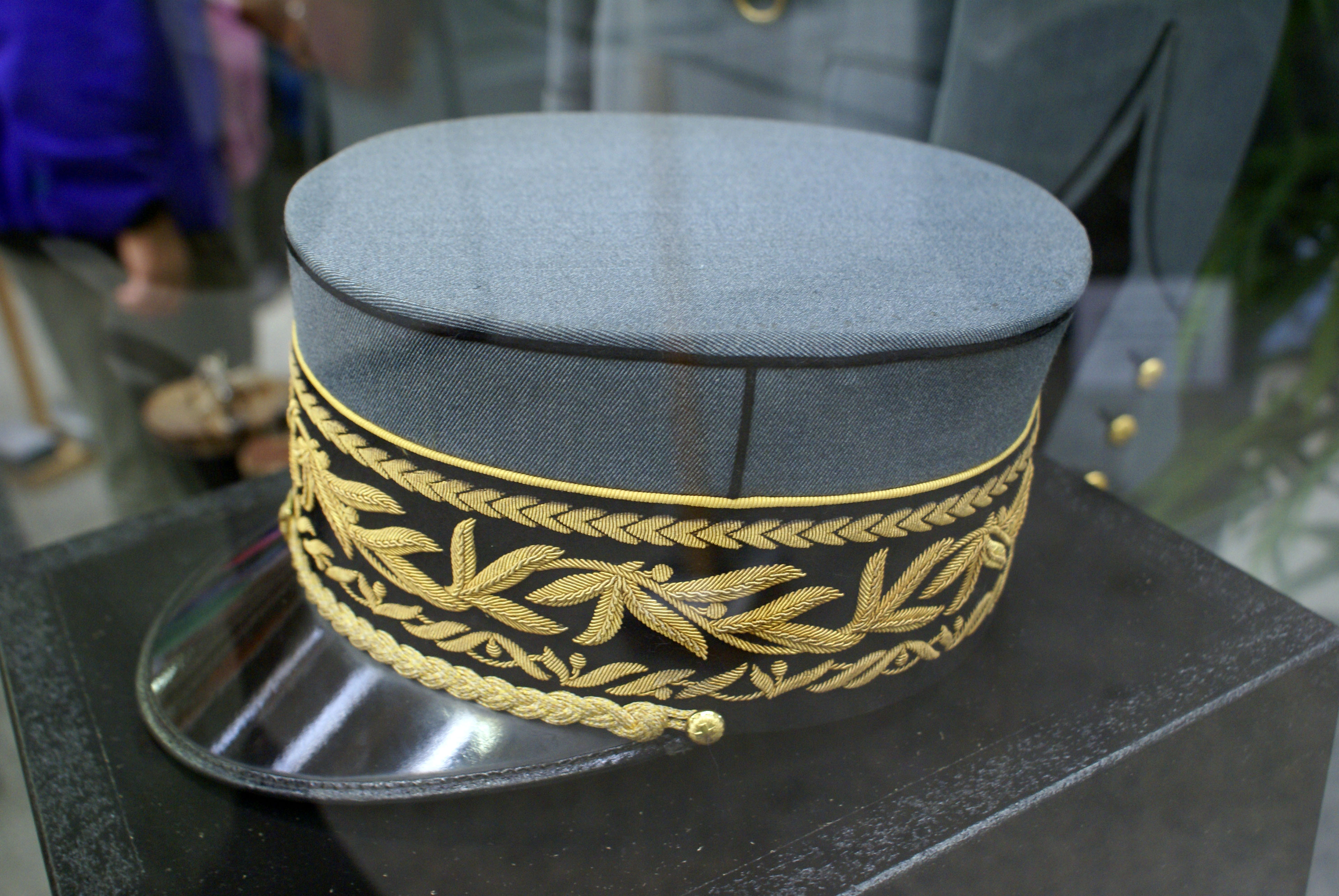
将官用制帽。スイス軍最高司令官アンリ・ギザンの使用していたもの、1939年 - 1945年頃。
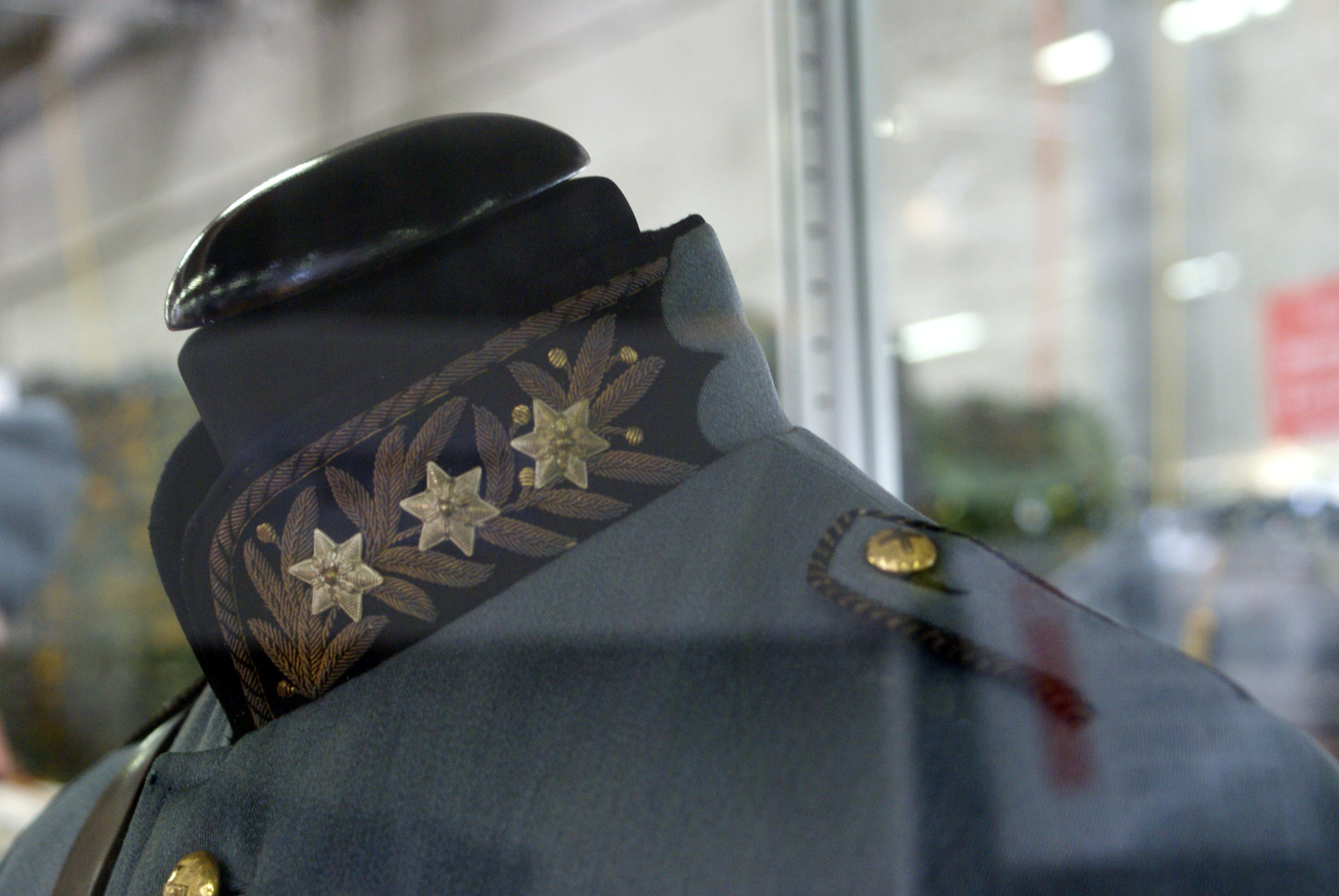
将官用M1940制服。同じくアンリ・ギザンの使用していたもの。
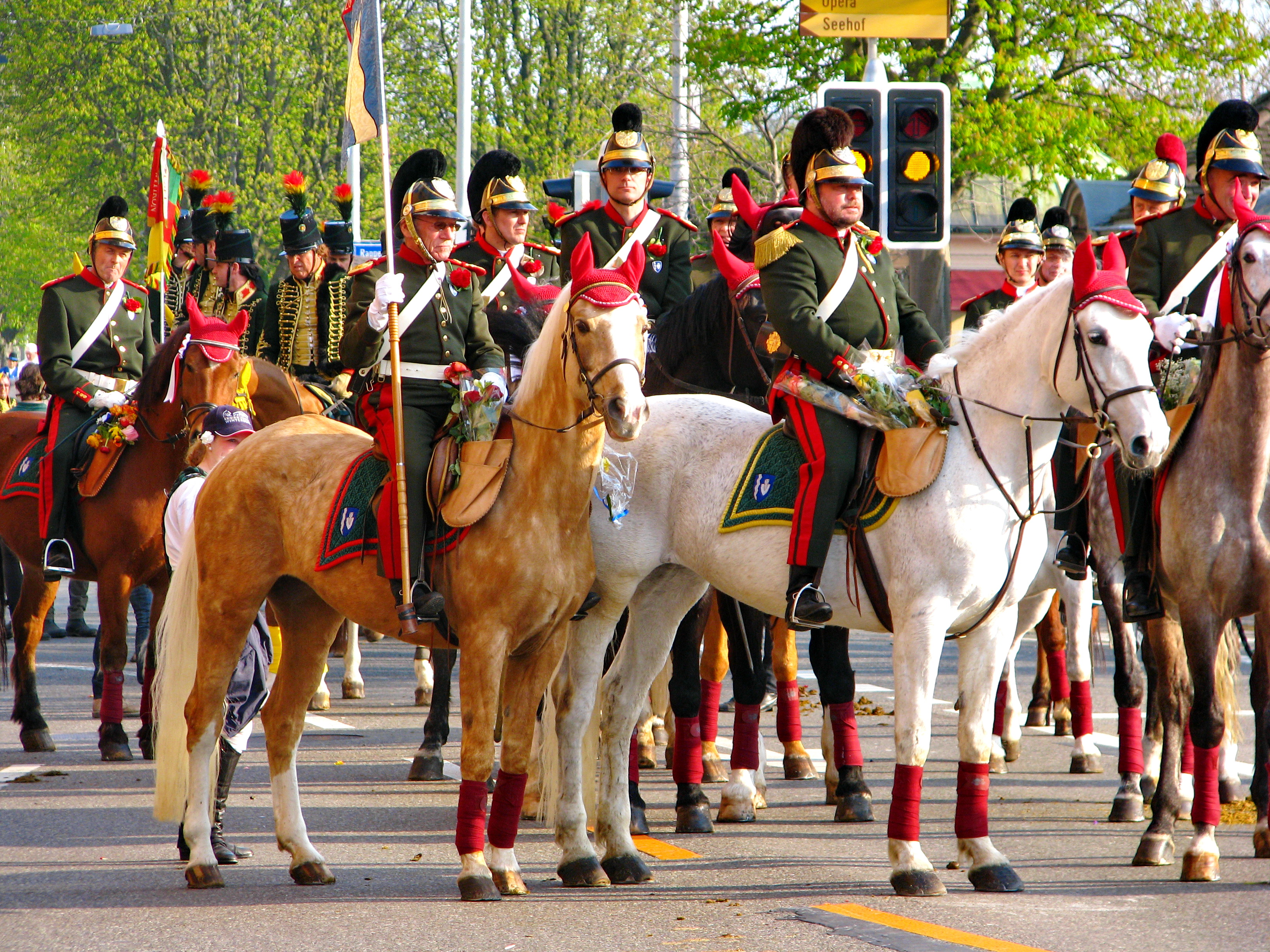
セクセロイテン（ドイツ語版）参加者による19世紀末の再現服装（2010年4月）
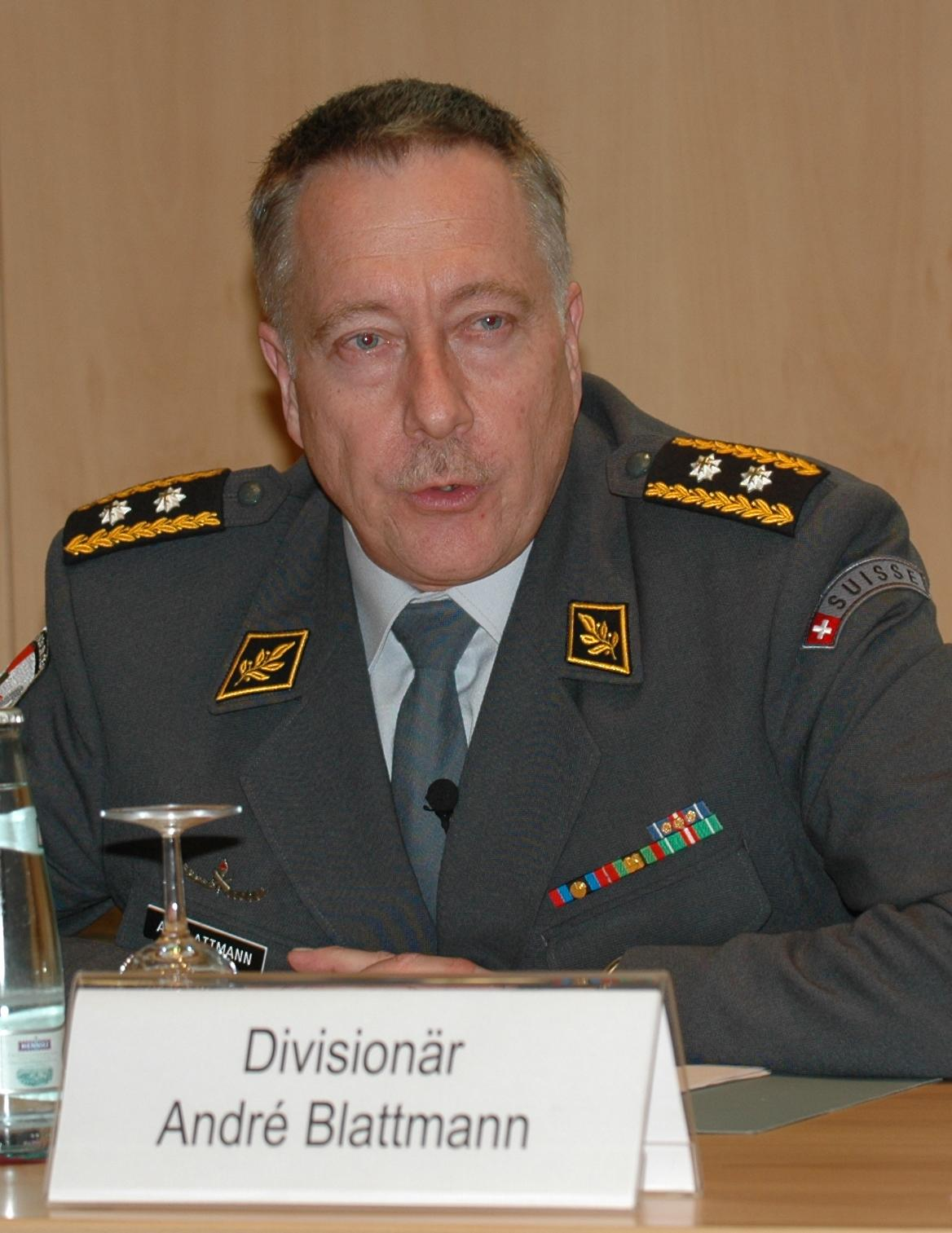
制服姿の少将。
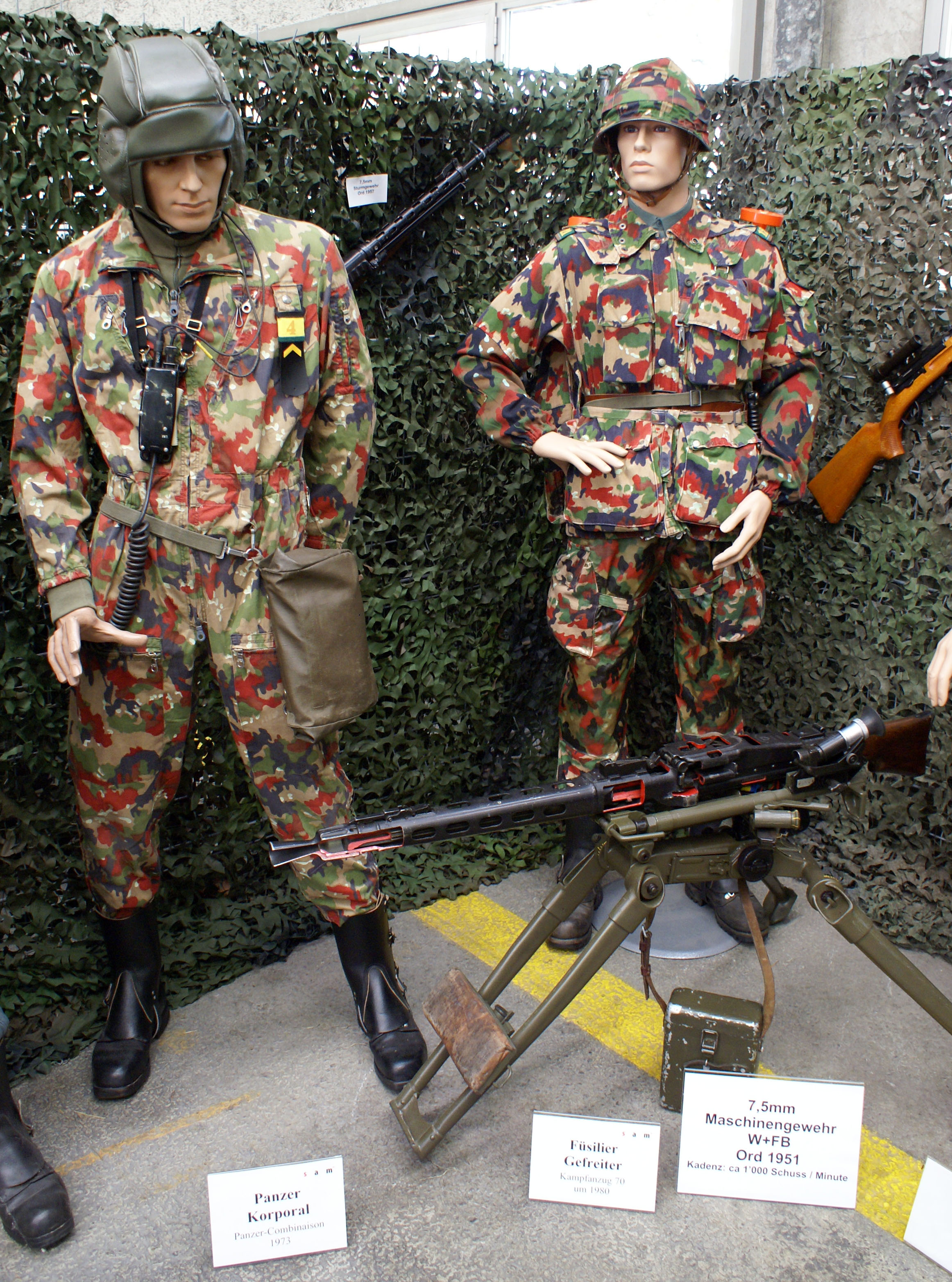
1970年代の戦闘服を着た戦車兵と歩兵。迷彩はTAZ57
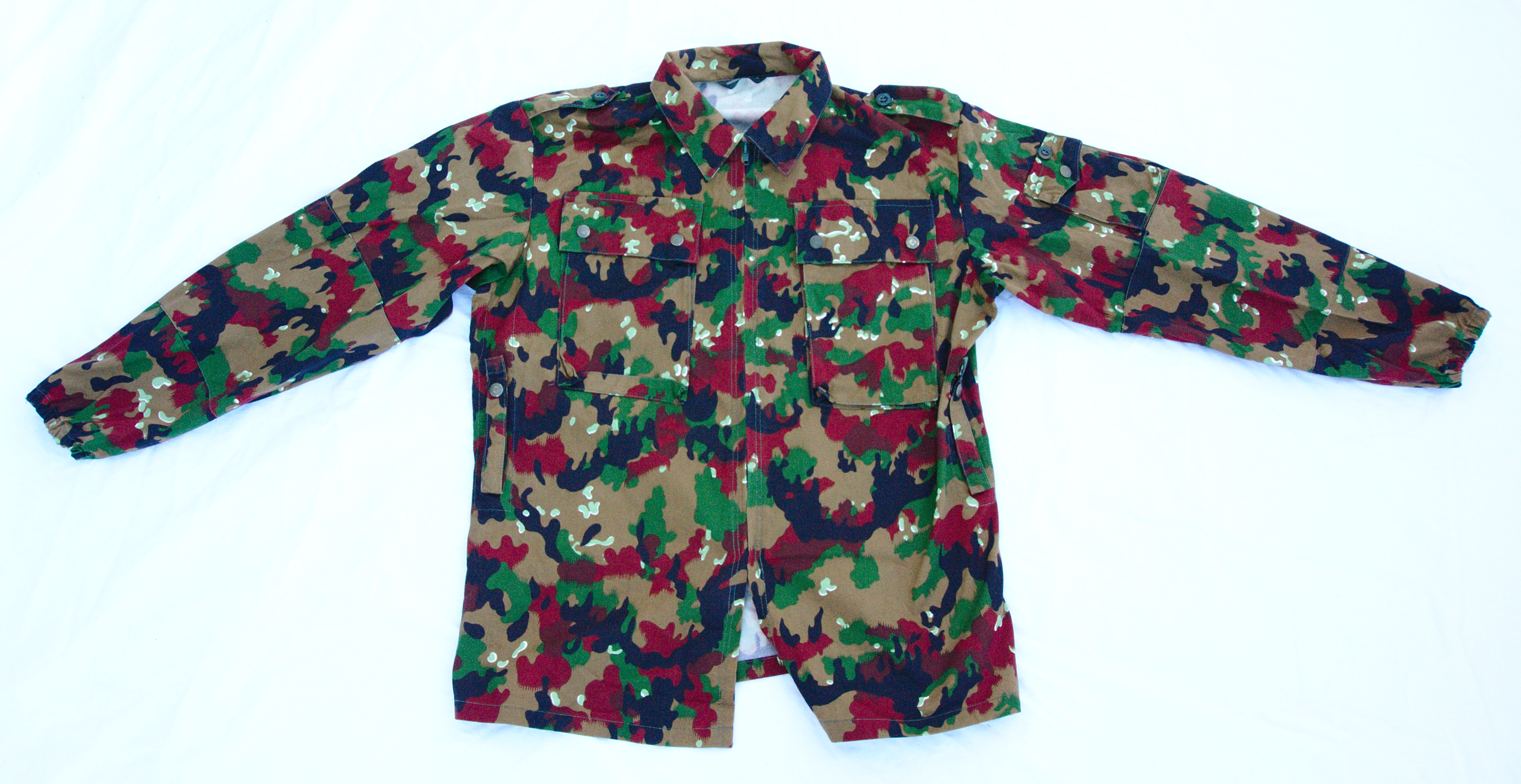
TAZ83戦闘迷彩服
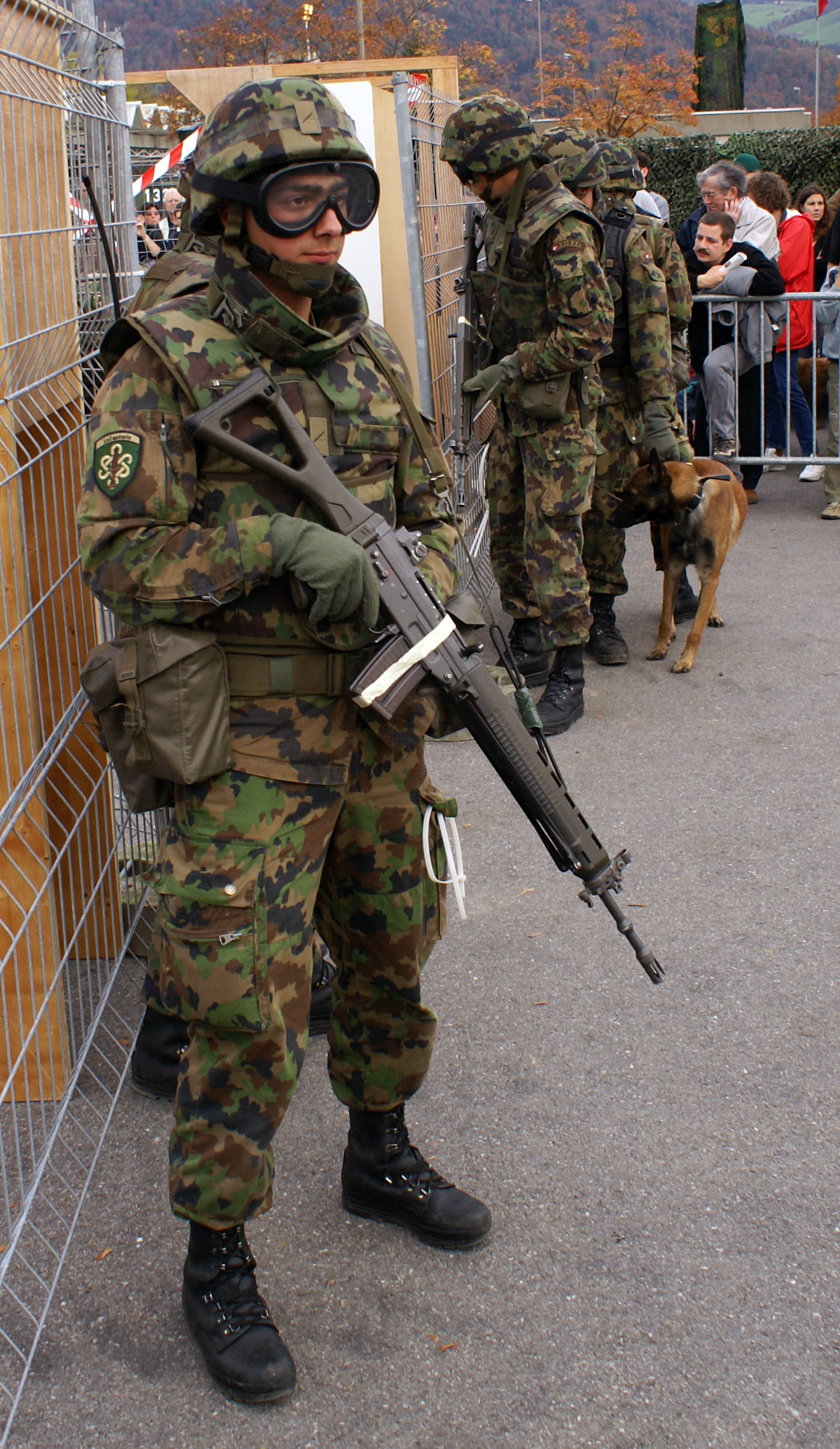
TAZ90戦闘迷彩服
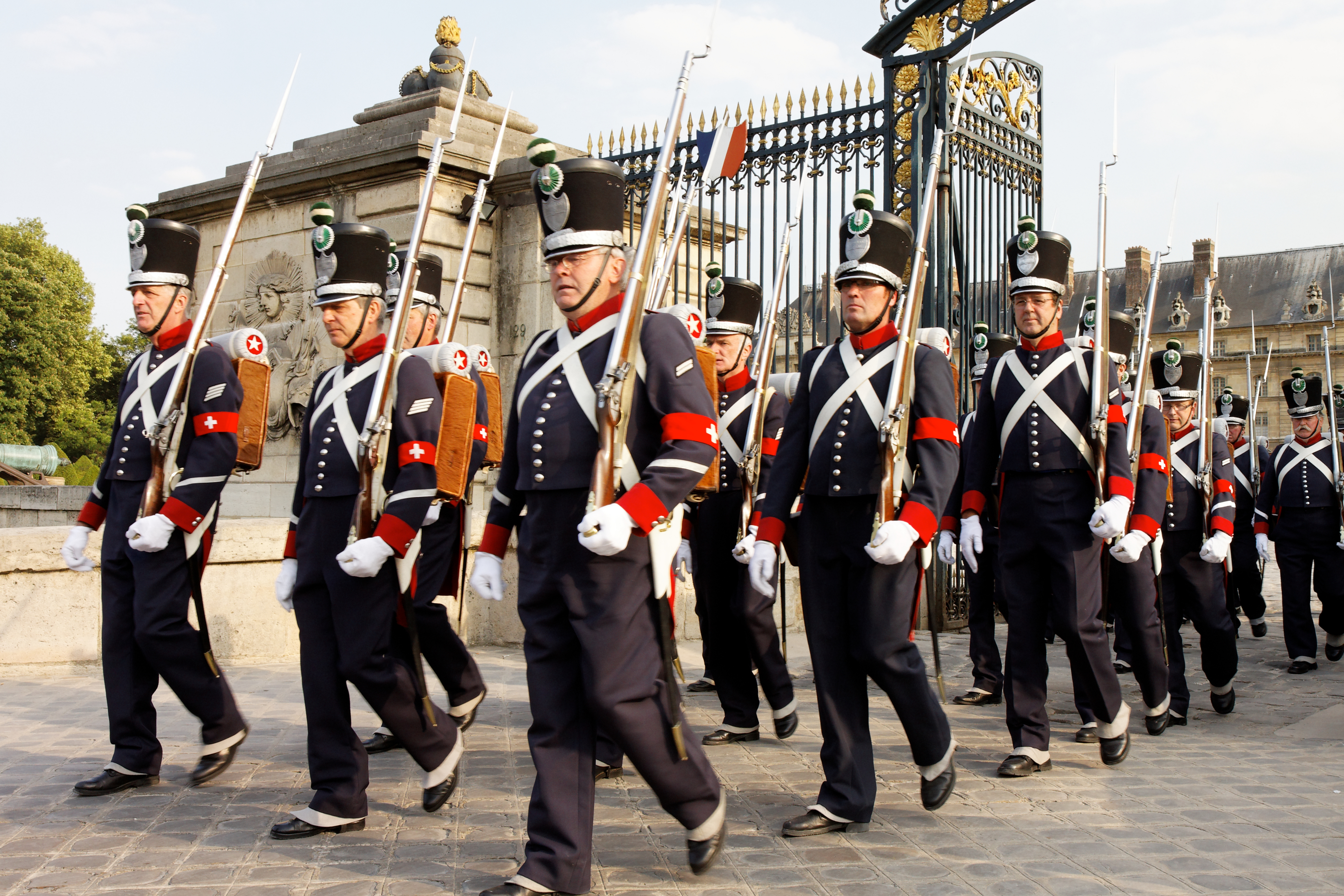
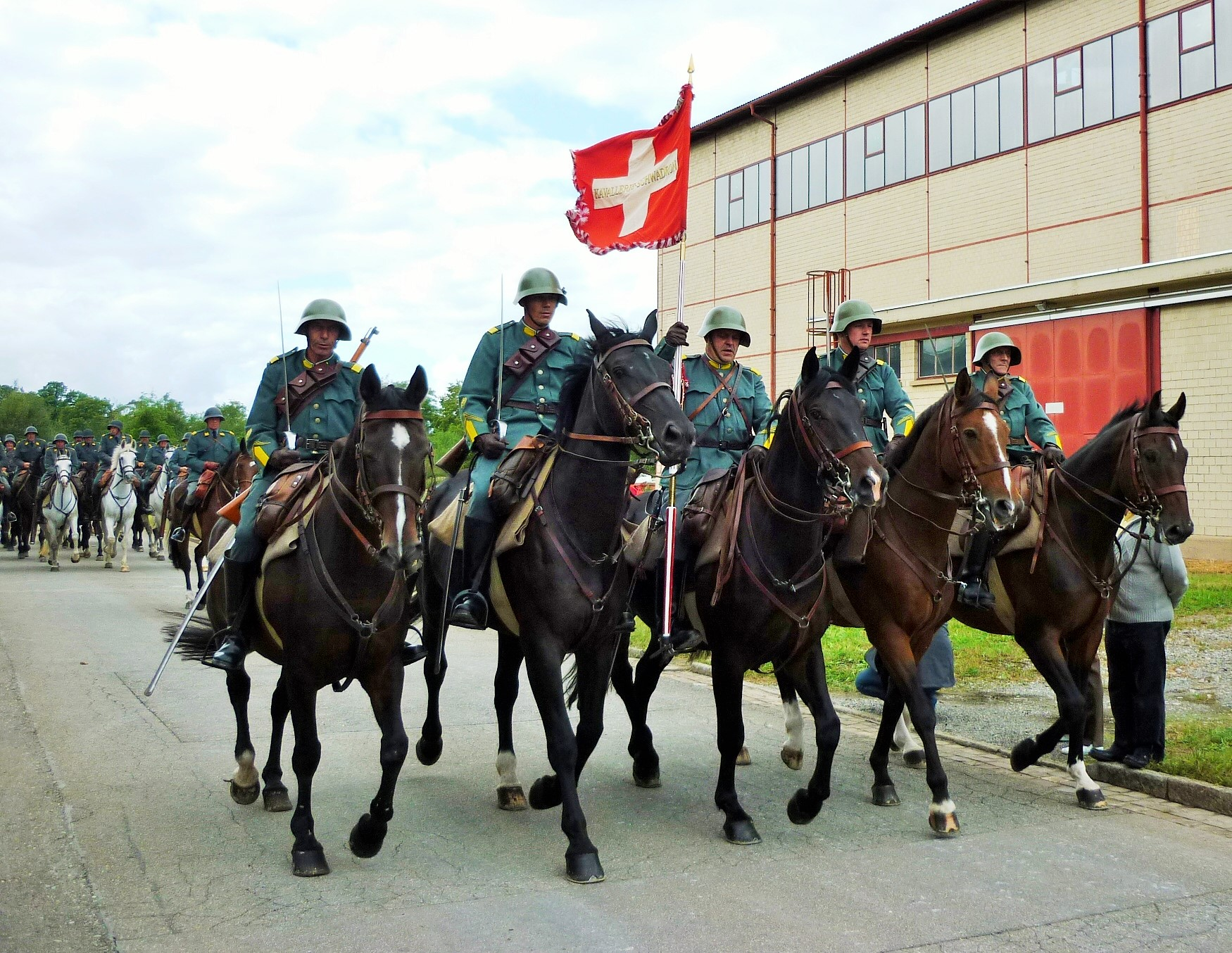
騎兵（2009年）
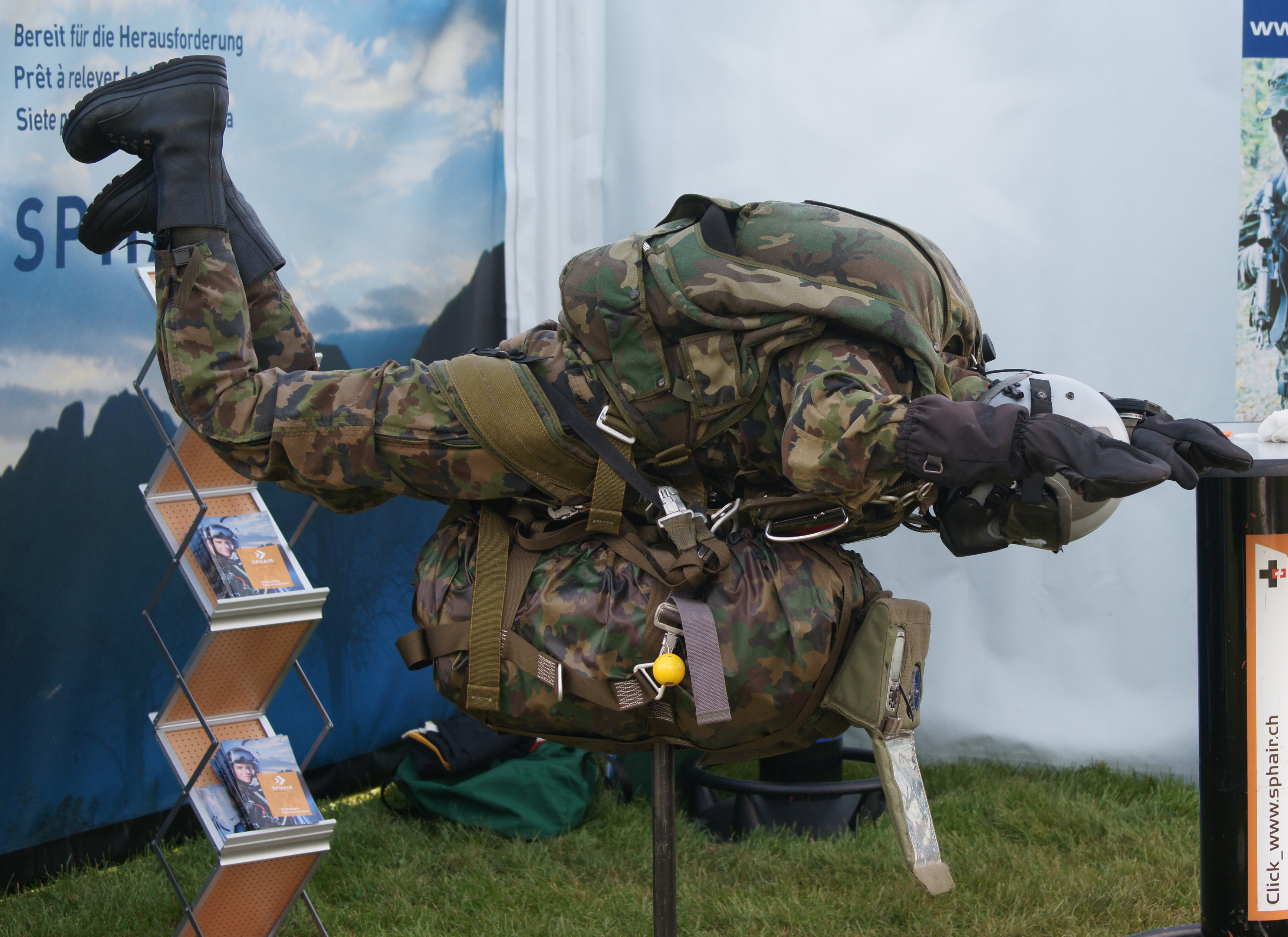
空挺部隊の装備。
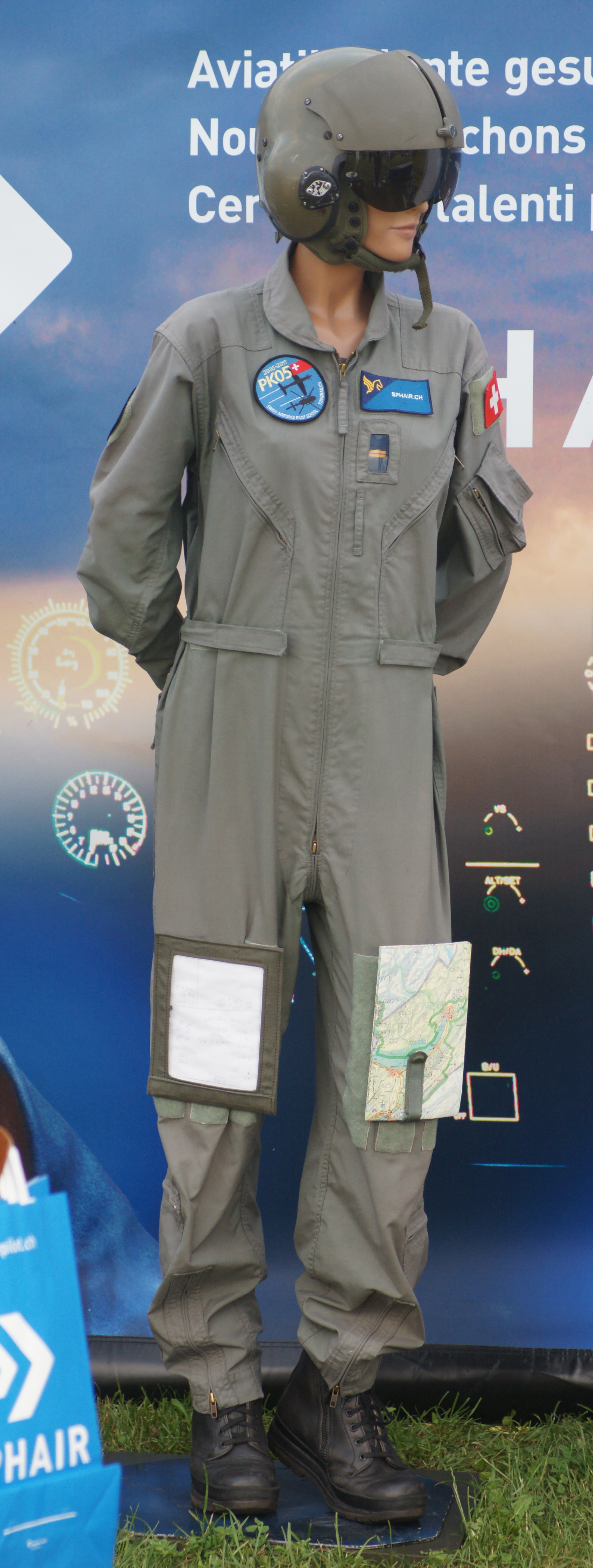
現在の航空隊のフライトジャケット。

## ルーマニア
ルーマニアでは当初ドイツやフランスの影響が強かったが、第一次世界大戦直前にオーストリアやフランスの影響を受けた折襟のグレーグリーンの軍服を制定した。戦後はカーキ色に改められ、さらに1934年になると、イギリス軍を元にした開襟式の軍服を採用。礼装は王国らしくそのバリエーションは非常に多い。戦後は共産化に伴い、ソ連式の軍服が採用された。
1868年制定の時点では、兵・将校共通して一般部隊は紺のシングルブレスト、騎兵はカルパック帽に肋骨服、山岳猟兵はダブルブレストにチロリアンハットであった。階級は袖口にV字で表し、袖口と襟は兵科色が示された。前打ち合わせには7つの金ボタンと赤のパイピングが入った。また、1861年に野戦服として茶色のダブルブレストの被服を導入、のち1930年代まで制服として使われた。1912年2月にオーストリアなどの影響を受け、グレーグリーンの野戦服を導入。詰襟で襟には「petliţe săgeata」（矢飾り）と呼ばれる矢印状の徽章が付き、兵科や連隊を示した。しかし戦地では不評で、連合国から貸与されたり同盟国側から鹵獲した被服も多用された。1921年、カーキ色に変更。その後数度の改正を経て1930年改正ではポケットは雨蓋のみで前打ち合わせのボタンを見せるようになったが、1941年に隠しボタンに戻し、また袖口の山型カフスを2個のボタンに変更した。このM1941上衣は、将校でも腰ポケットを追加して使われた。
また、このほか1934年には開襟制服が導入。将校は王冠を戴くオークの葉で囲まれた帽章、兵士は所属部隊などをつけ、鉢巻は兵科色で分けられた。
礼装は1941年4月4日の勅令第7号により着用が停止された。
野戦帽は1888年より「カペル」と呼ばれるオーストリア式の前後が尖った帽子が使用された。「ボネト」と呼ばれる鍔なしのタイプもあった。
空軍は1925年からカーキ色の折襟に官帽の制服が制定され、1930年代に紺のブレザーとなった。

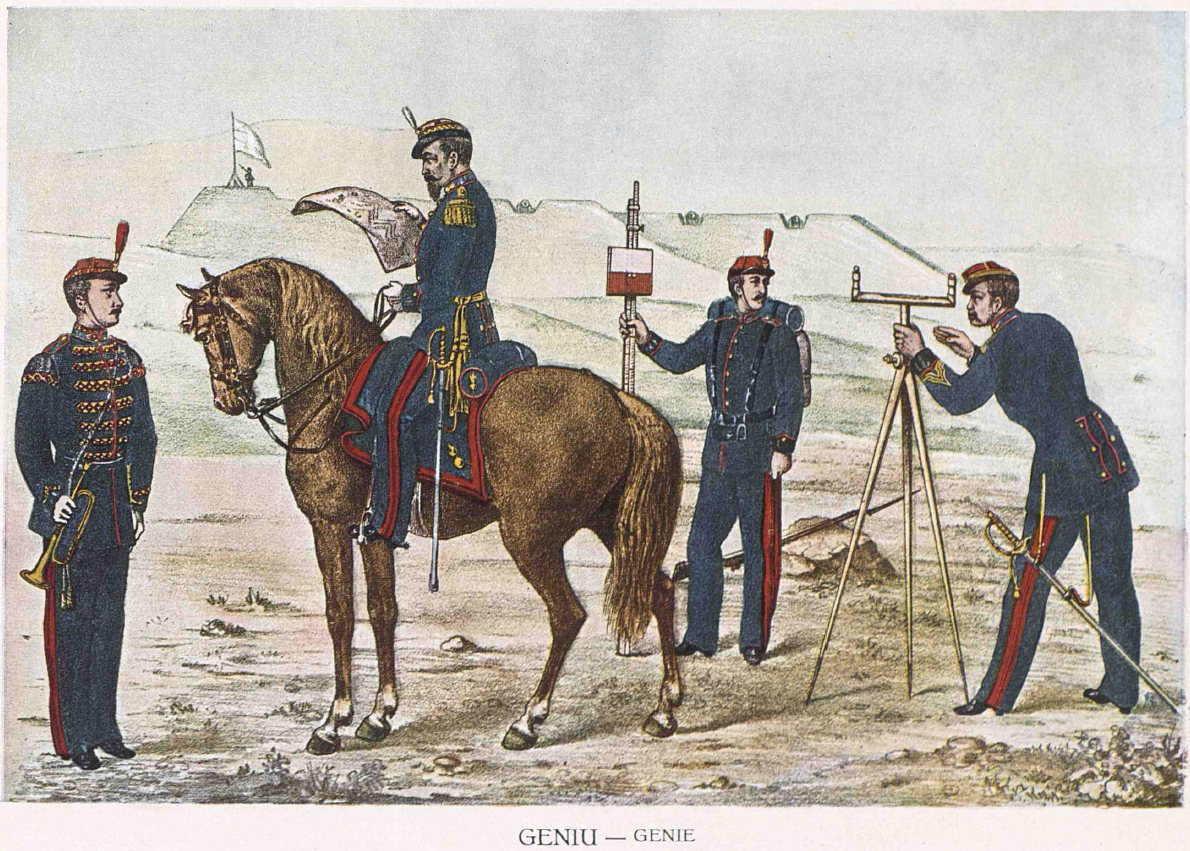
工兵（1873年）
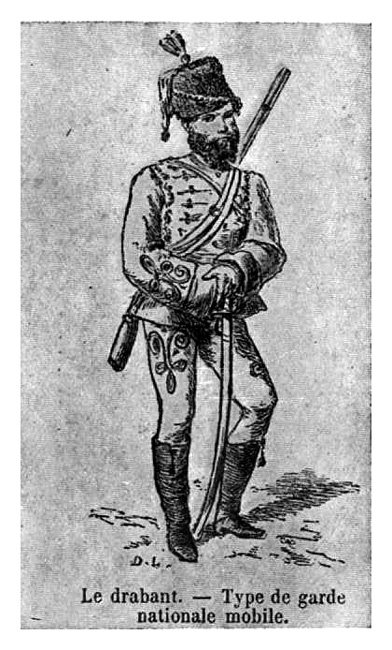
19世紀中期の近衛騎兵(1860年代)
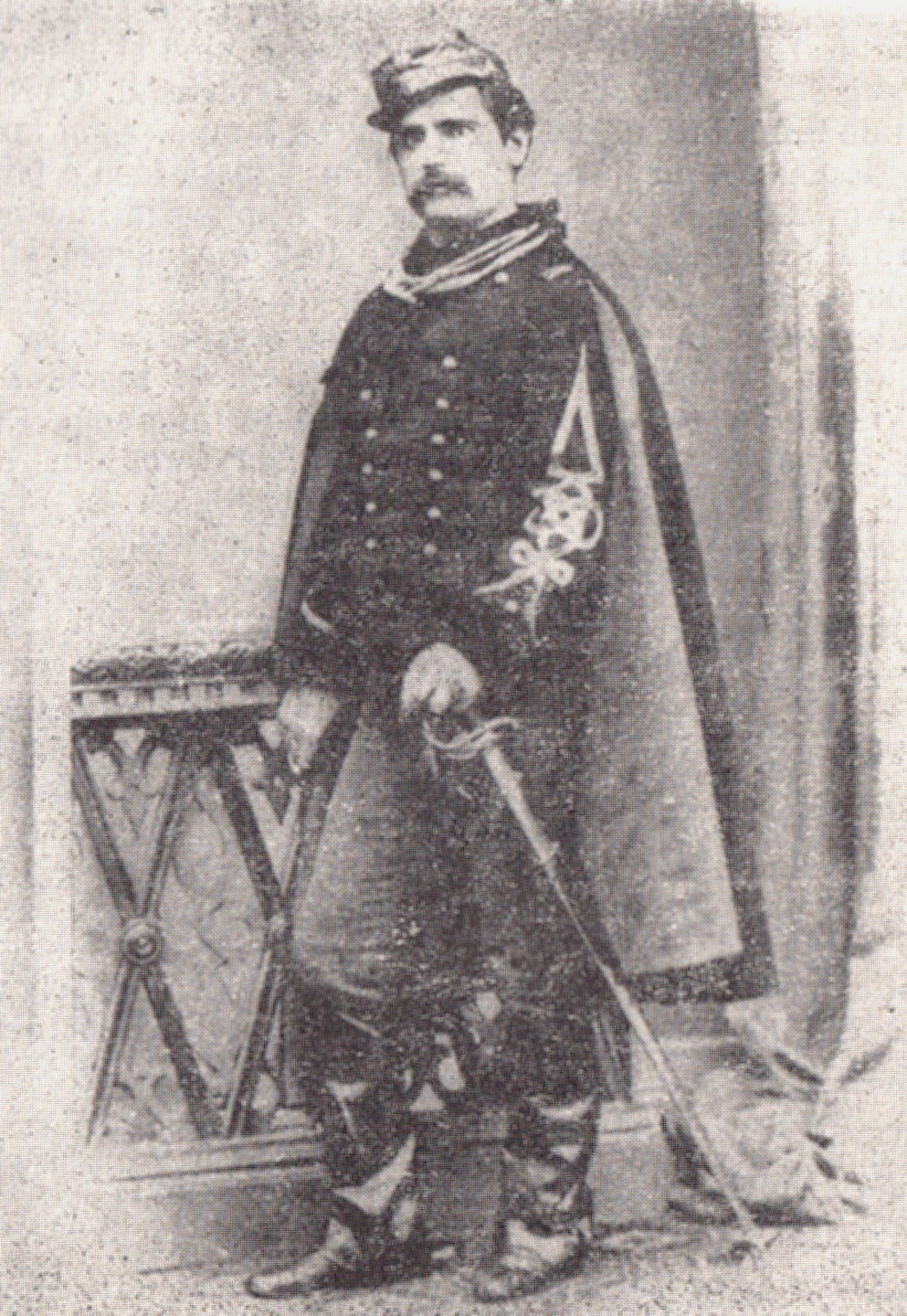
19世紀中期の砲兵大尉(1866年)
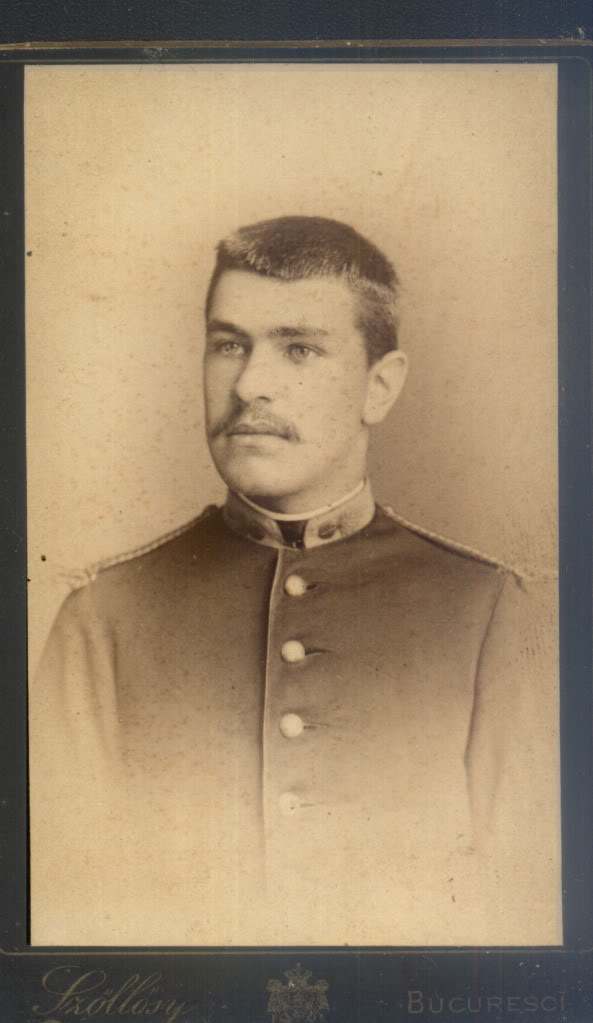
大尉（1896年ごろ）
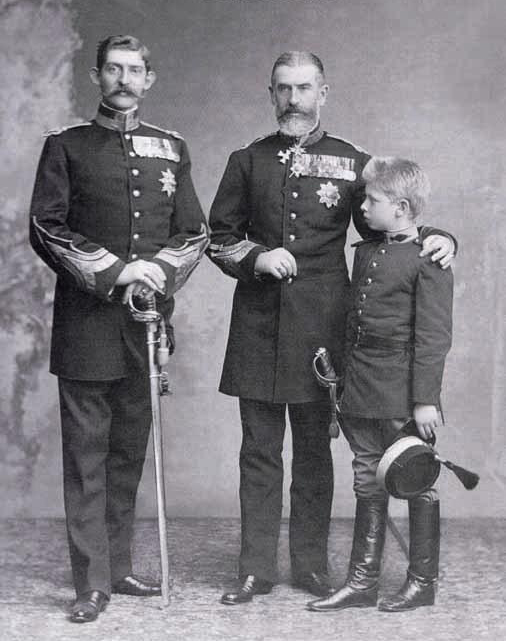
1905年
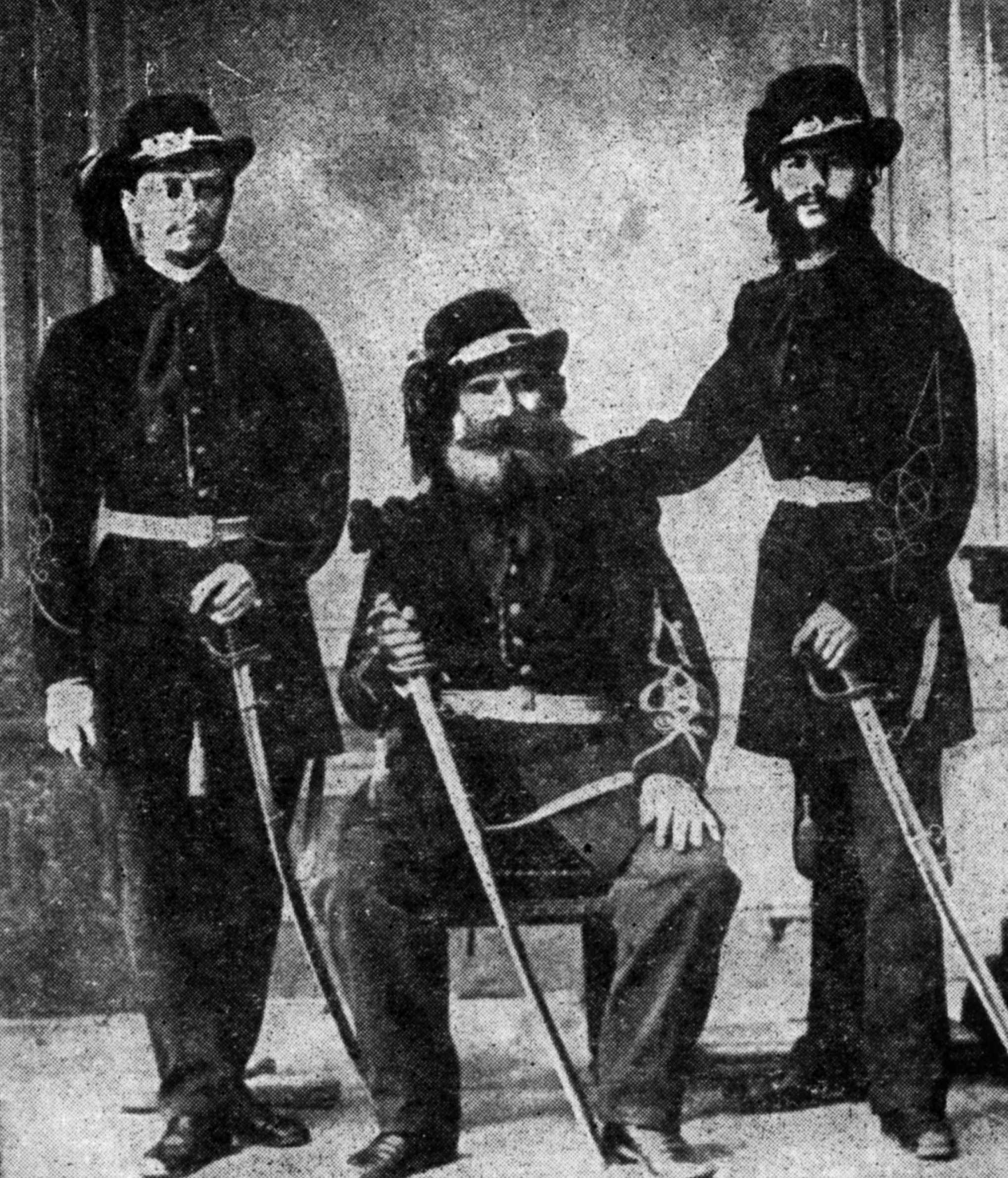
民兵（1866年）
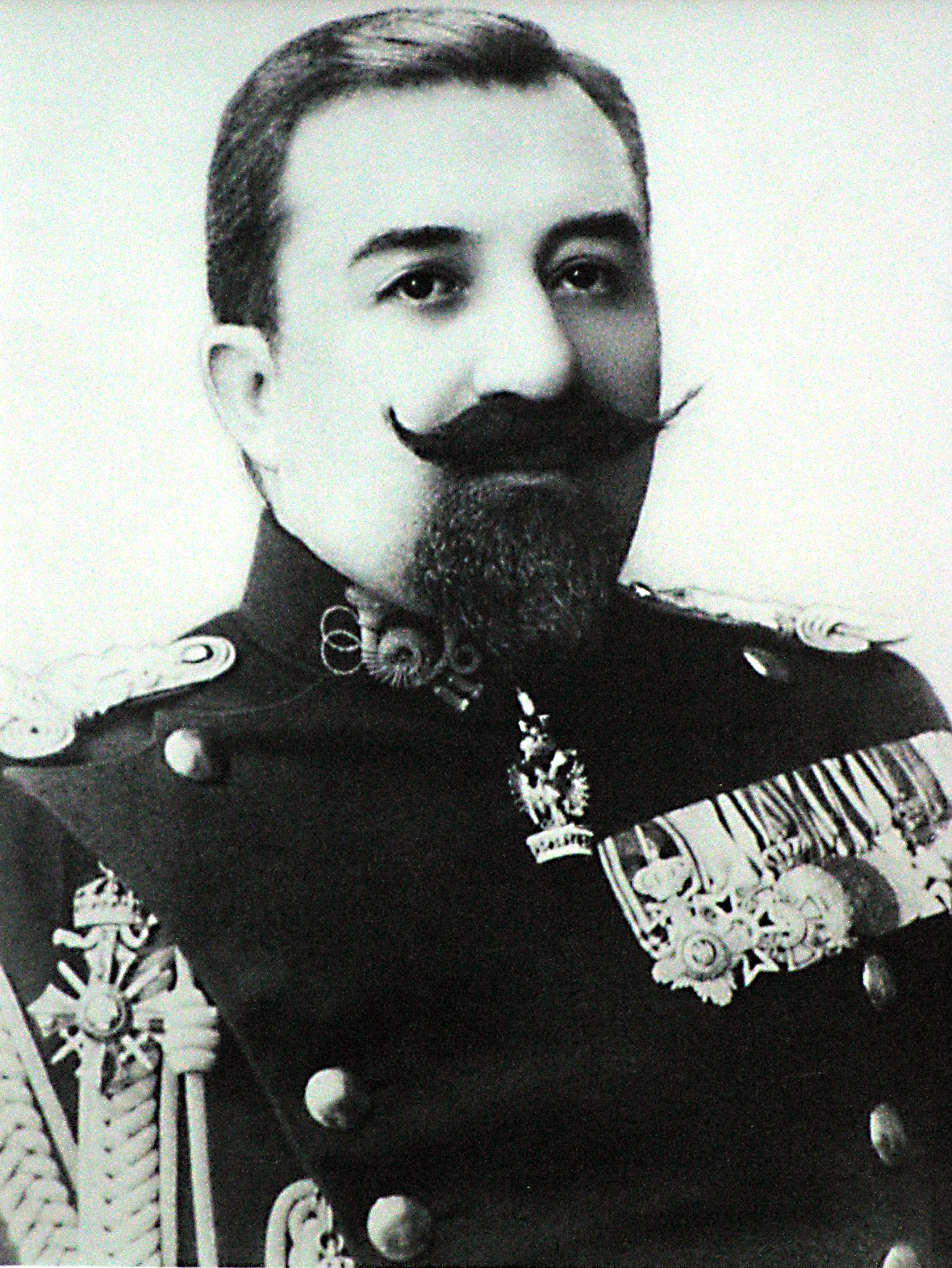
山岳猟兵大隊将校（1890年代）
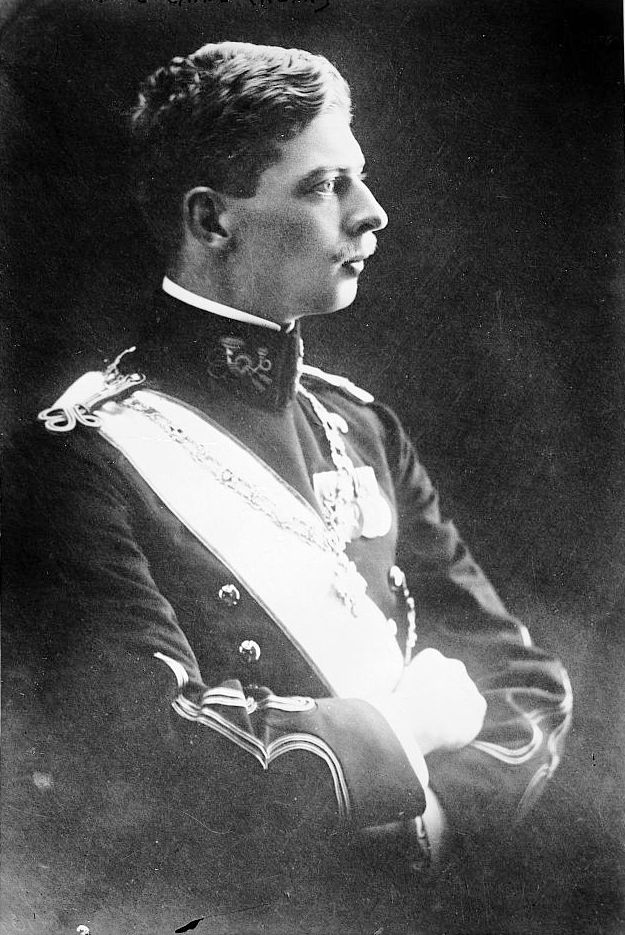
山岳猟兵大隊所属の中尉（カロル2世）
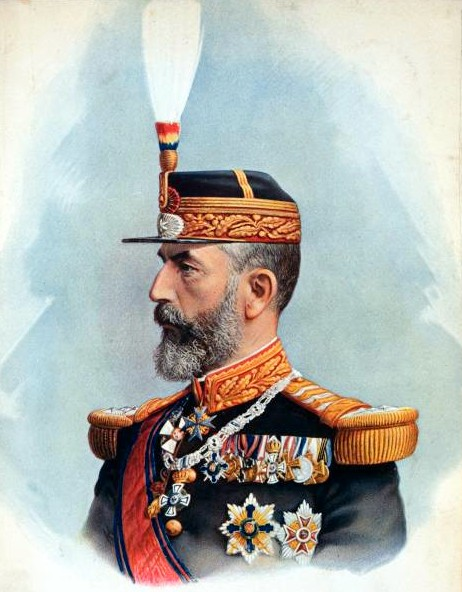
19世紀末ごろ、礼装の陸軍元帥。カロル1世
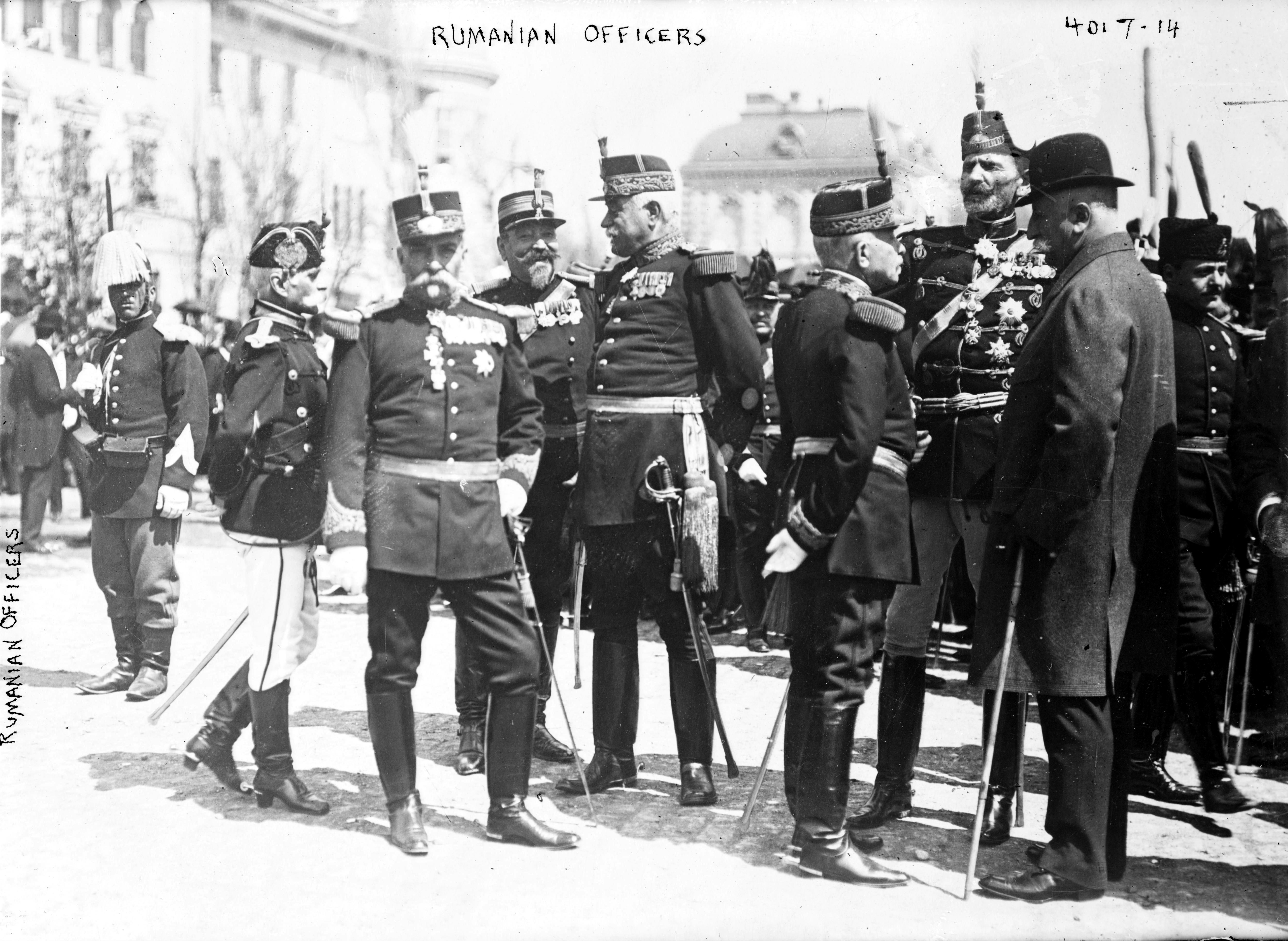
礼装の陸軍将官（1910年代）
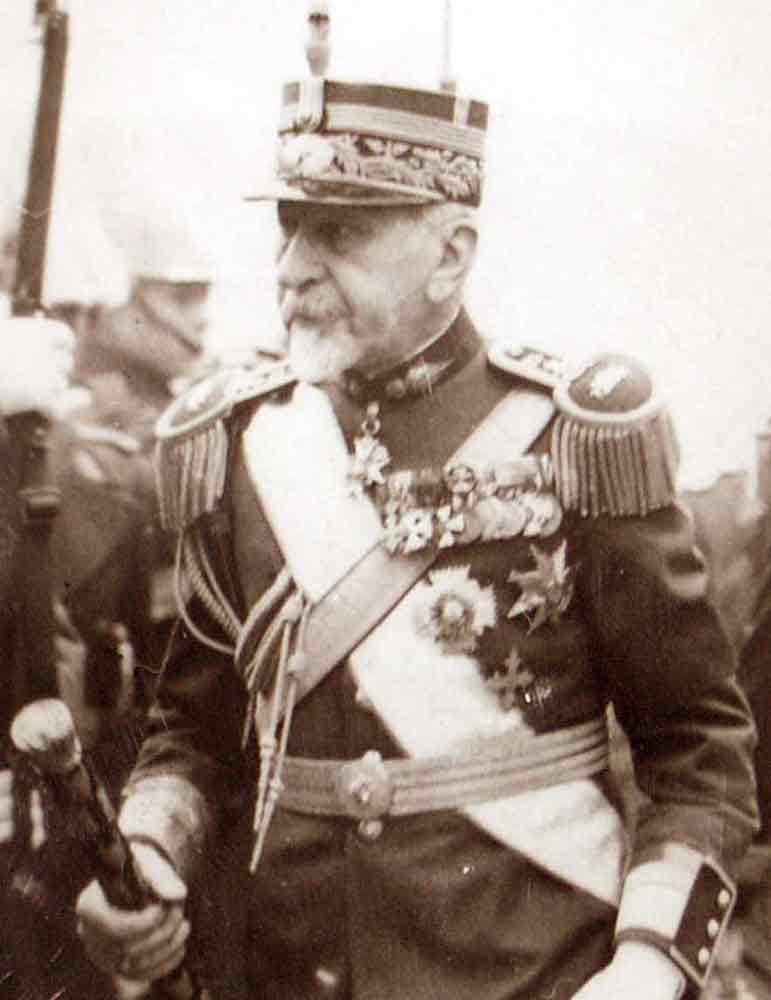
コンスタンチン・プレザン
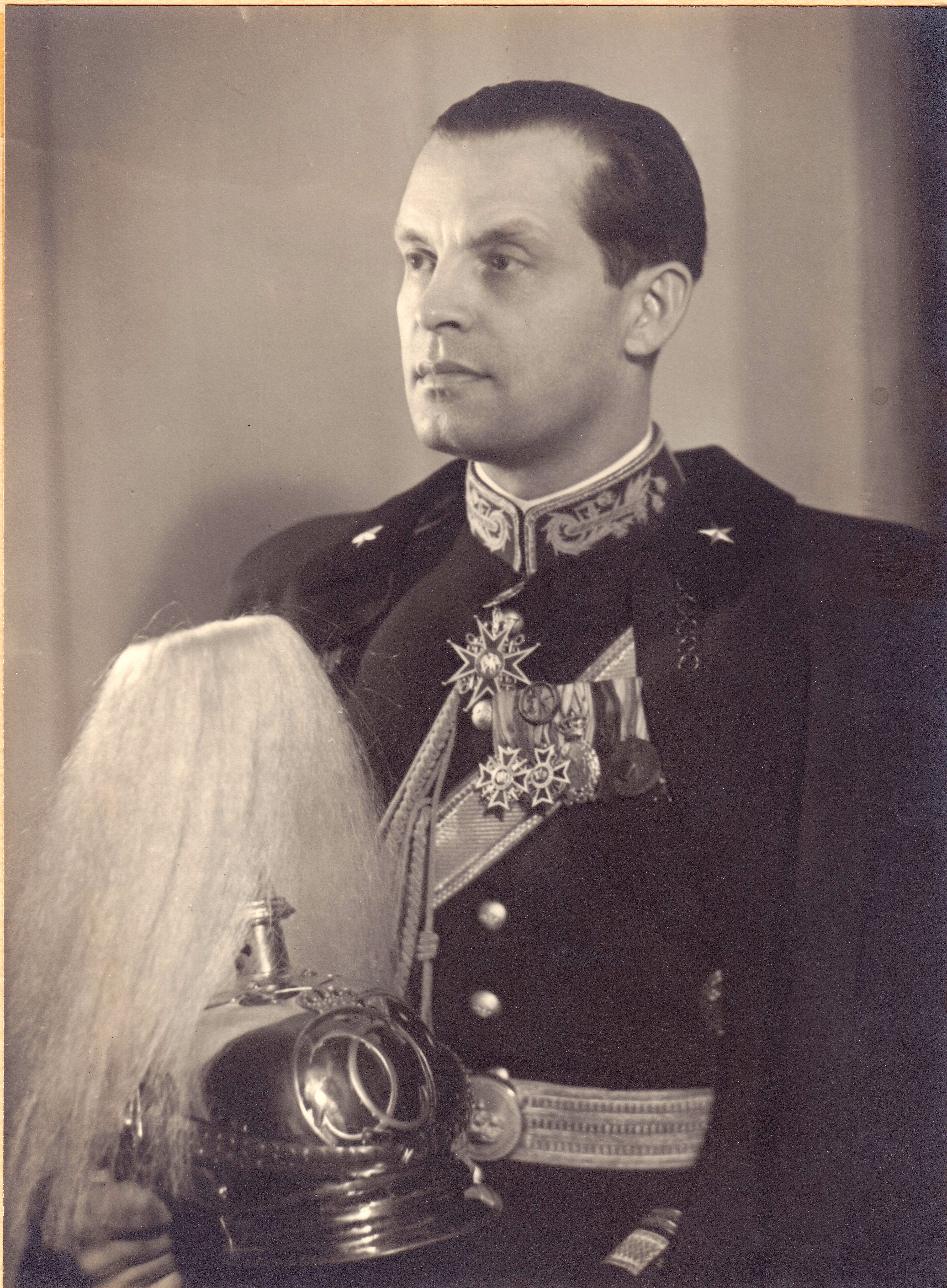
礼装の歩兵大佐(1928年)
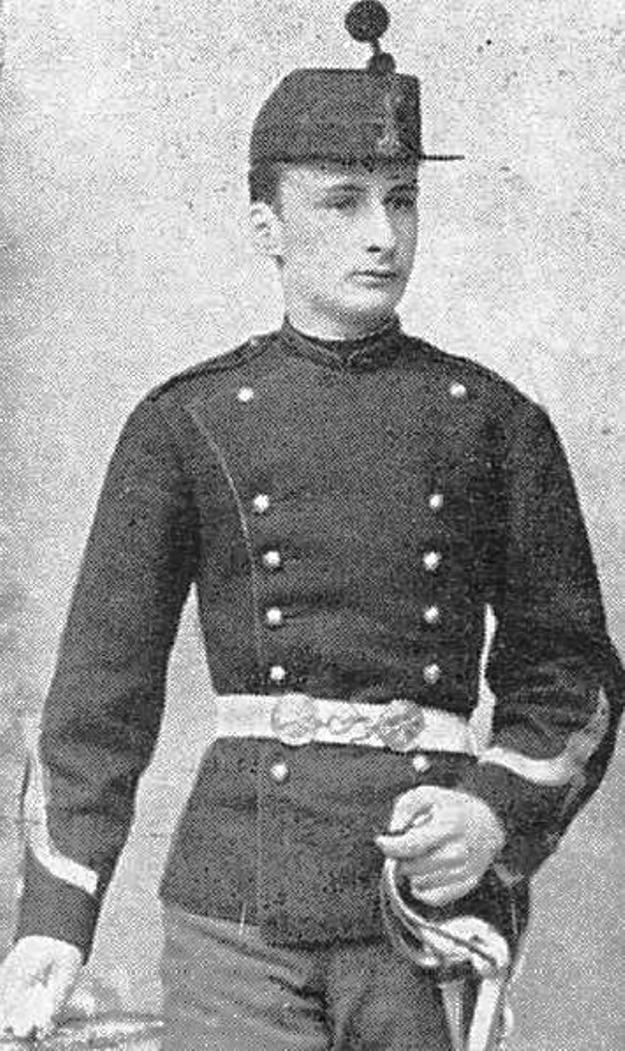
兵卒（ヴィンティラ・ブラティアヌ（英語版）、1885年）
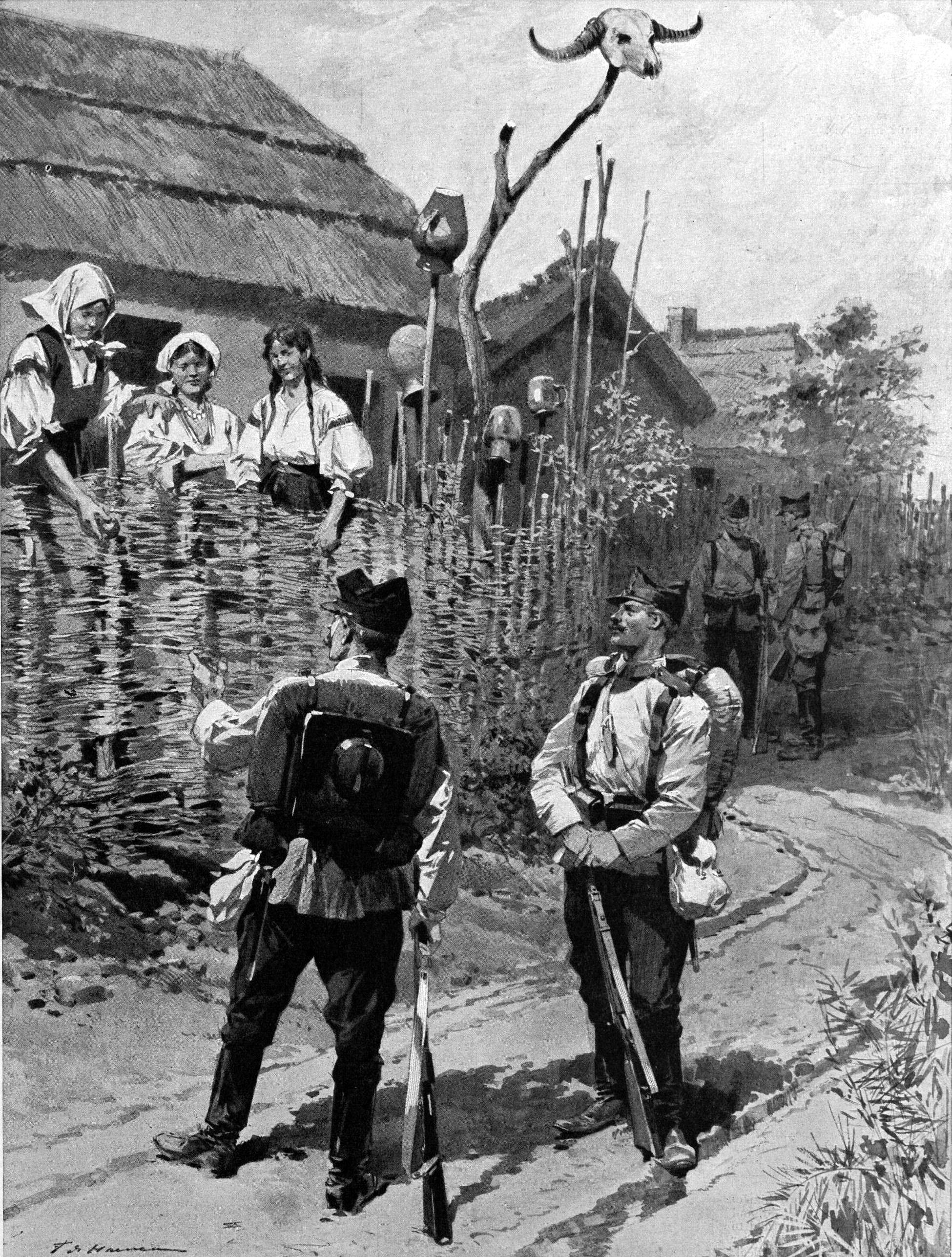
背嚢を背負った兵士ら(1911年)
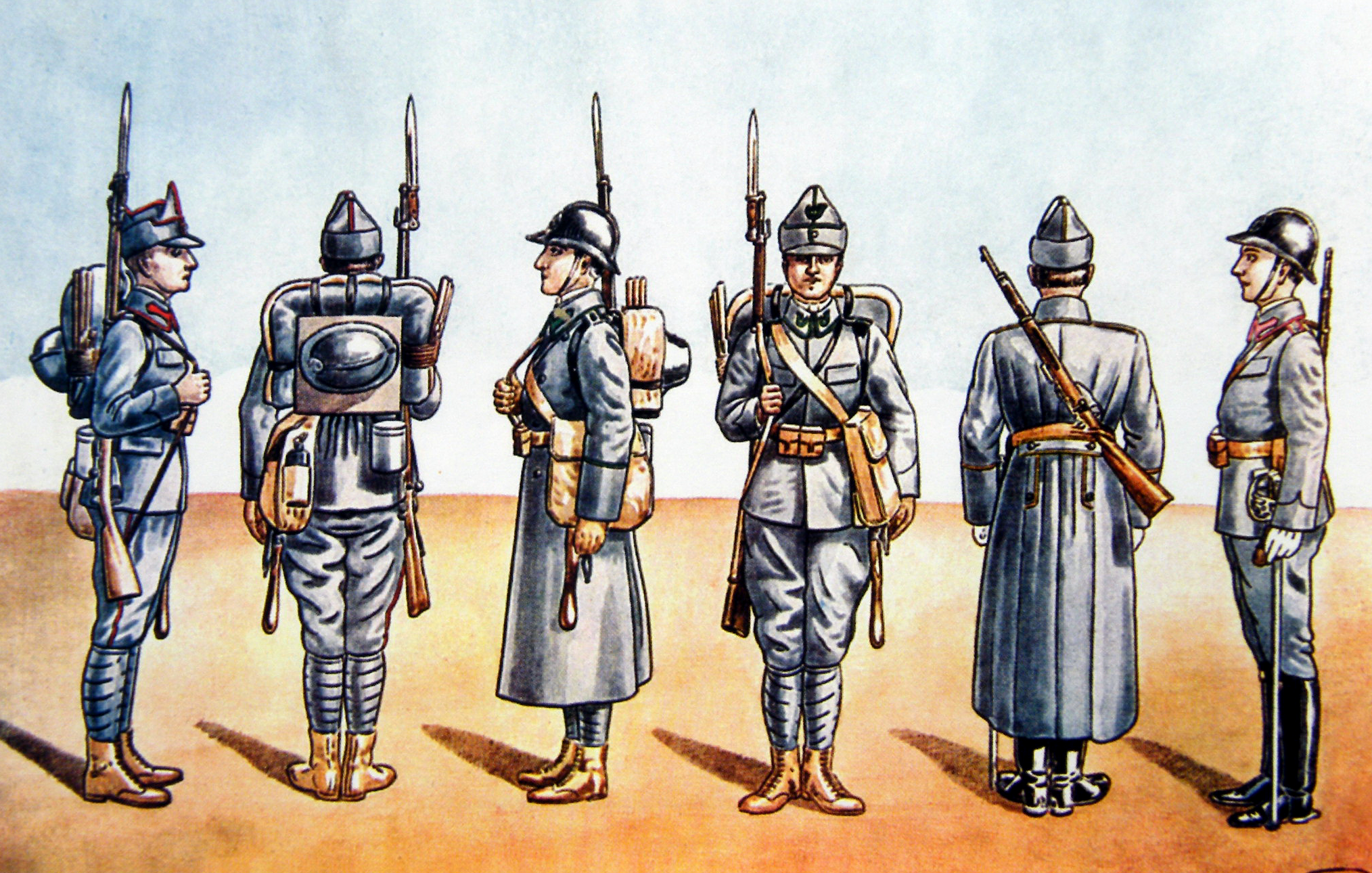
第一次世界大戦間の兵卒各種装備
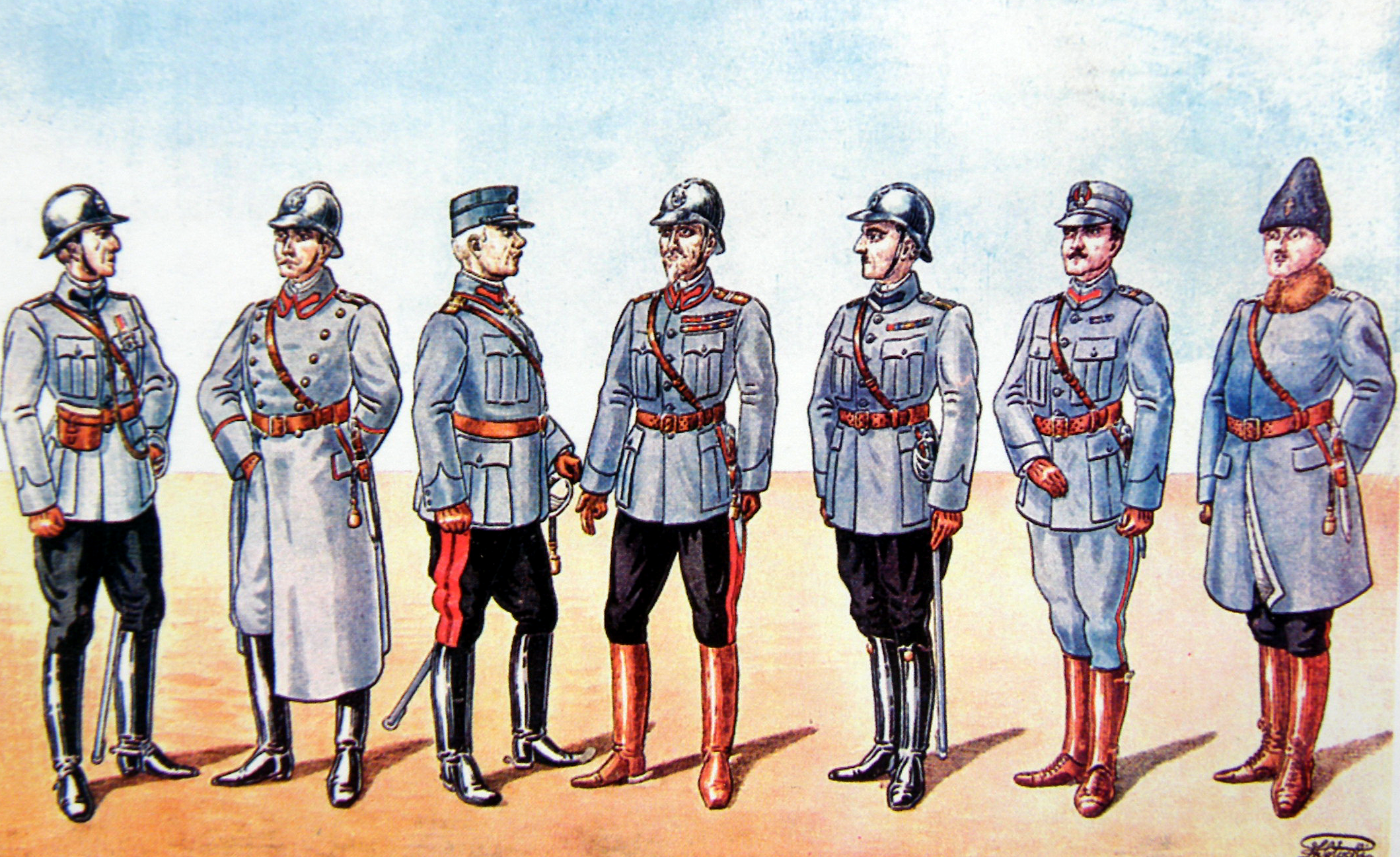
第一次世界大戦間の将校各種装備
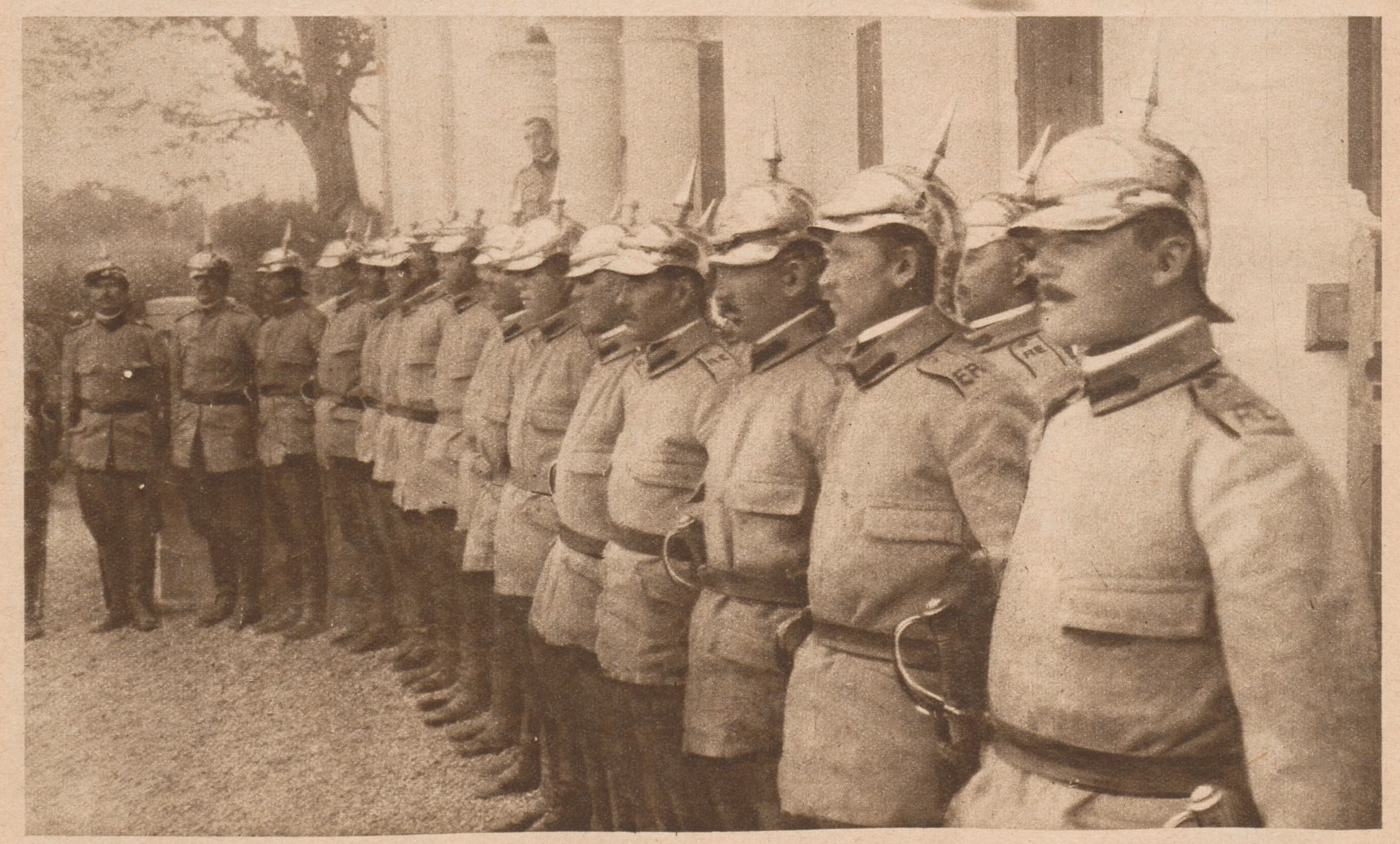
ピッケルハウベを被った近衛兵（1916年11月）
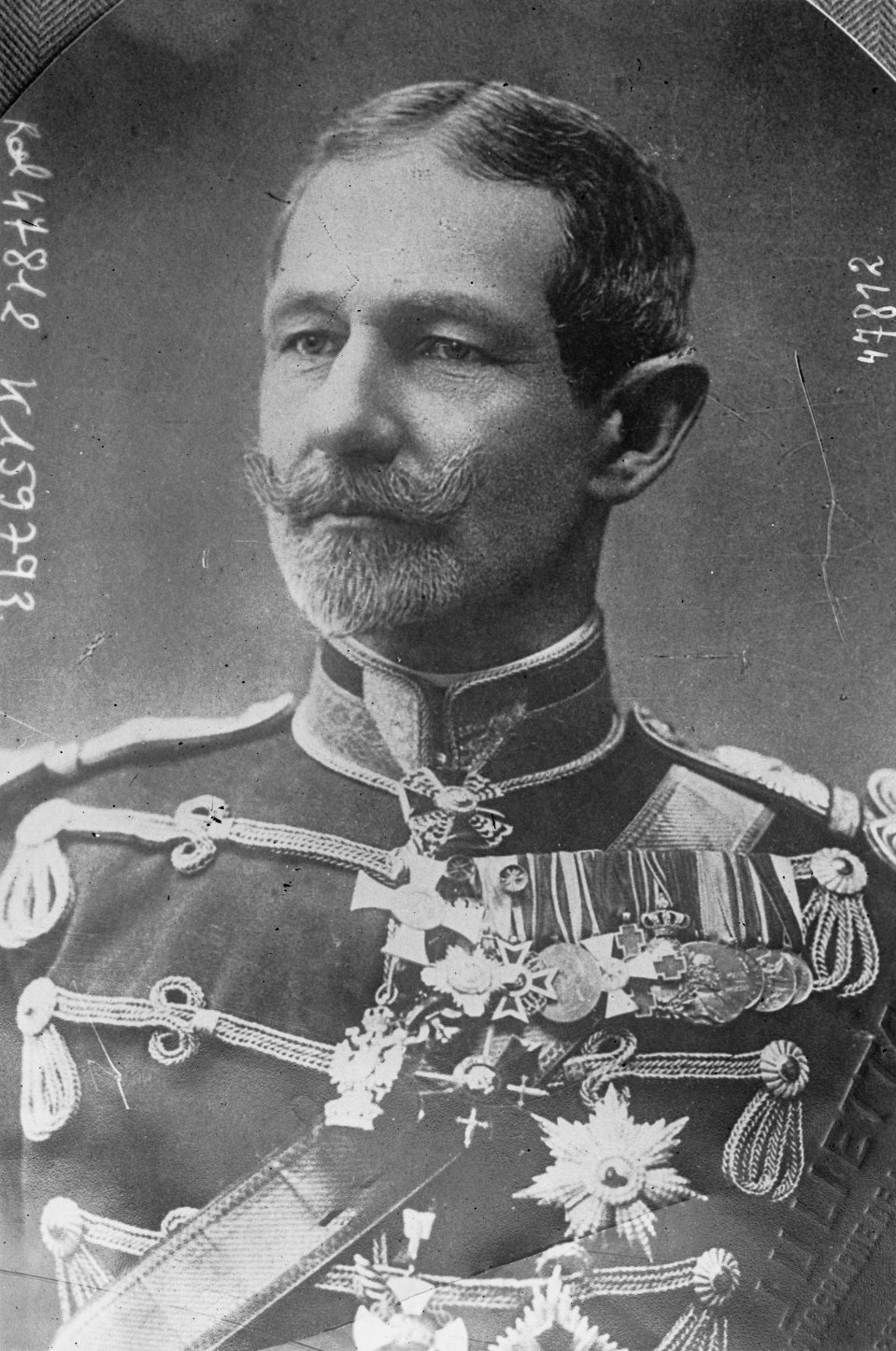
肋骨服の将官（アレクサンドル・アヴェレスク、1916年）
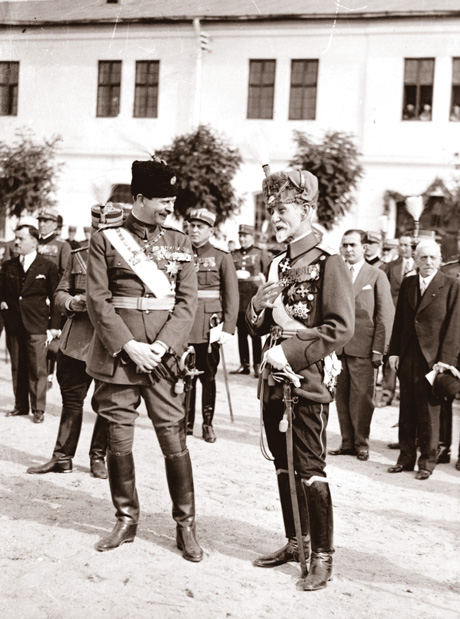
カロル2世とアレクサンドル・アヴェレスク（1930年8月）
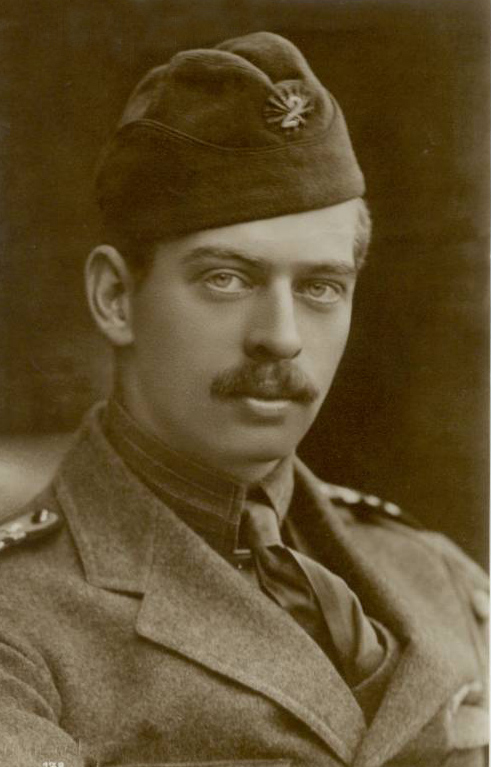
カロル2世（1918年）
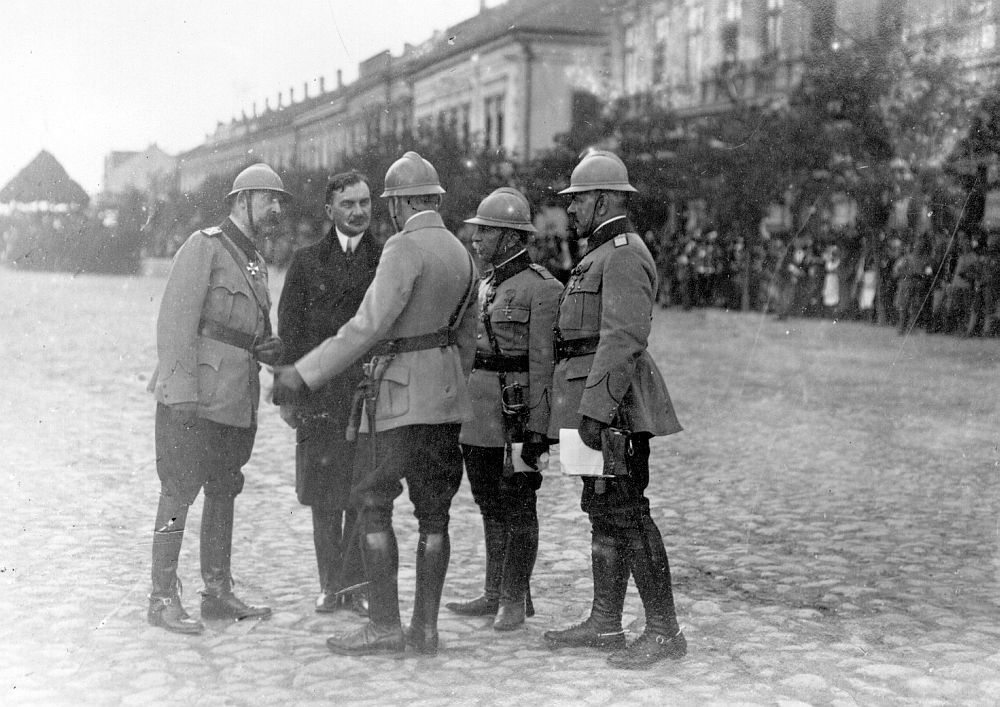
1919年5月
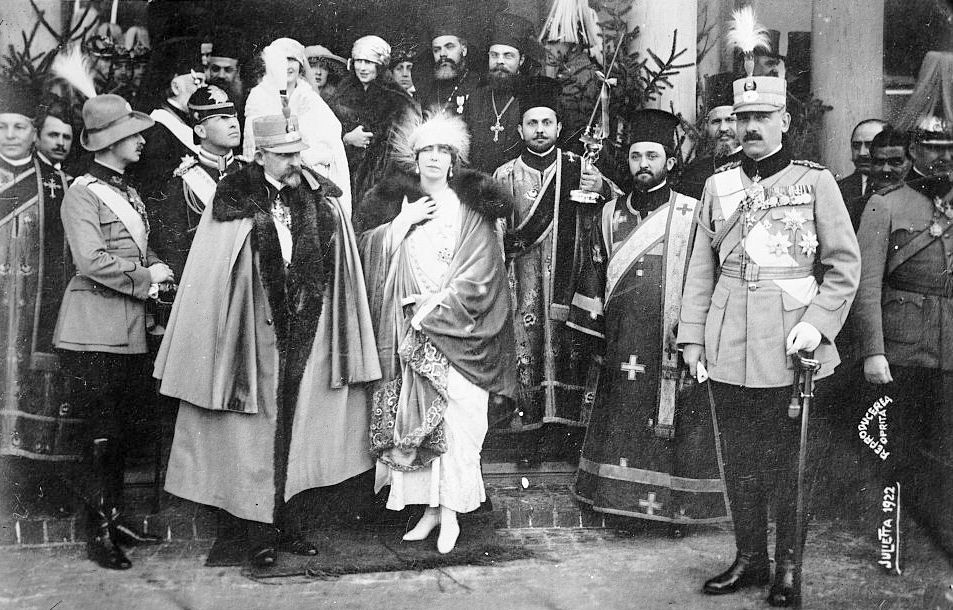
1922年
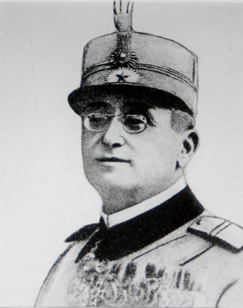
19世紀末ごろの陸軍中将
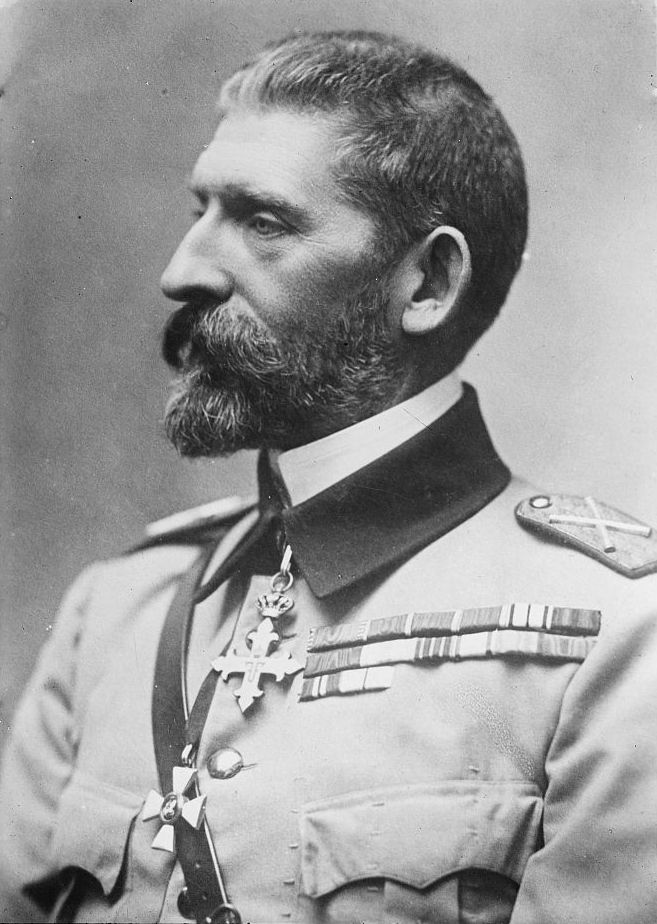
陸軍元帥。フェルディナンド1世
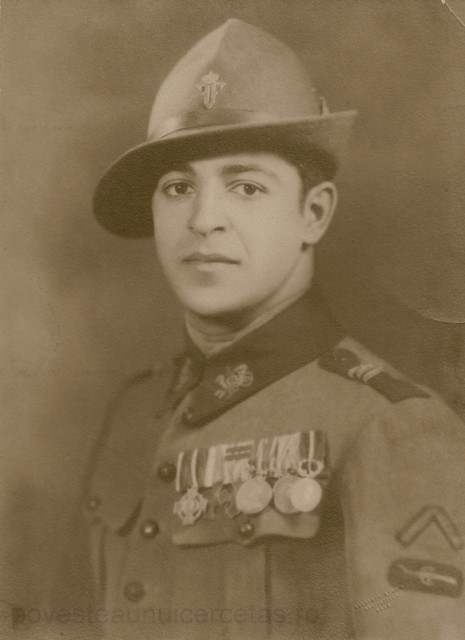
M1921通常礼装を着用した山岳猟兵部隊の大尉（イオアン・ディマネスク（英語版）、1925年)
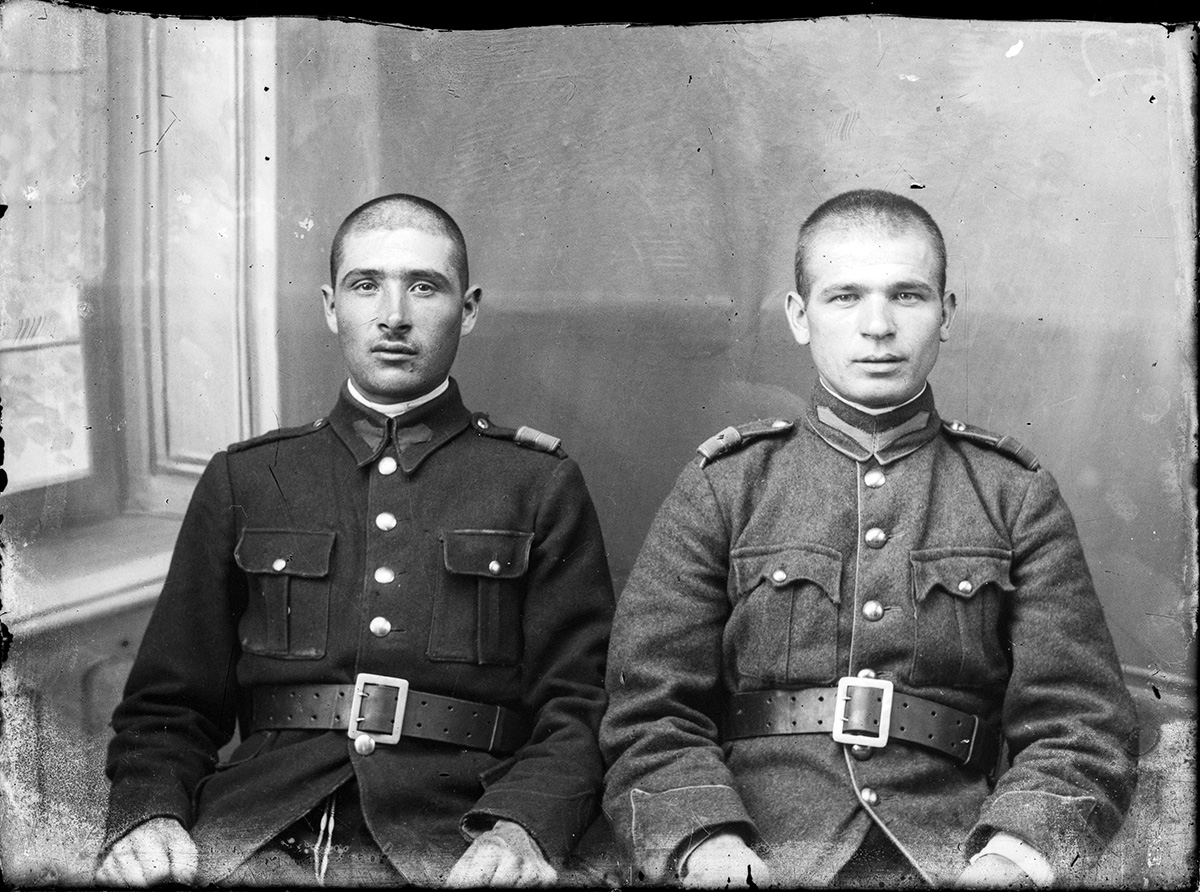
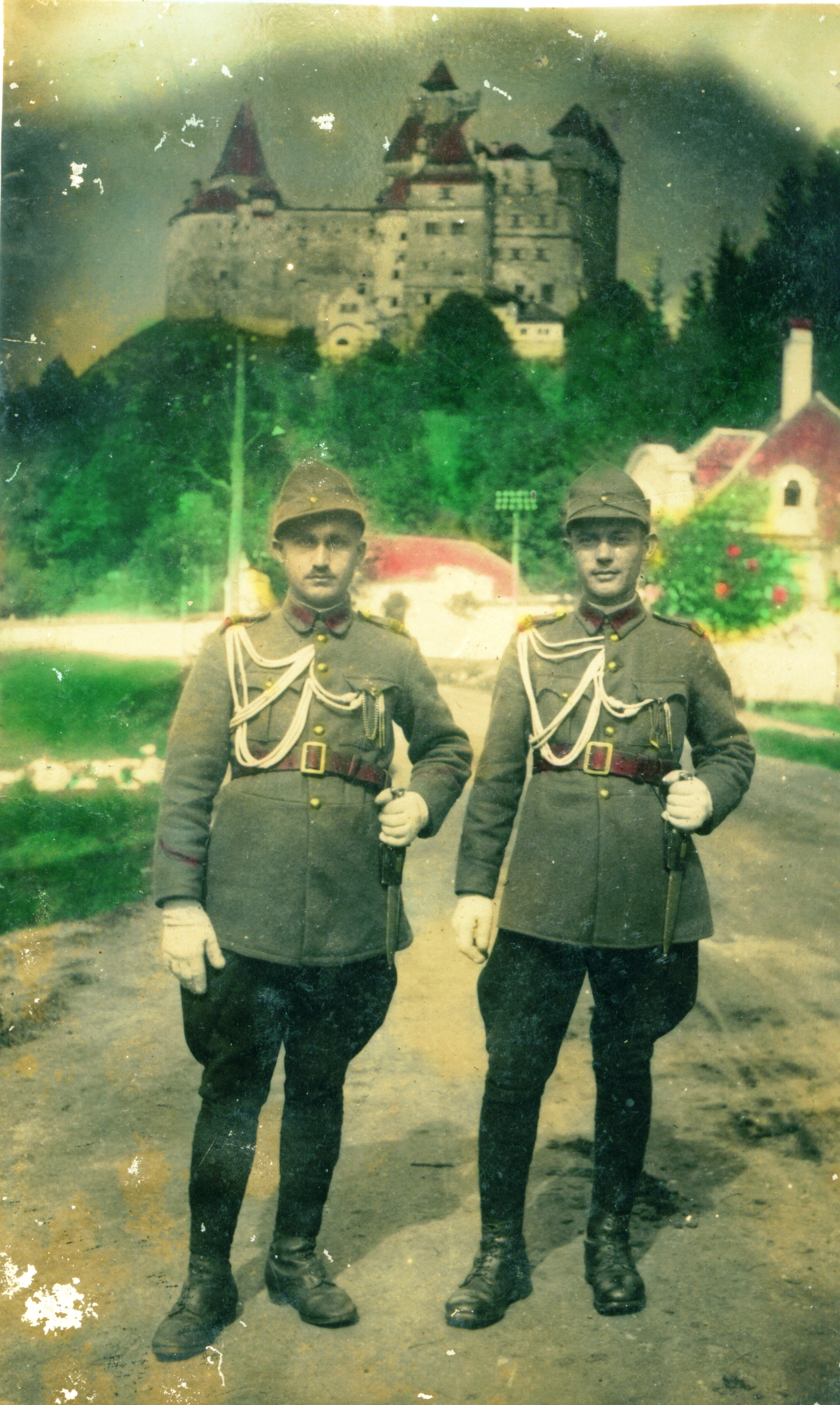
1930年代
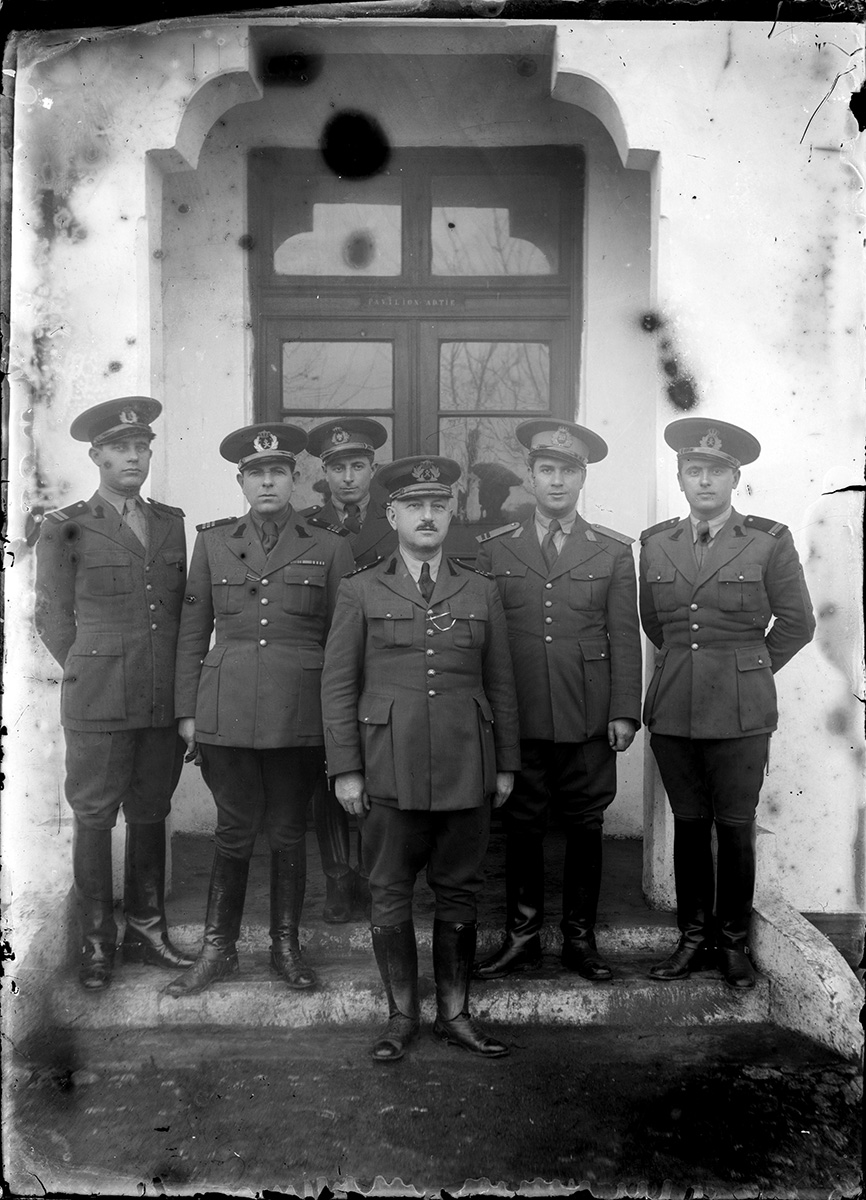
M1934制服を着用した尉官
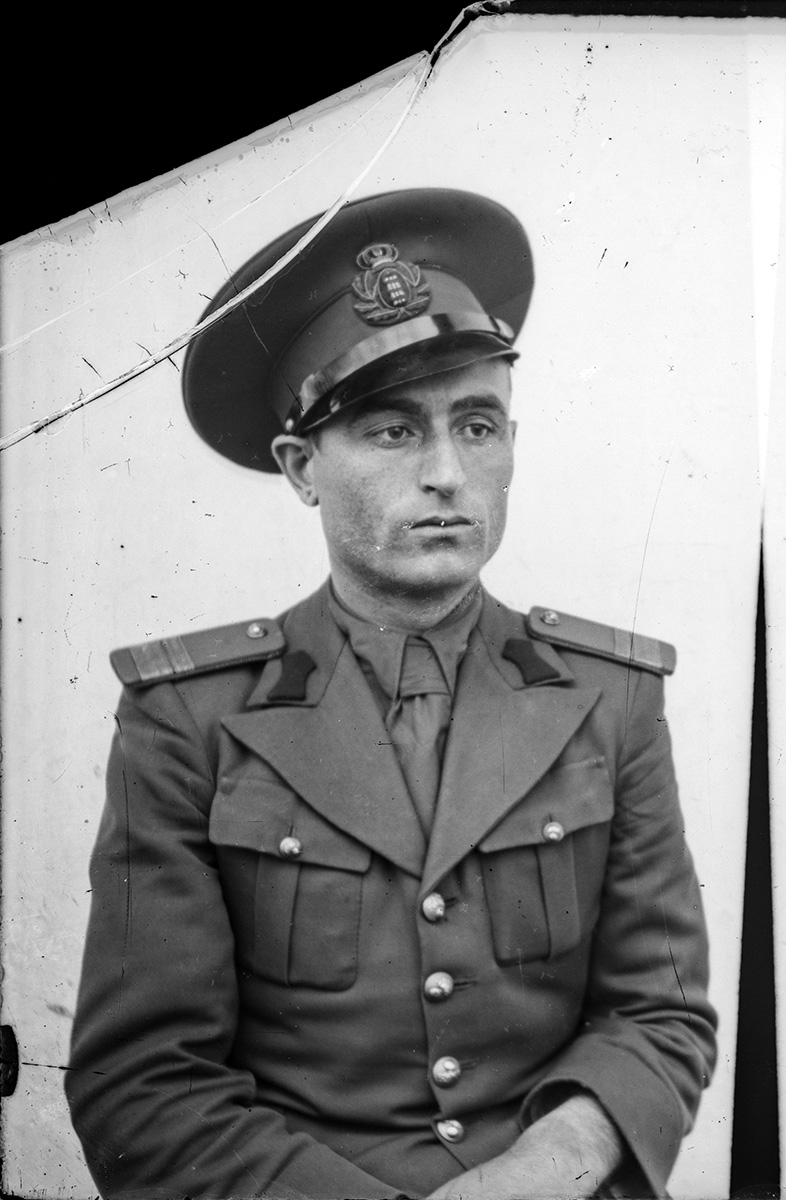
M1934制服を着用した上級曹長
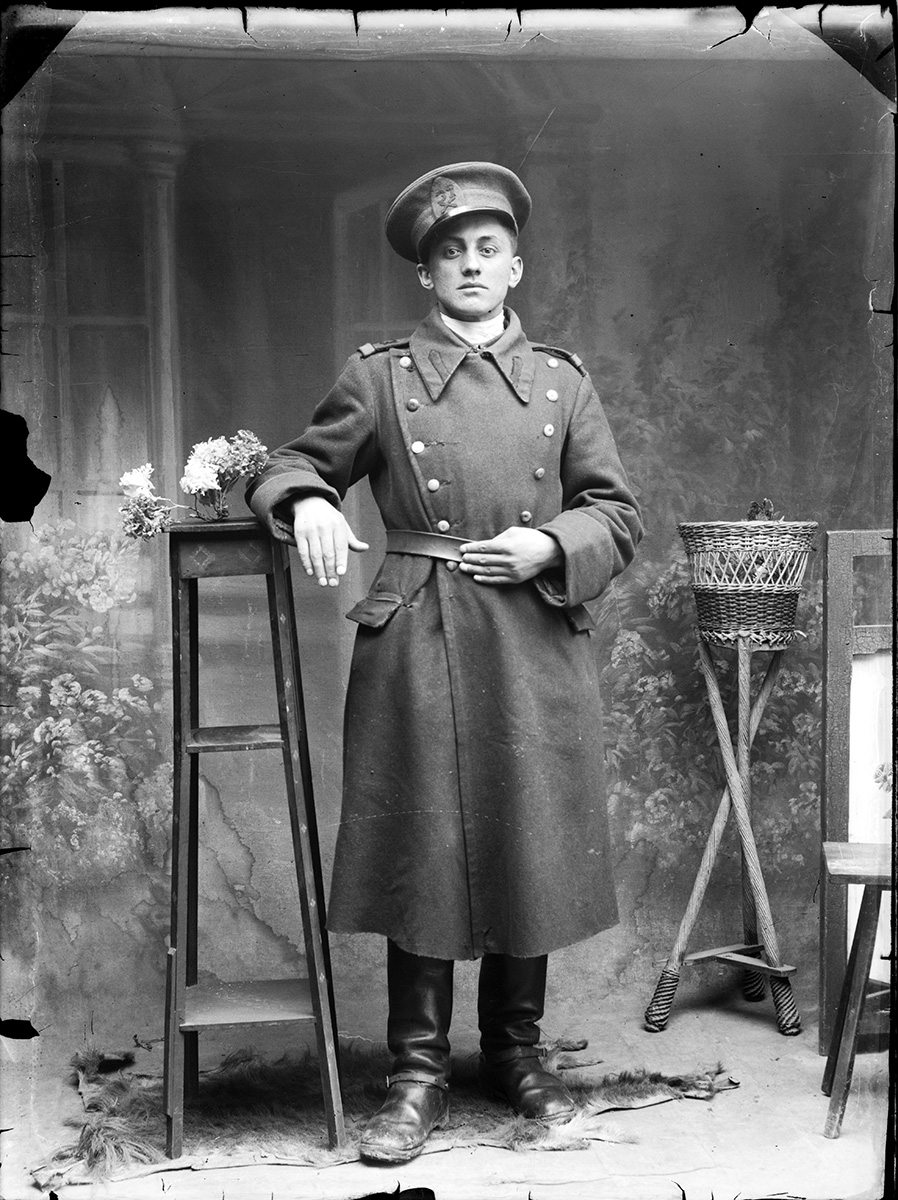
M1934制帽着用の第34砲兵連隊所属たる兵
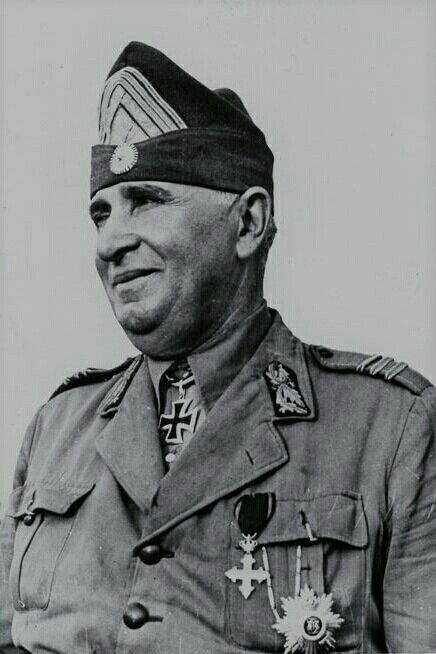
M1939野戦服にボネトを被った大将(コルネリウ・ドラガリナ（英語版）、1942年)
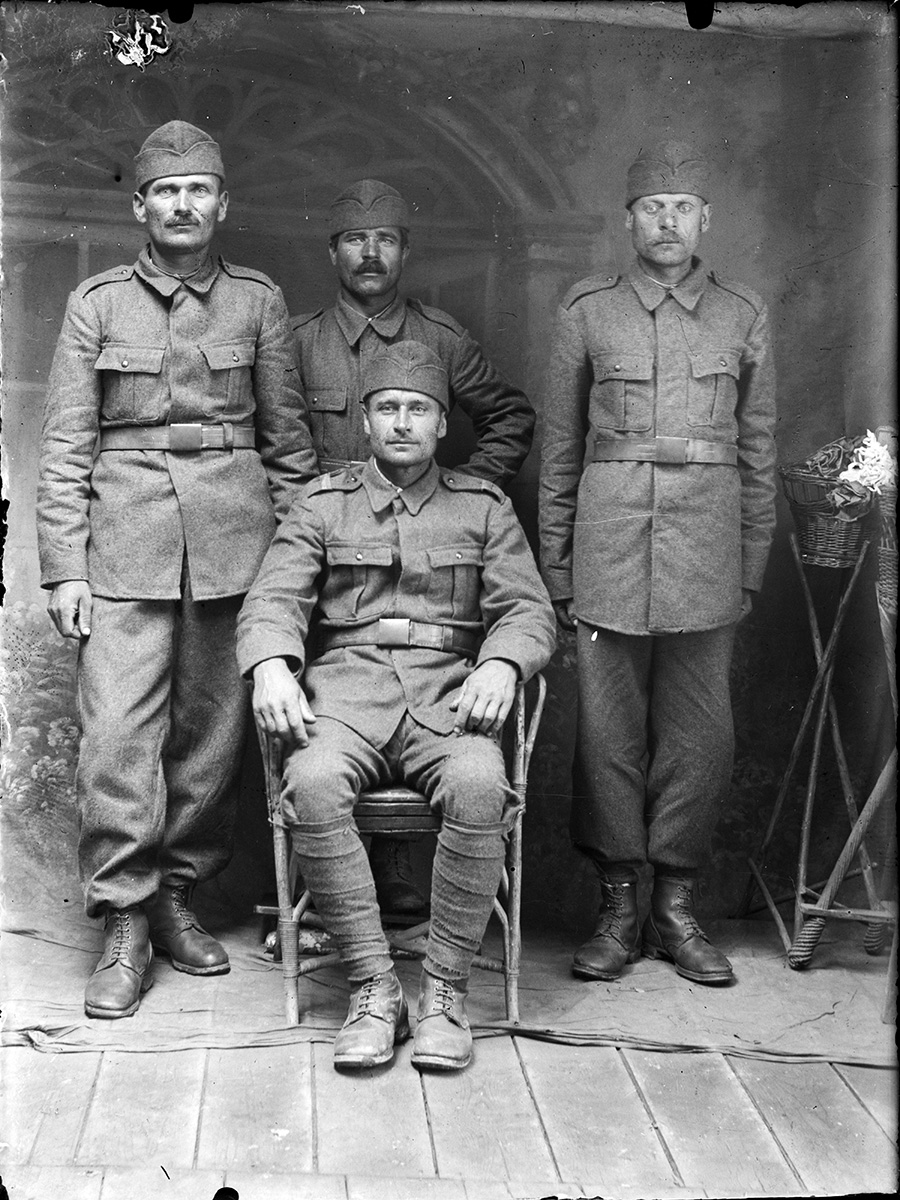
M1941野戦服の兵
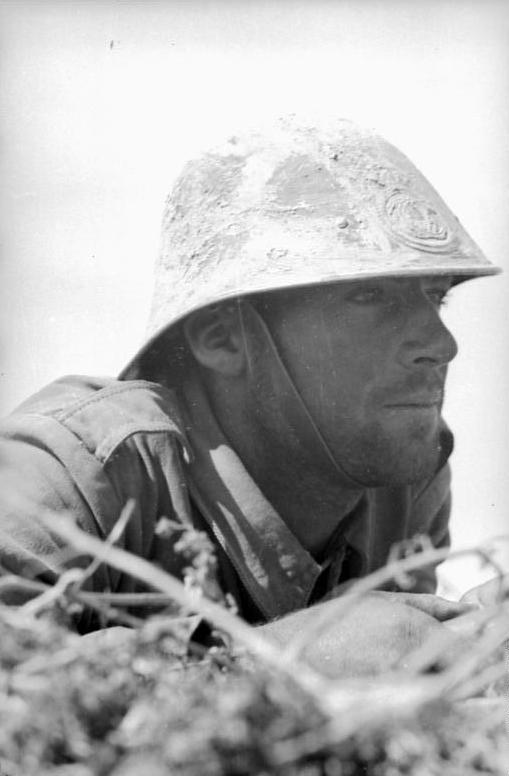
M1939ヘルメット（1941年）
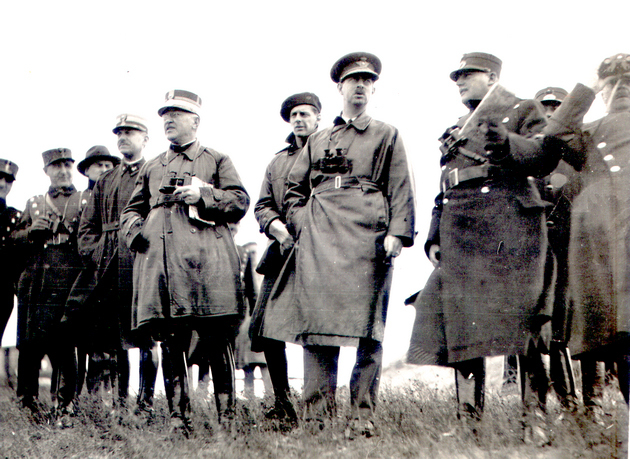
外套を着用した軍高官ら(1930年代)
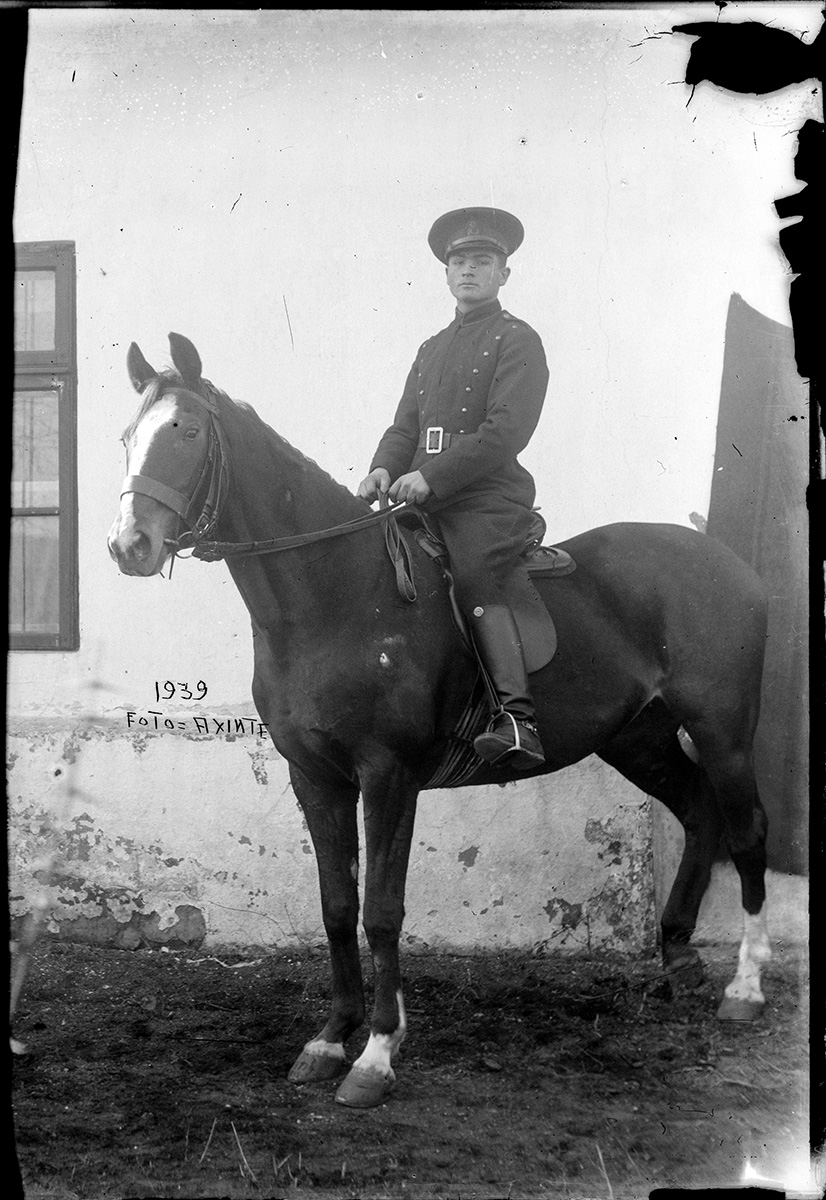
騎兵。ブーツにロゼッタ徽章が付く（1939年）
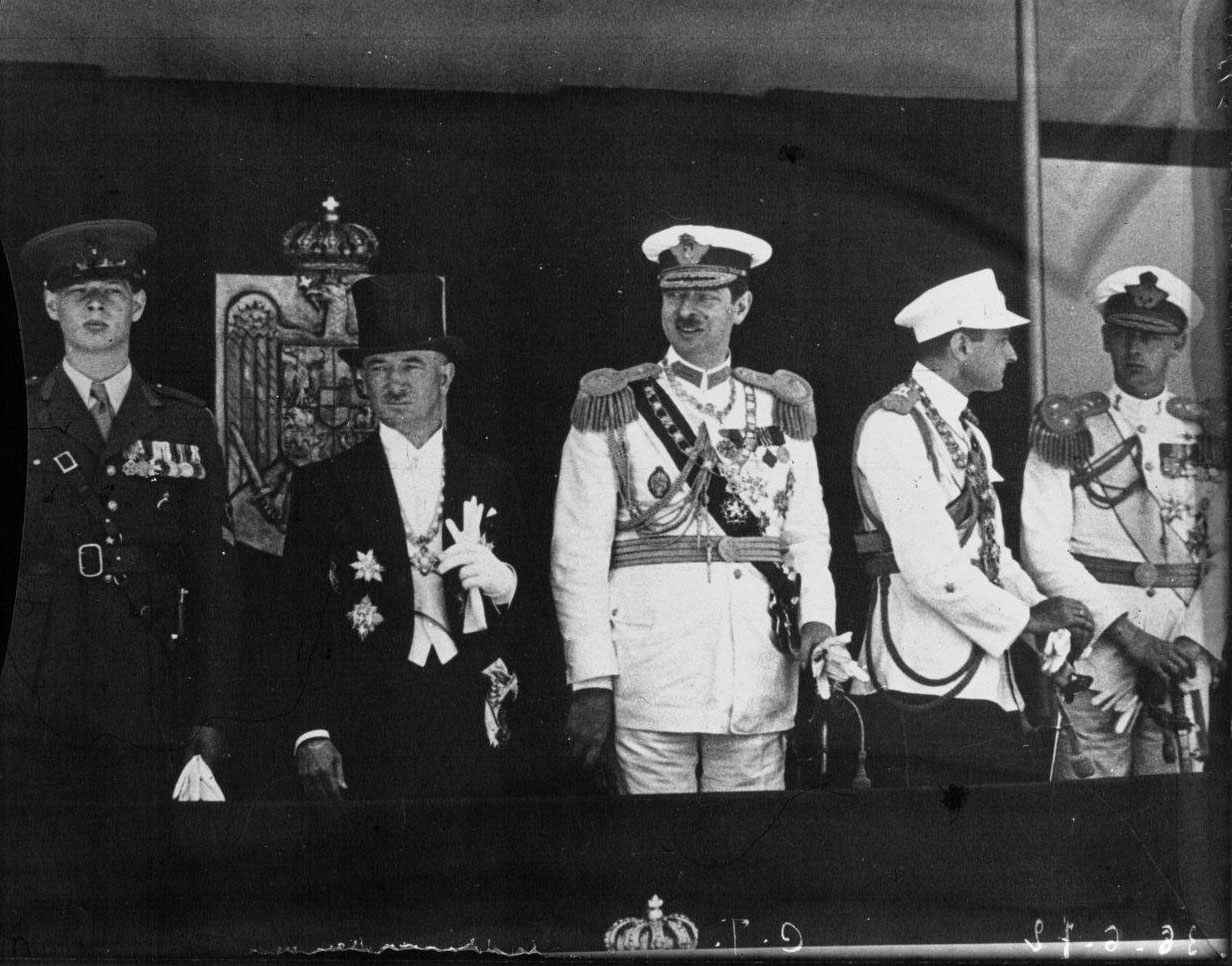
夏期礼装の将官ら（右2番目はユーゴスラビア軍人）。（1936年）
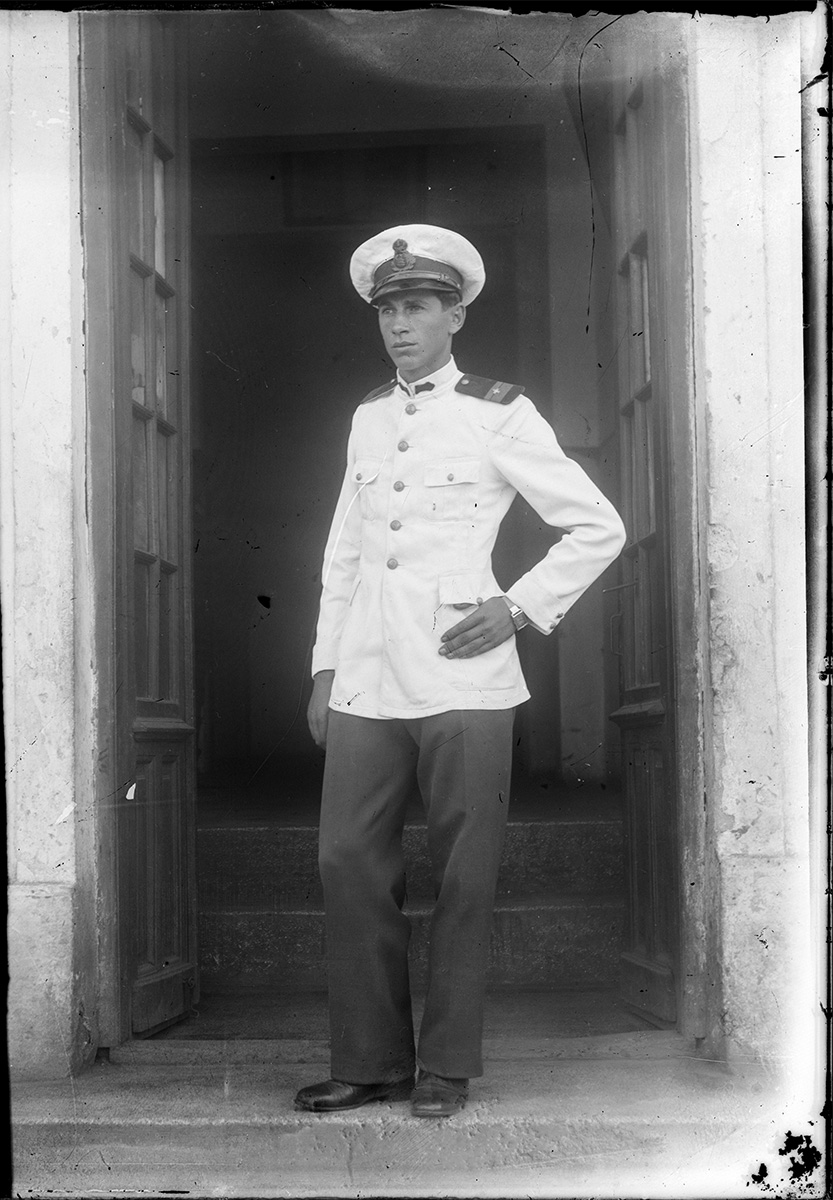
夏期礼装の上級曹長
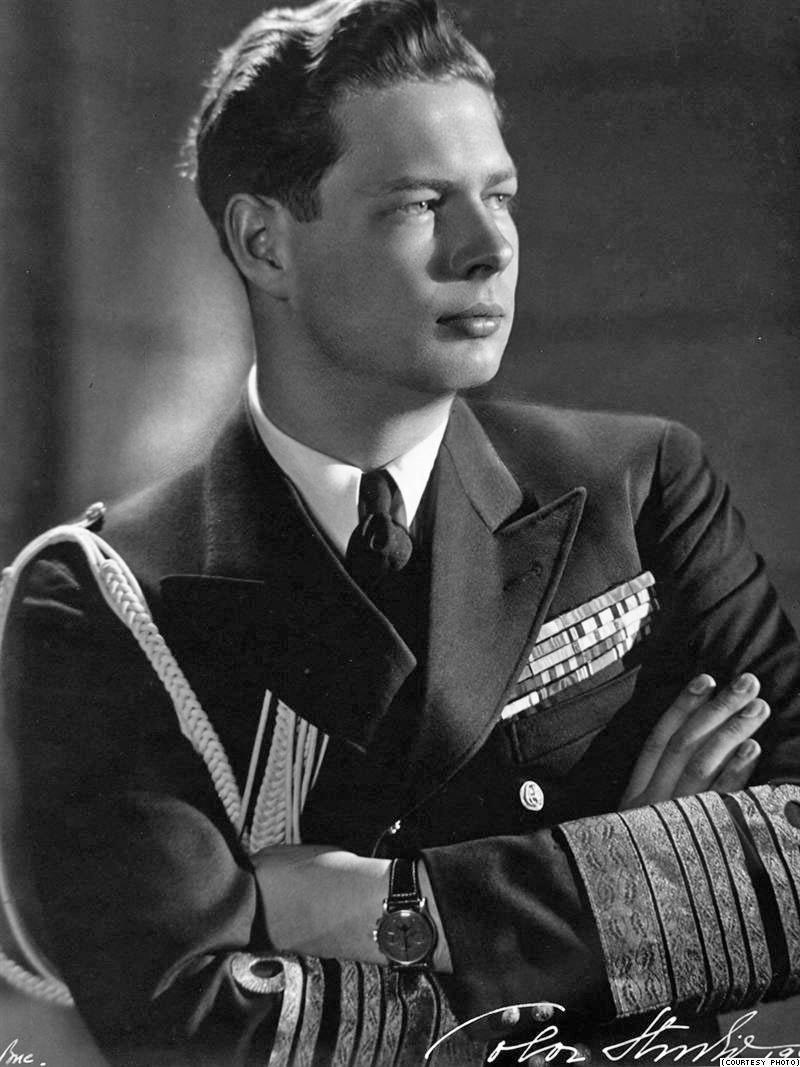
海軍元帥。ミハイ1世
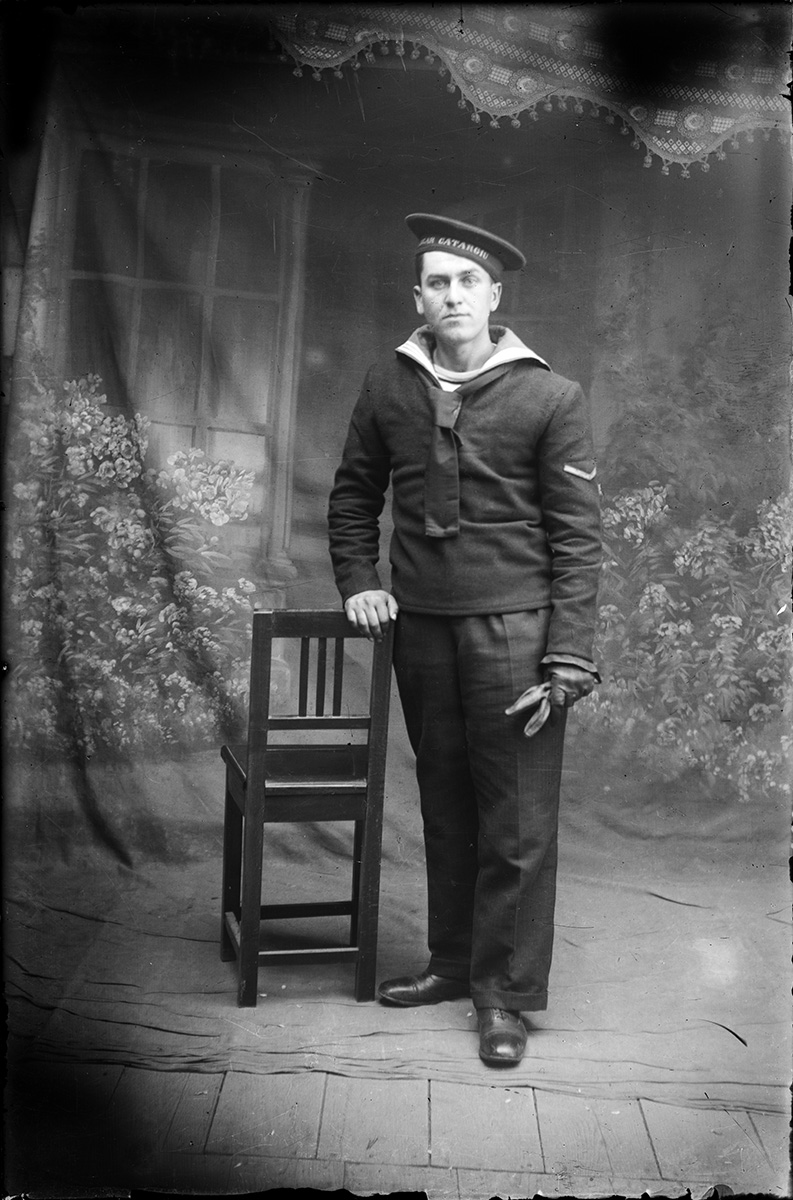
海軍水兵
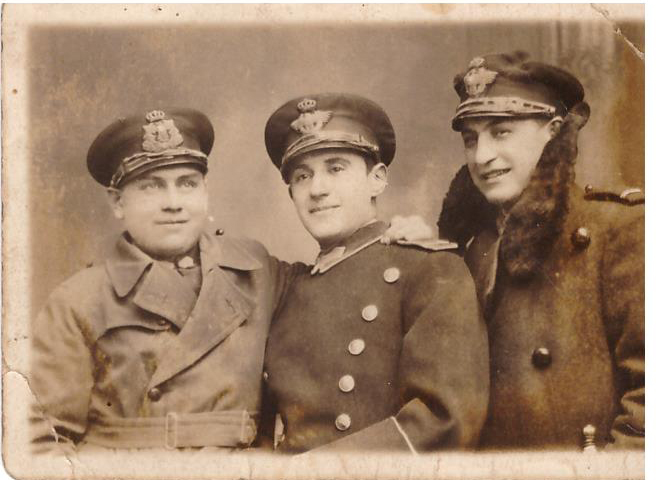
空軍将校（1930年2月）

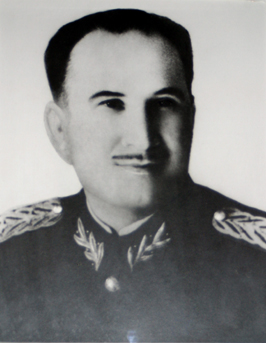
共産主義政権下での上級大将（コンスタンチン・ゲオルグ・ポペスク（ルーマニア語版）、1948年ごろ）
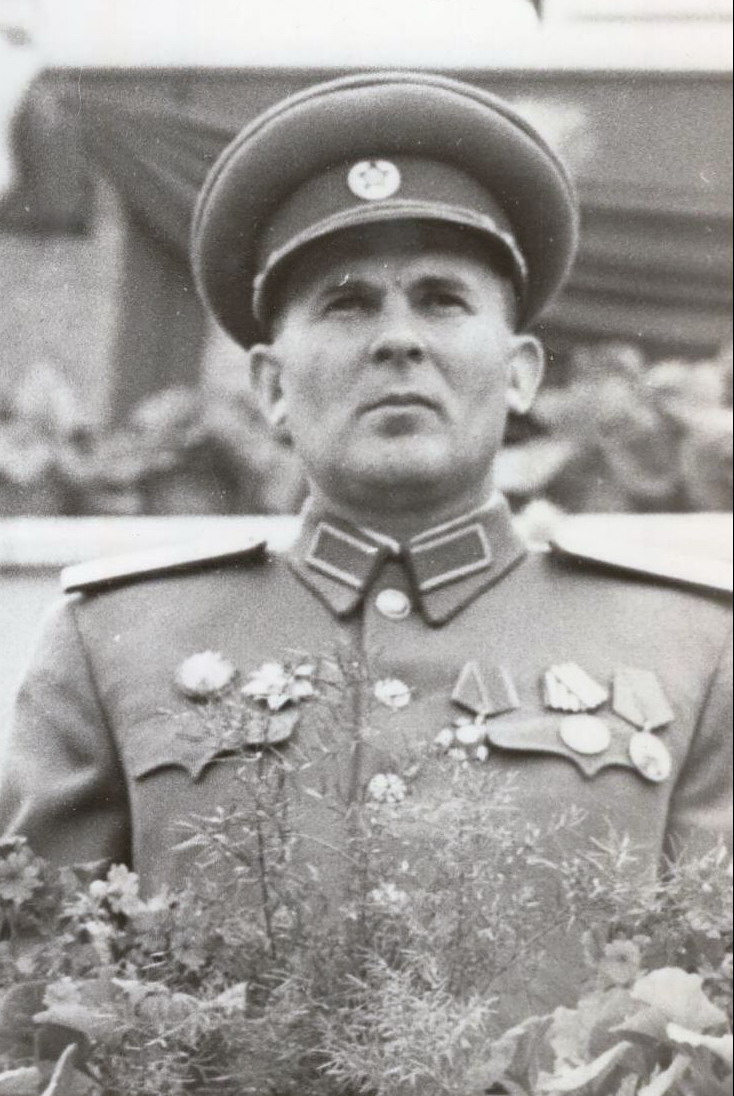
M1952の陸軍大将(Leontin Sălăjan、1953年5月)
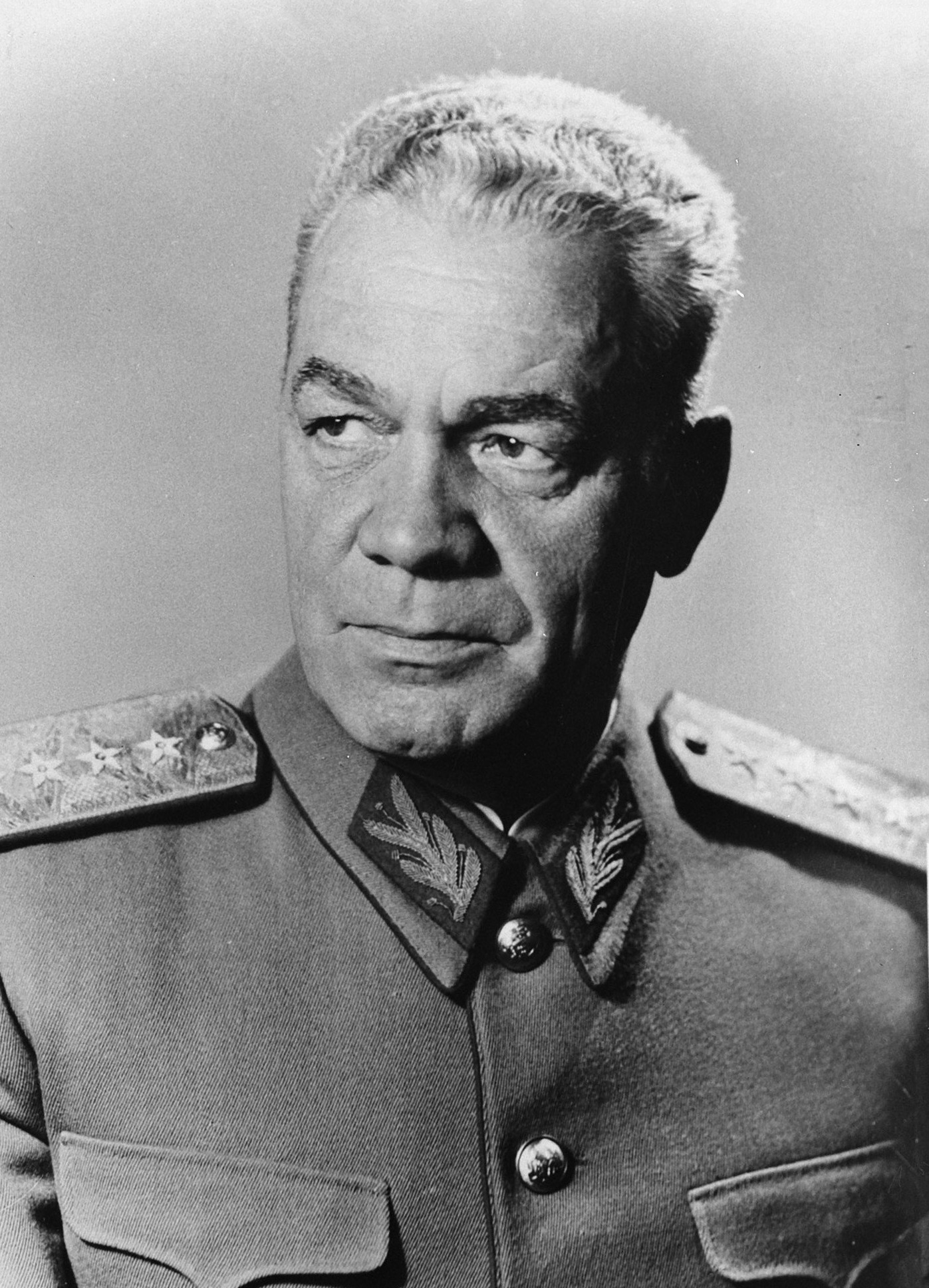
エミル・ボドナラス（英語版）1957年
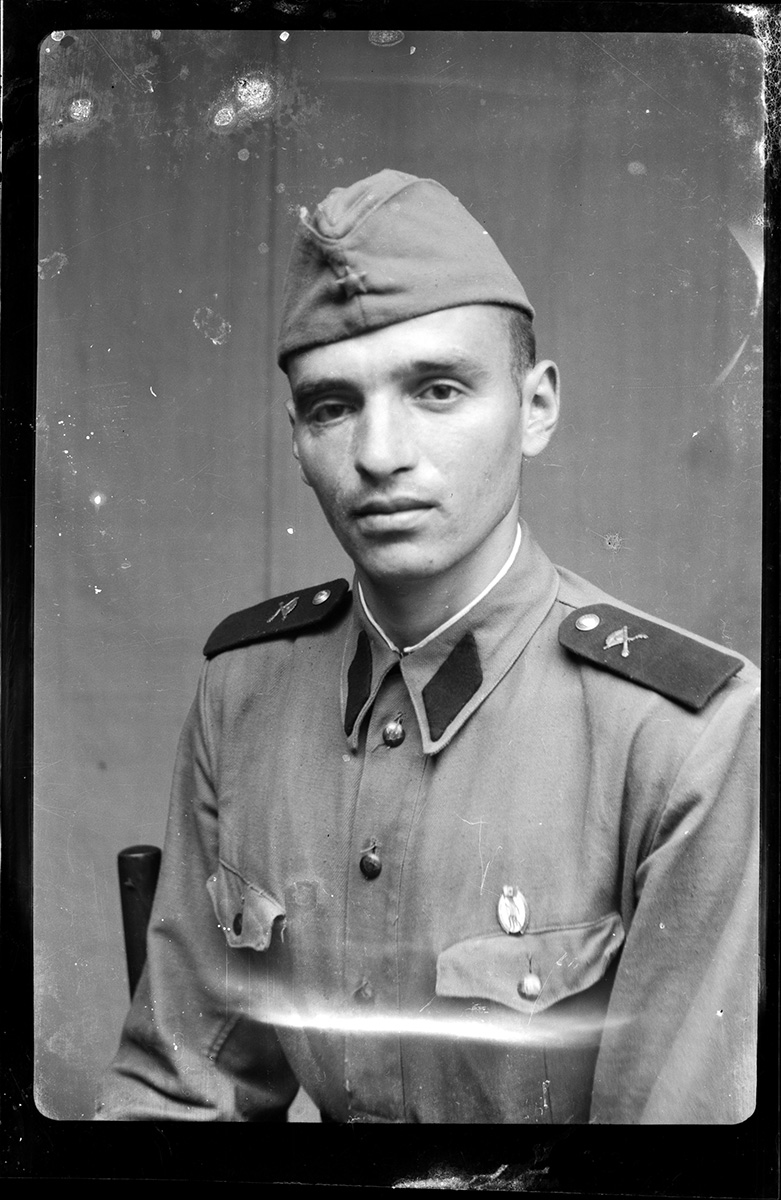
砲兵兵卒（1952年）
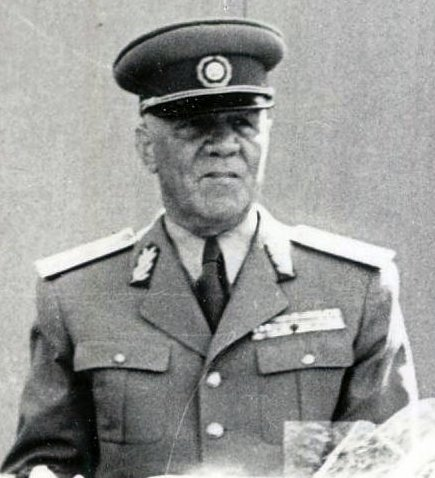
開襟制服の将官（1958年8月）
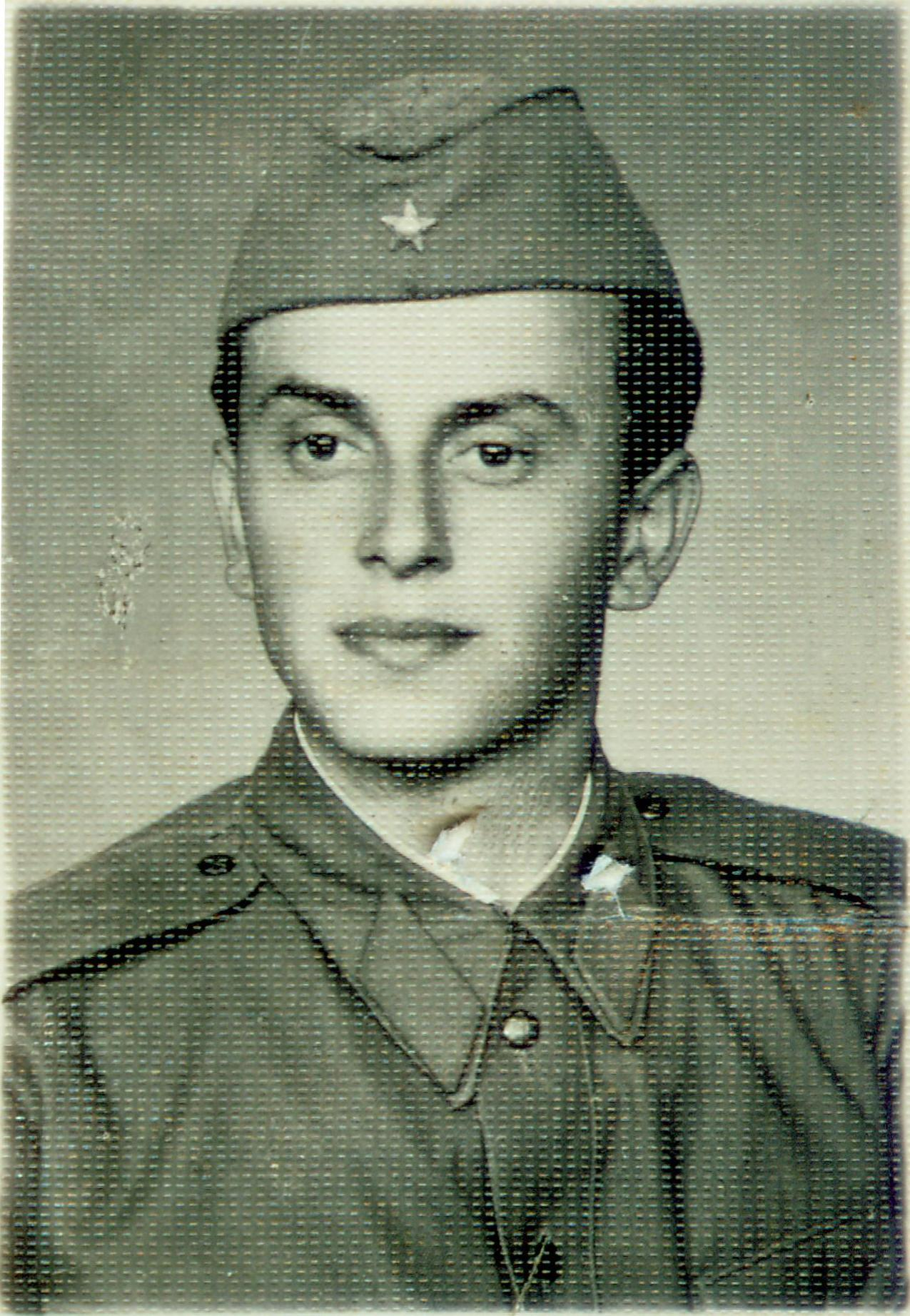
（1960年）
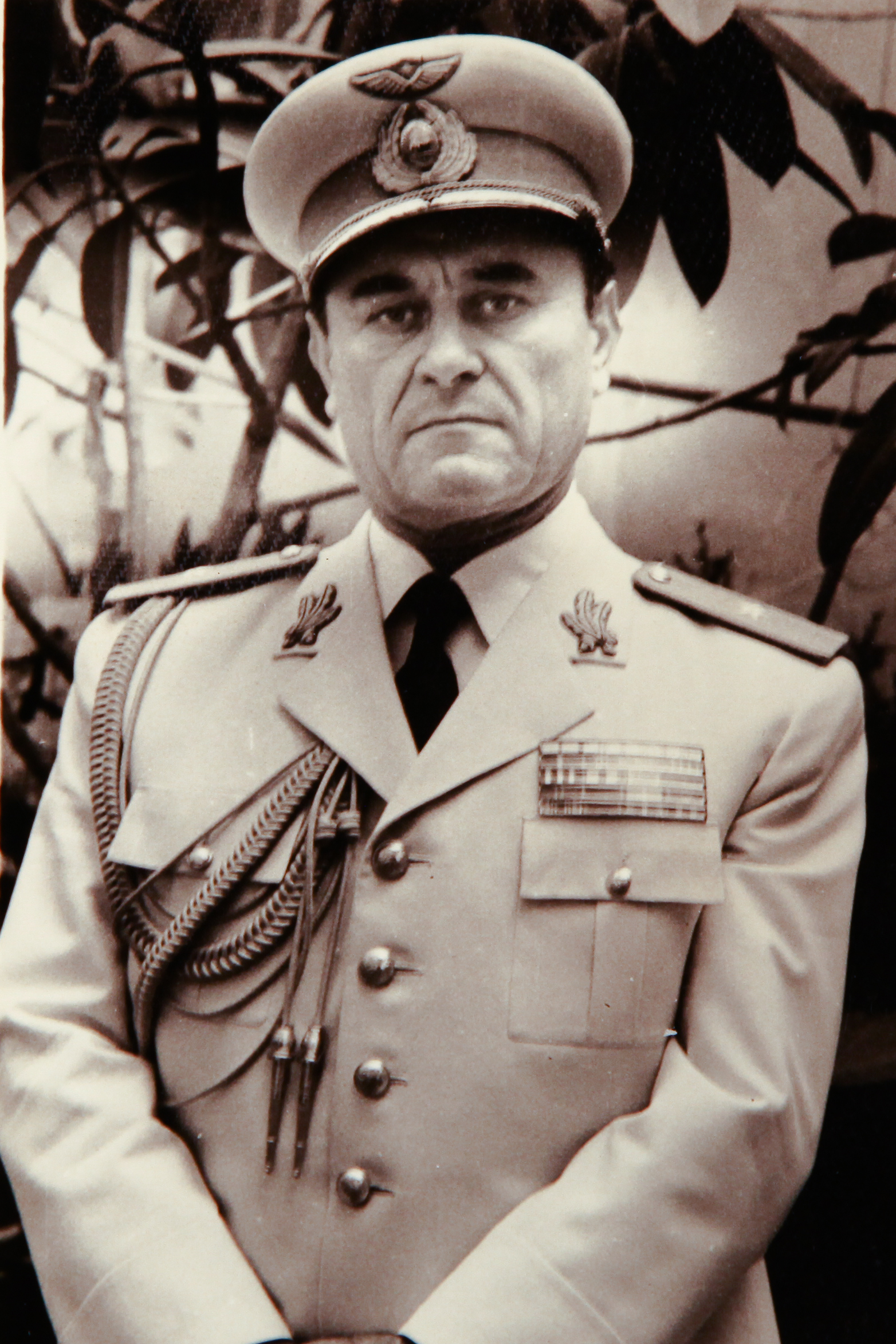
空挺司令官たる少将（1950年代）
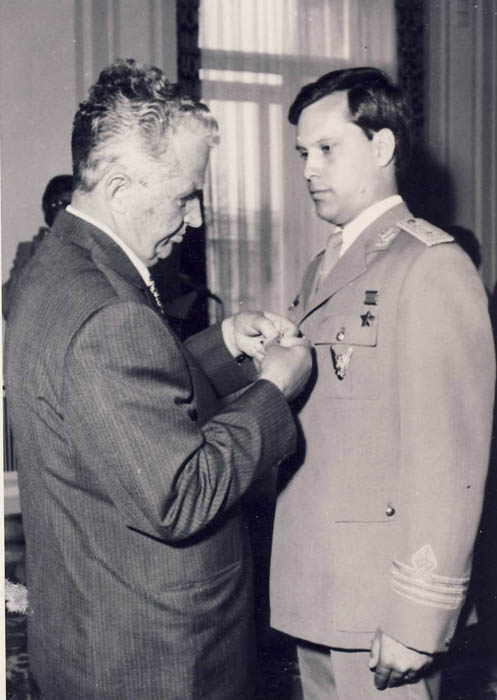
空軍大尉（ドゥミトール・プルナリウ）
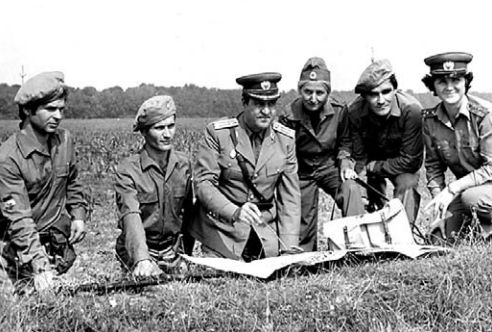
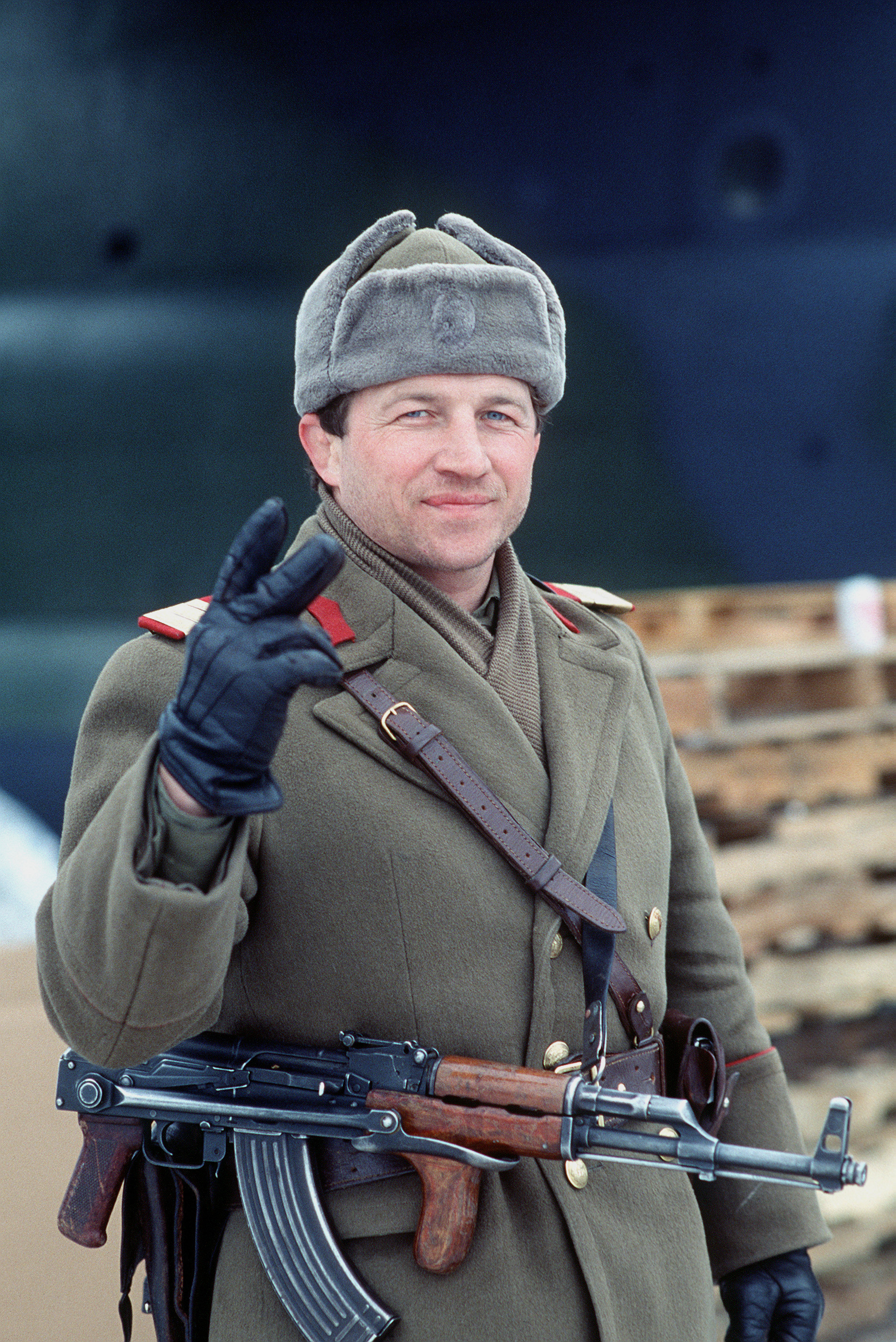
外套にウシャンカを被った上級曹長（1989年12月）
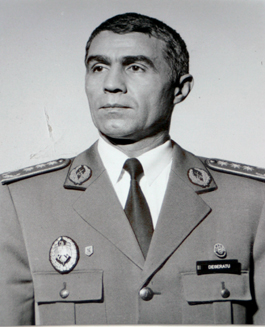
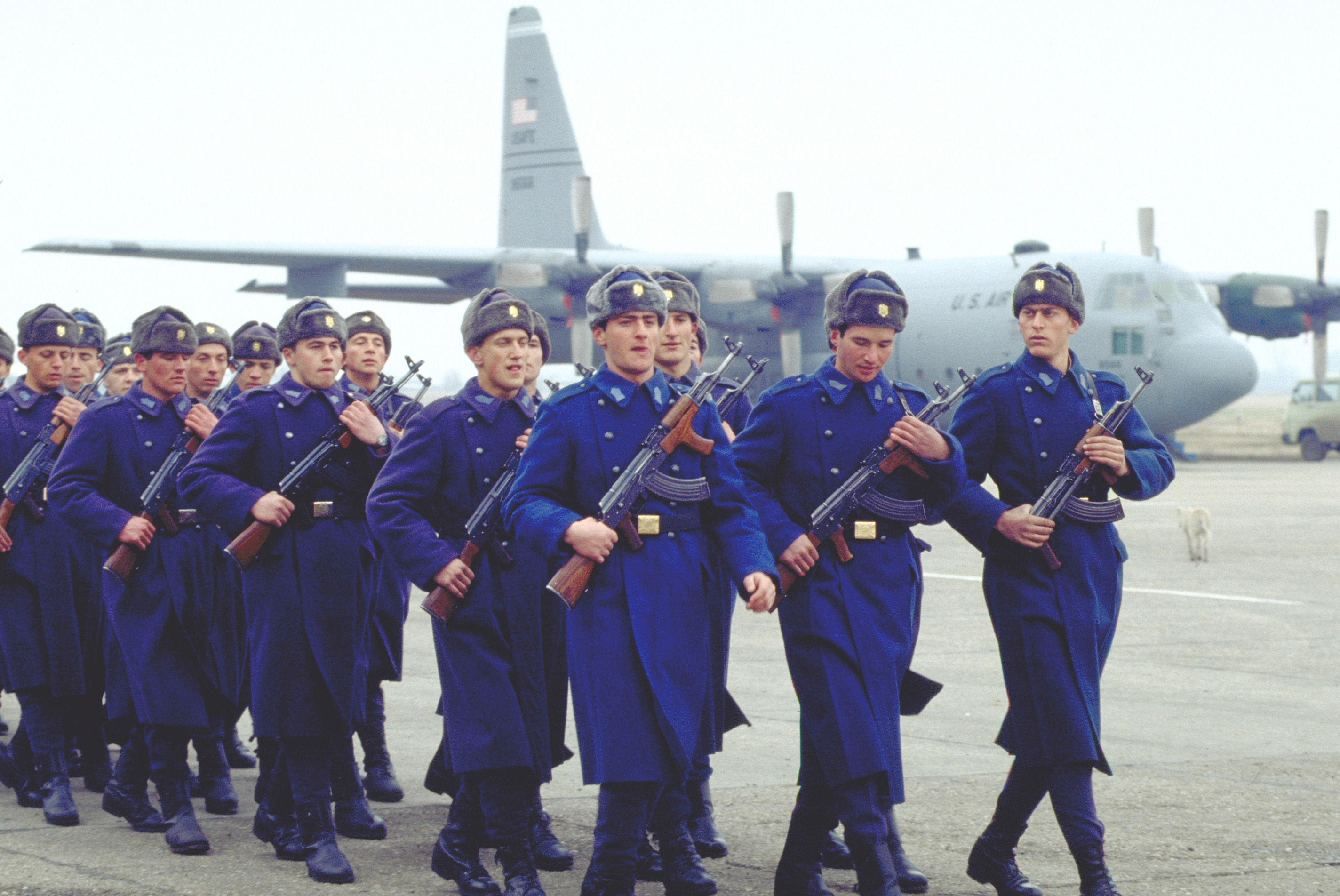
空軍兵士（1996年）
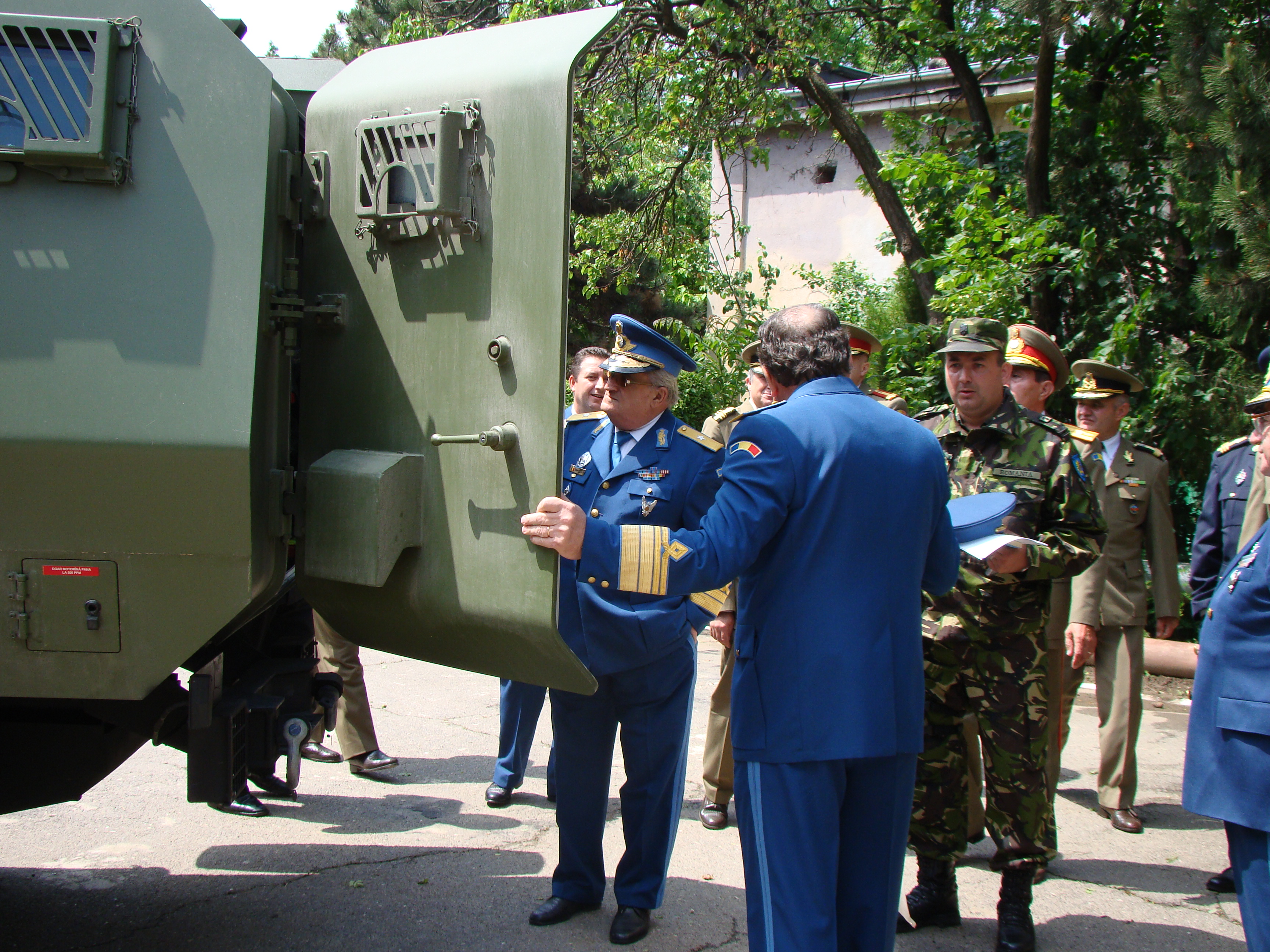
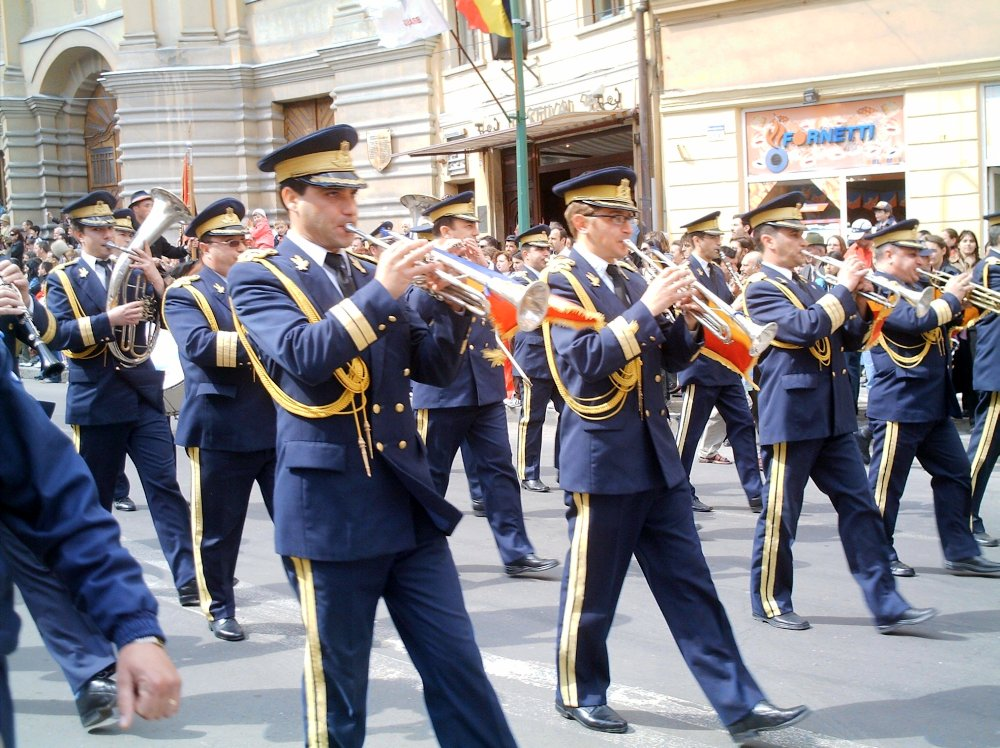
軍楽隊（2004年1月）
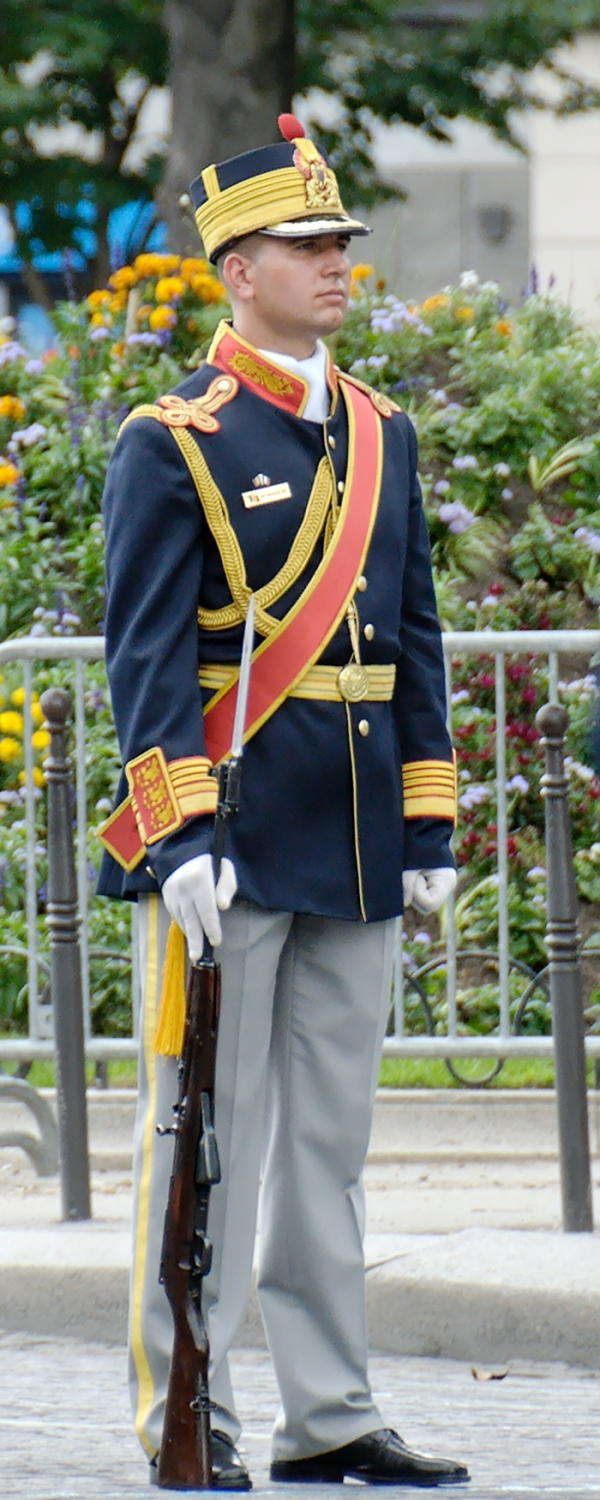
儀仗兵
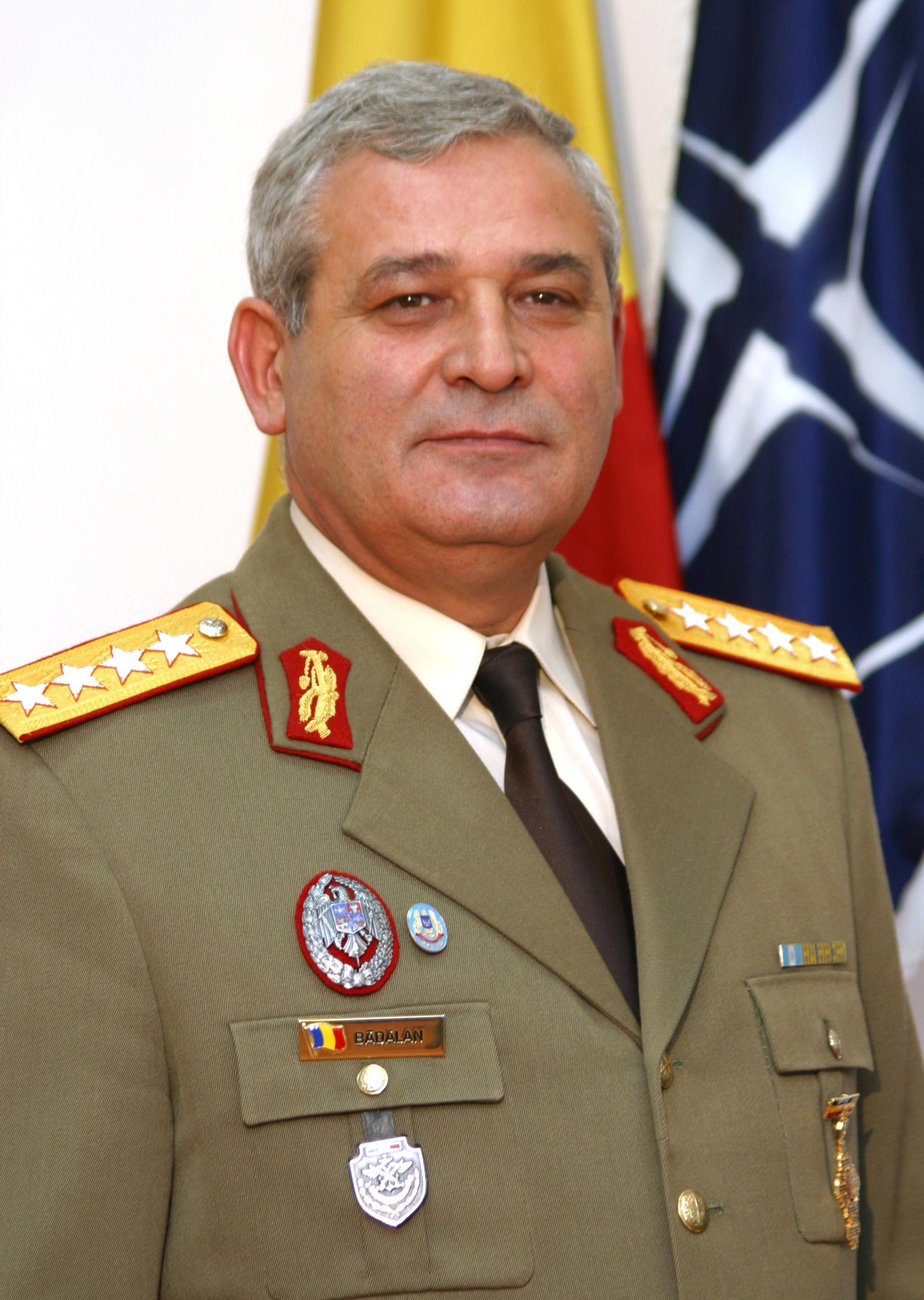
現在の陸軍大将勤務服
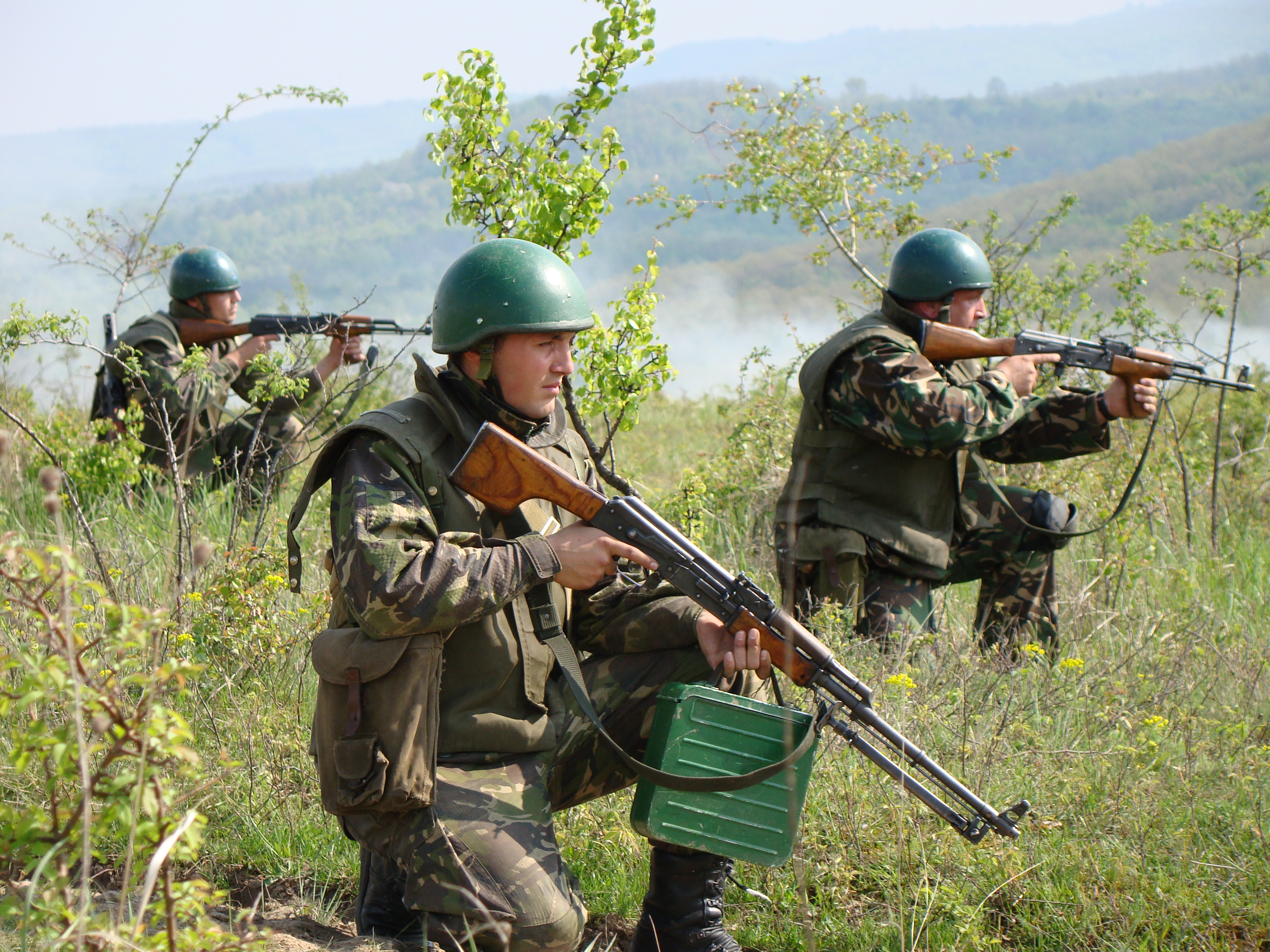
演習を行う歩兵第191大隊所属の兵士ら(2010年4月26日)
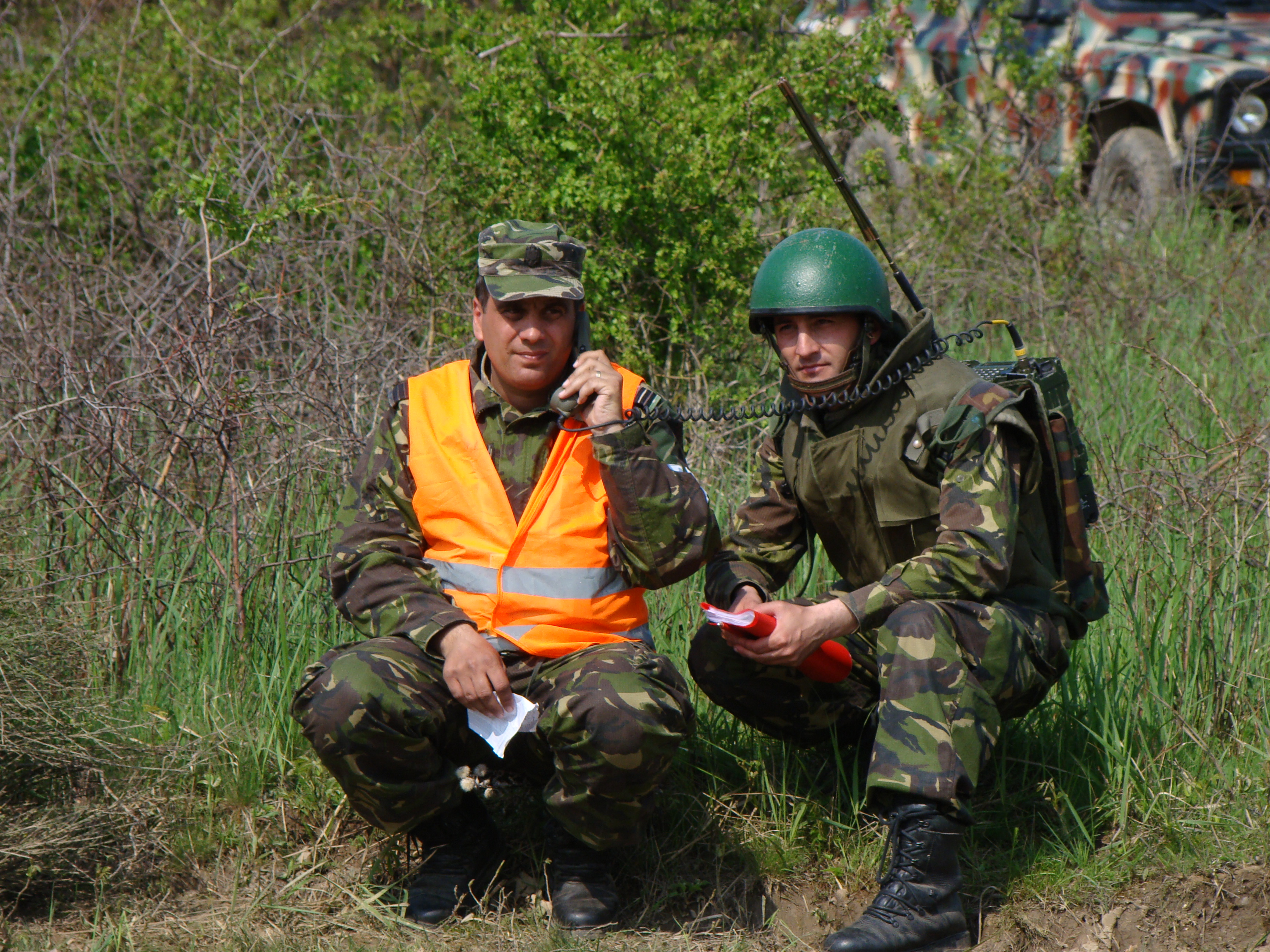
同じく歩兵第191大隊所属の通信兵(2010年4月26日)
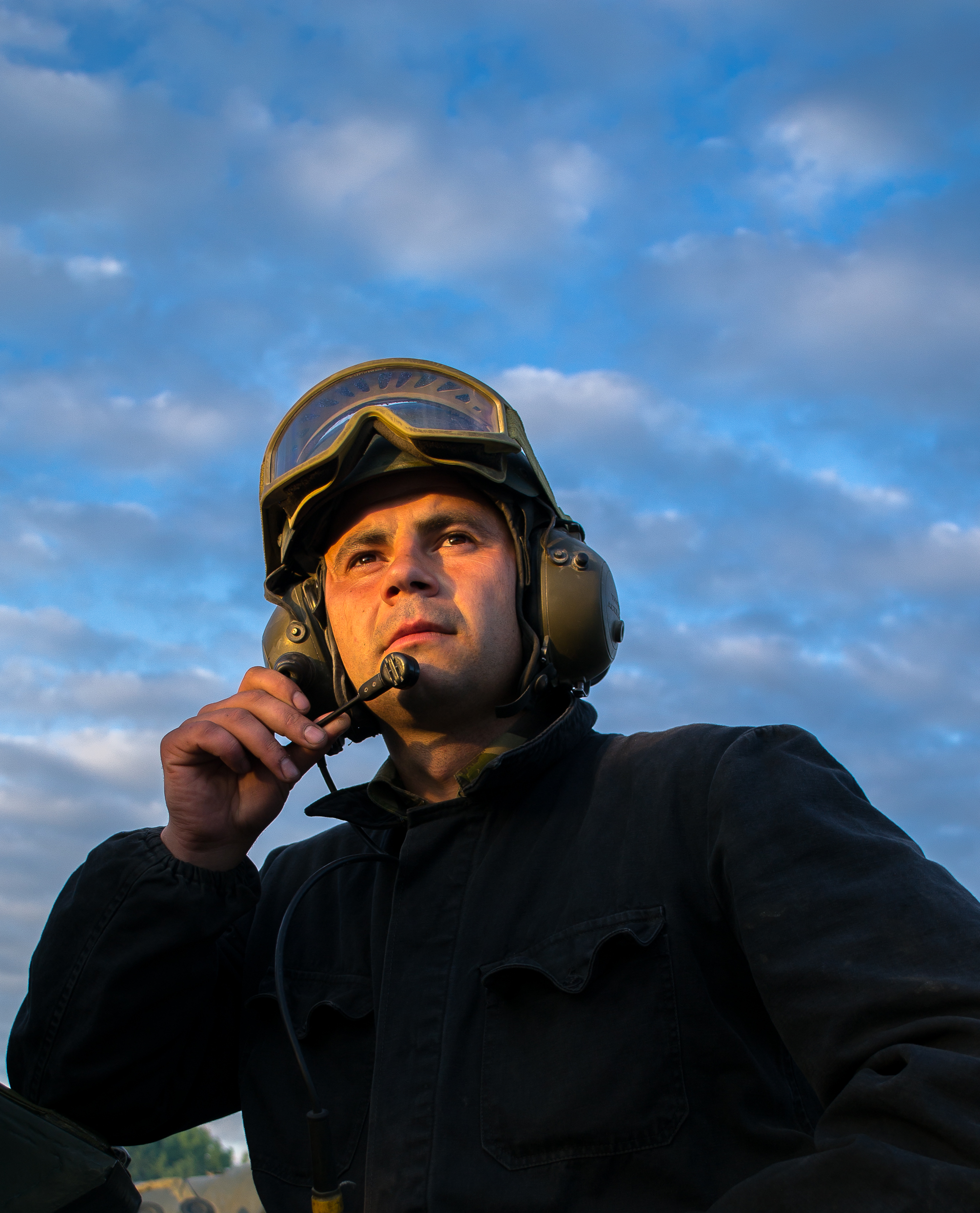
戦車兵（2014年5月）
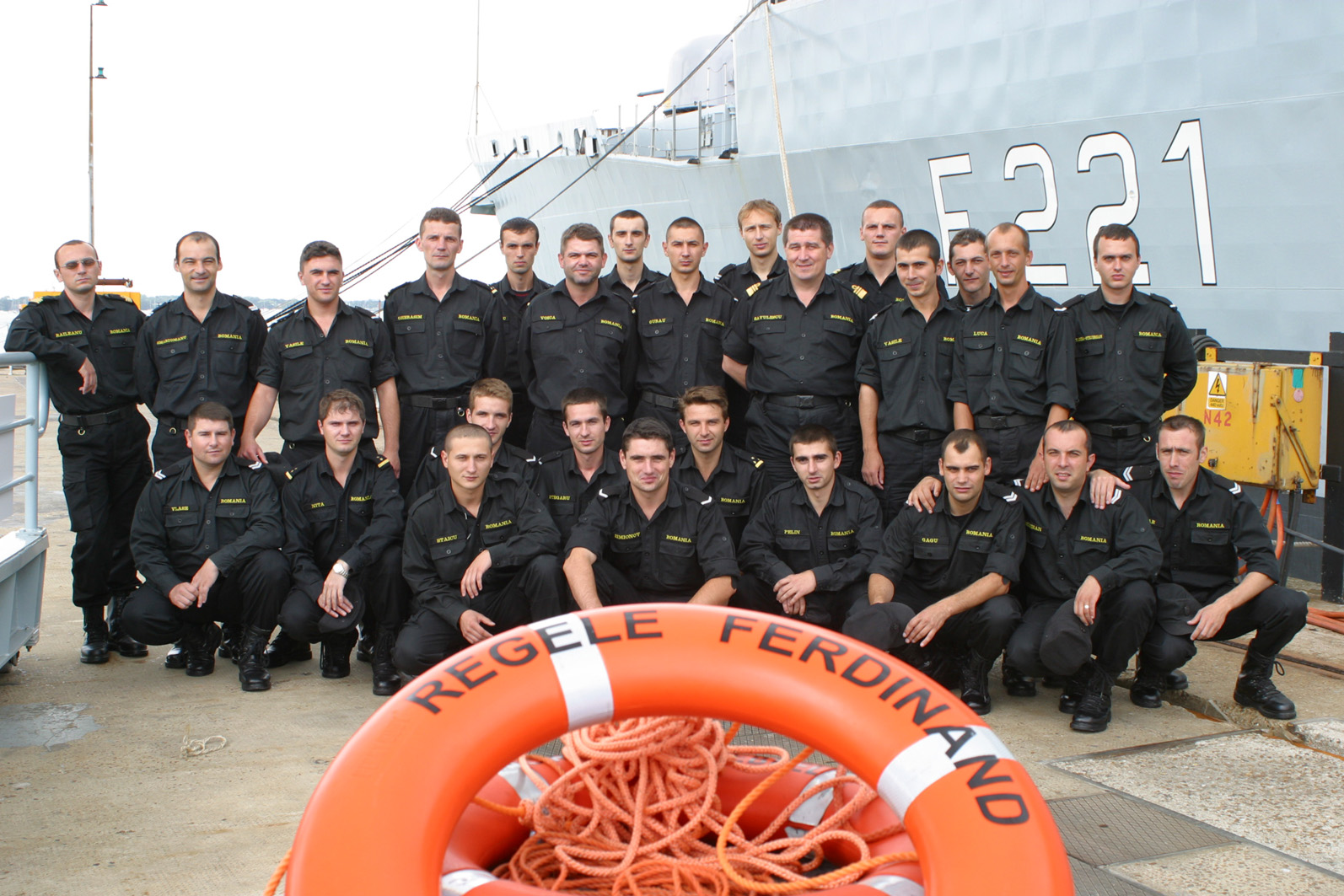
レジェーレ・フェルディナンド乗組員（2004年8月）
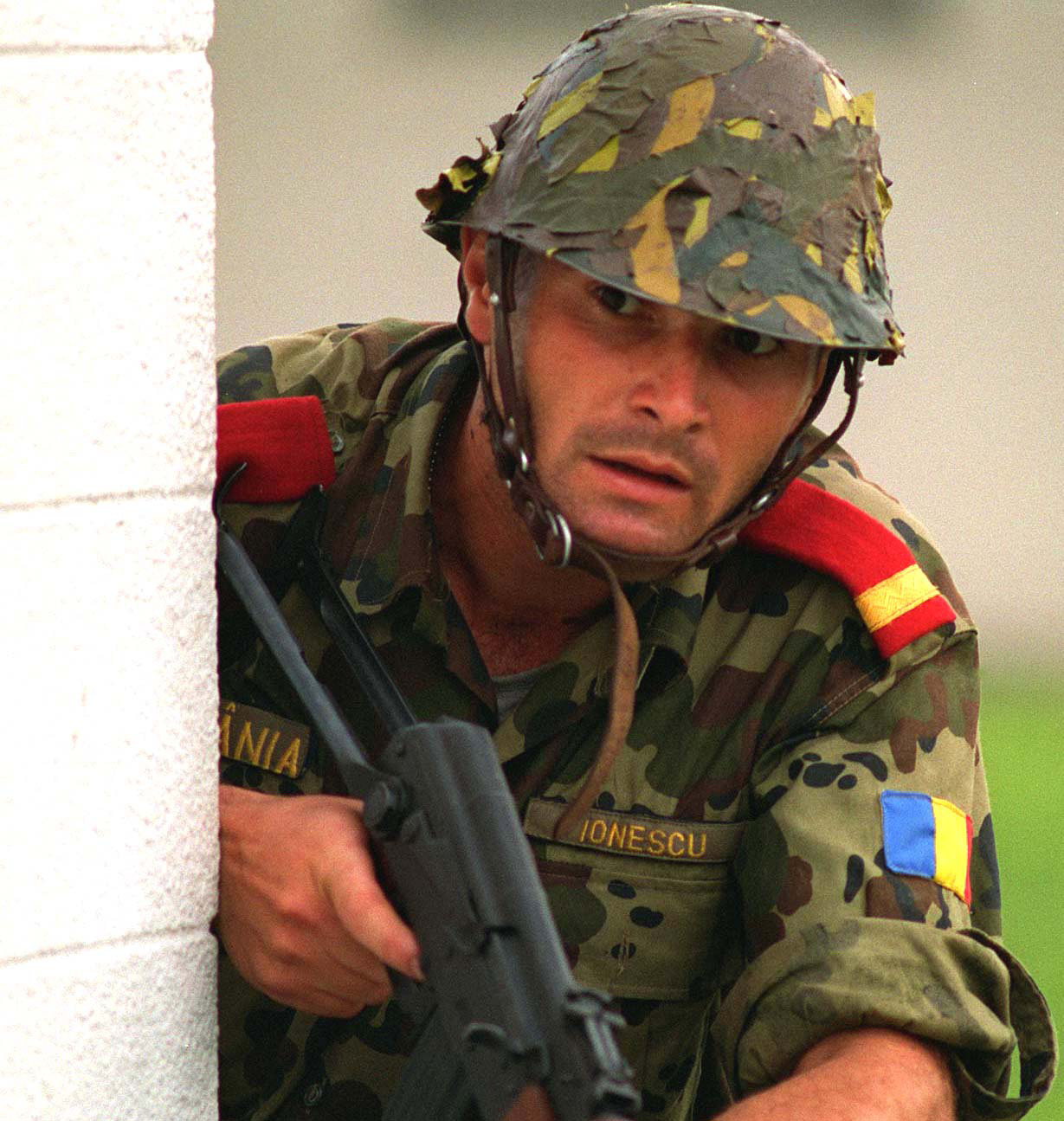
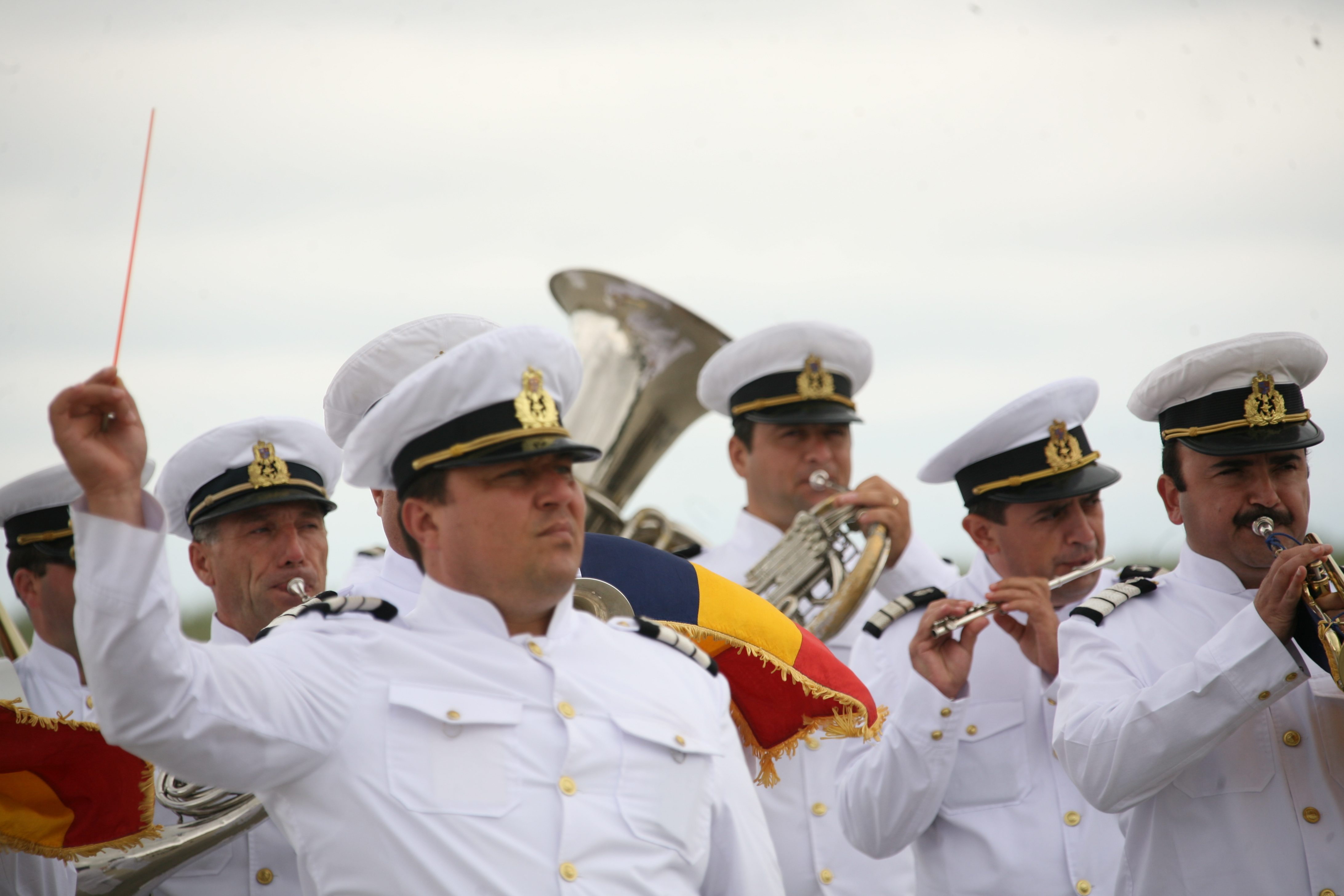
海軍軍楽隊(2010年6月24日)

## ブルガリア

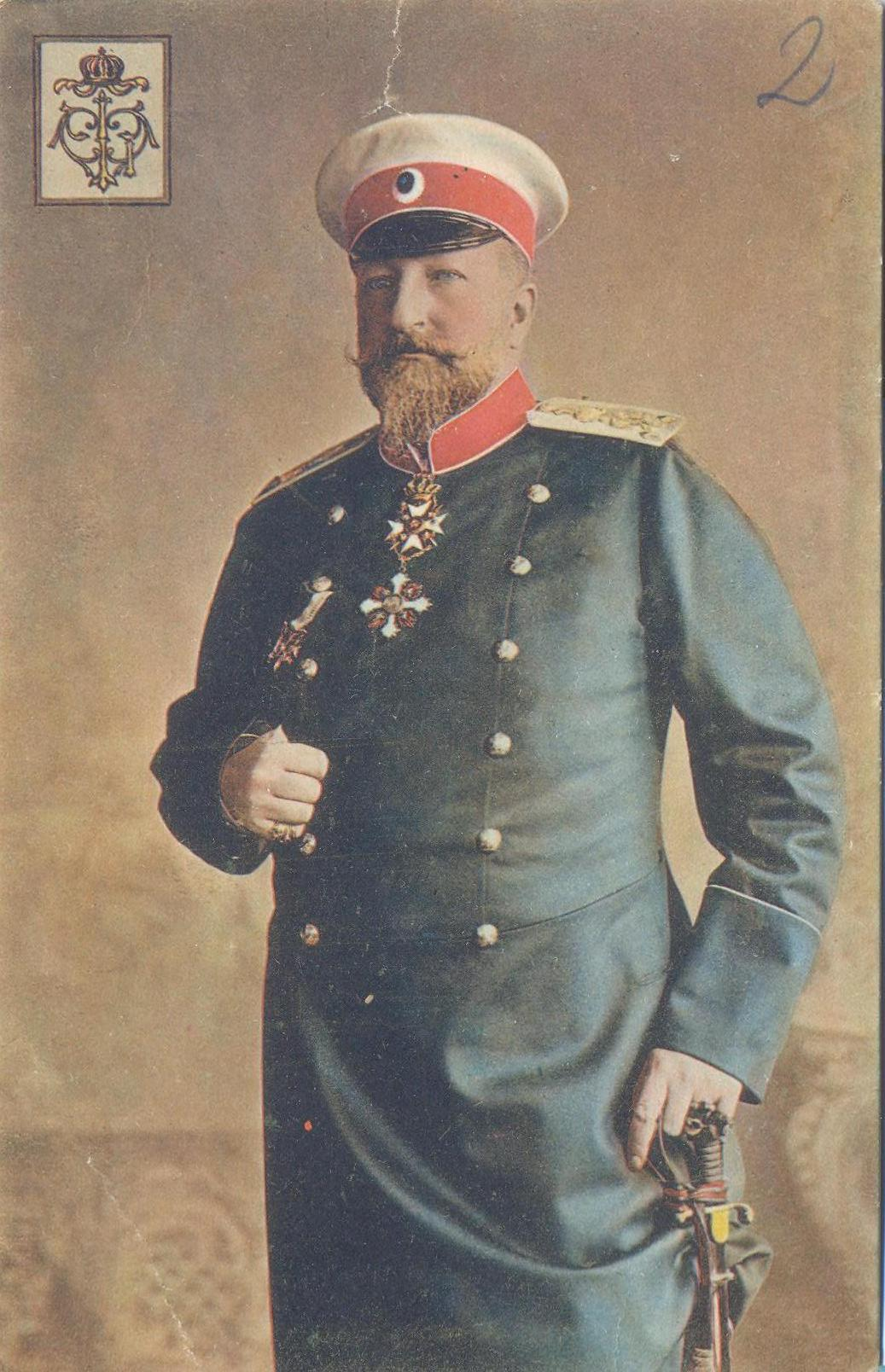
ブルガリア国王フェルディナント1世
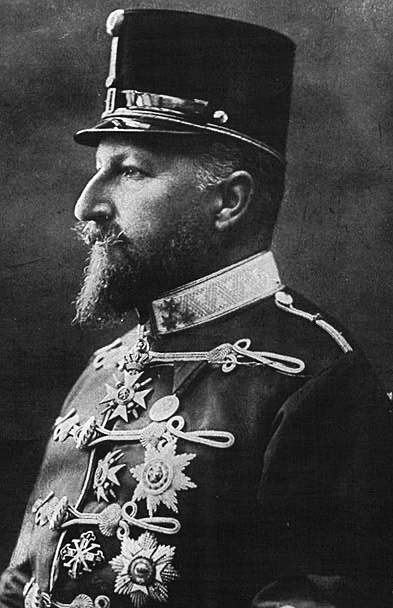
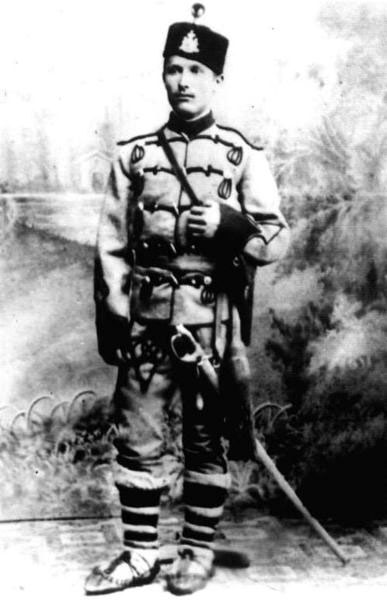
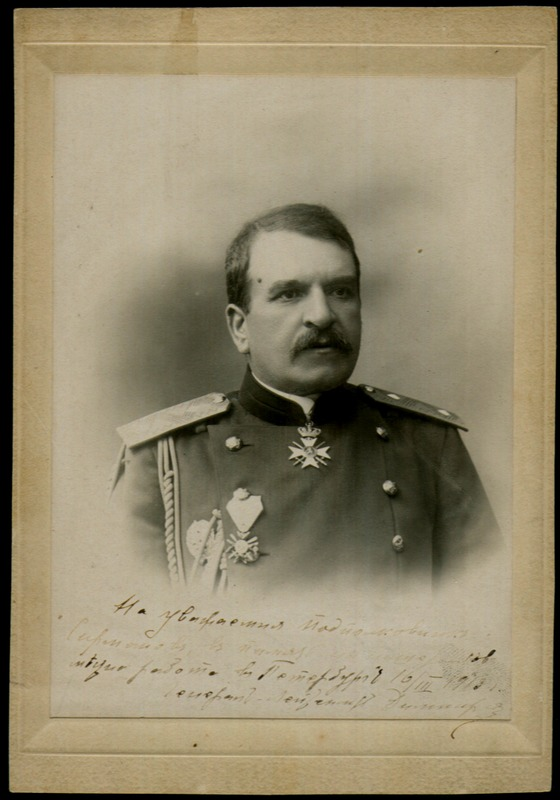
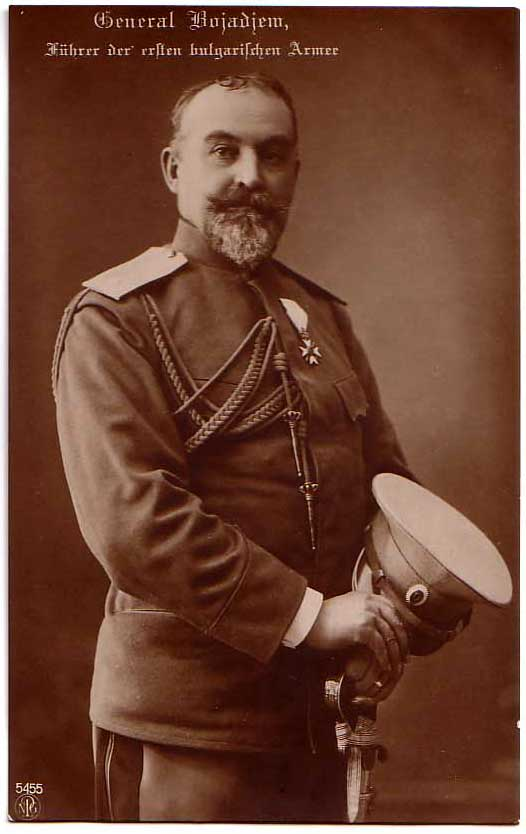
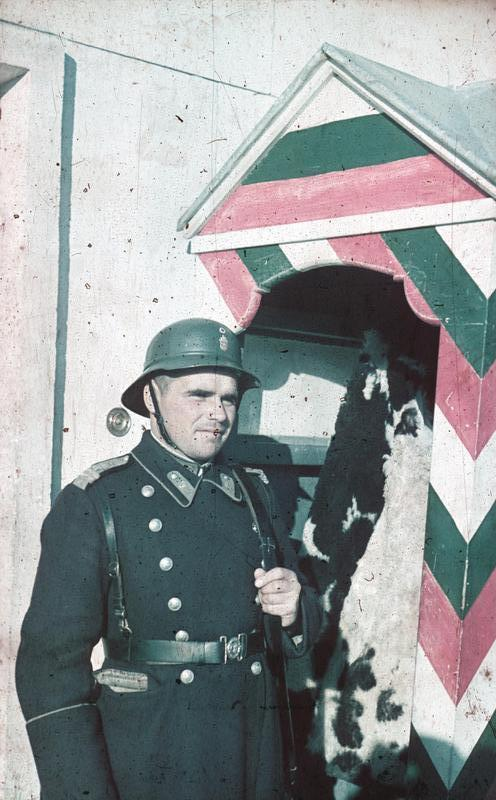
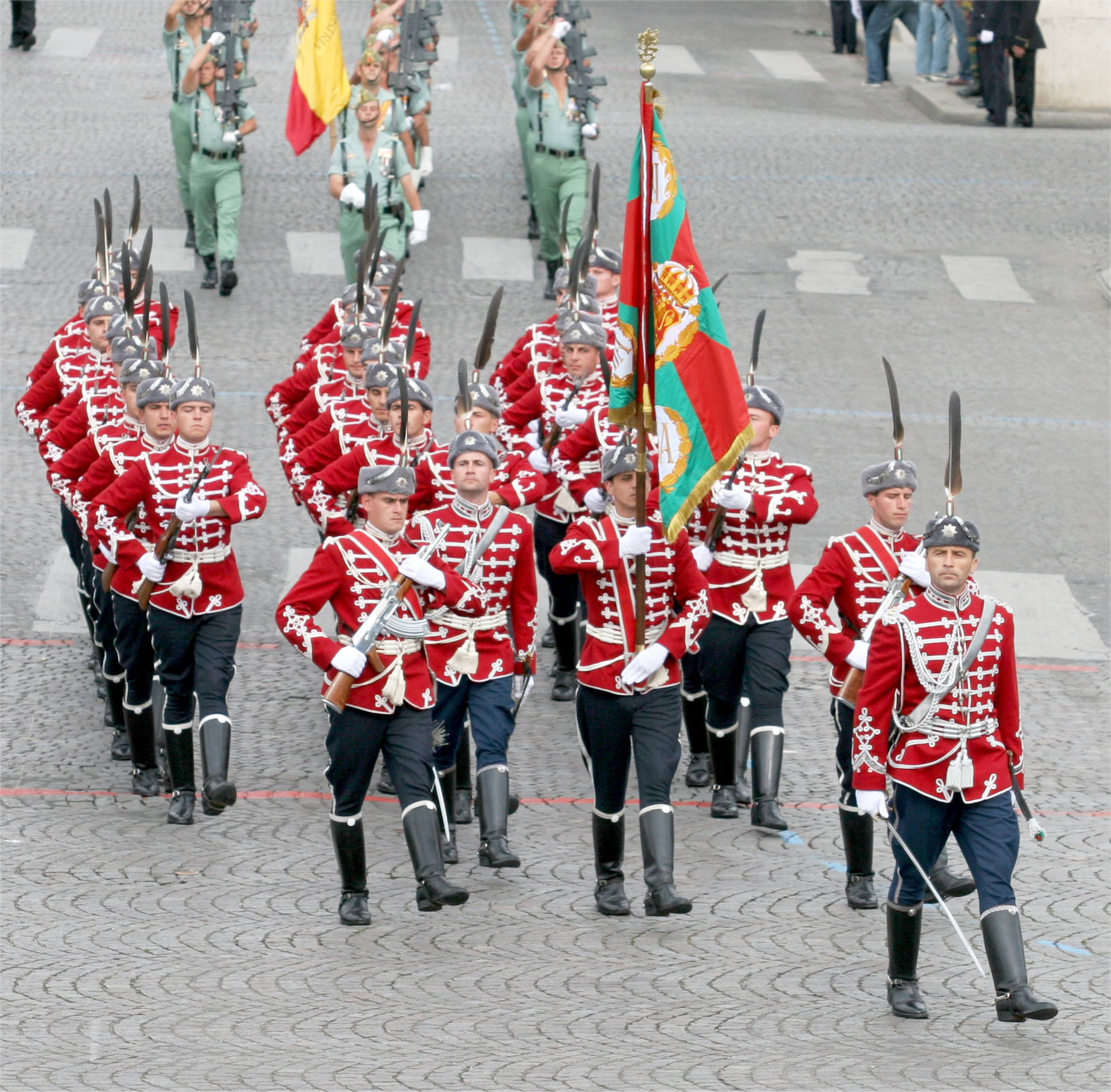
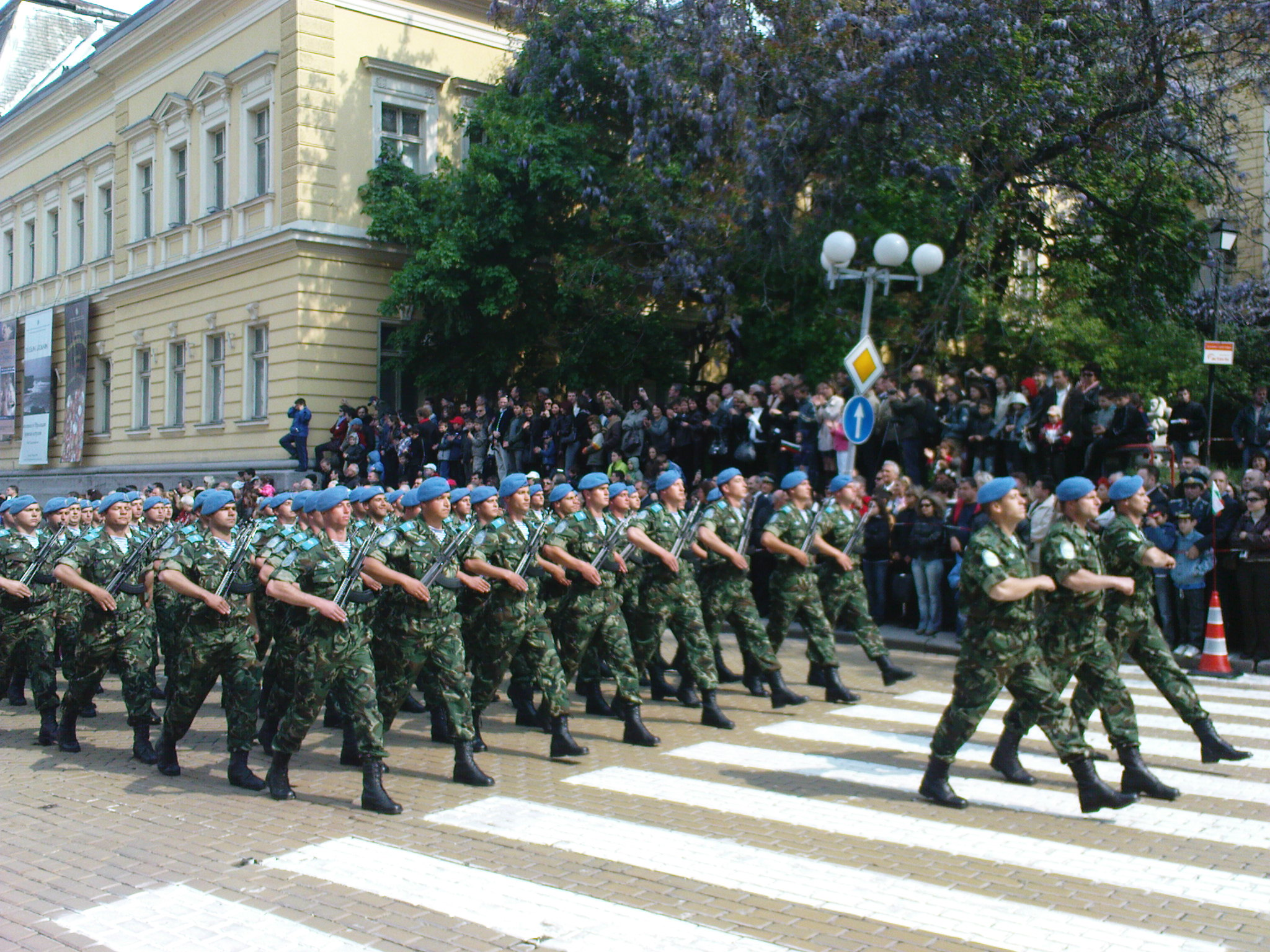
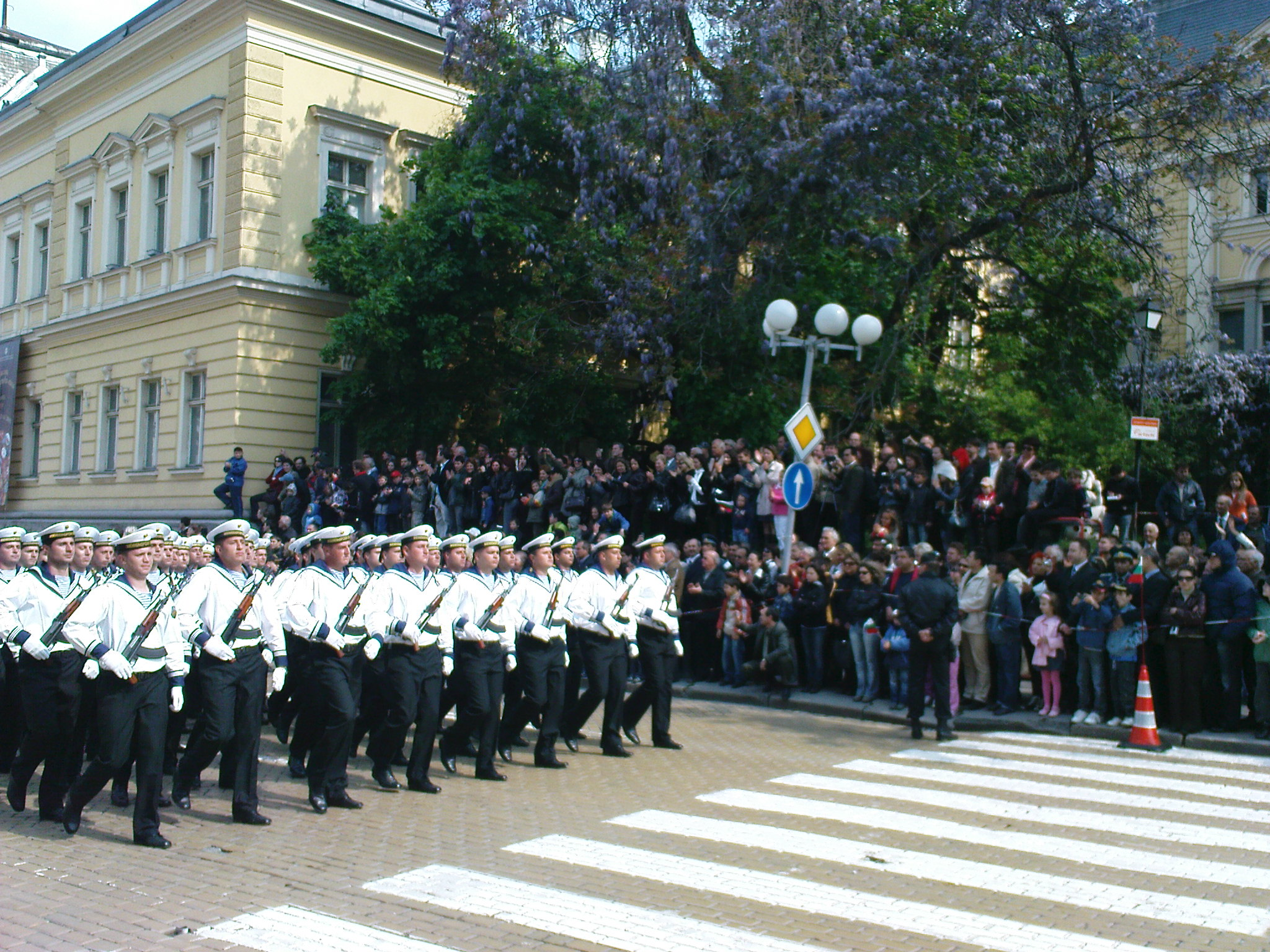
海軍水兵
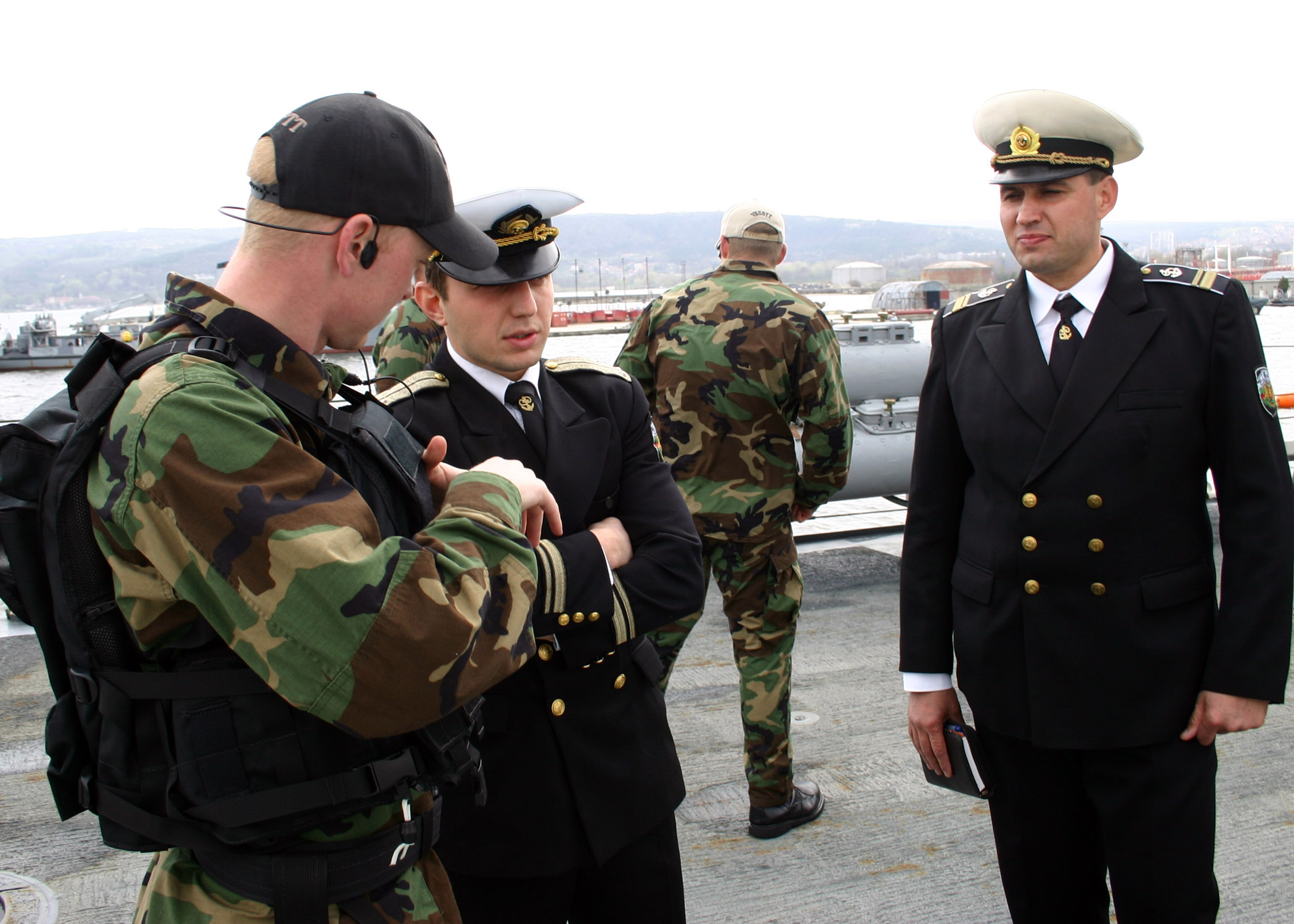
海軍軍曹（右）と士官（中央）
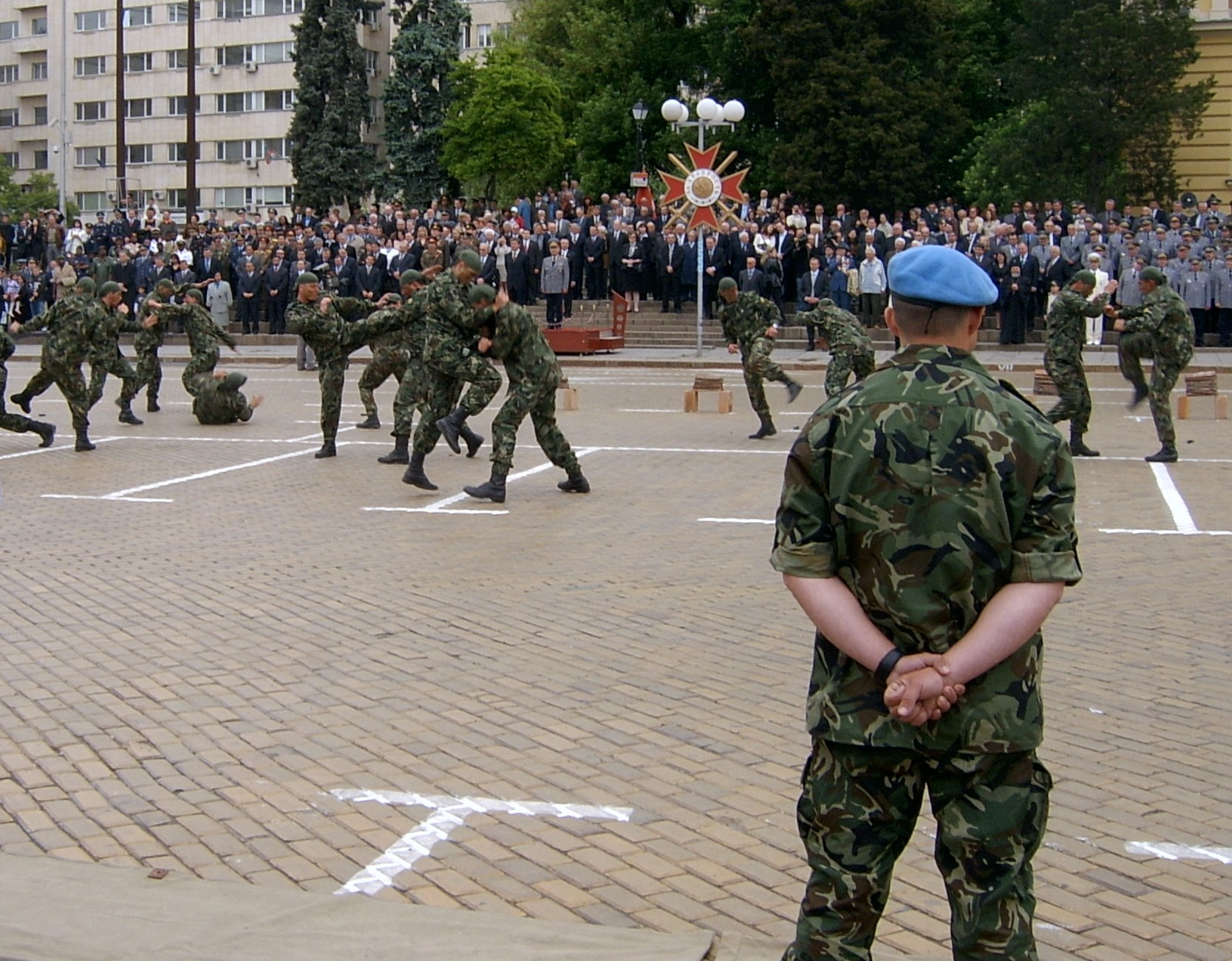
第68特殊戦力旅団の兵士
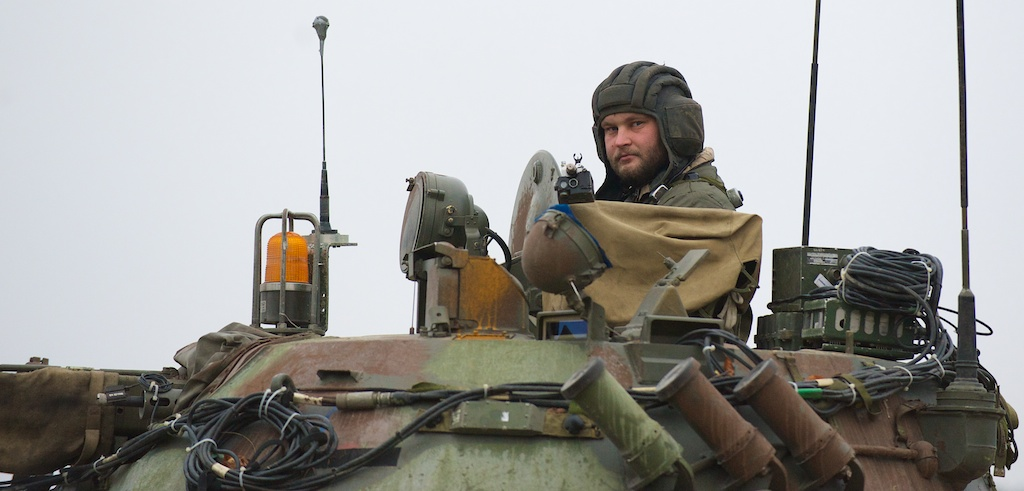
BMP-1搭乗員。ロシア式の戦車帽を被っている（2012年10月25日）
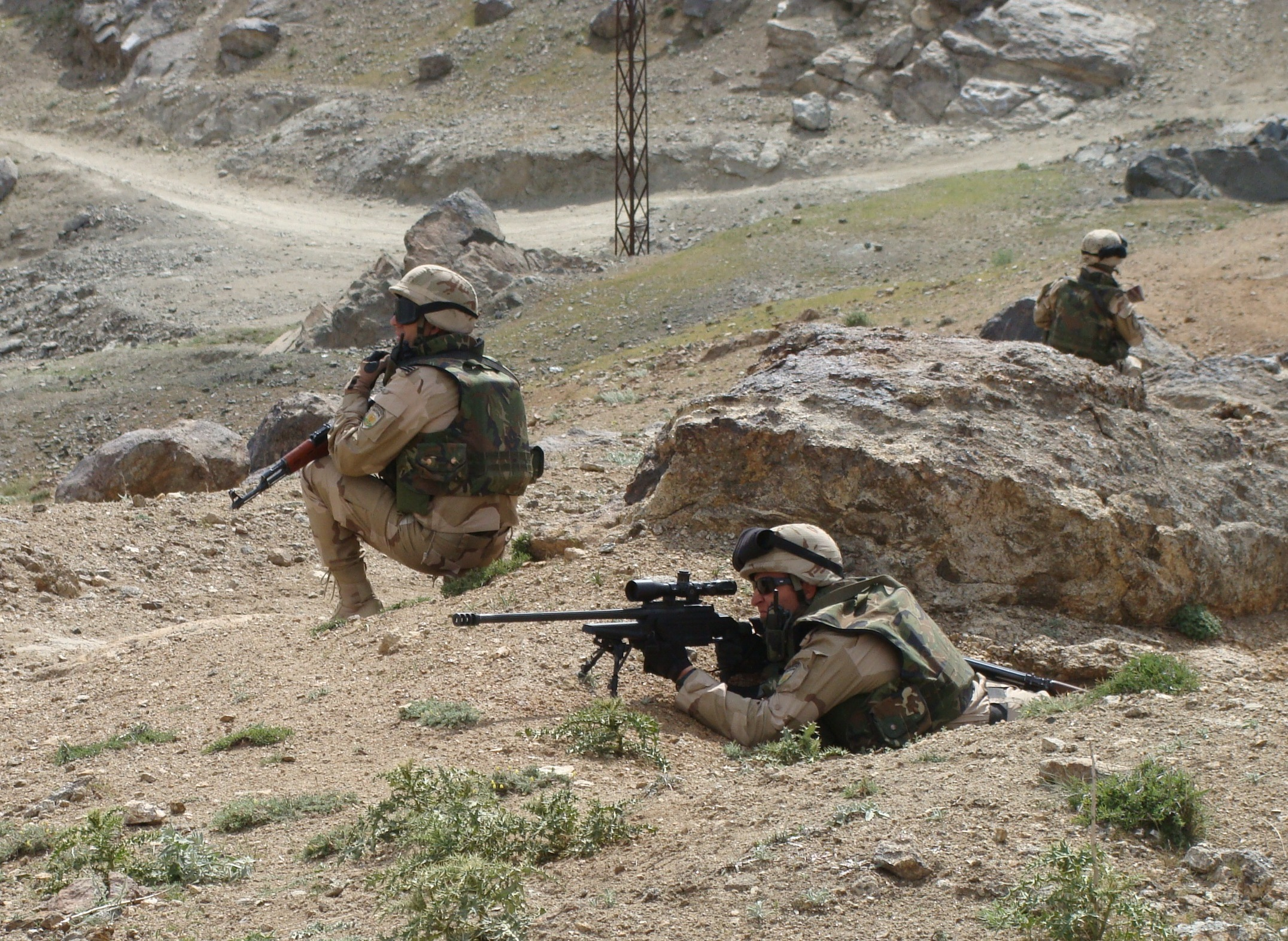
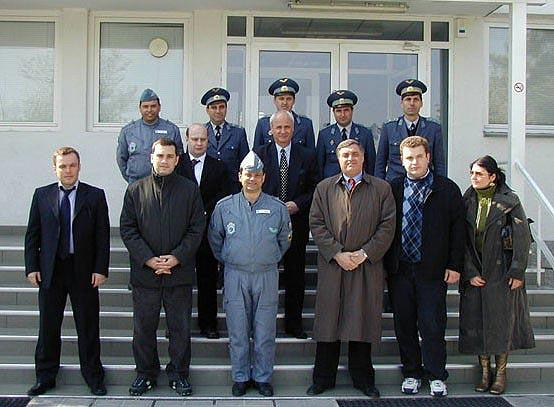
空軍士官（2004年）
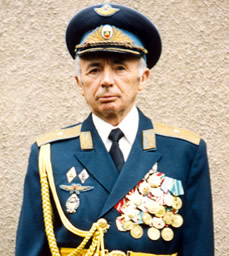
空軍少将（2002年5月5日）
空軍空挺部隊。戦車帽とよく似たデザイン（2011年4月28日）

## セルビア、ユーゴスラビア、旧ユーゴスラビア諸国

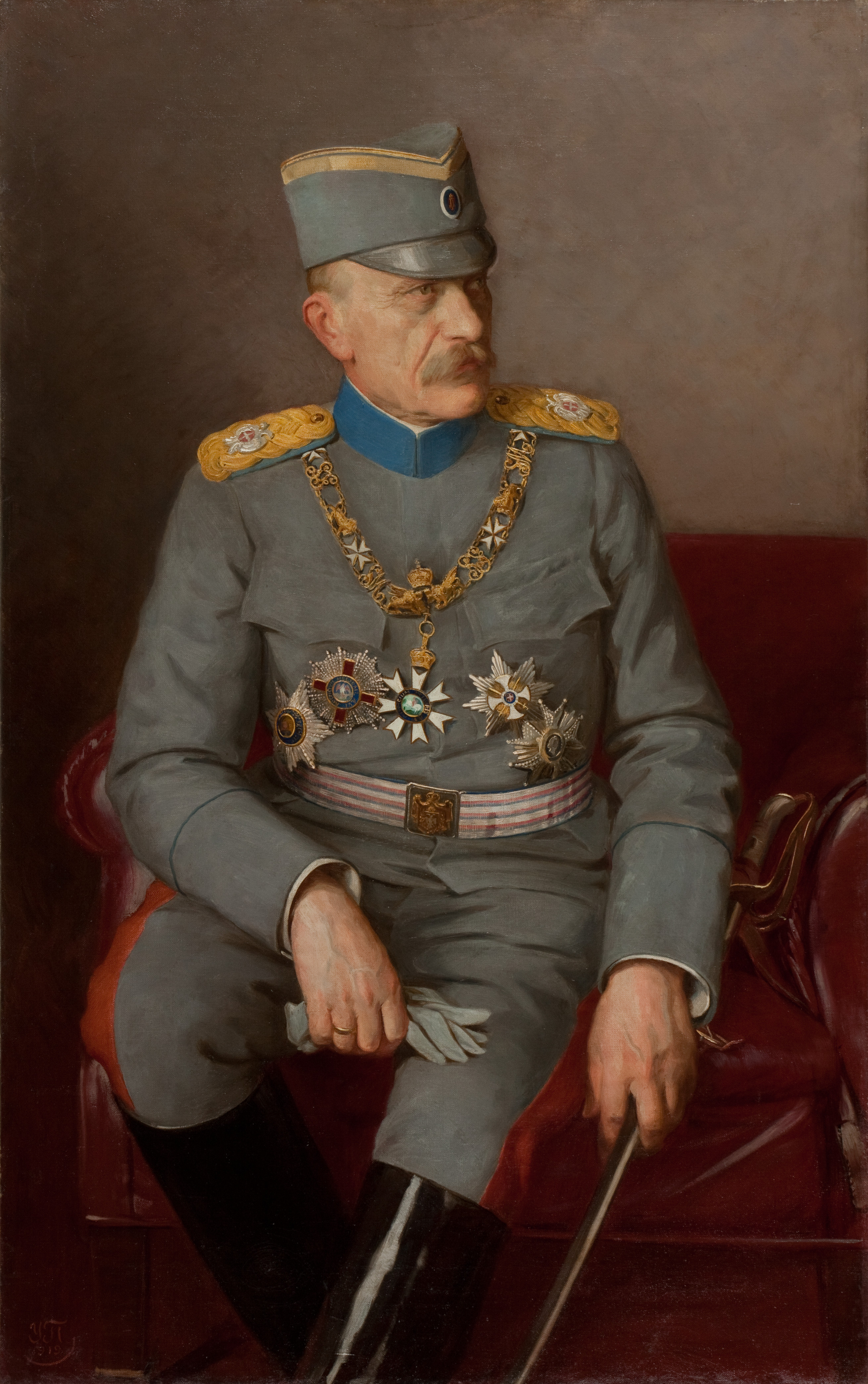
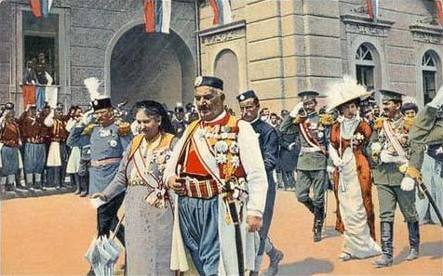
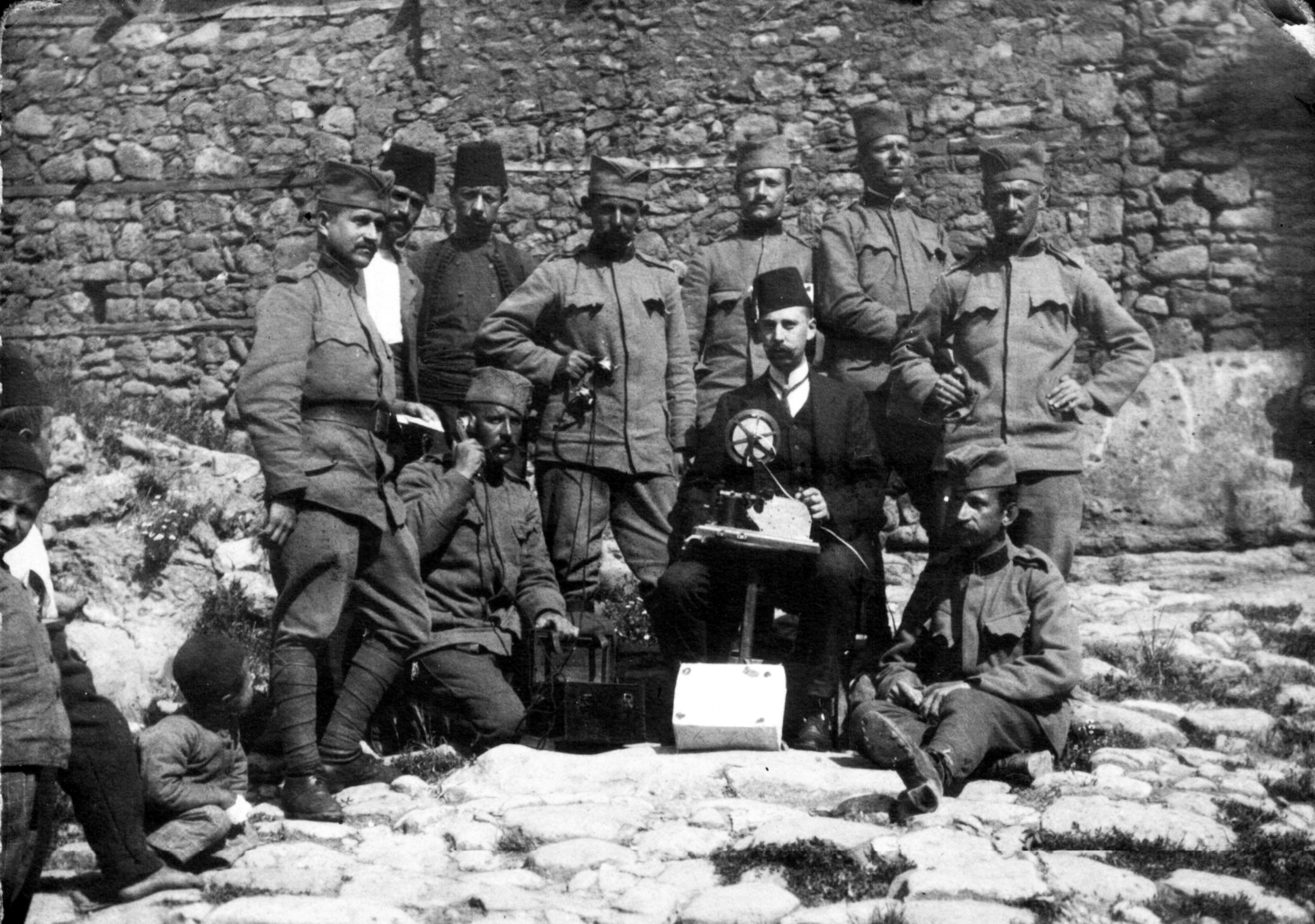
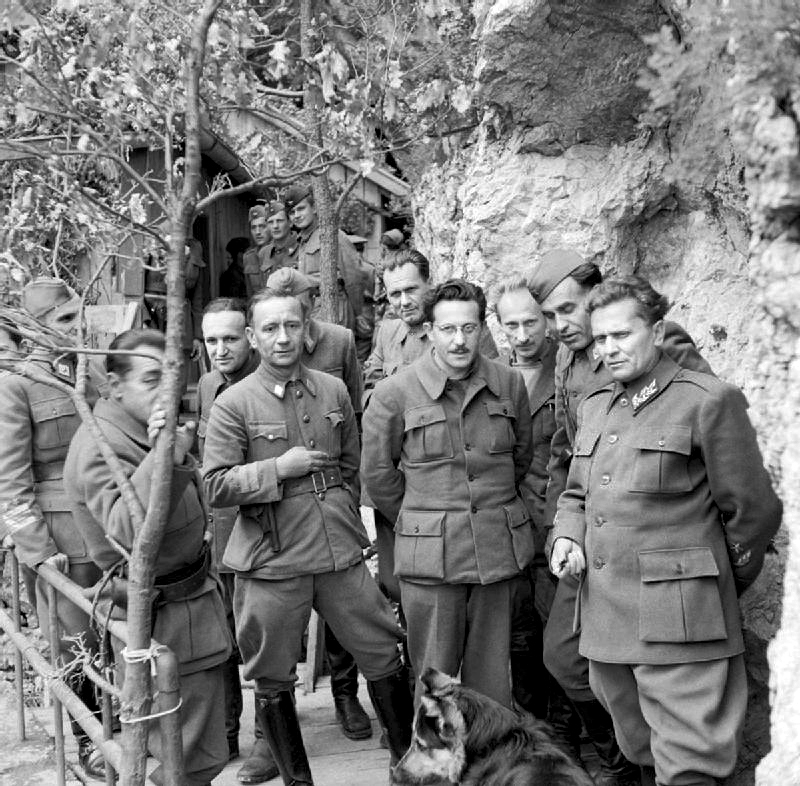
第二次大戦時、ユーゴスラビアのパルチザン首脳陣、1944年
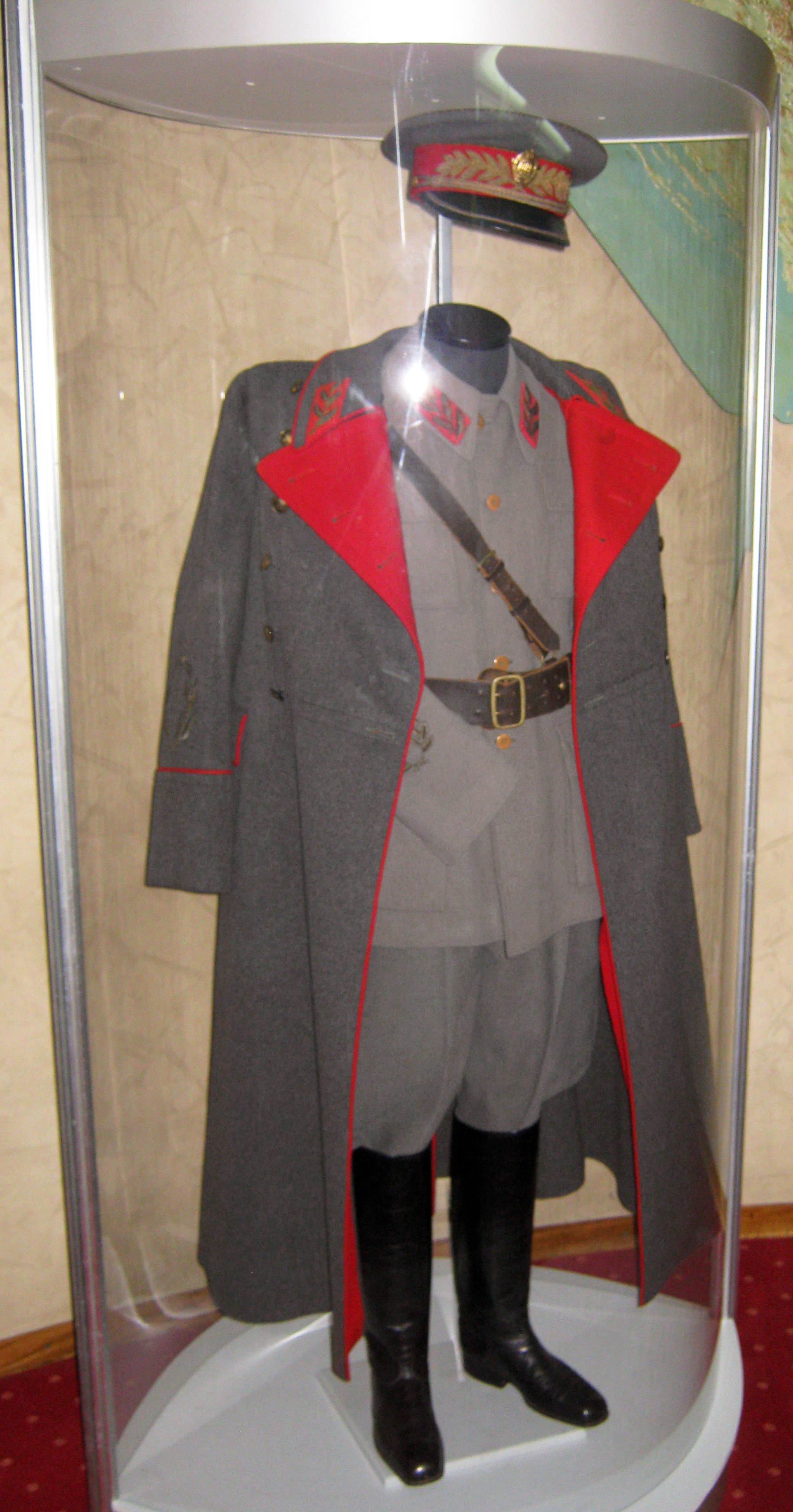
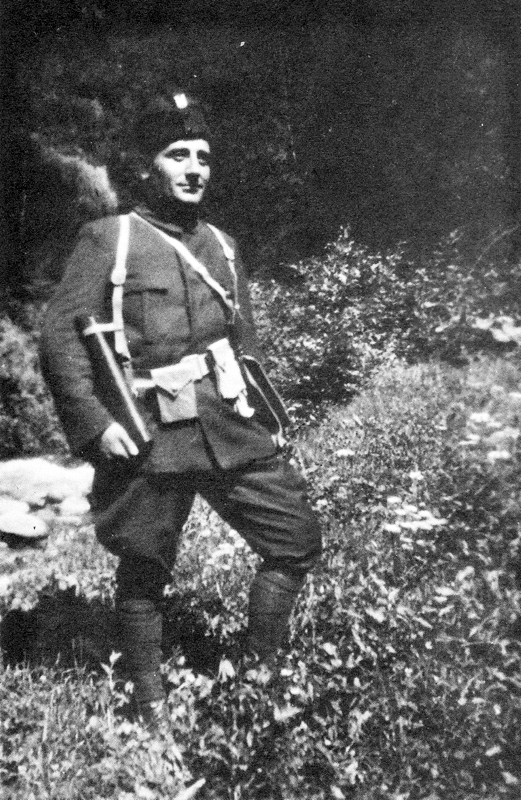
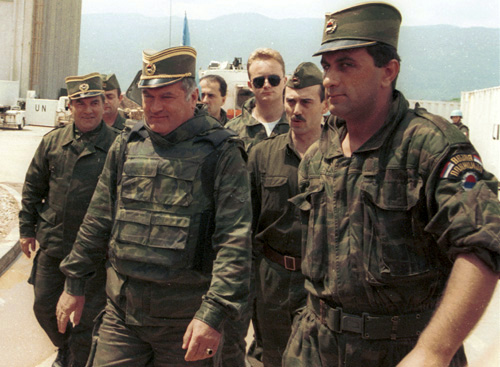
ボスニア内戦時の旧スルプスカ共和国軍。1993年。
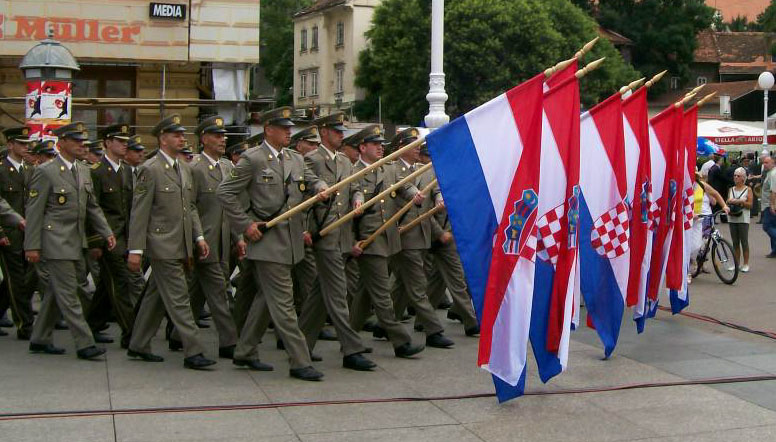
制服で行進するクロアチア陸軍兵士ら。
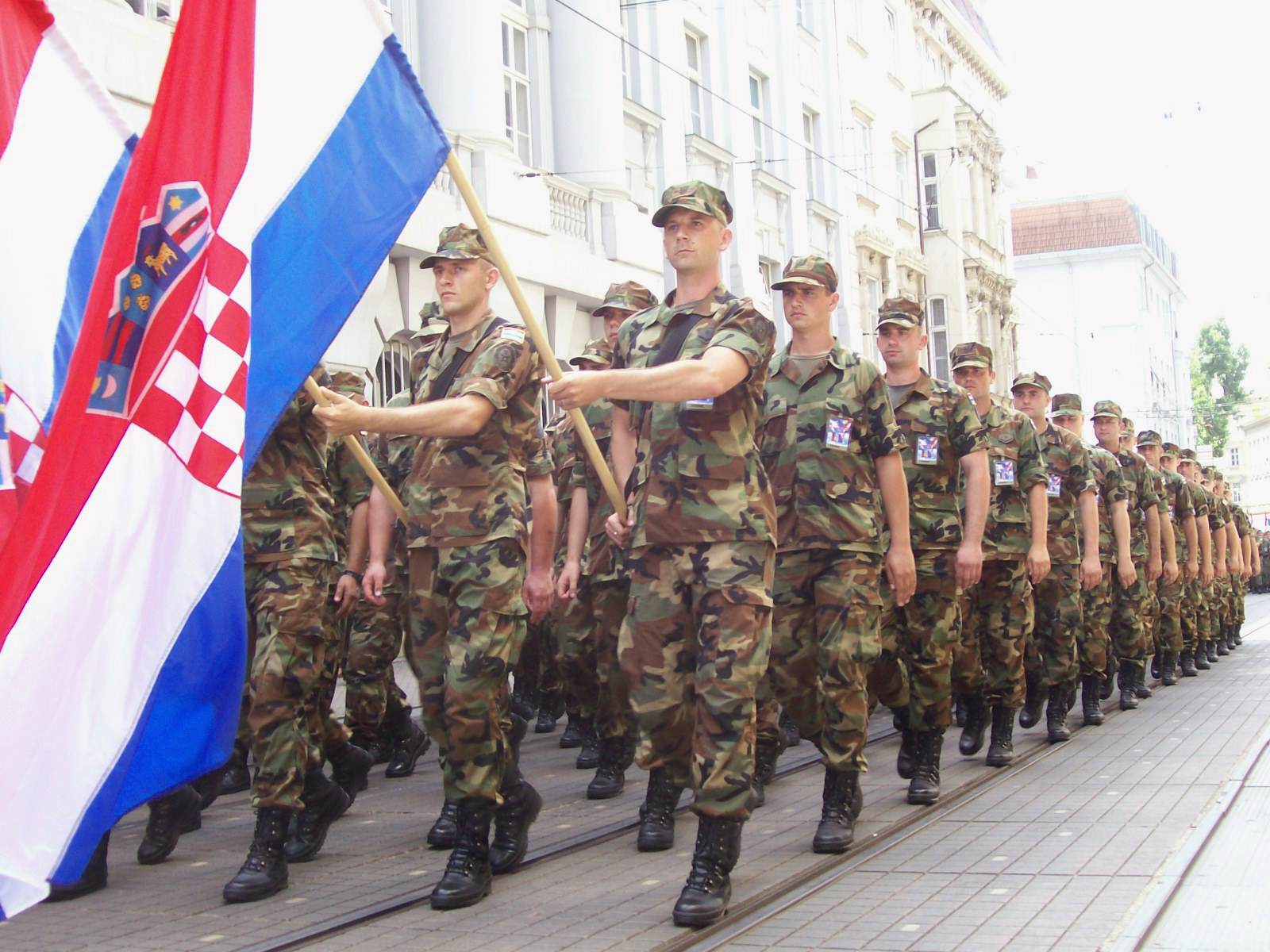
迷彩服で行進するクロアチア陸軍兵士ら。
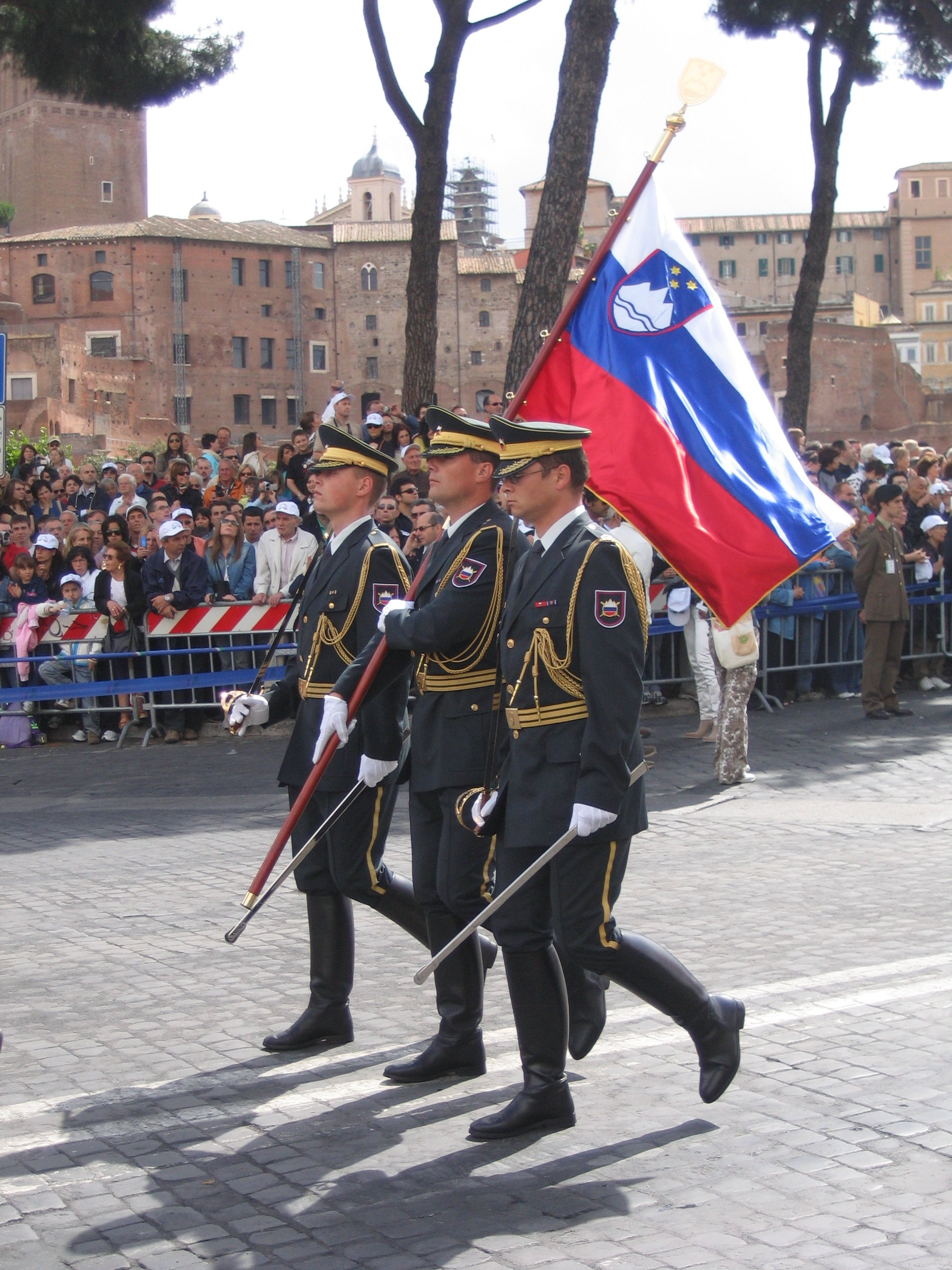
行進するスロベニア陸軍兵士。2007年。

## アルバニア

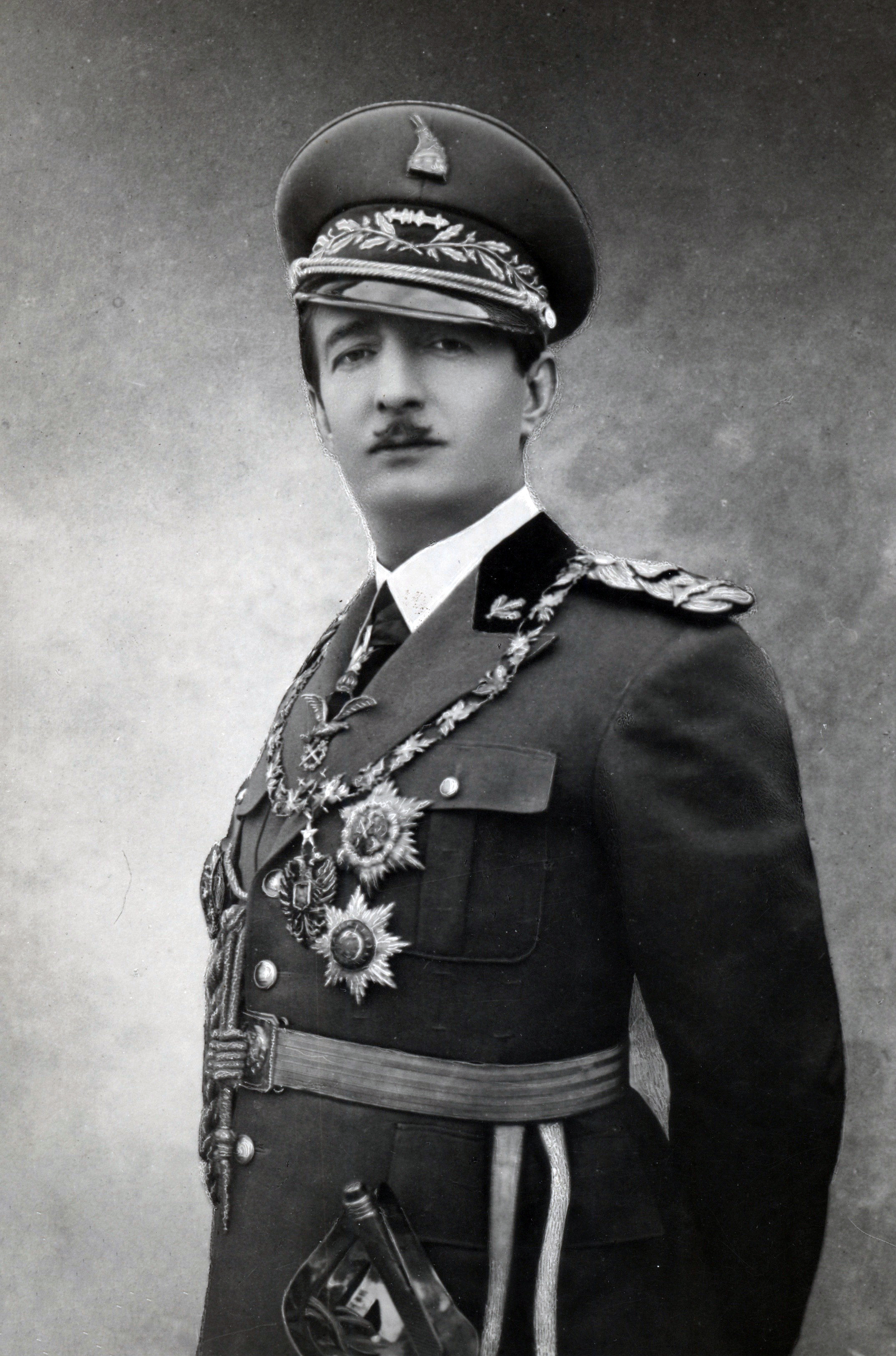
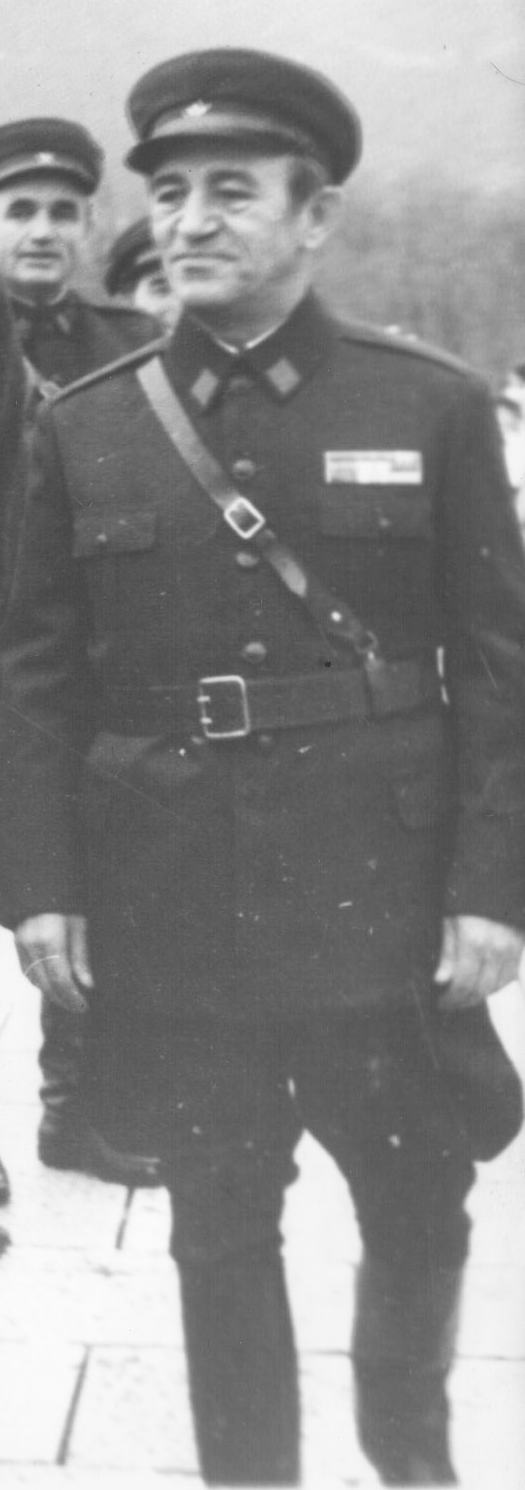
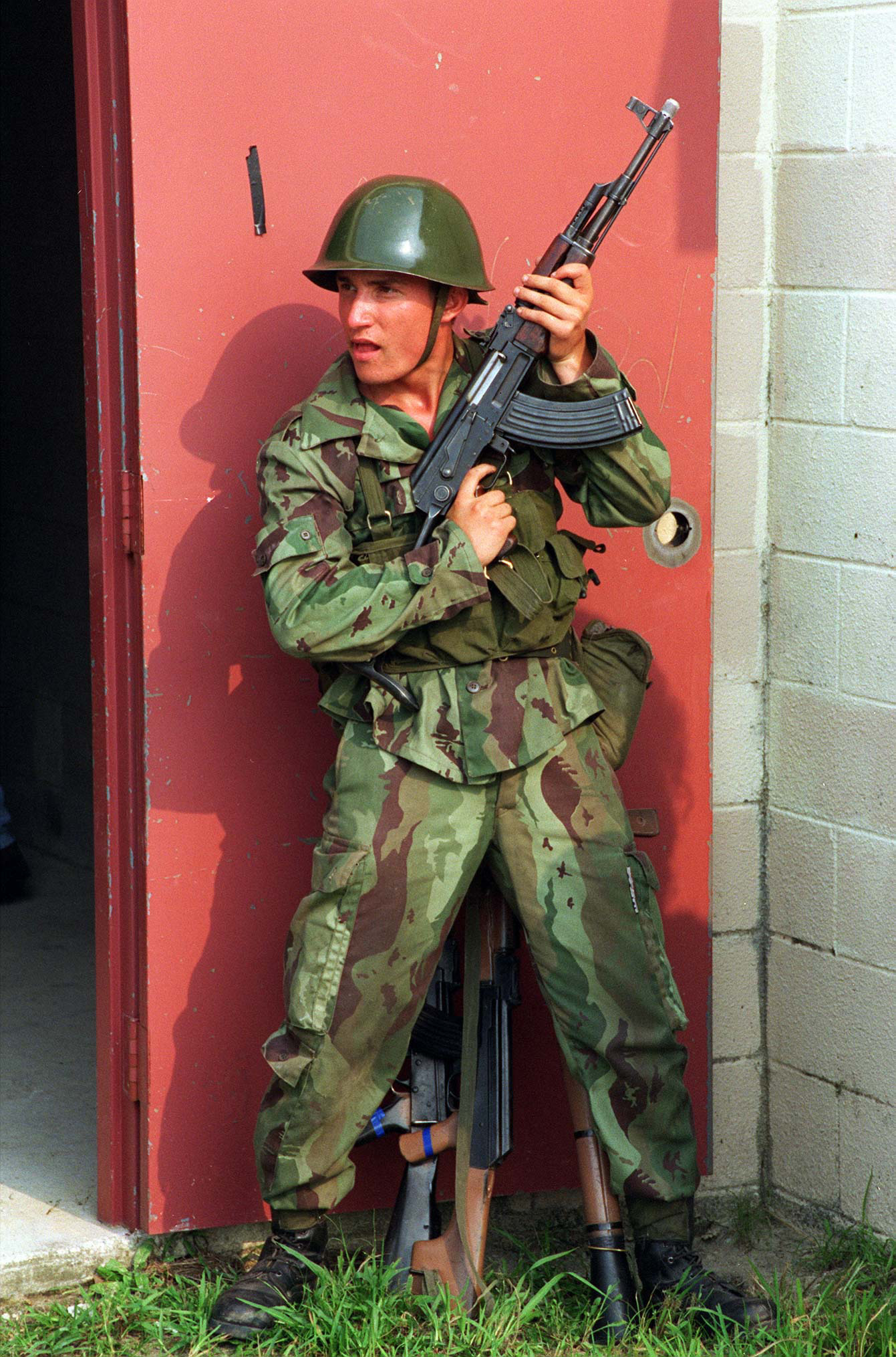
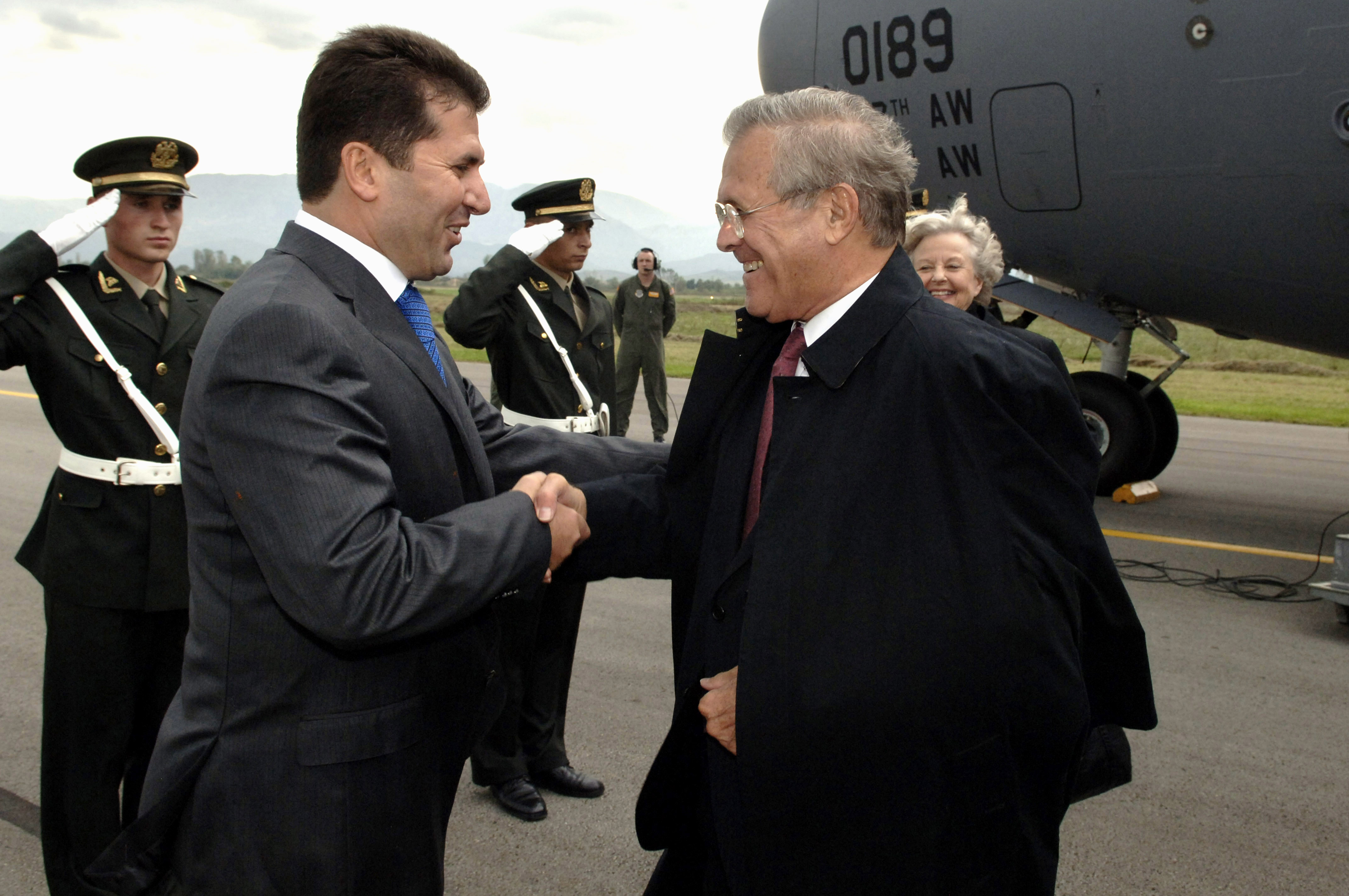

20世紀のアルバニアの軍服は、政治情勢の変化にともなって、同国が影響を受けている国のそれに近いものになる傾向が大きかった。
1. 1930年代のゾグー政権下の軍服は、同時期のイタリア軍に近いものであった。
2. 第二次世界大戦中（パルチザン戦争）～1940年代は、ユーゴスラビアのパルチザンに範をとったものであった。
3. 1950～60年代は、ソ連軍の軍服に近いものであった。
4. 1960年代後半からは、中国の文化大革命の影響を受け、階級章を廃止したオリーブ色の折襟の軍服（赤い星の帽章、赤い襟章）となり、70年代に中国との関係が決裂した後も、1991年の共産主義政権の崩壊まで踏襲された。
5. 共産主義政権が崩壊した1990年代以降は、アメリカ合衆国の軍服に近いものとなっている。アルバニア国防省公式ホームページから（アルバニア語）

## ギリシャ

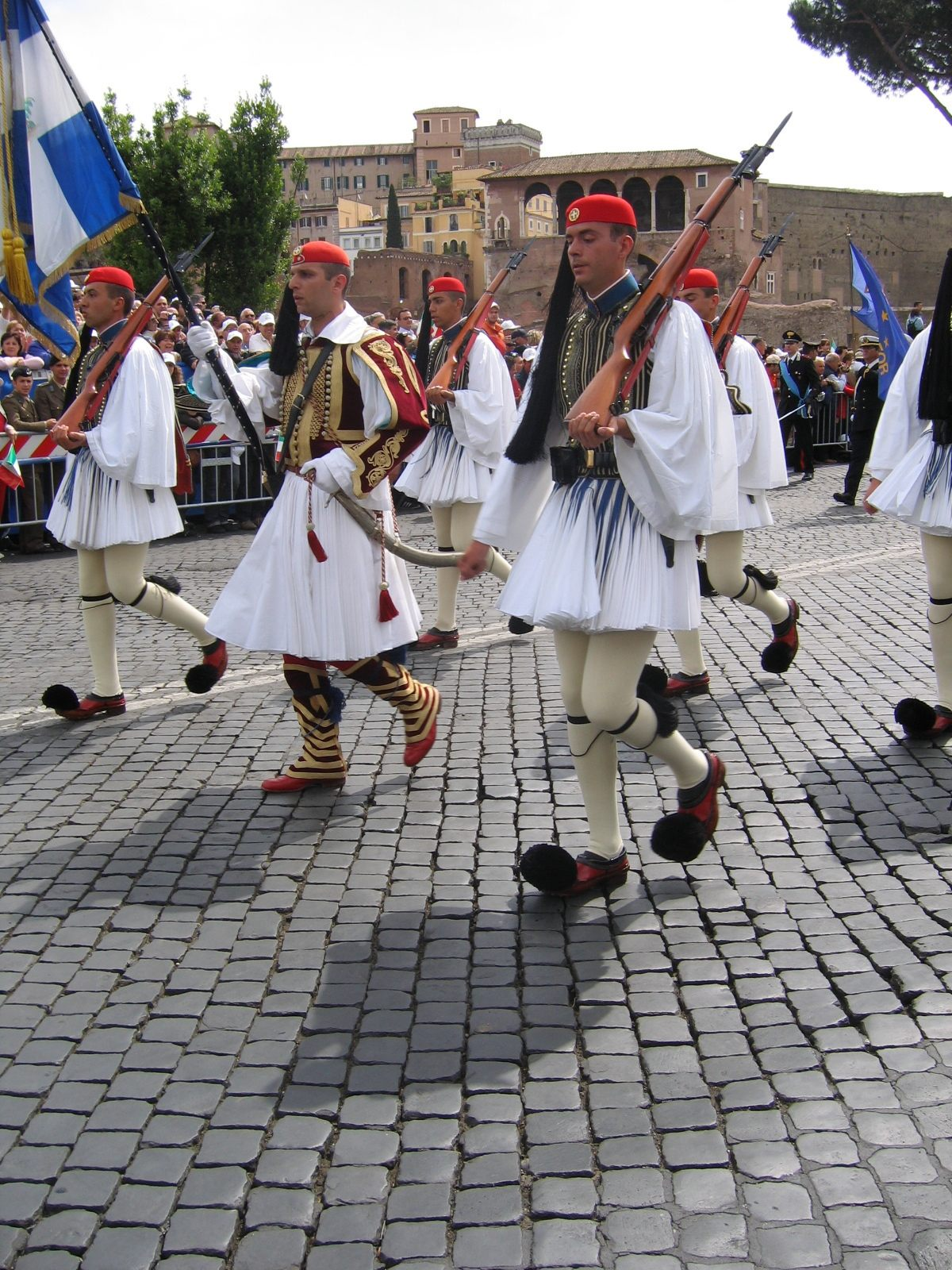
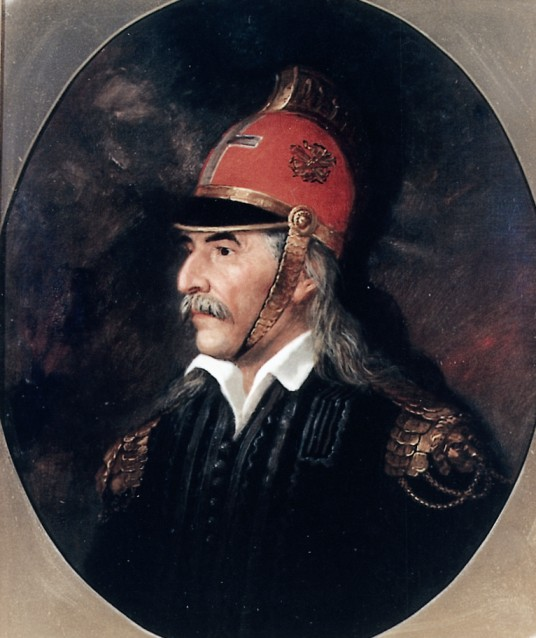
19世紀中期の将官
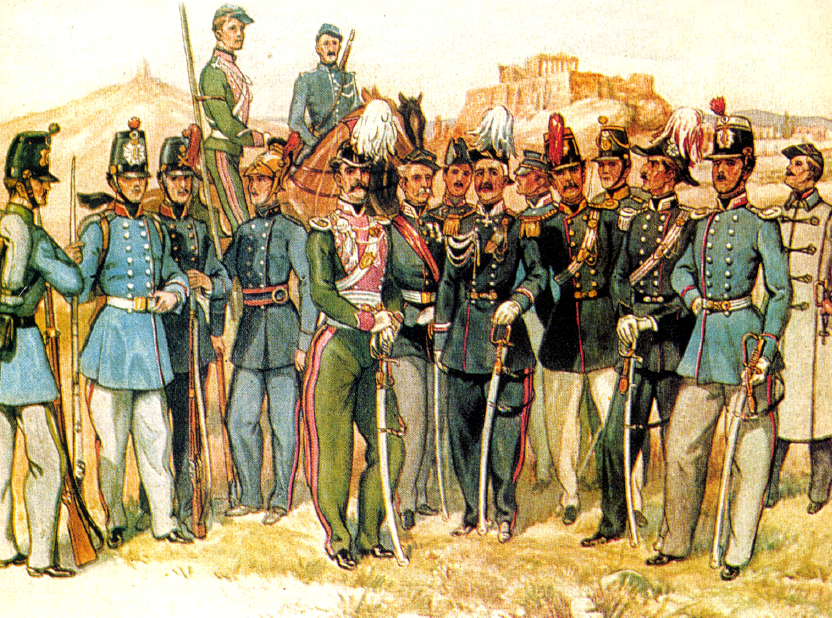
19世紀中期の将兵
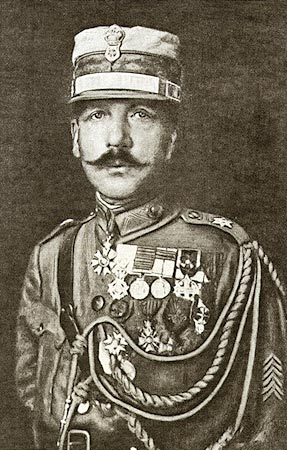
セオドロス・パンガロス
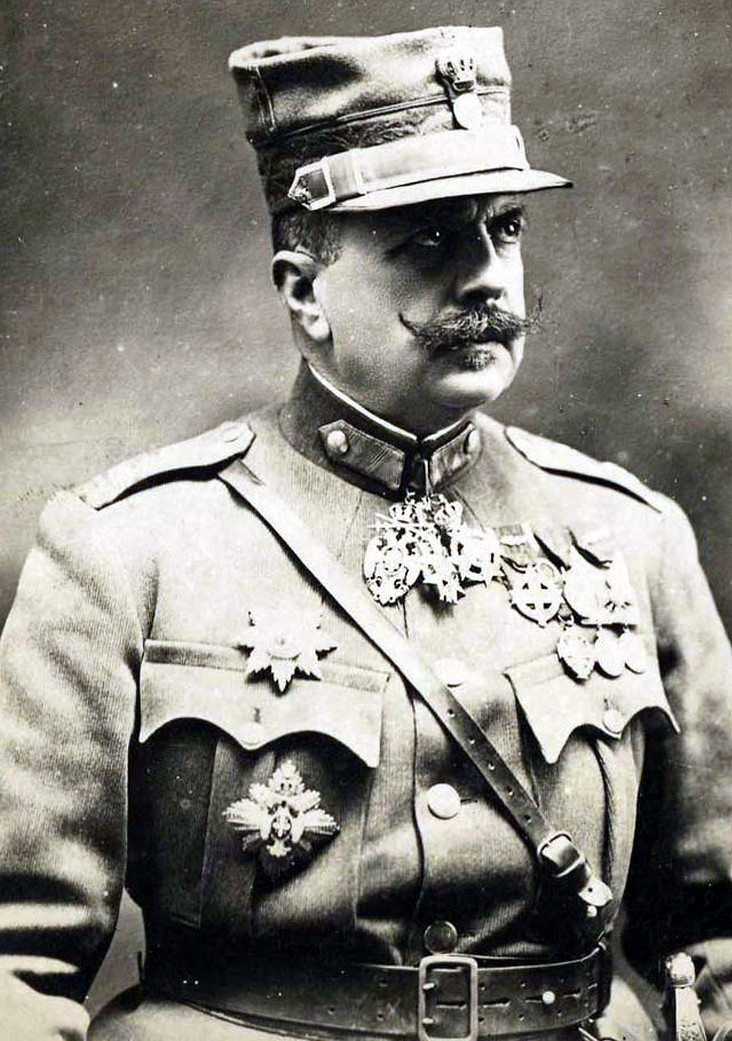
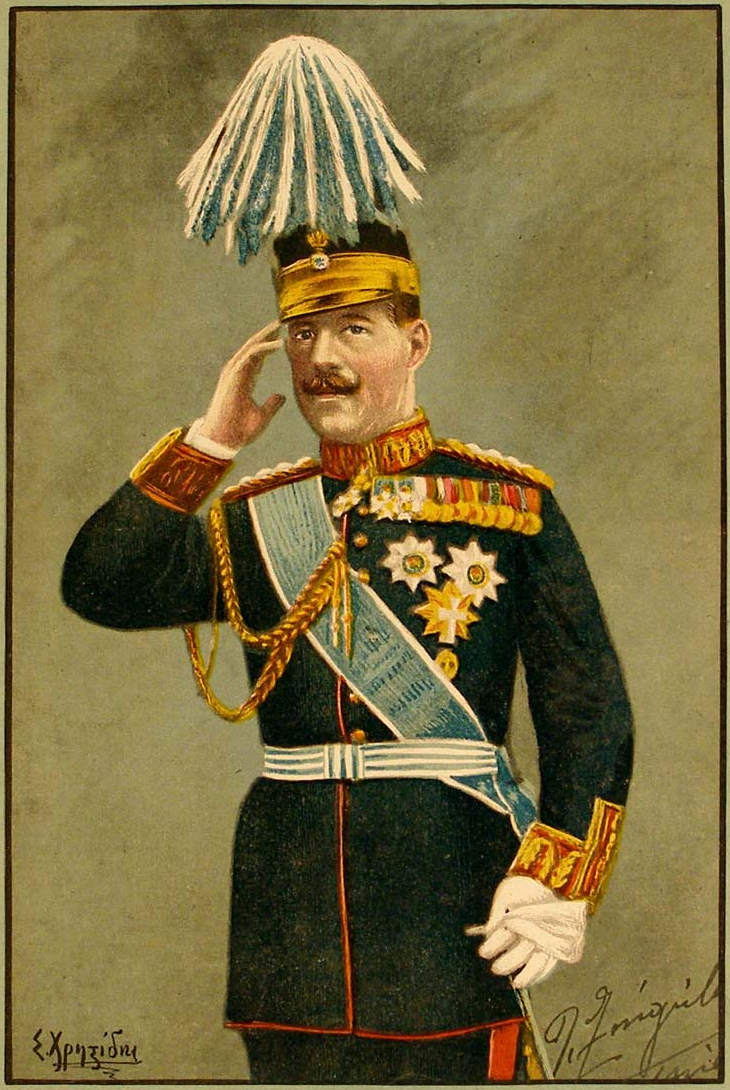
礼装。コンスタンティノス1世
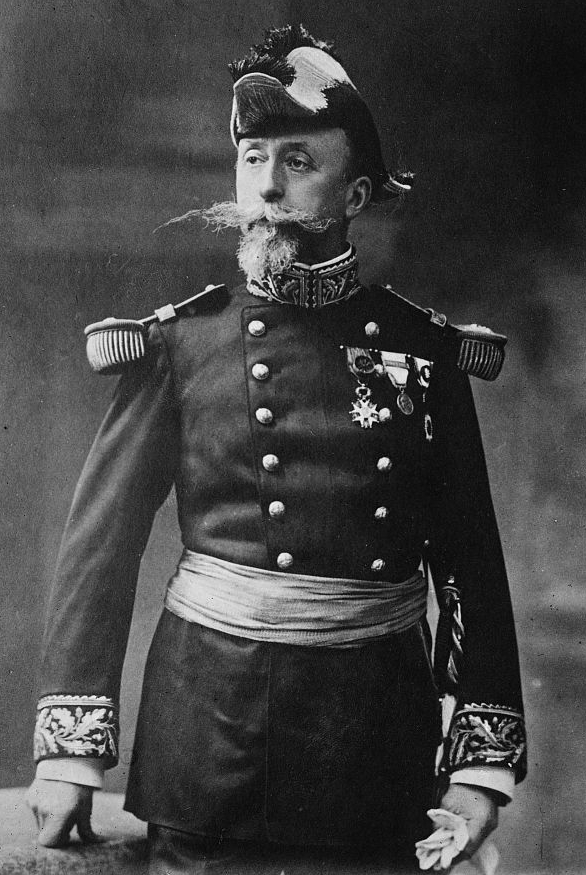
礼装の将官（1912）
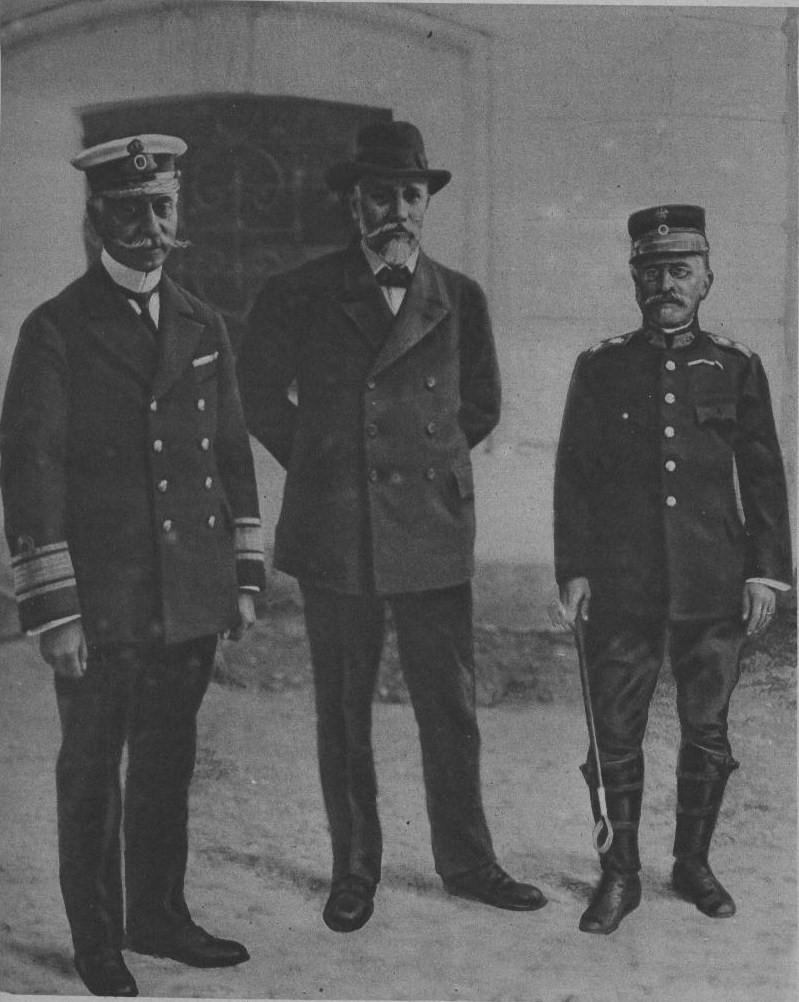
海軍（パブロ・コンドゥリオティス（英語版））と陸軍中将（パナギオティス・ダングリス（英語版））1916年11月12日
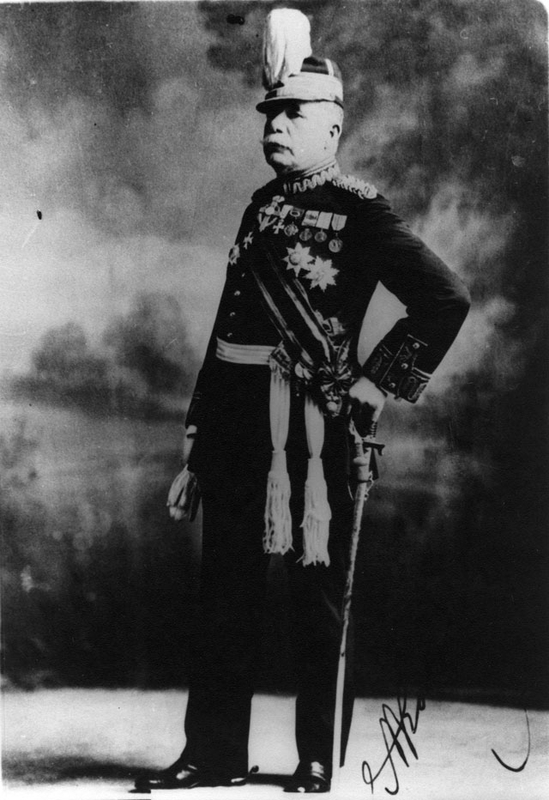
礼装の陸軍将官（1920年代）
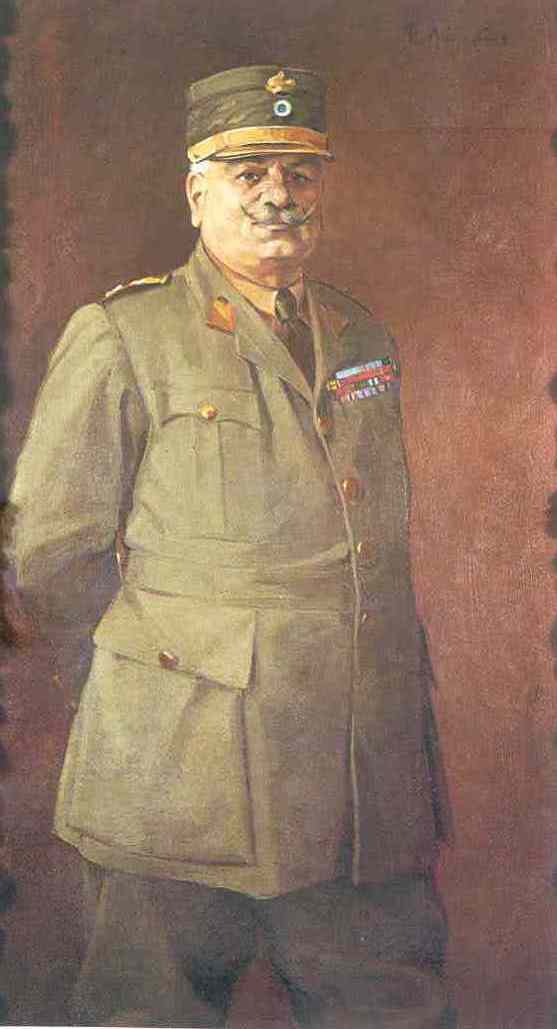
陸軍中将（1920年）
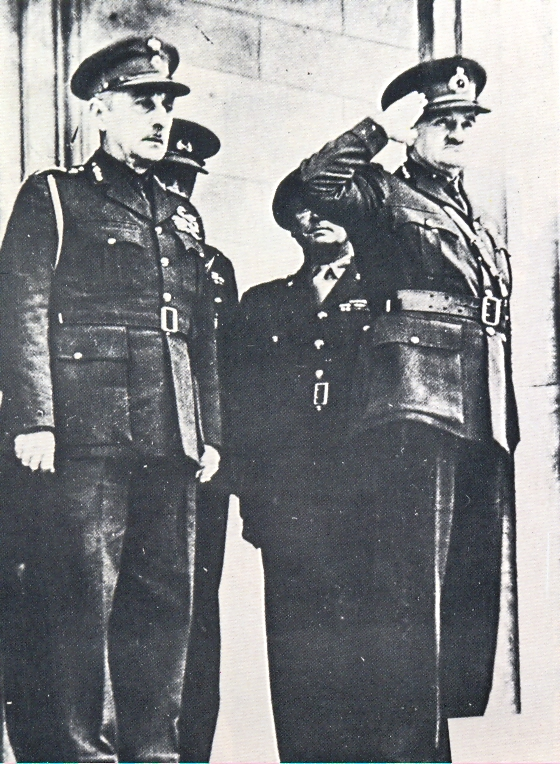
陸軍将官。軍帽がケピから官帽へと変更されている（1941年）
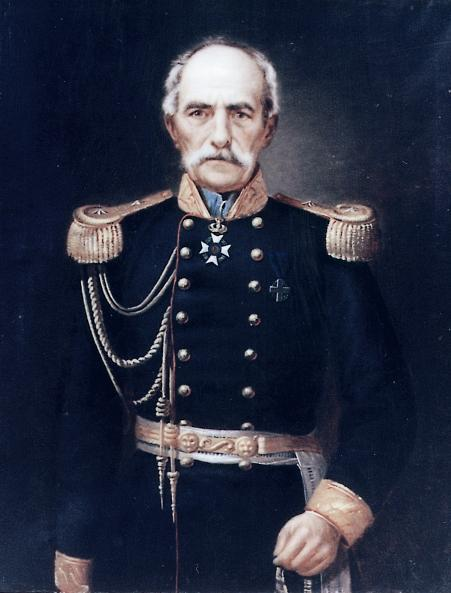
礼装のギリシャ国家憲兵将官（19世紀中ごろ）
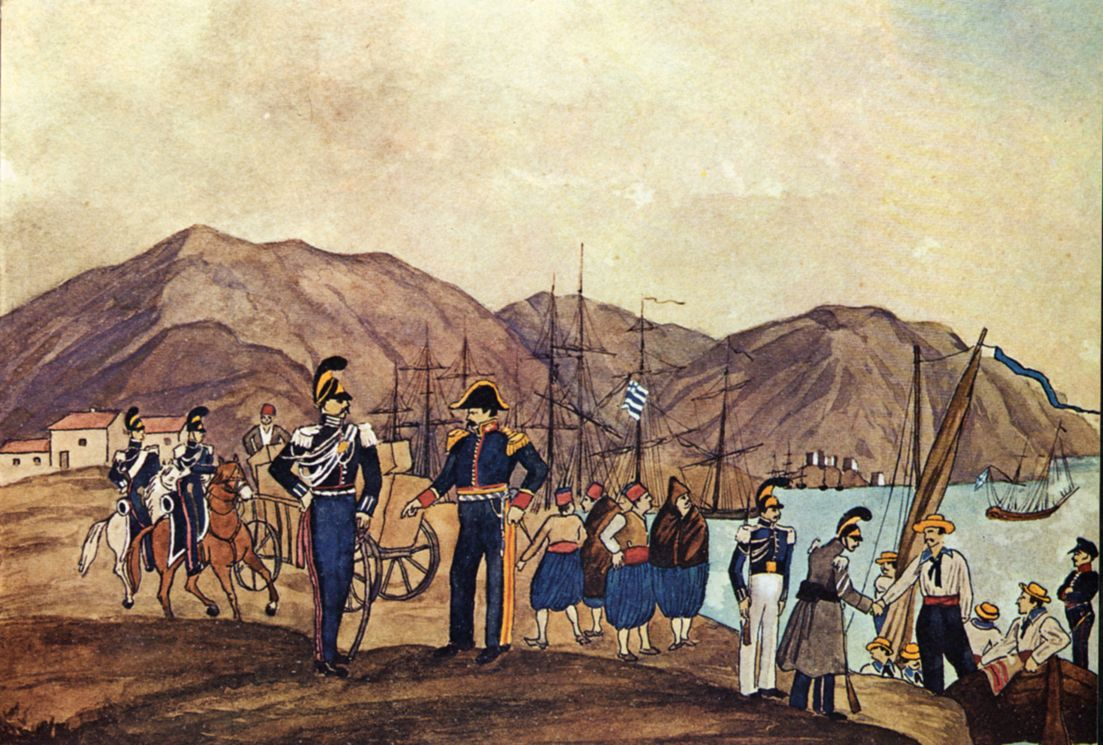
国家憲兵隊（1830年代）
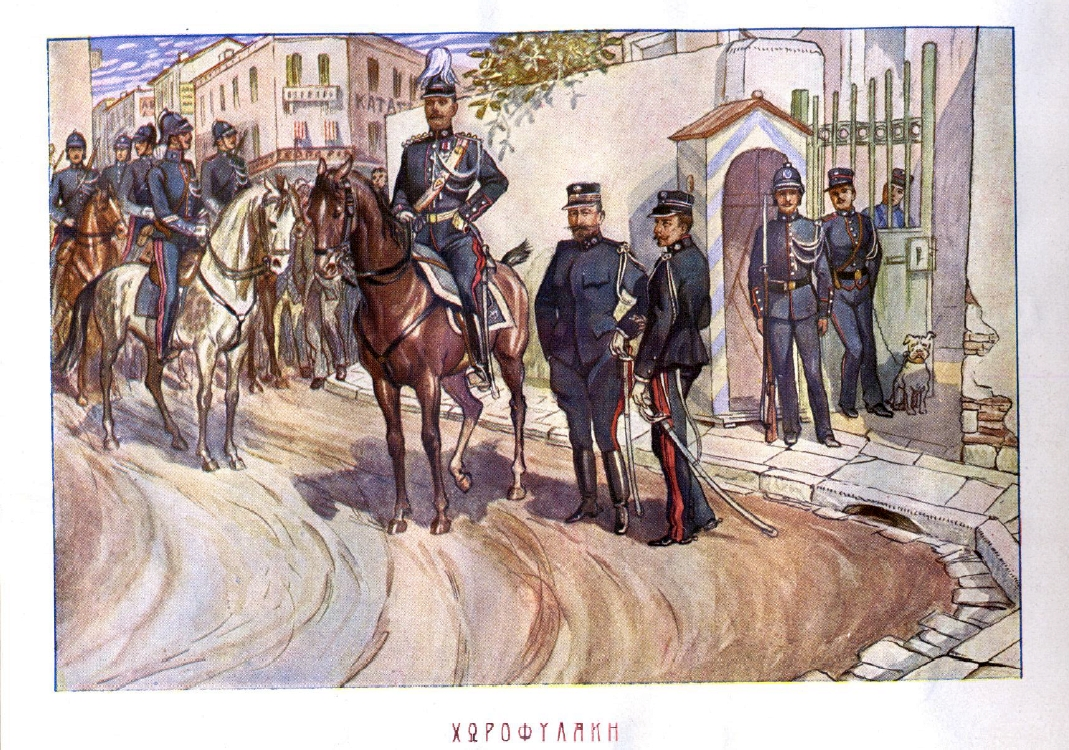
国家憲兵隊（1900年ごろ）
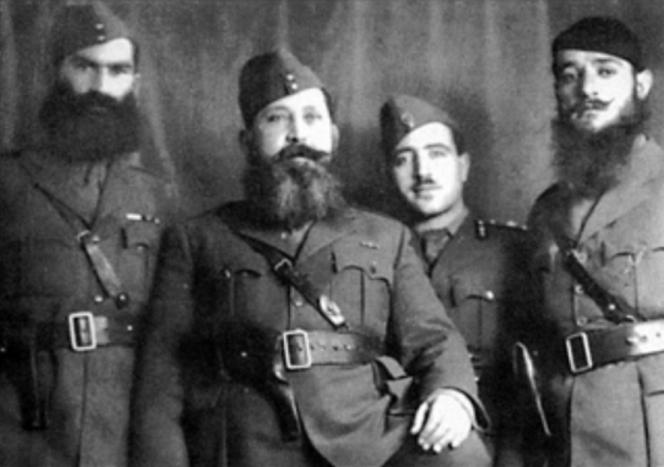
ギリシャ国民民主連盟指揮官
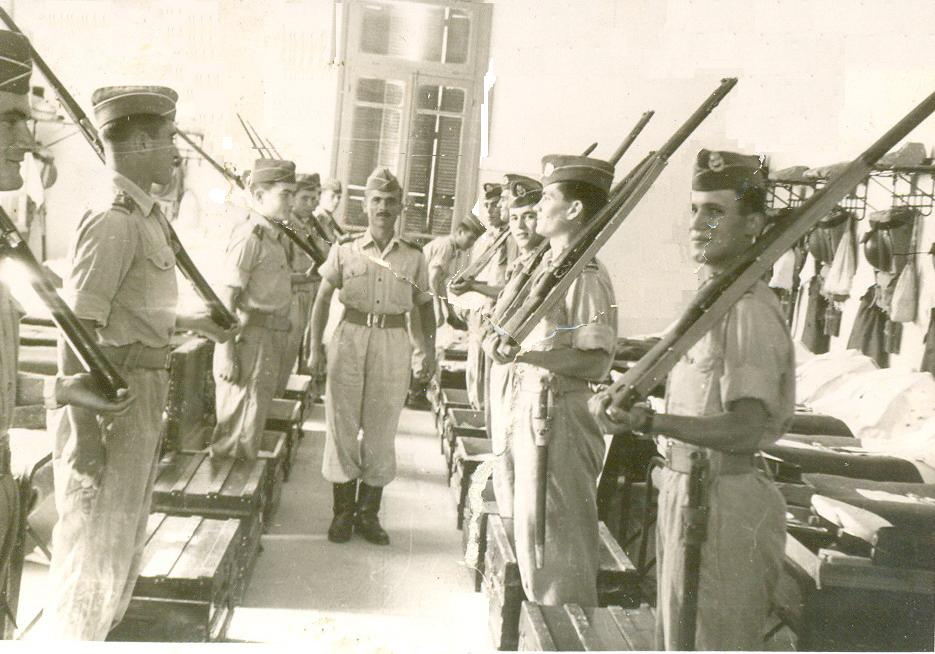
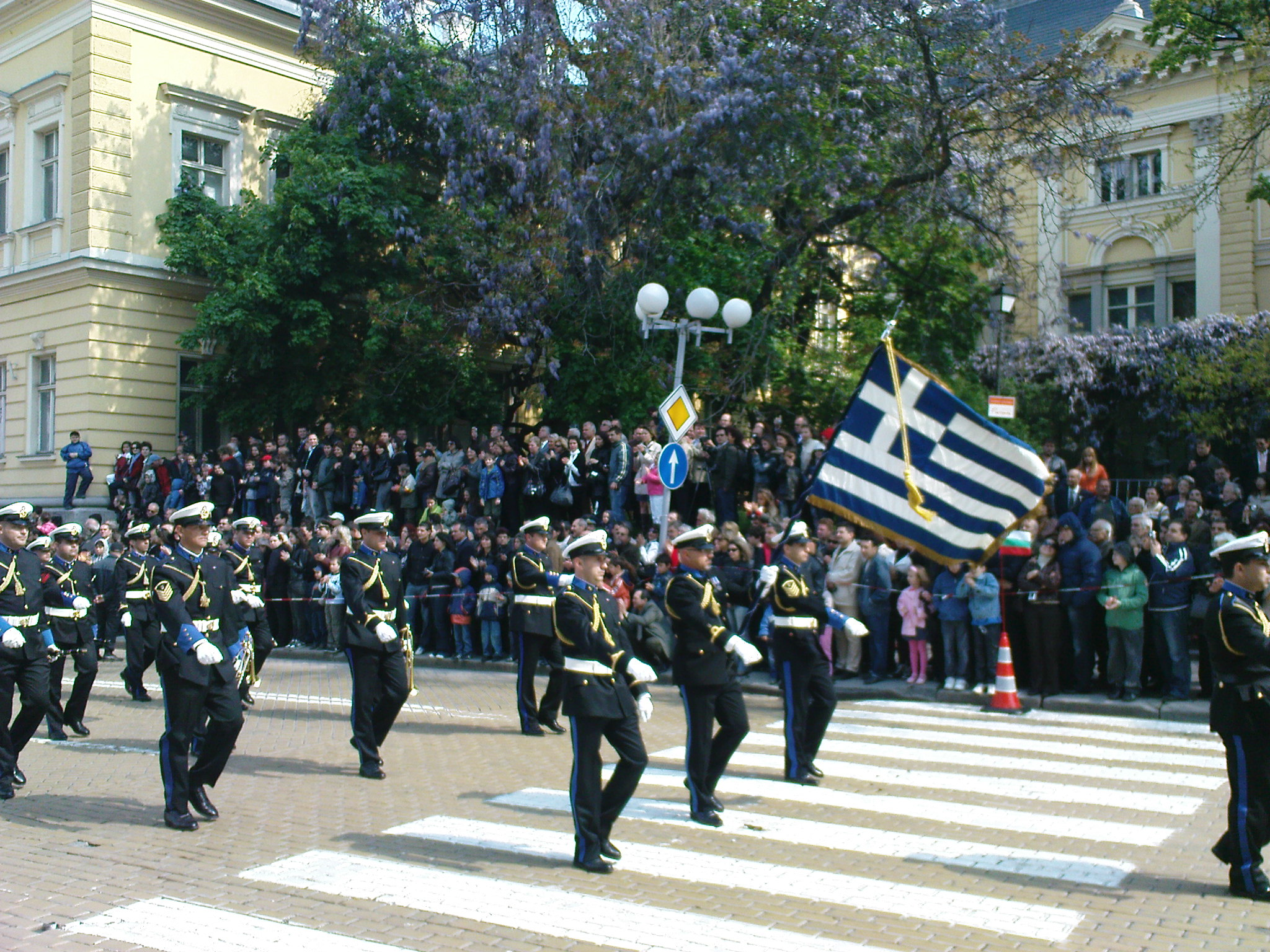
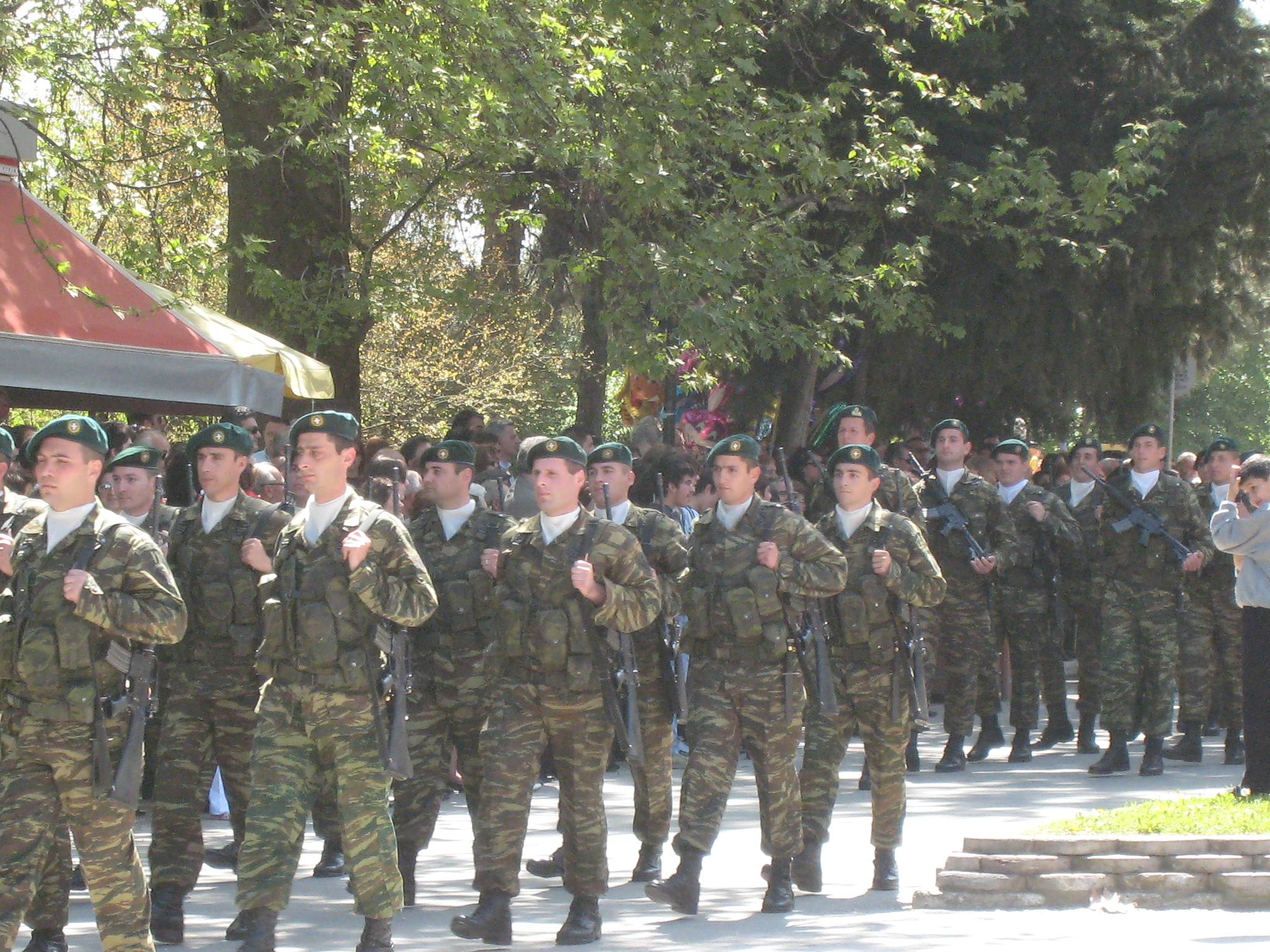

## オランダ

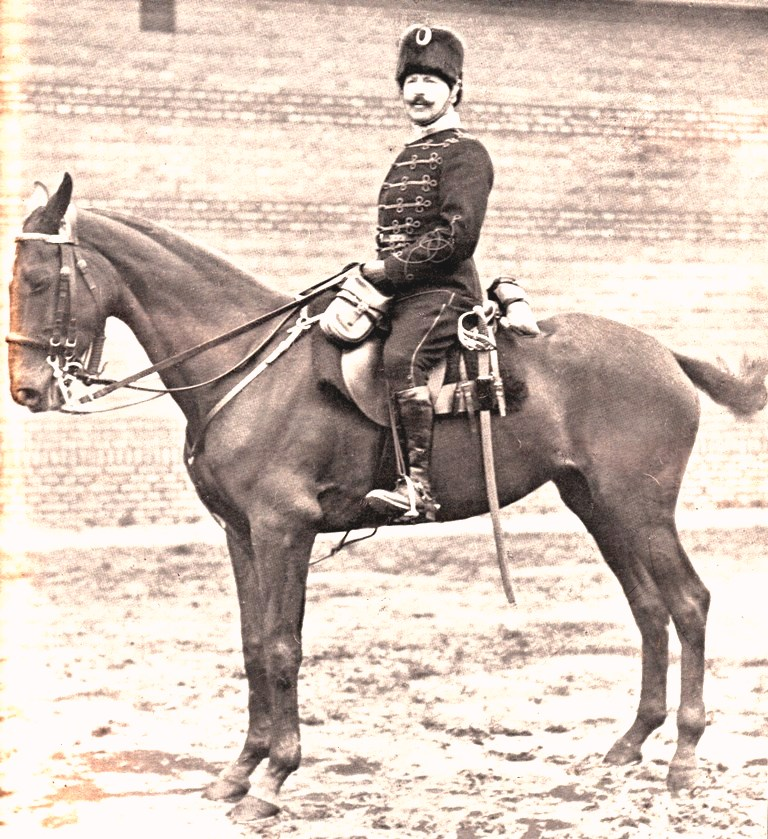
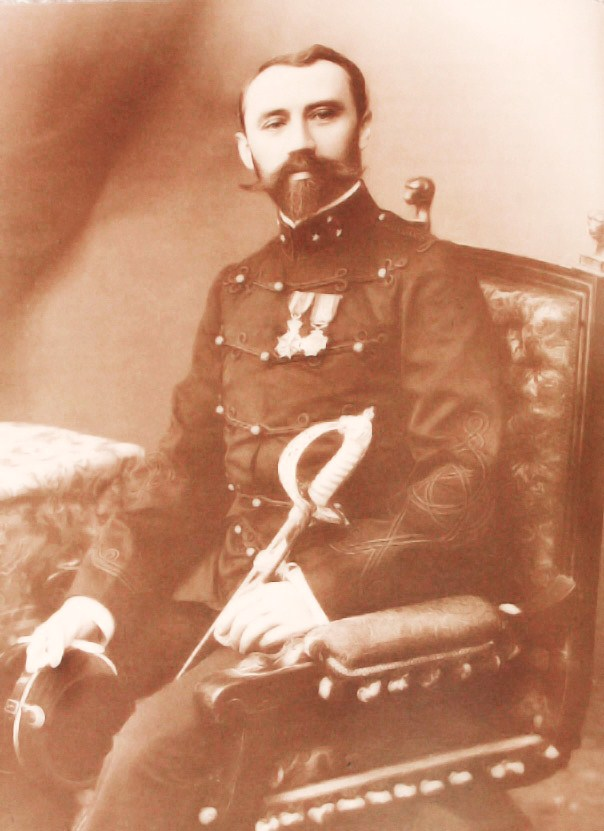
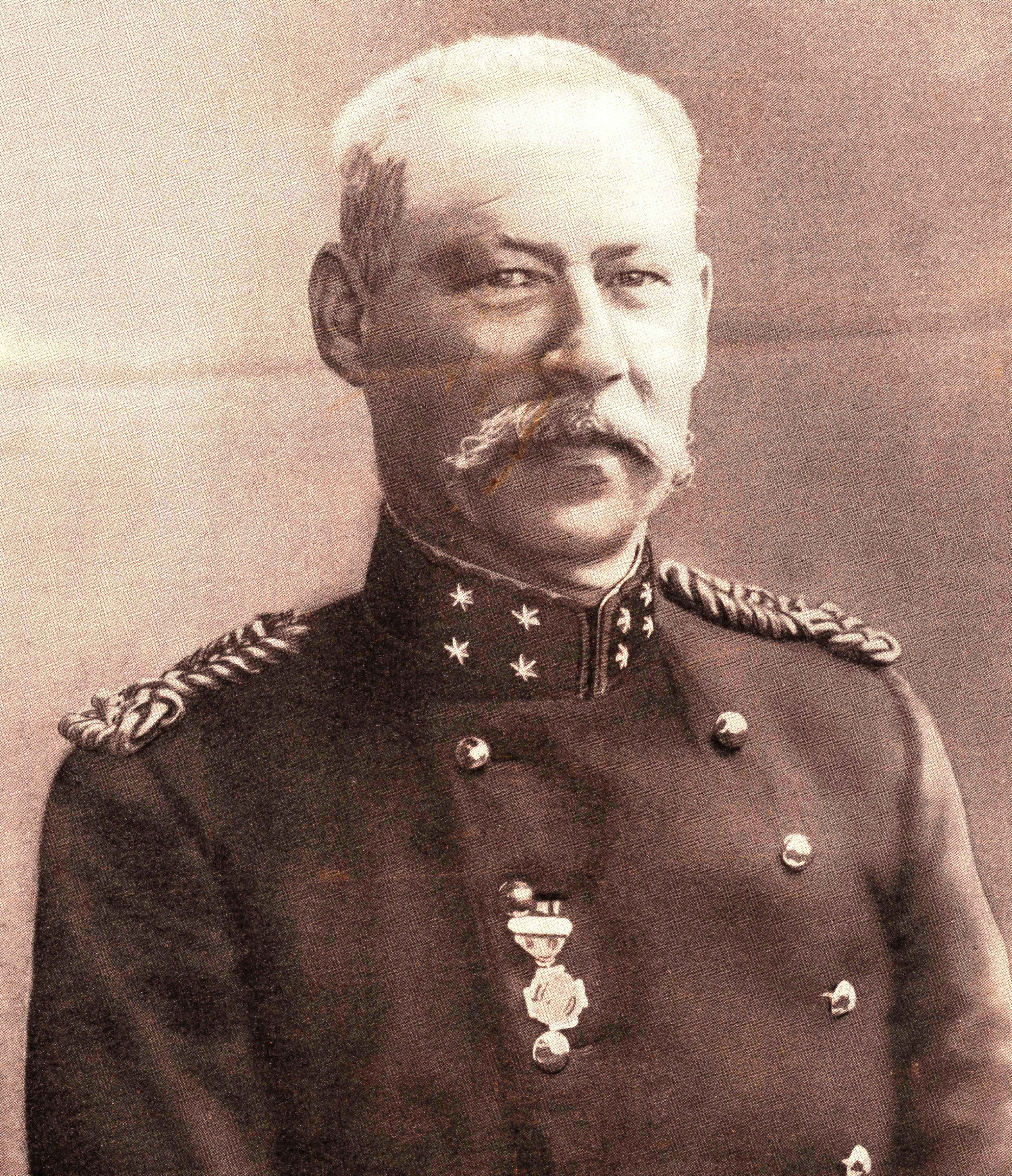
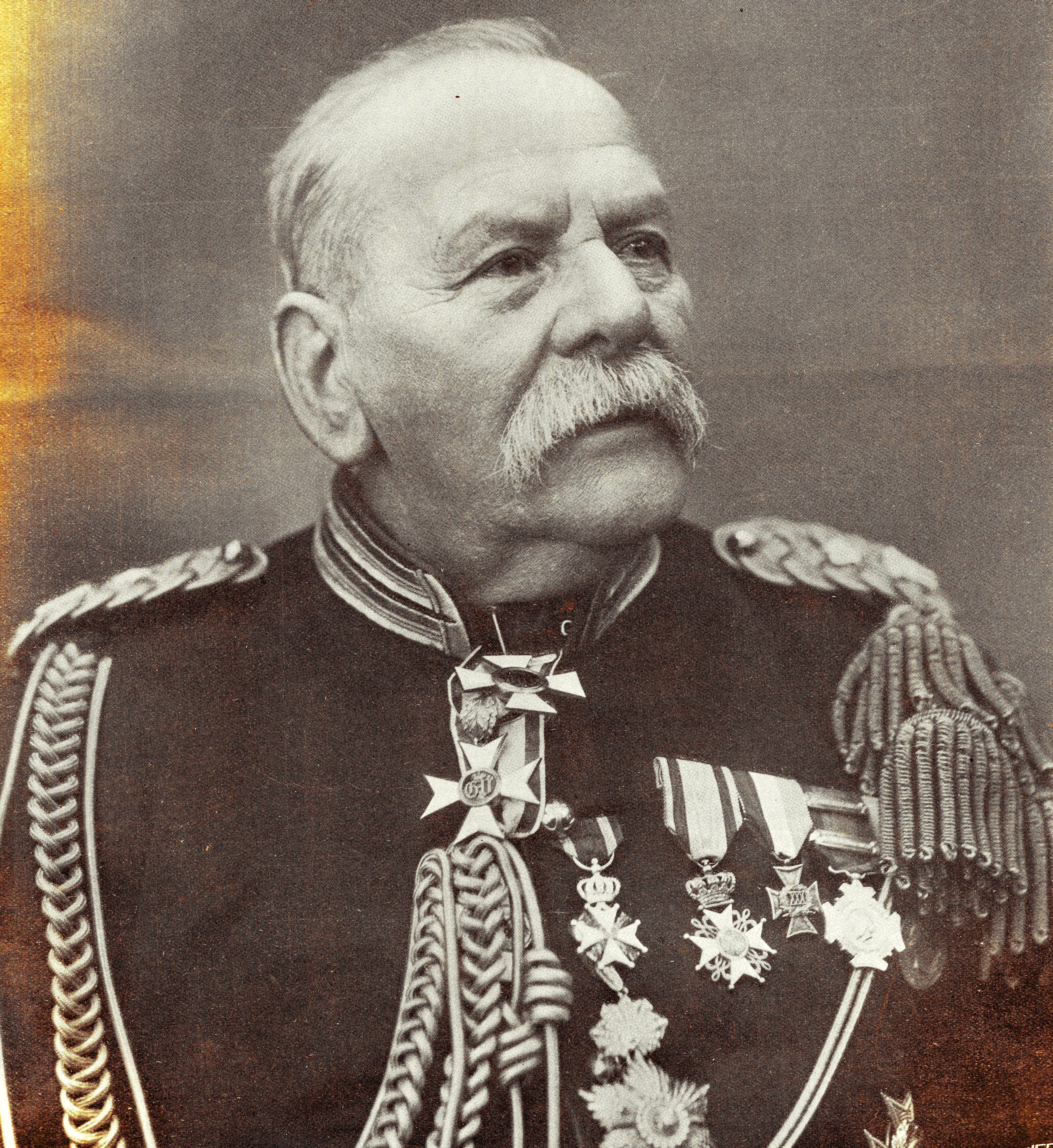
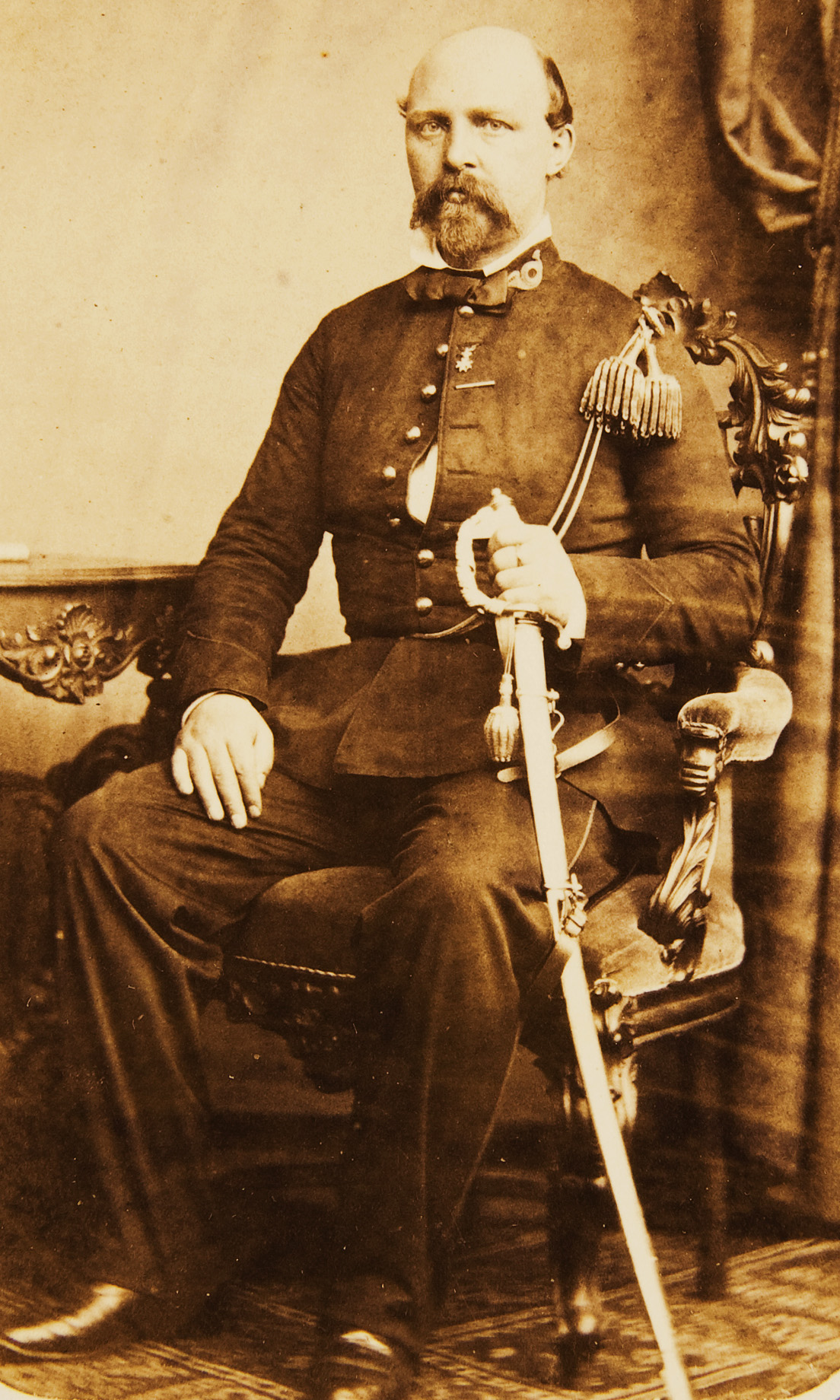
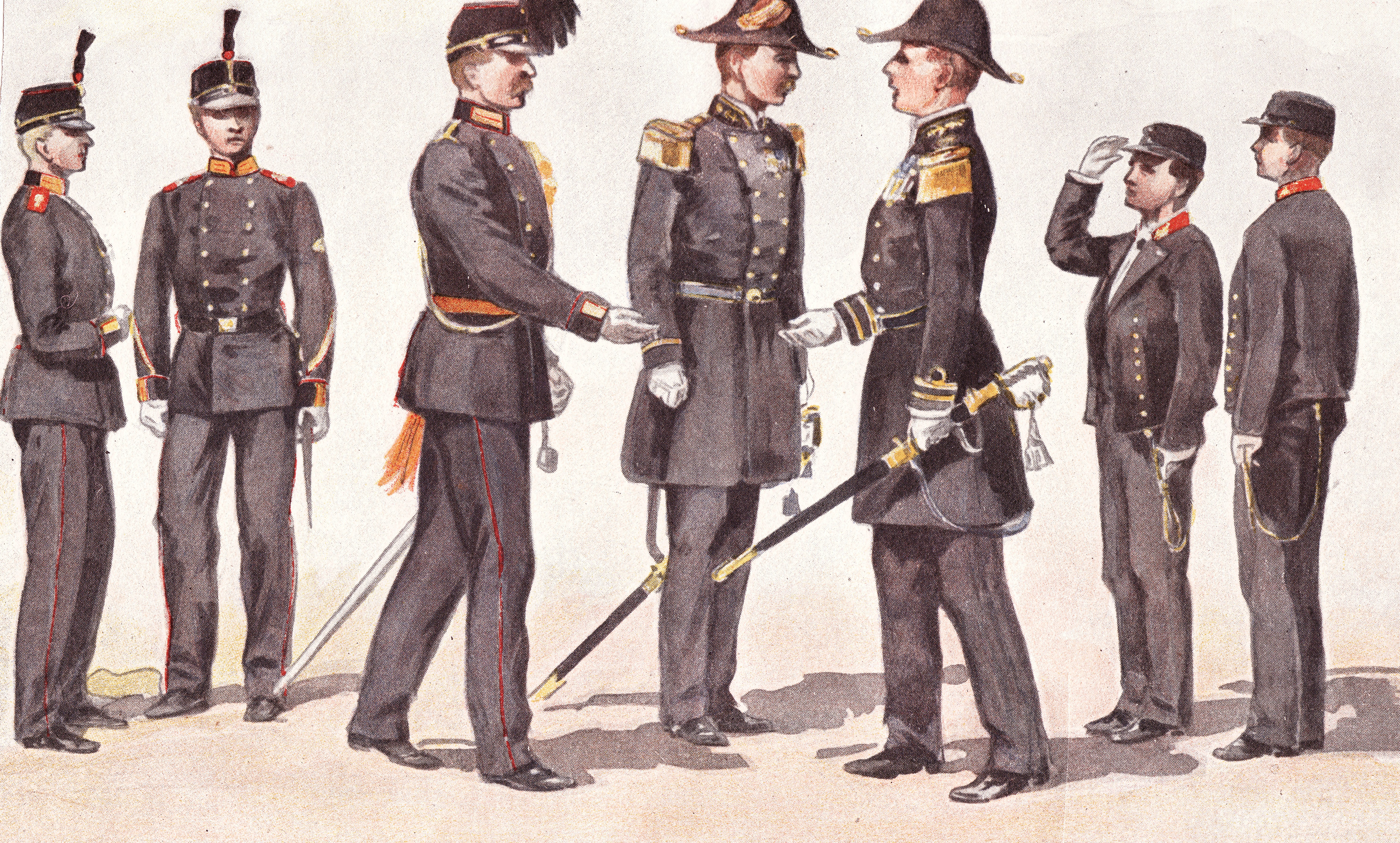
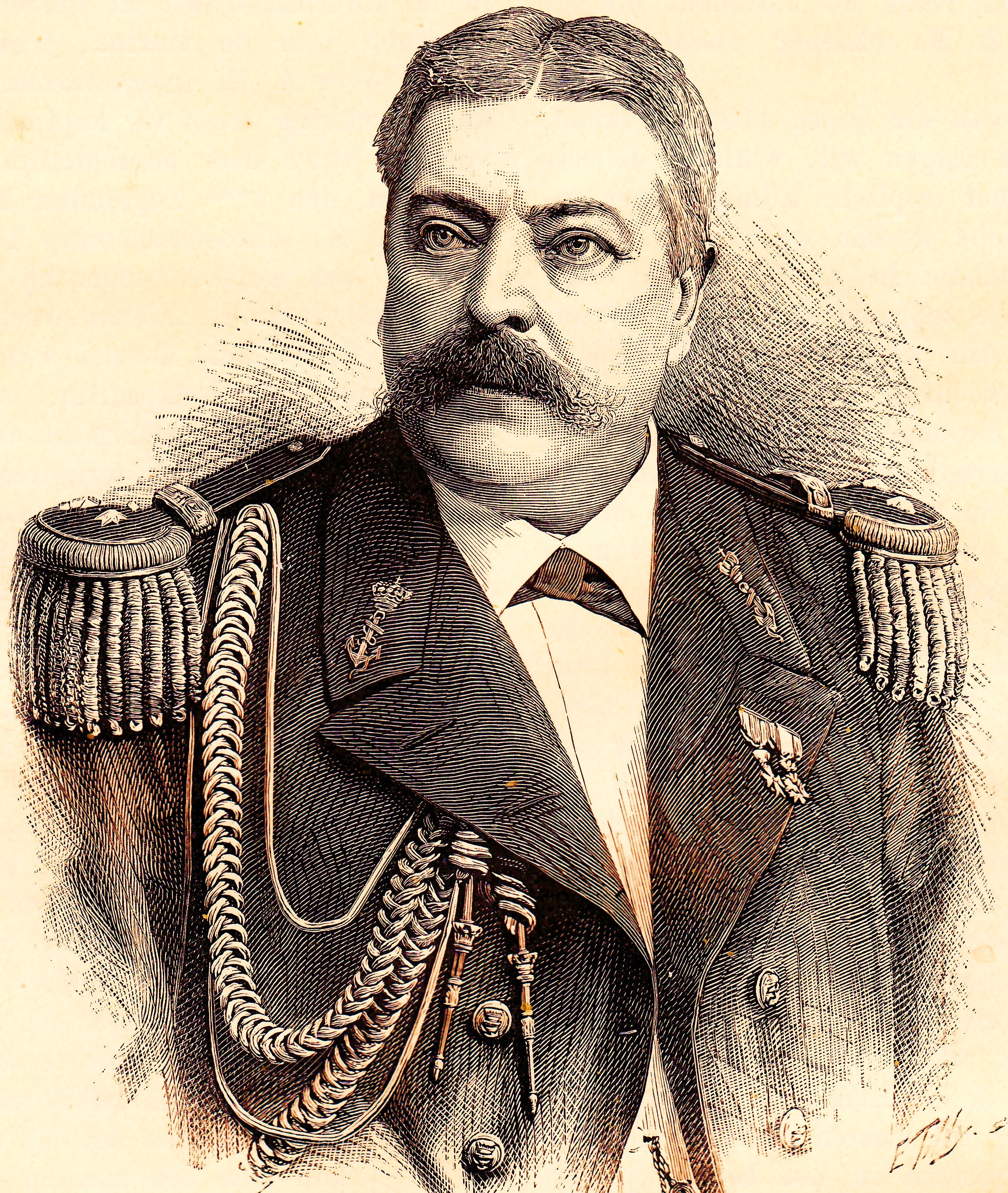
海軍将官（1891年）
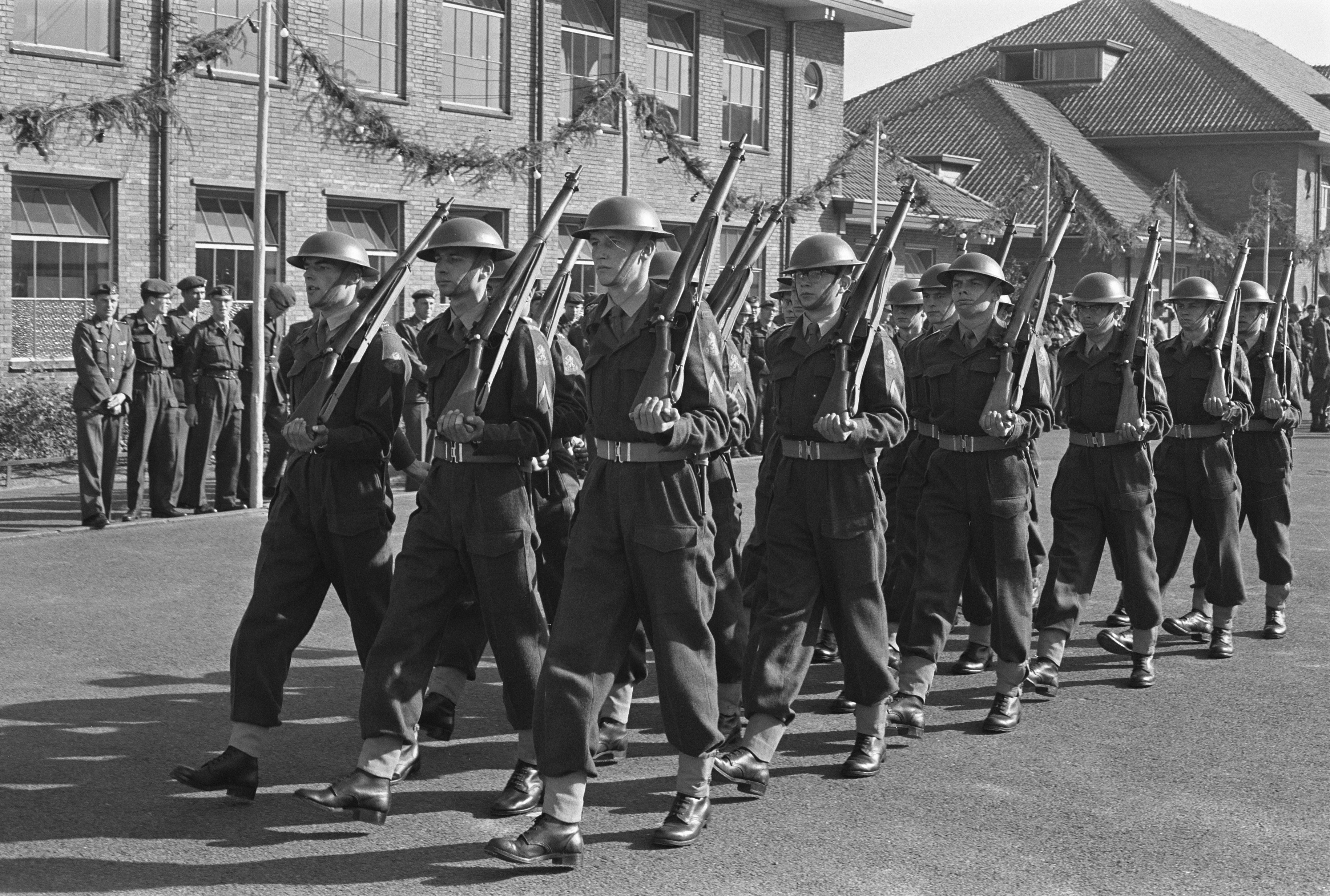
1959年
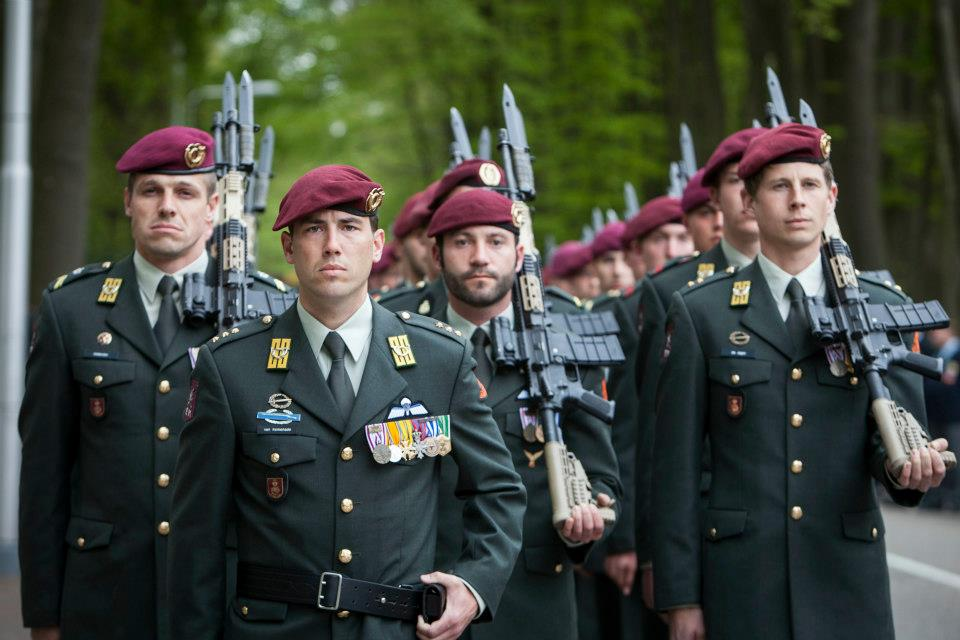
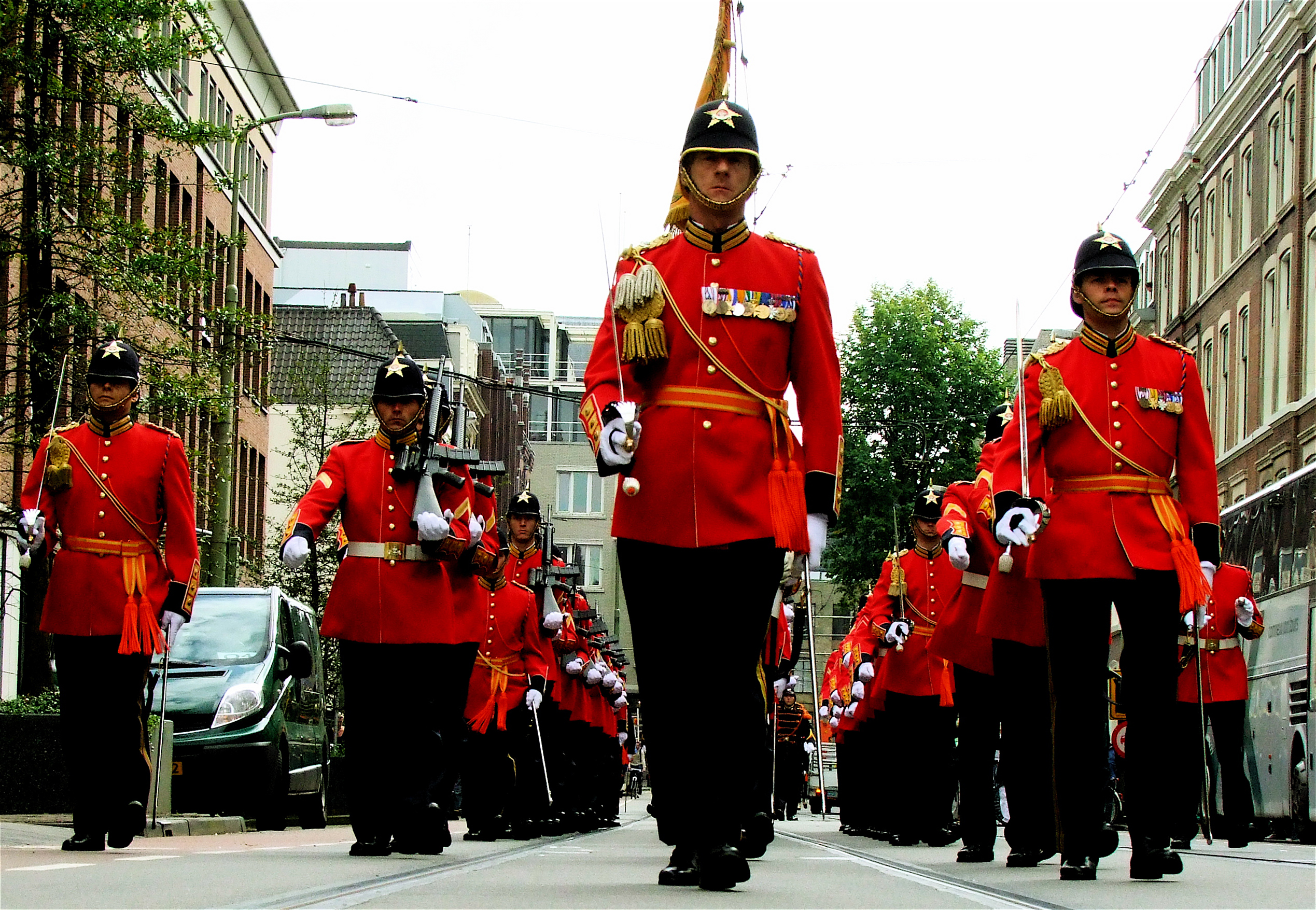

## ベルギー

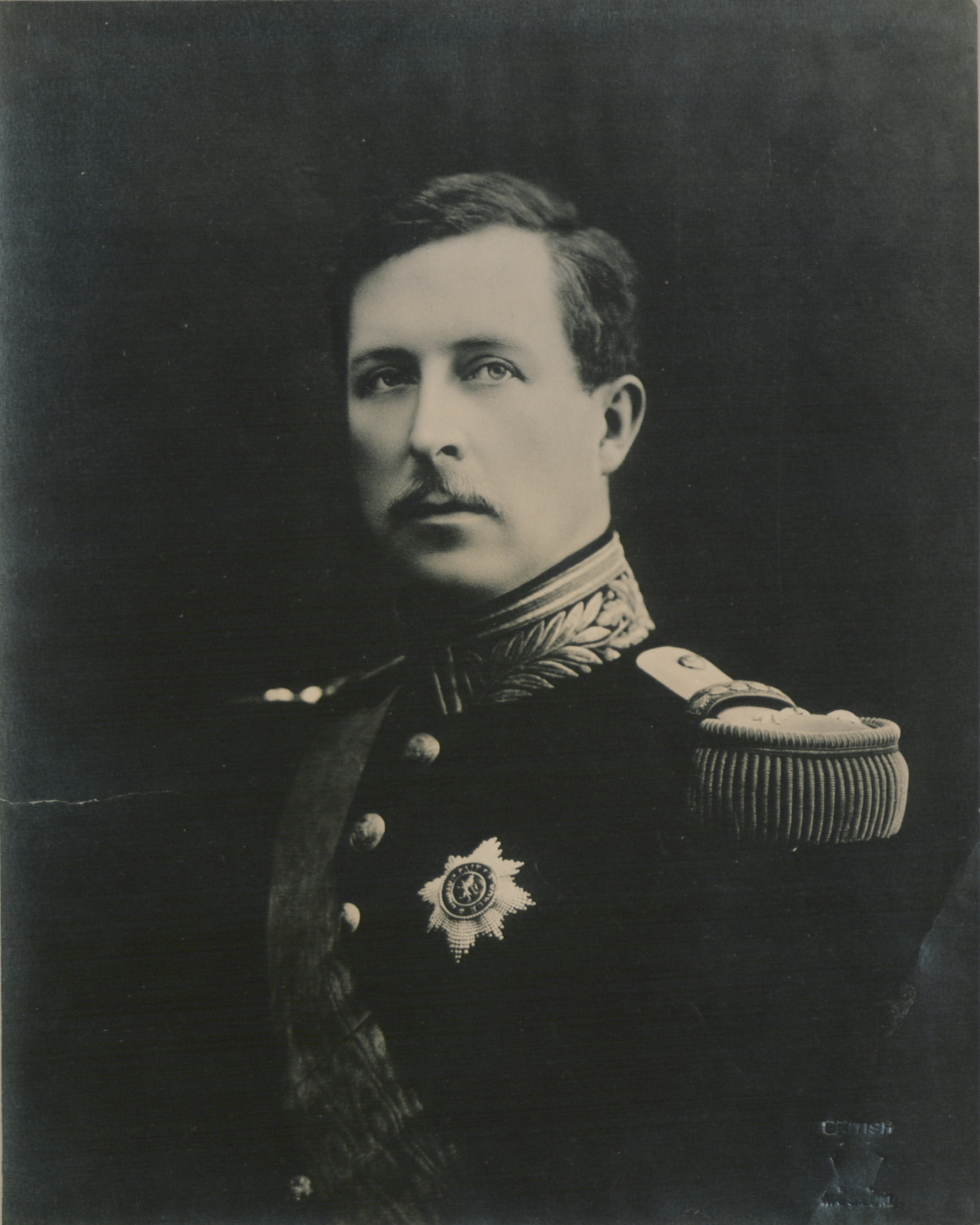
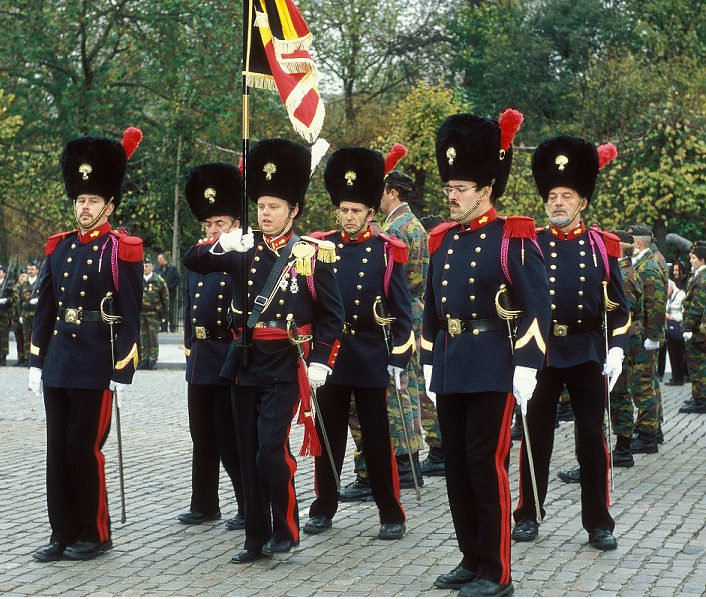
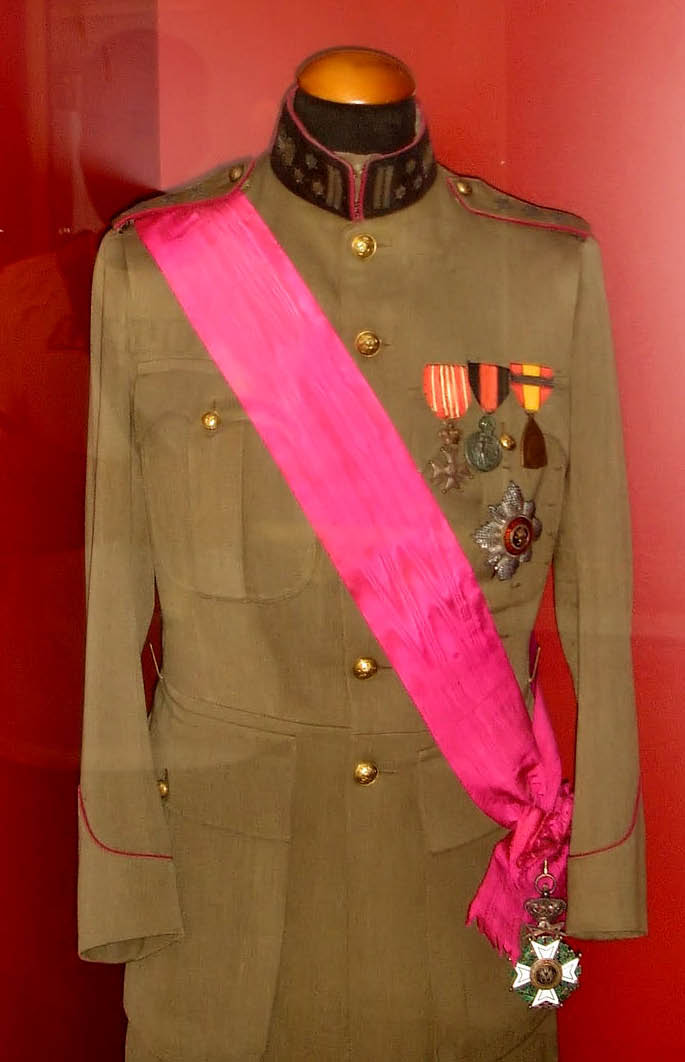
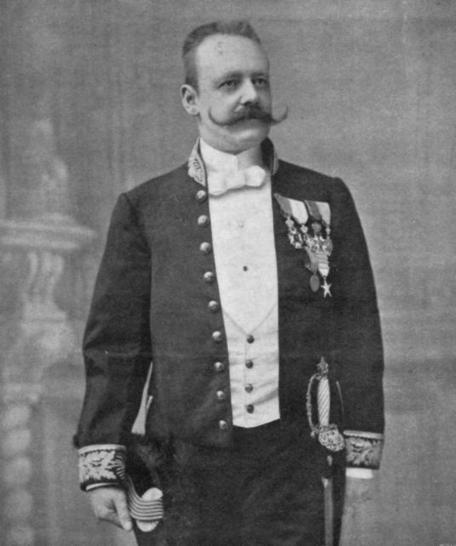
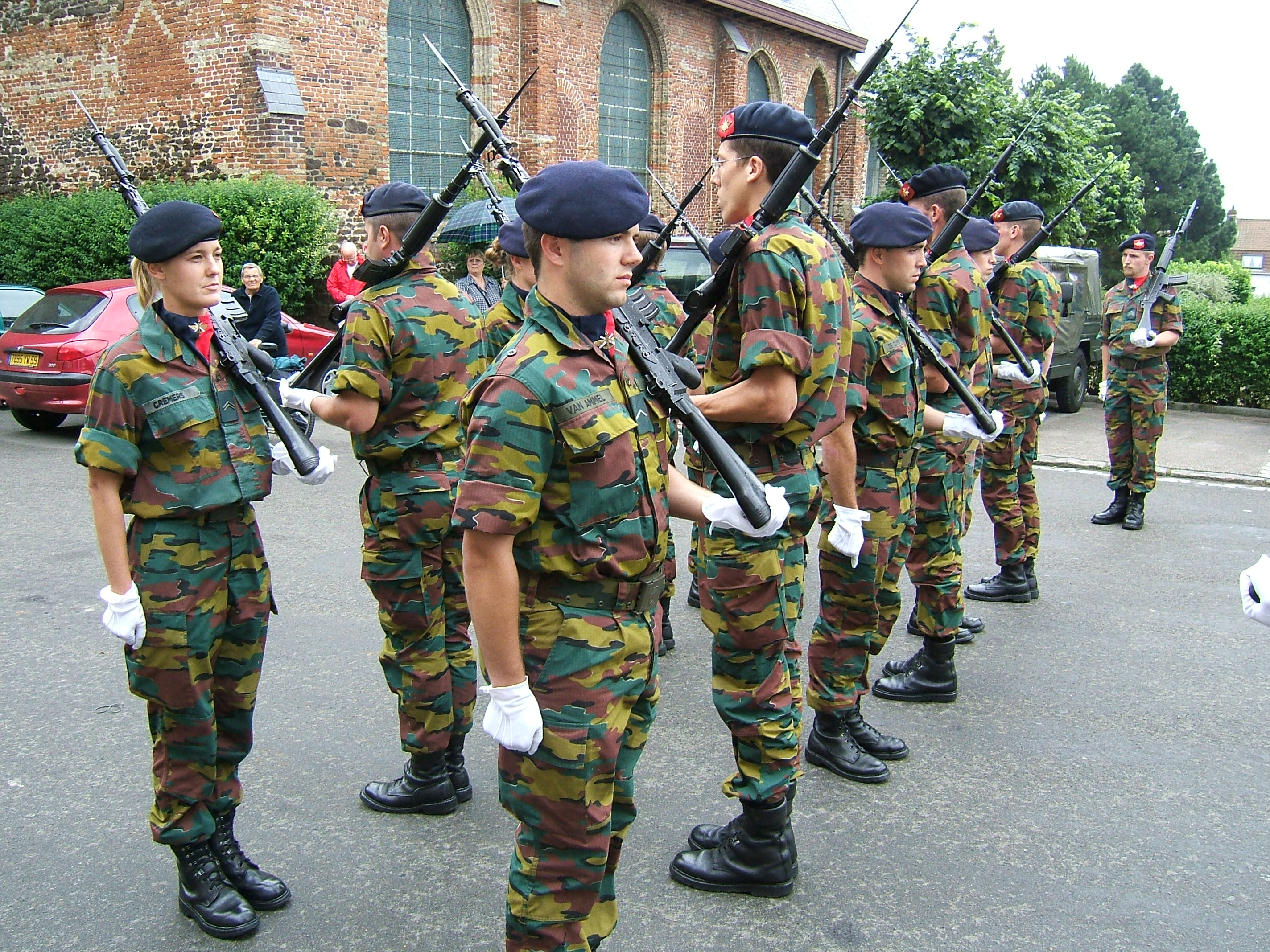
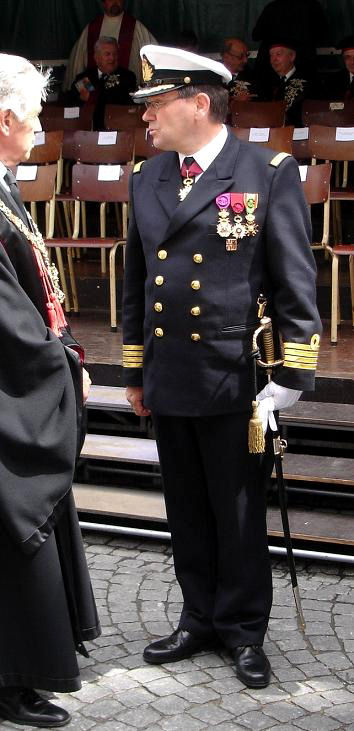
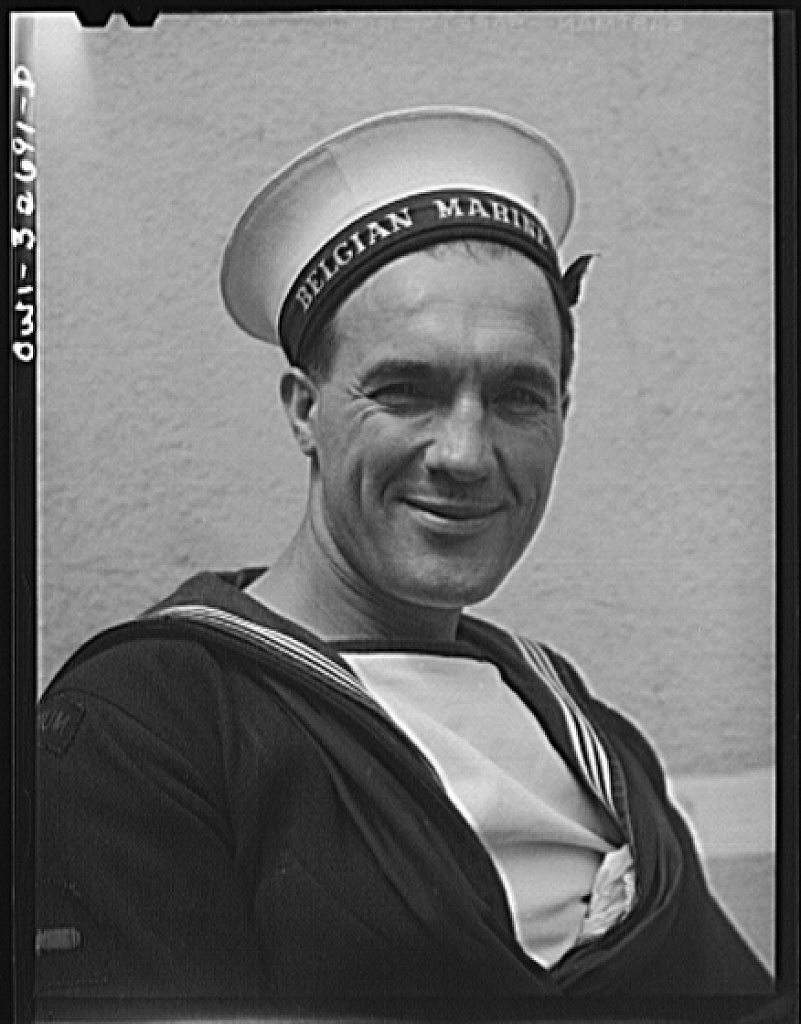
水兵（1943年6月）

## バルト三国

### エストニア

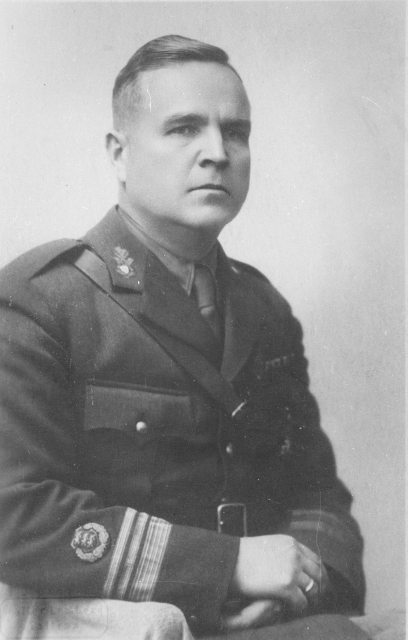
陸軍中佐（1938年）
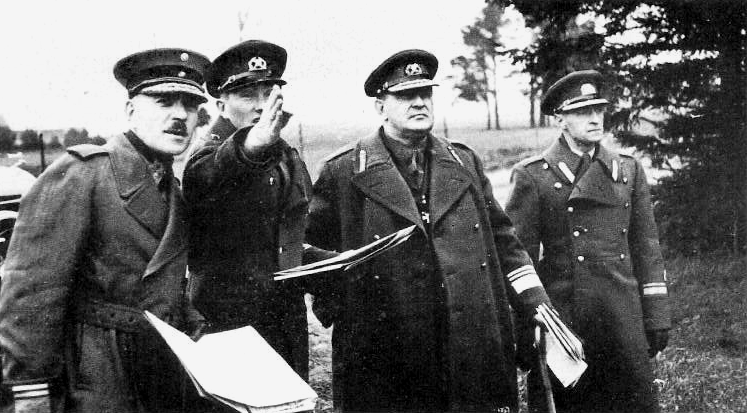
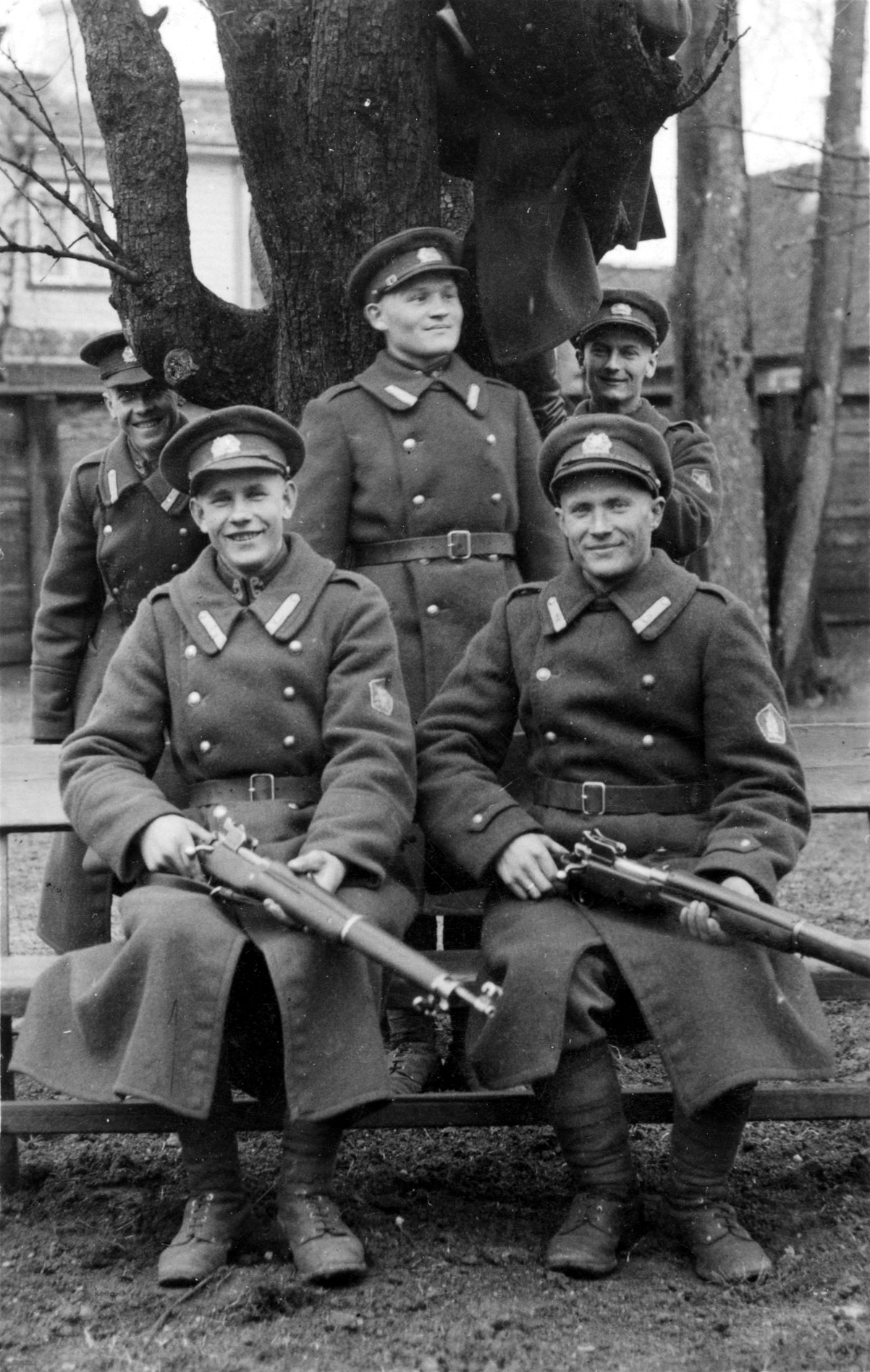
1939年前後
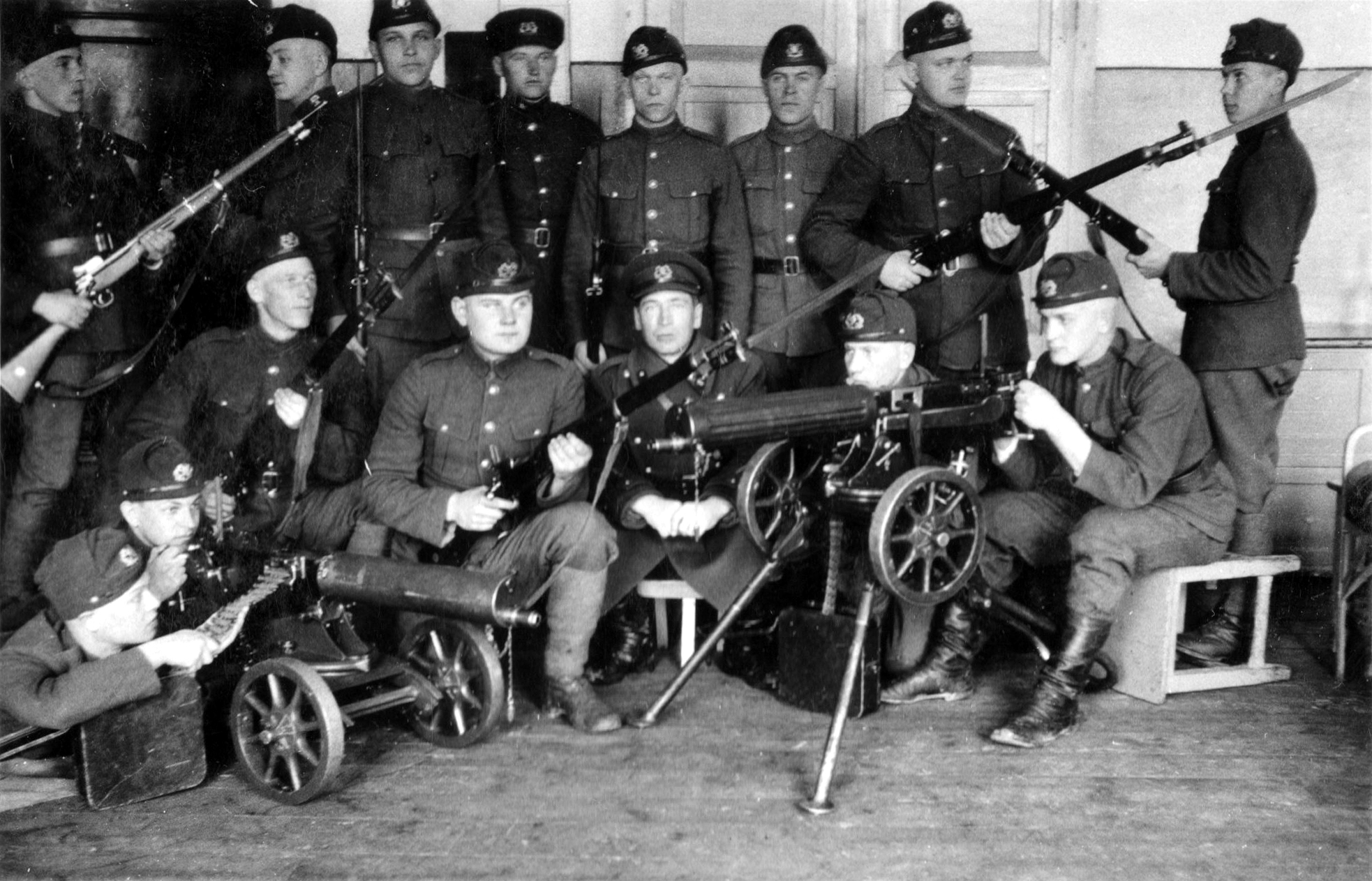
1939年前後
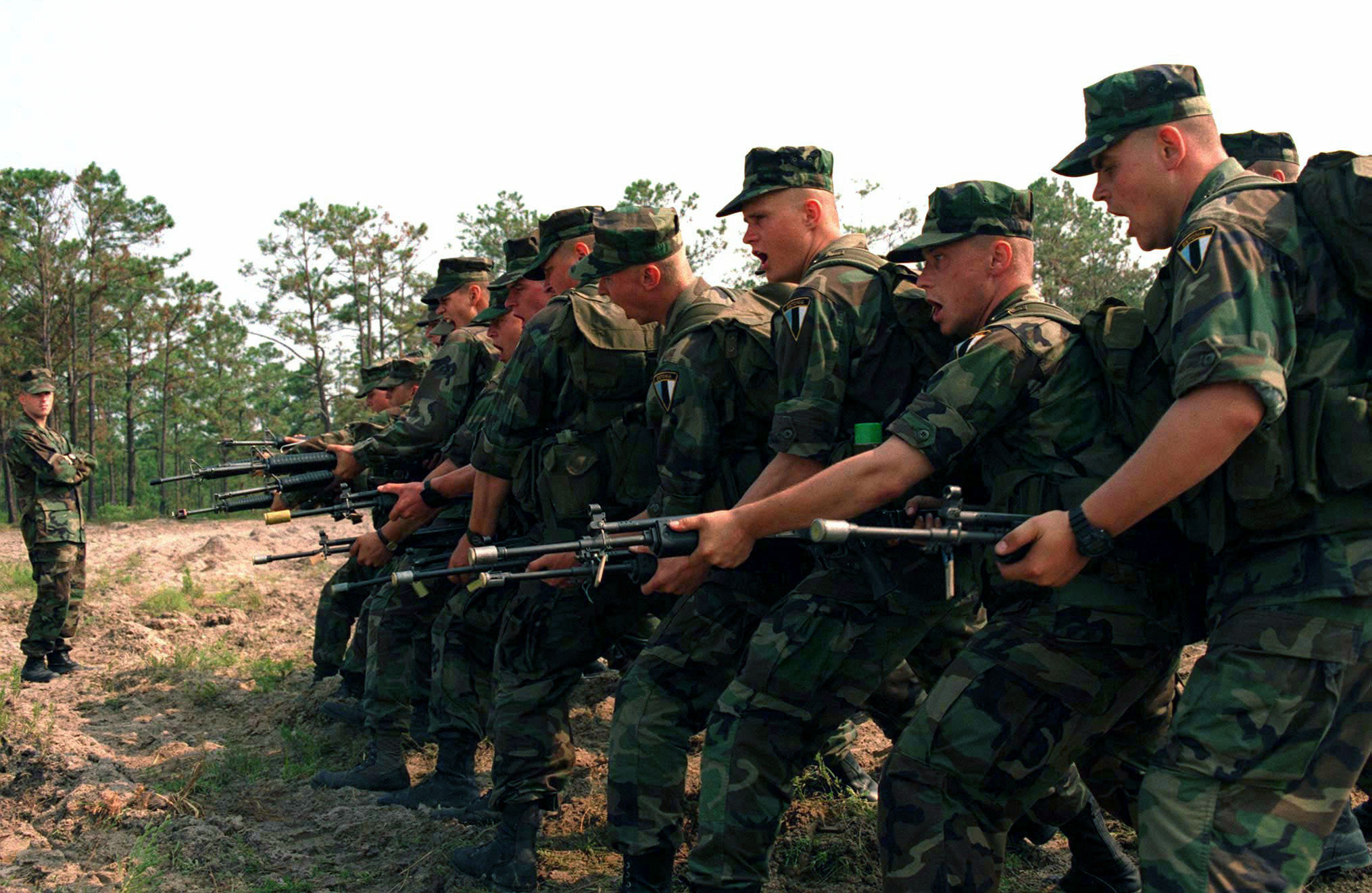
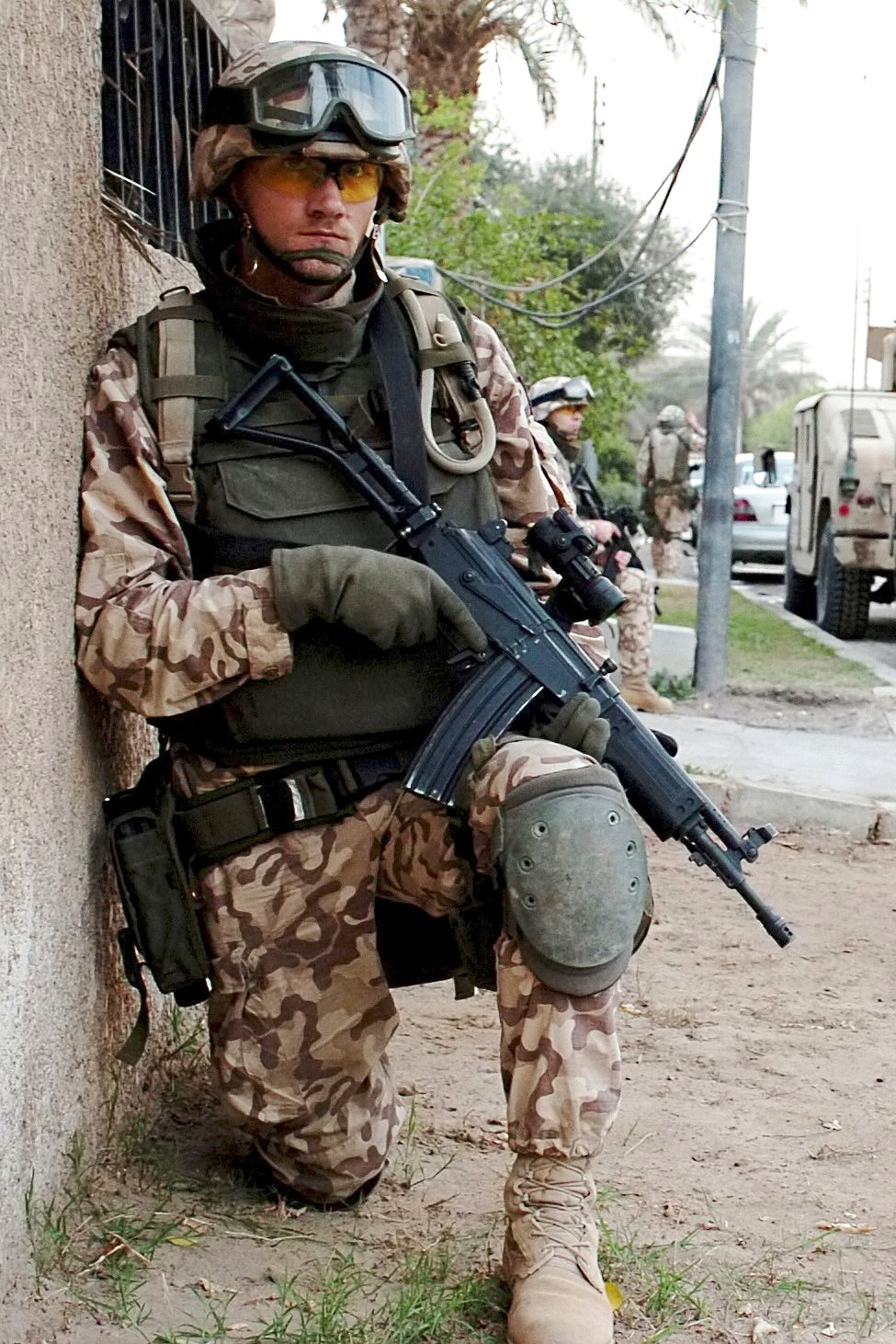
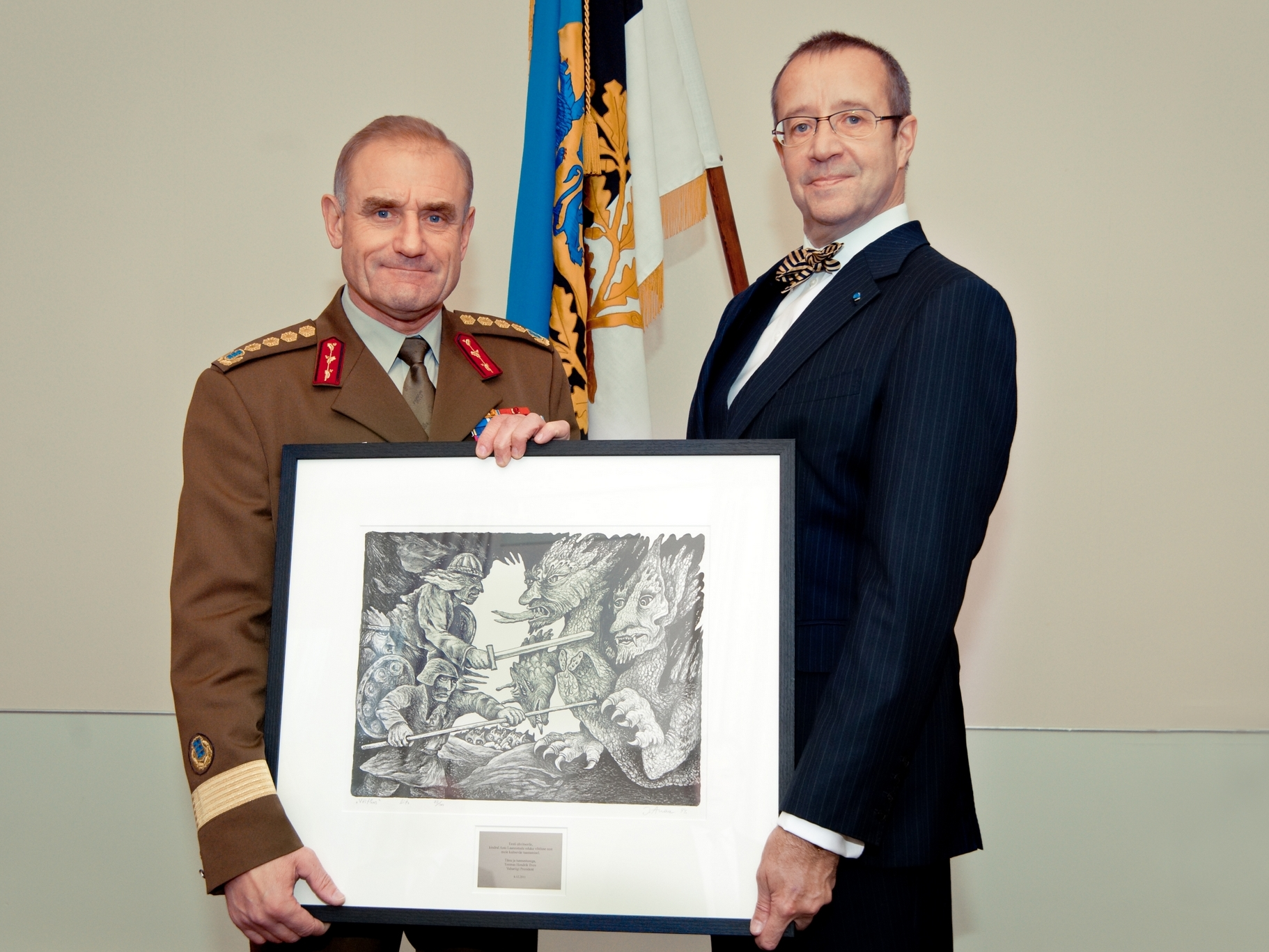

### ラトビア

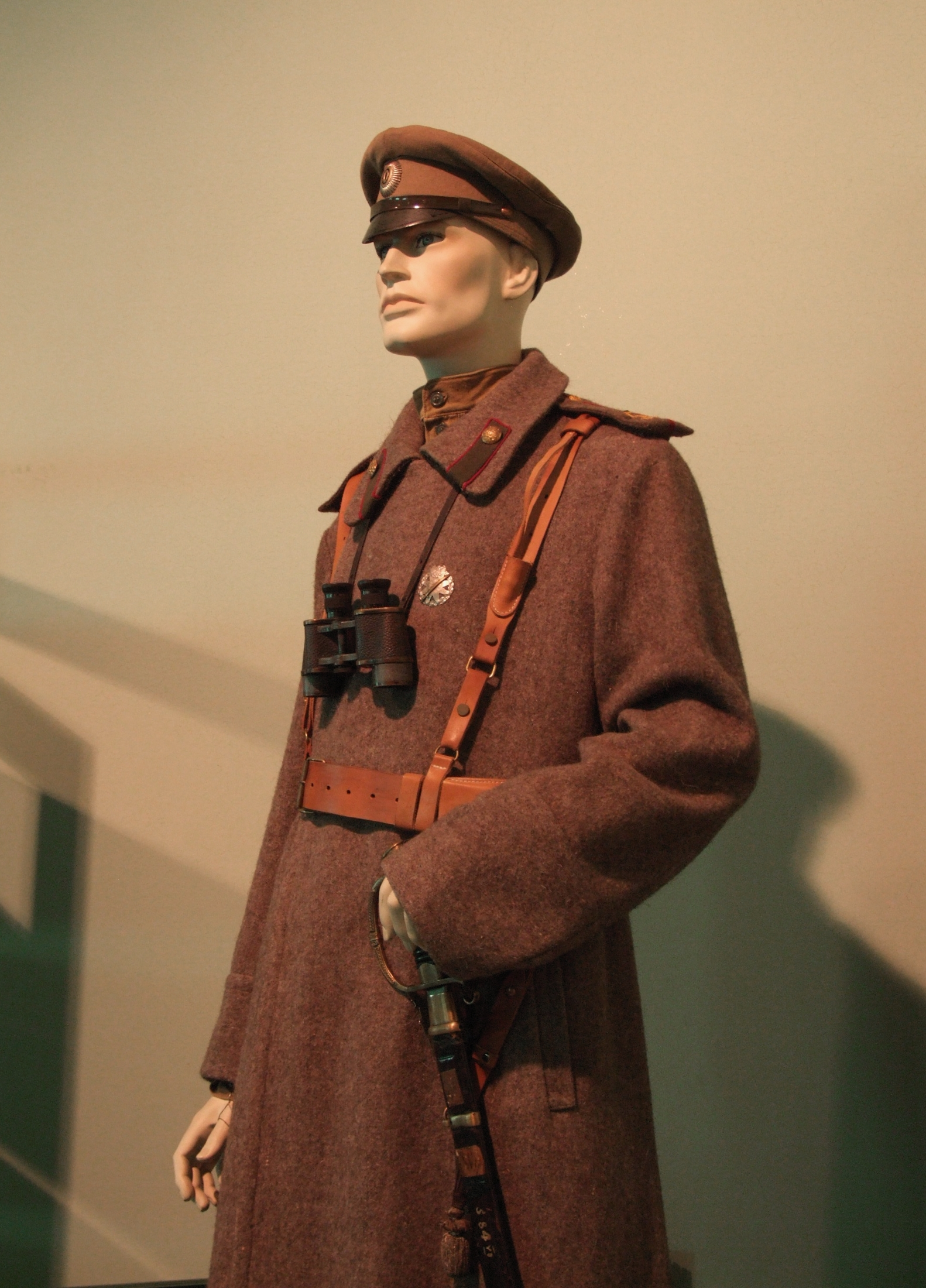
独立直前、ラトビア狙撃部隊の軍装
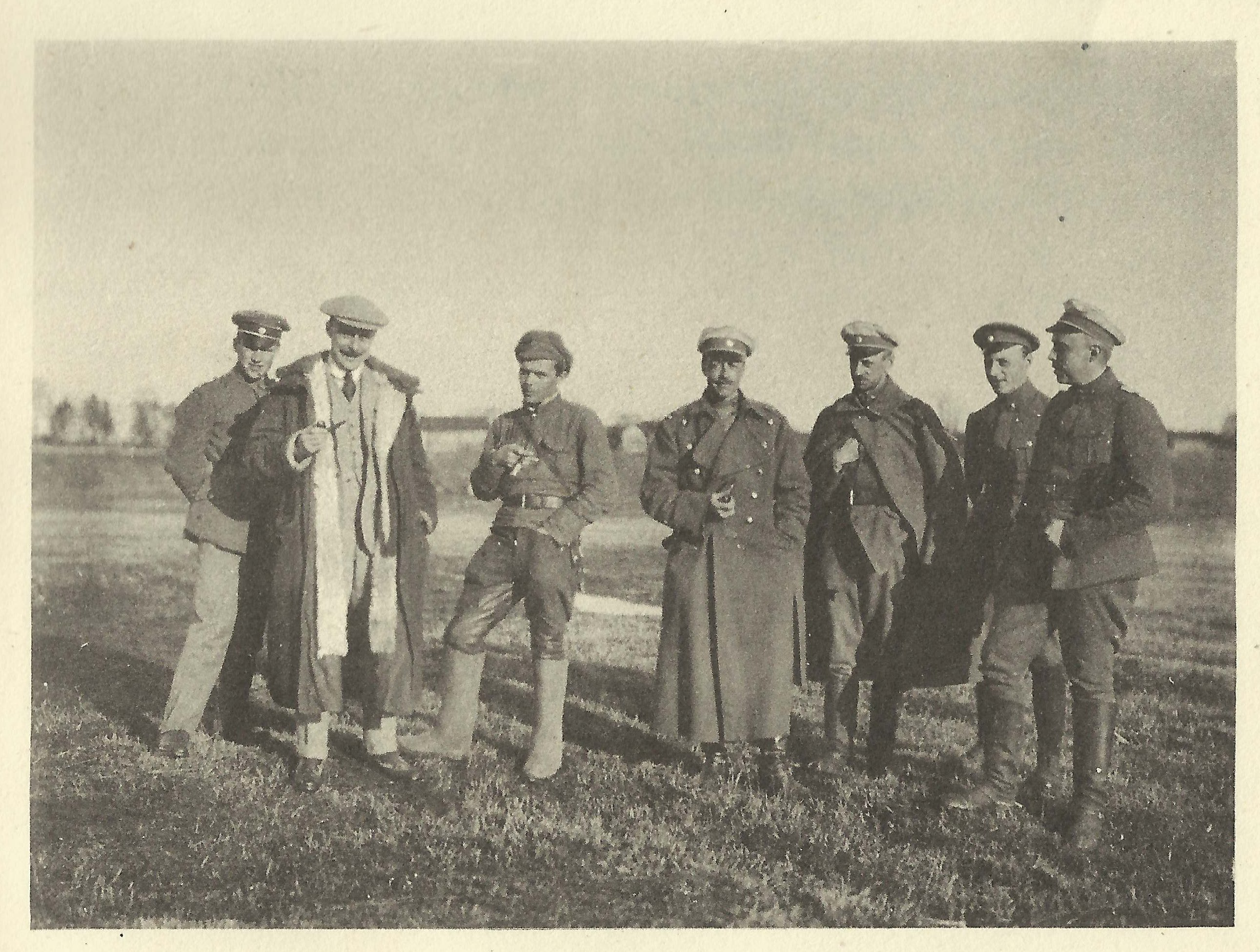
1920年
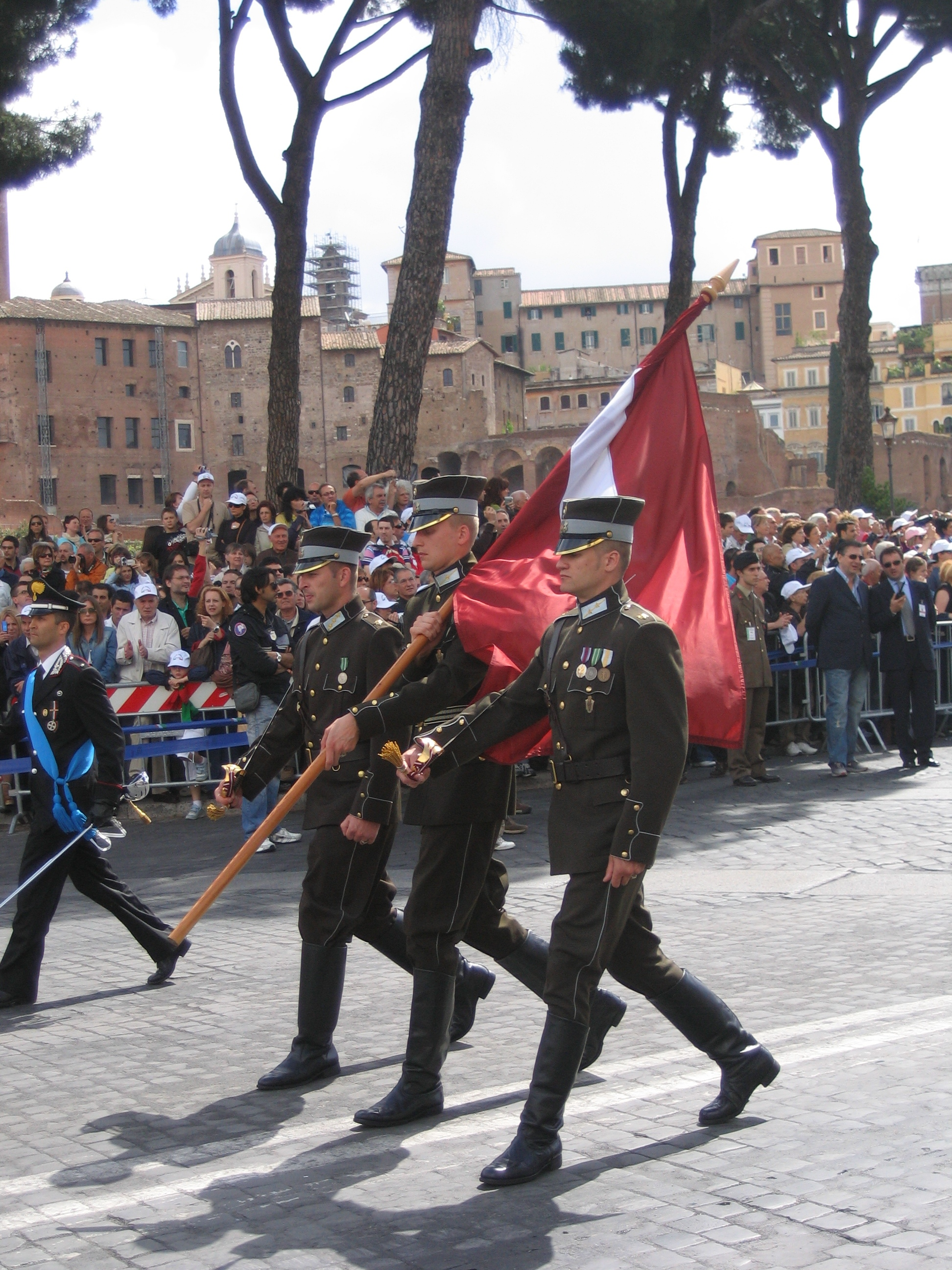
現代の礼装。ソ連侵攻前の軍服を再現している。
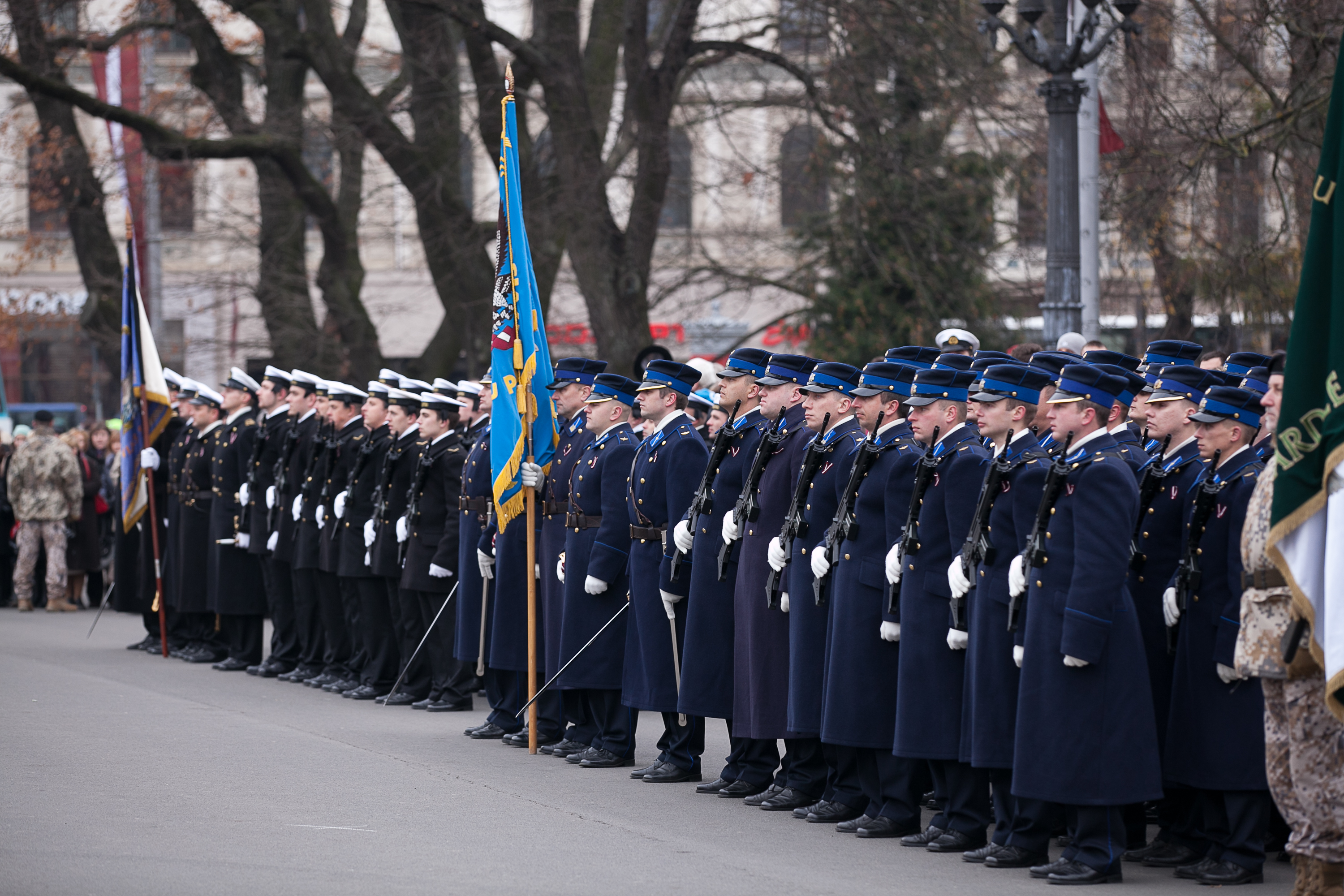
海軍（左奥）空軍（右手前）
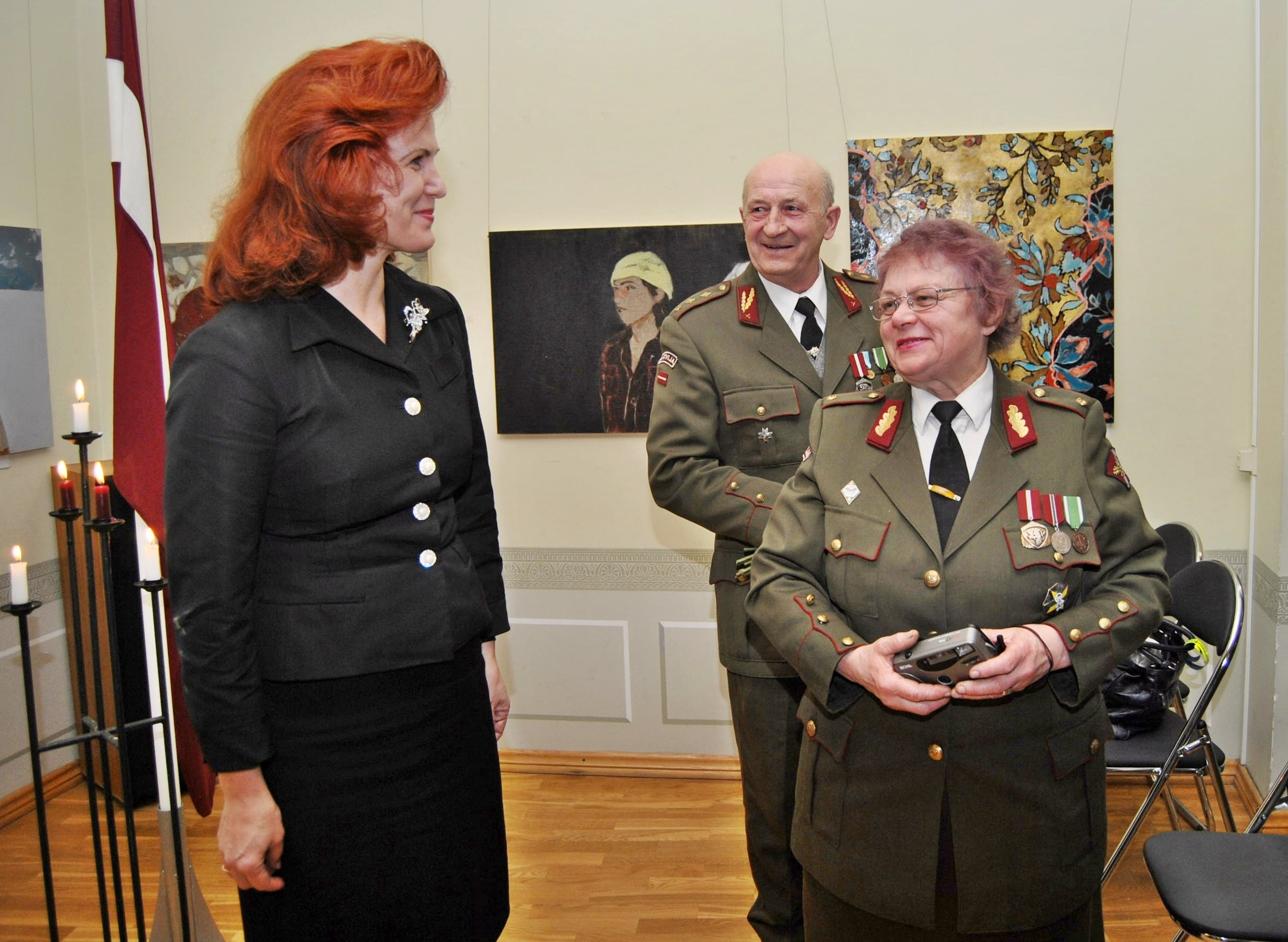
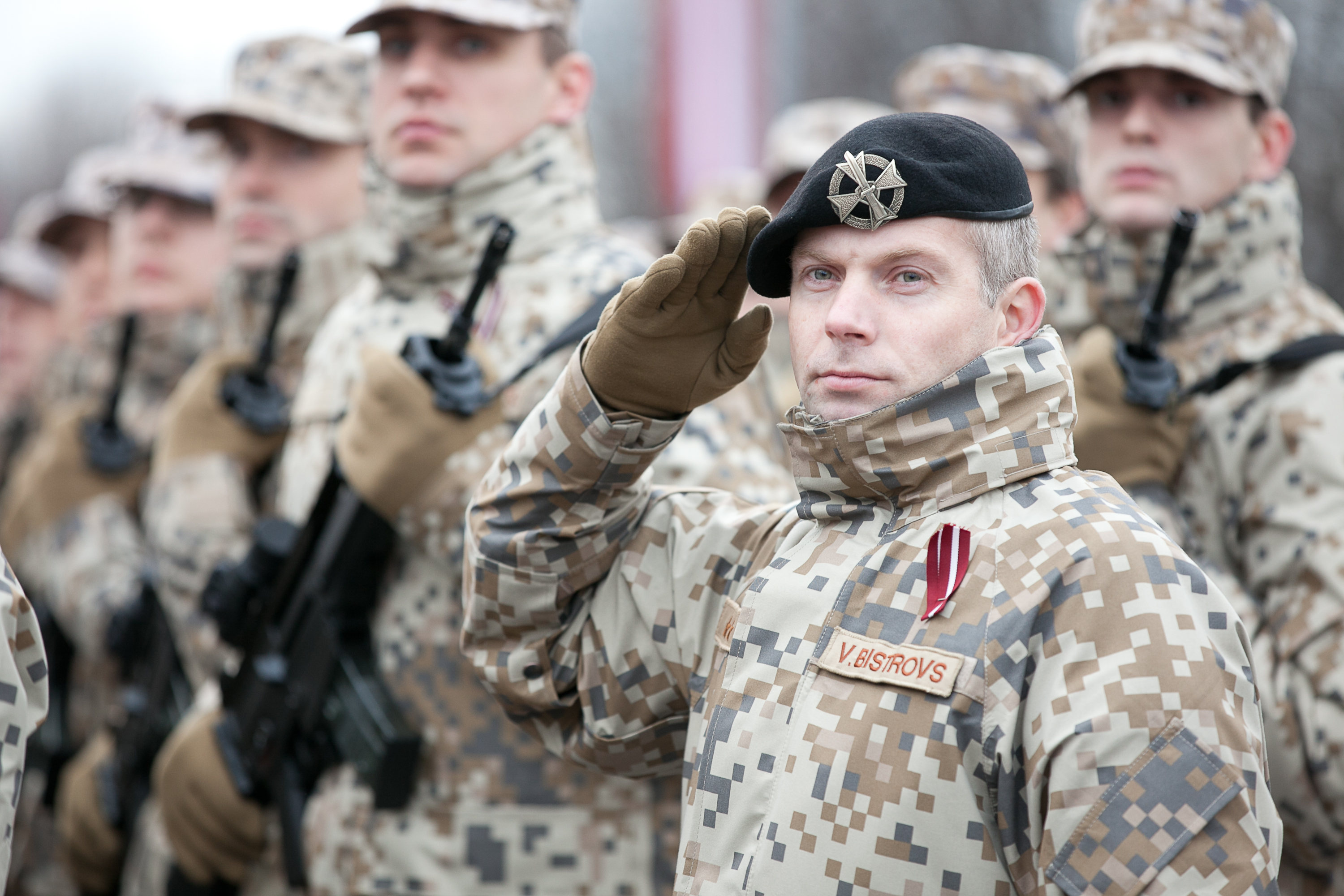
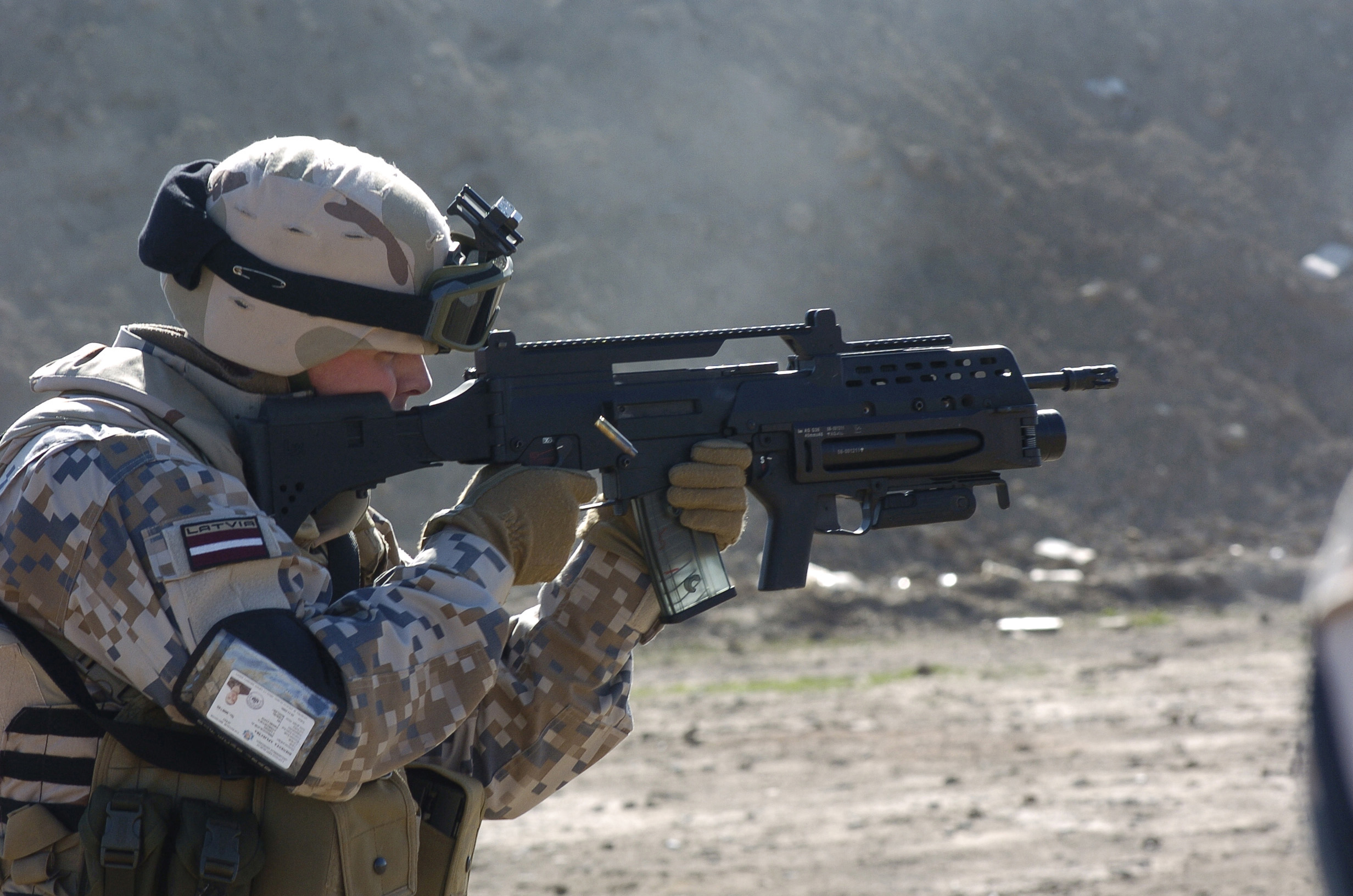

### リトアニア

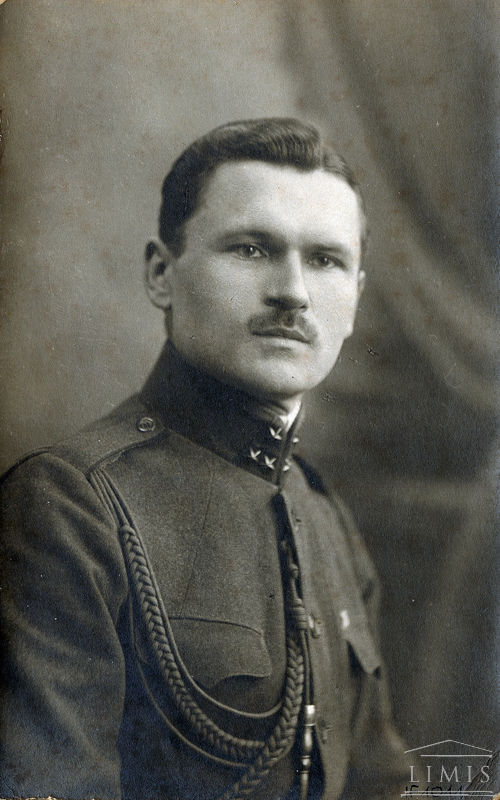
1920年代
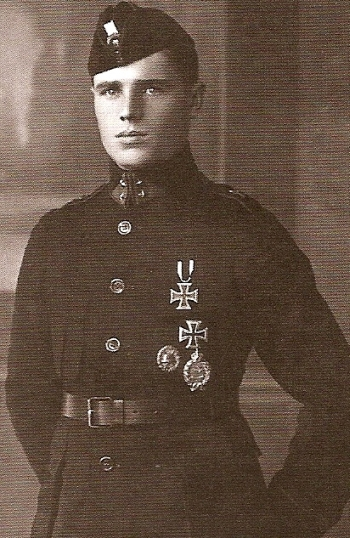
略帽を被った陸軍航空士官（1918年）
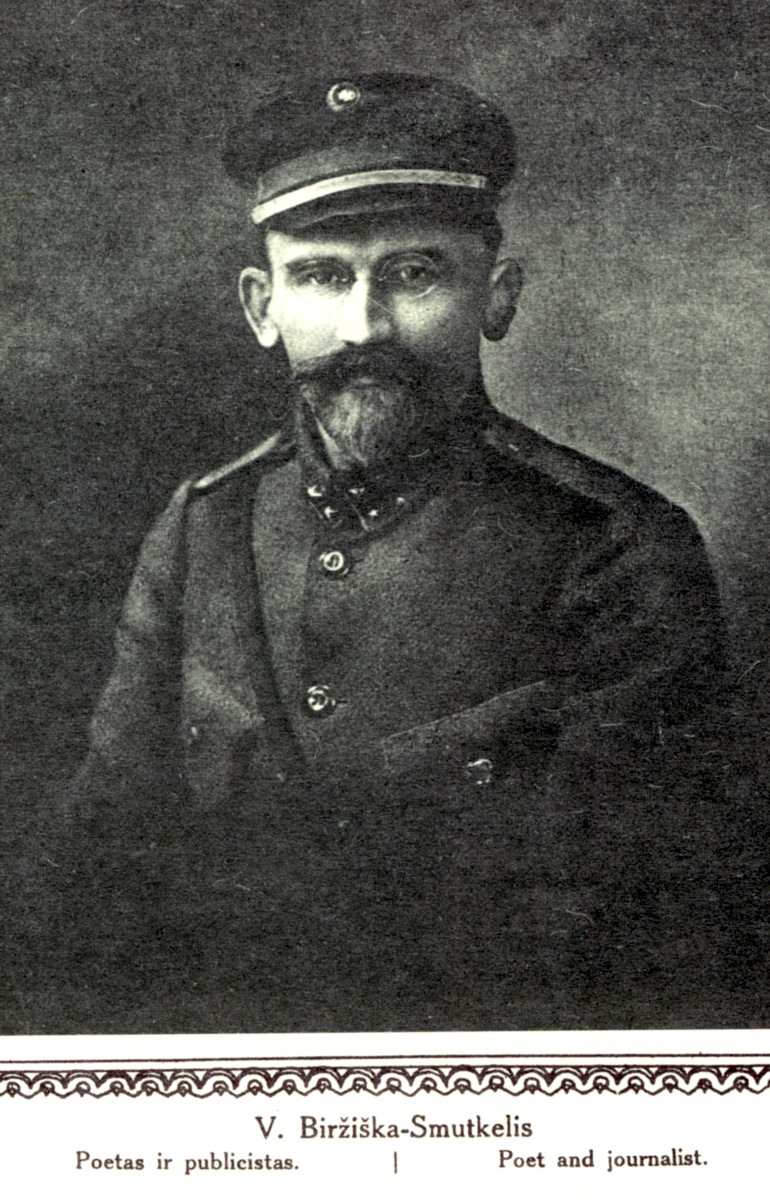
1920年代
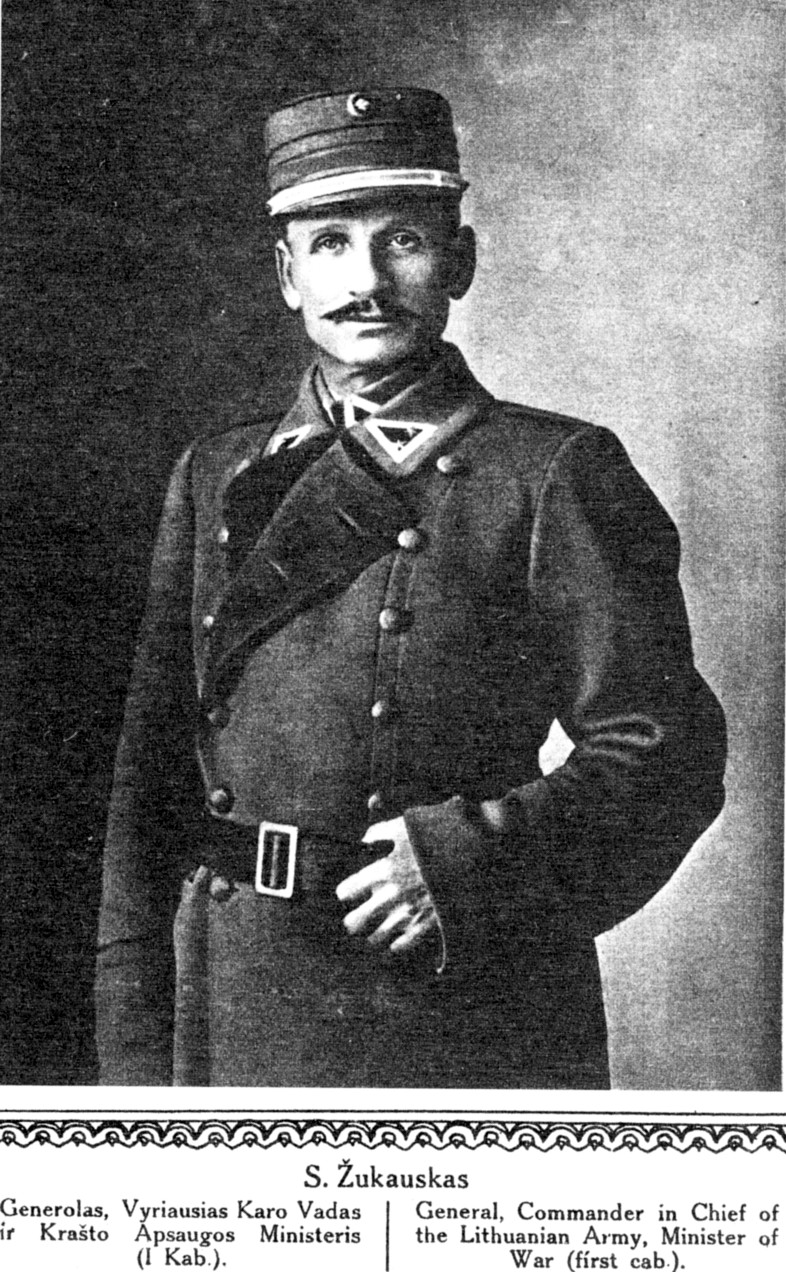
1920年代
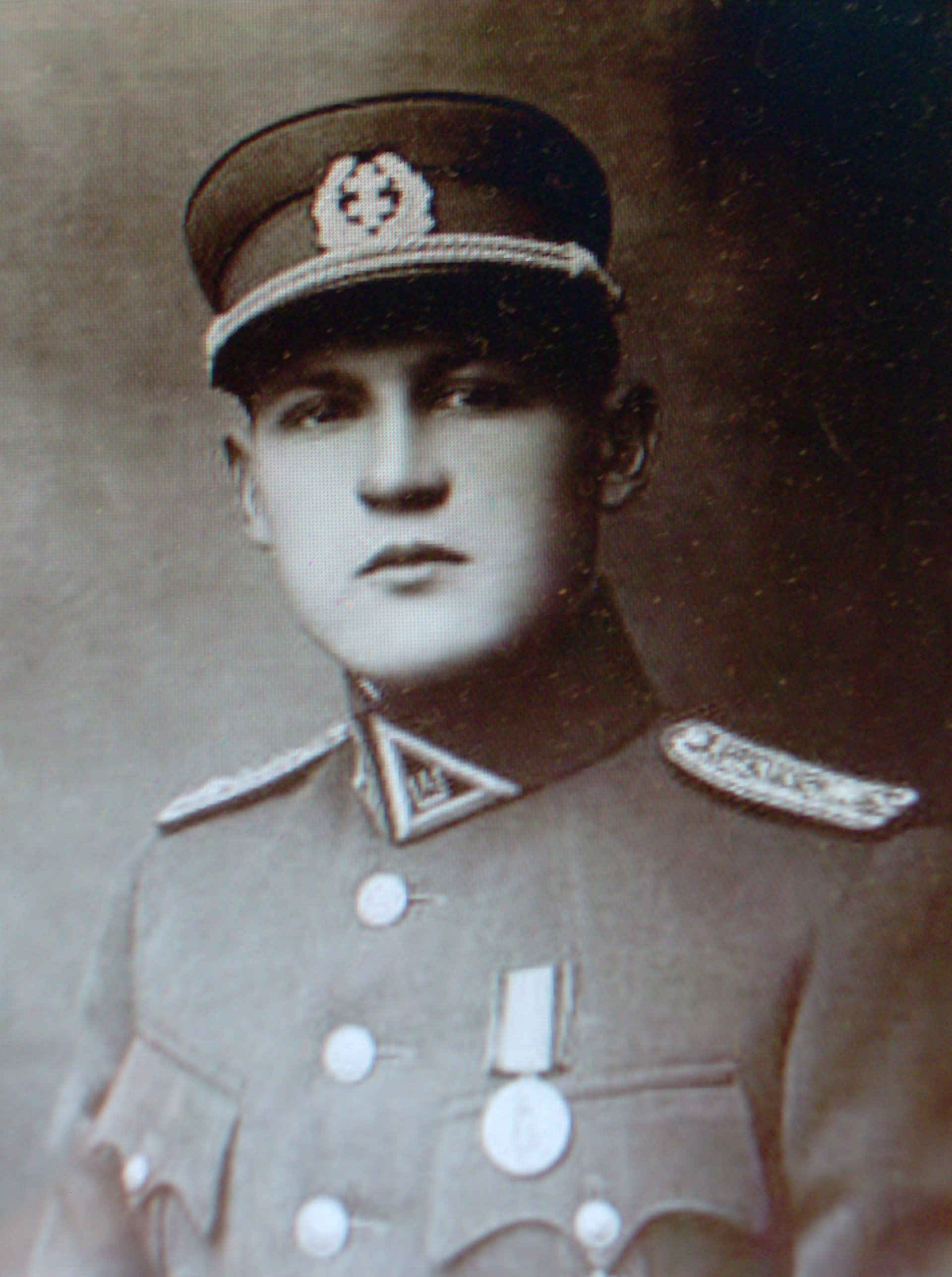
1928年
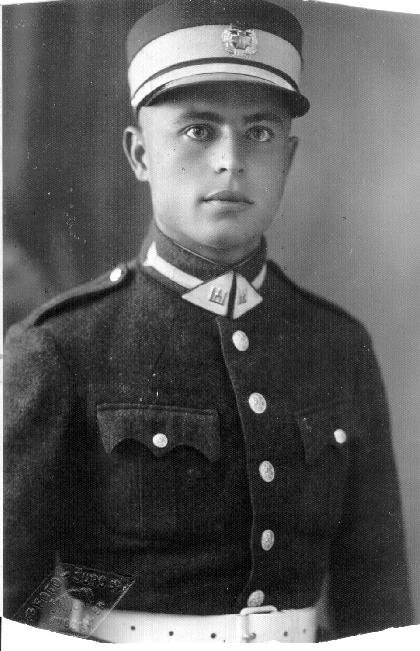
1930年ごろ
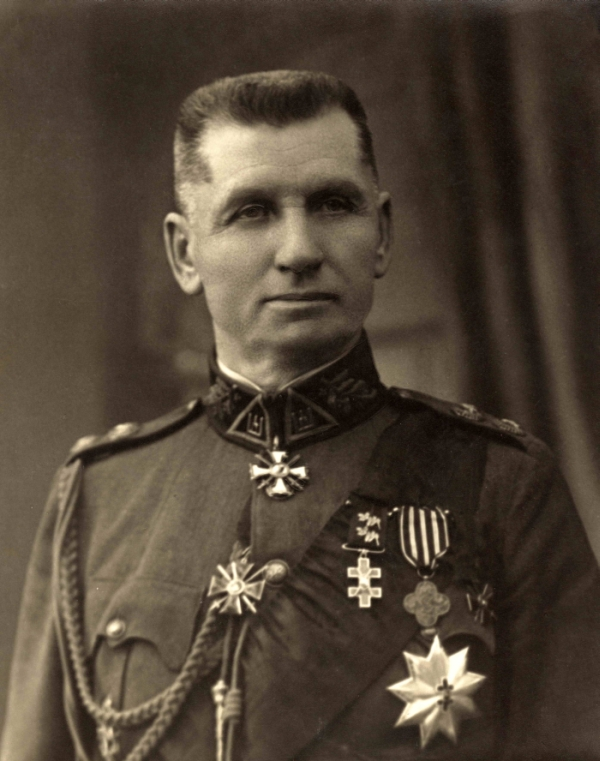
陸軍将官（1930年ごろ）
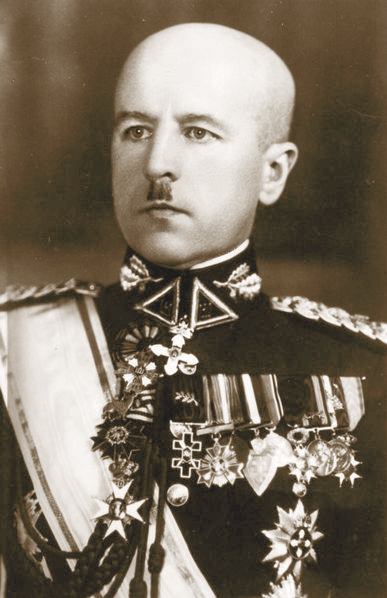
陸軍将官礼装（1930年代）
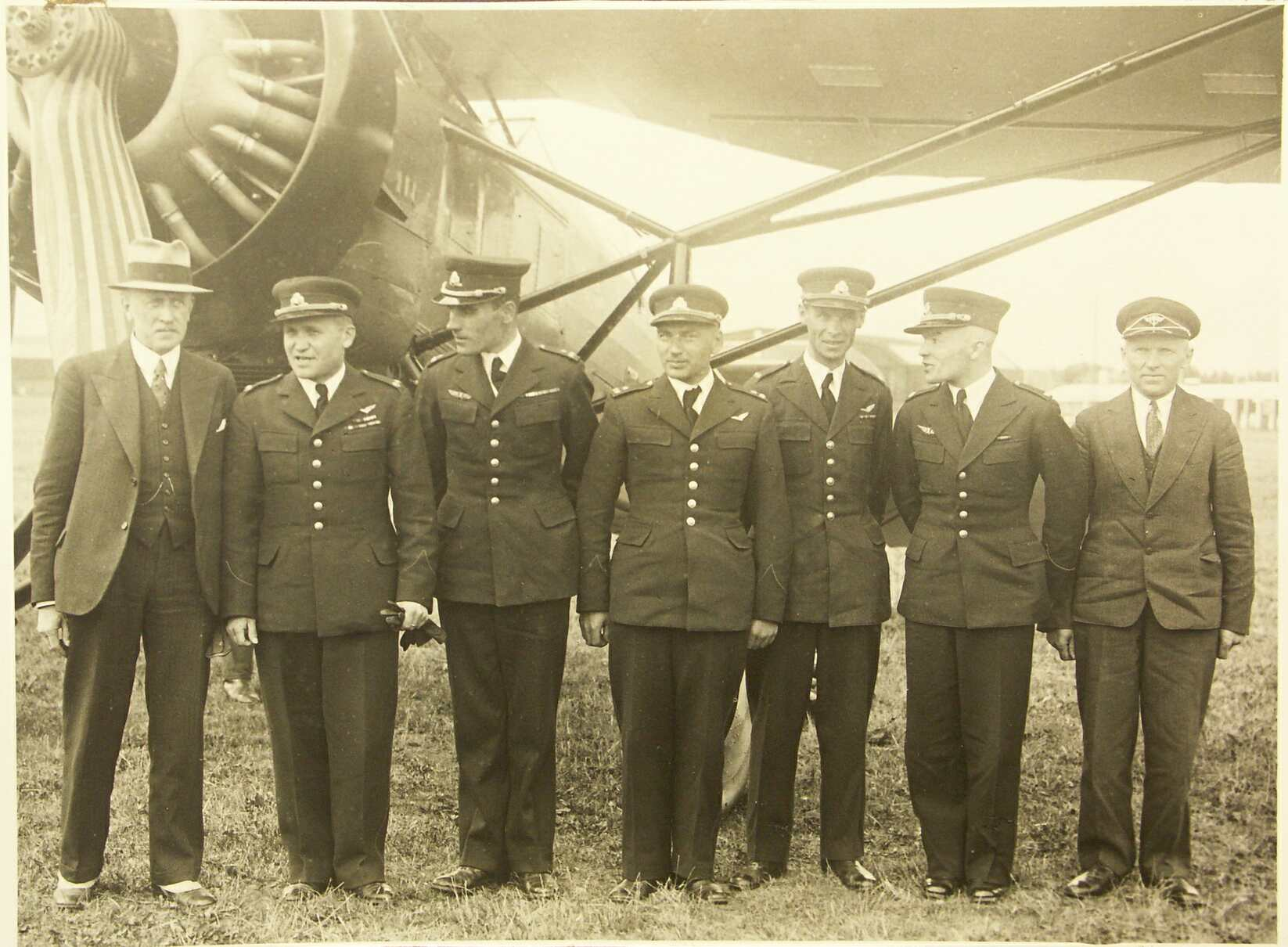
空軍士官常装（1934年）
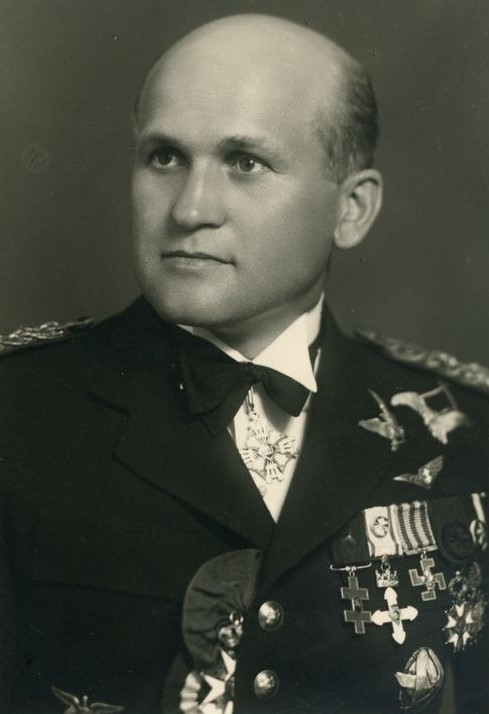
空軍士官礼装
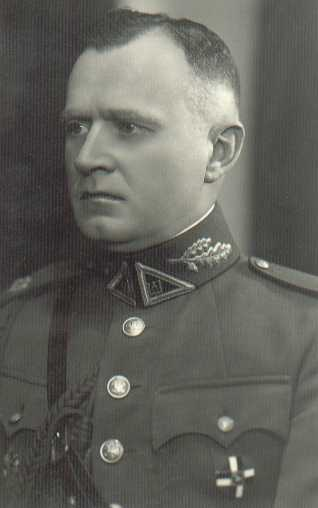
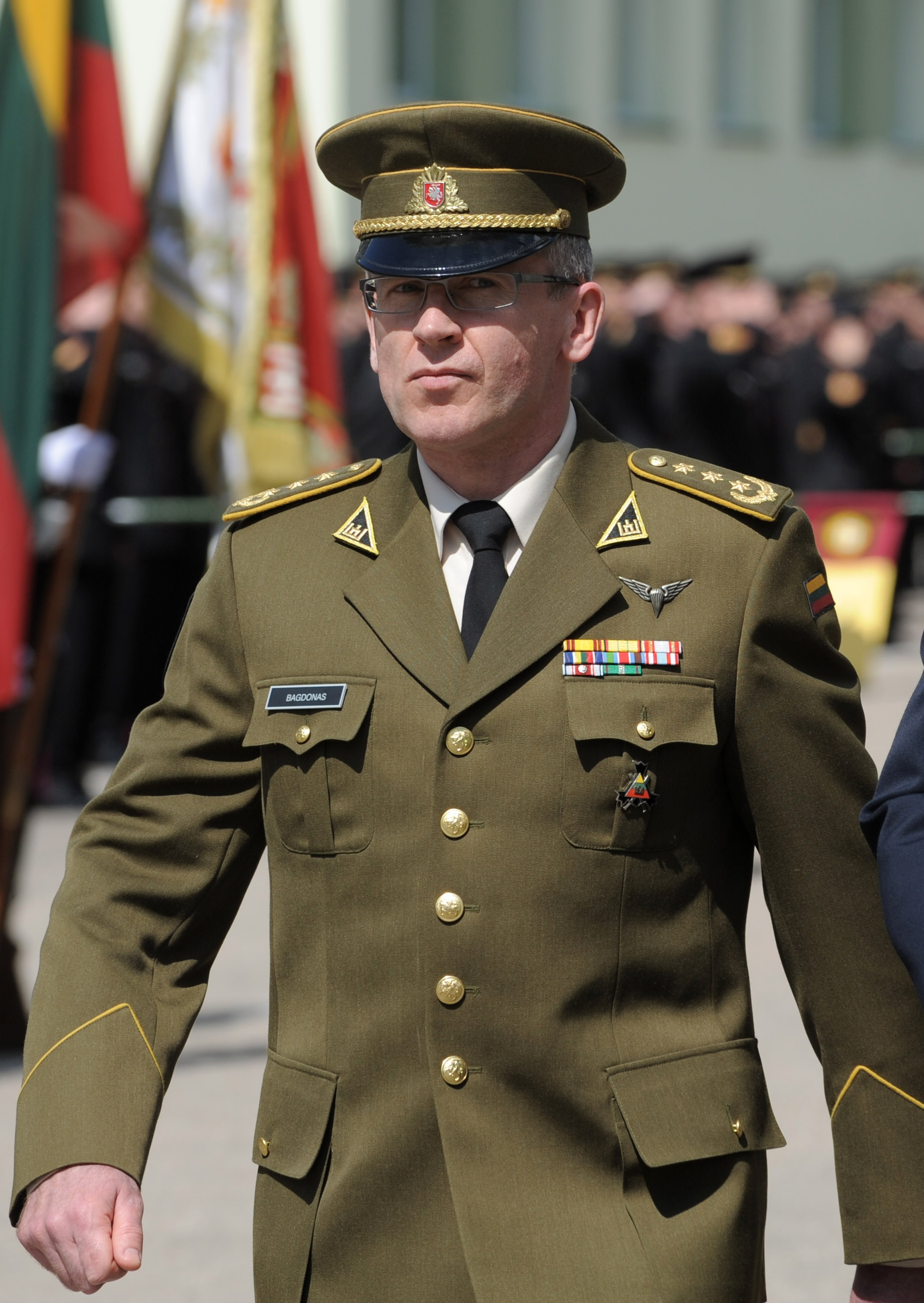
現代の陸軍将官
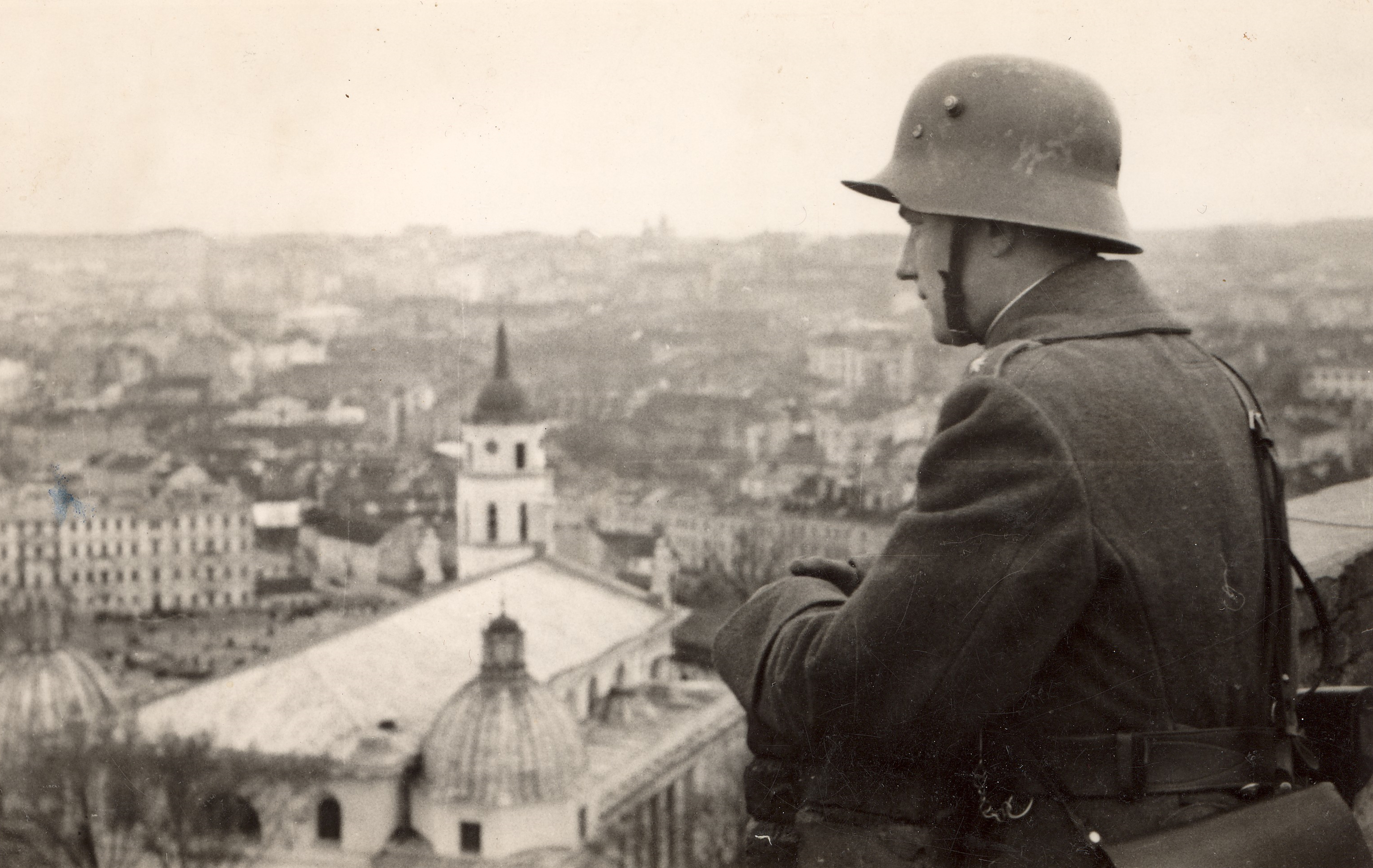
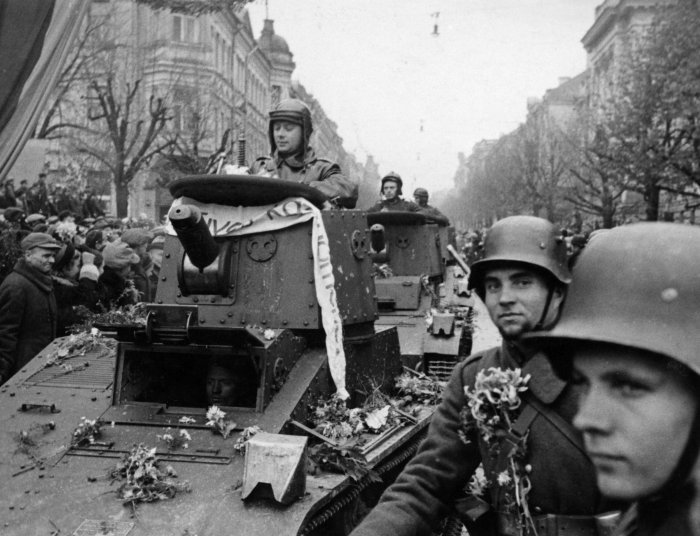
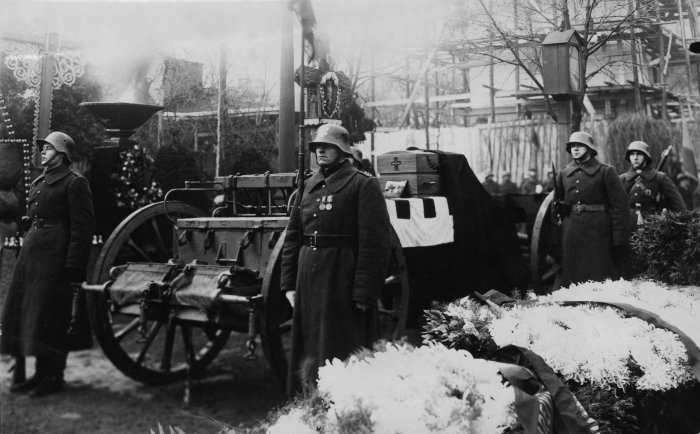
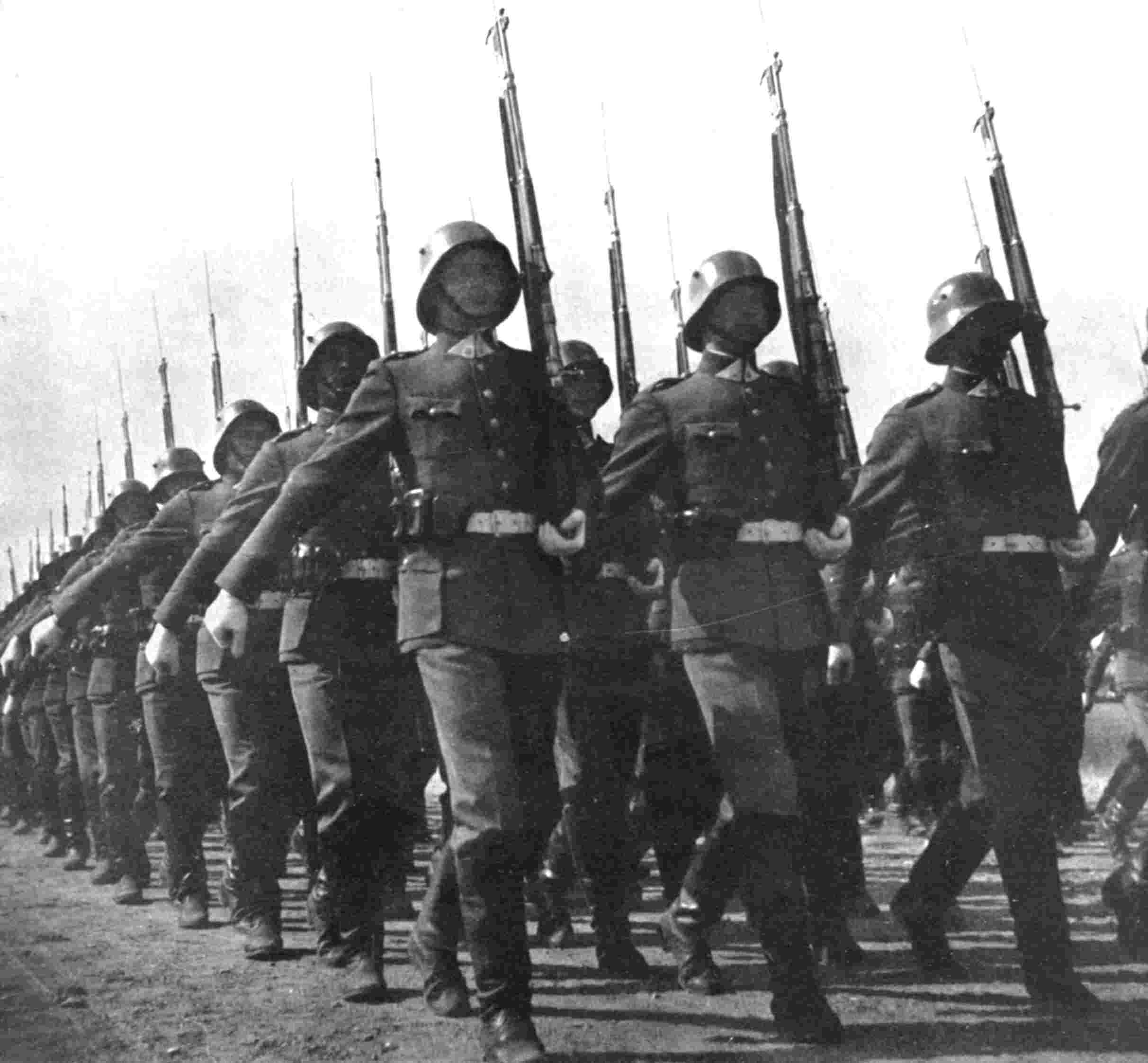
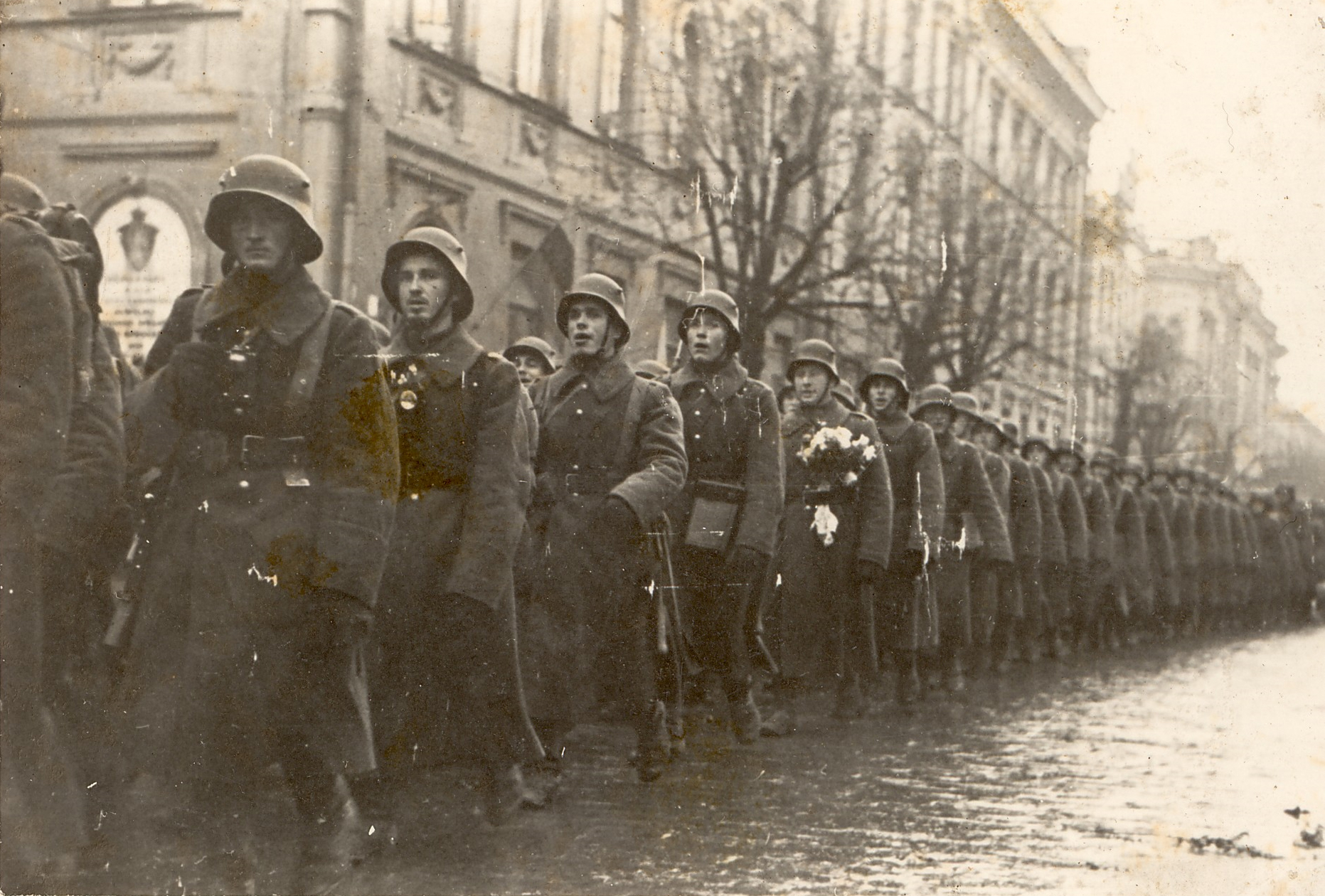
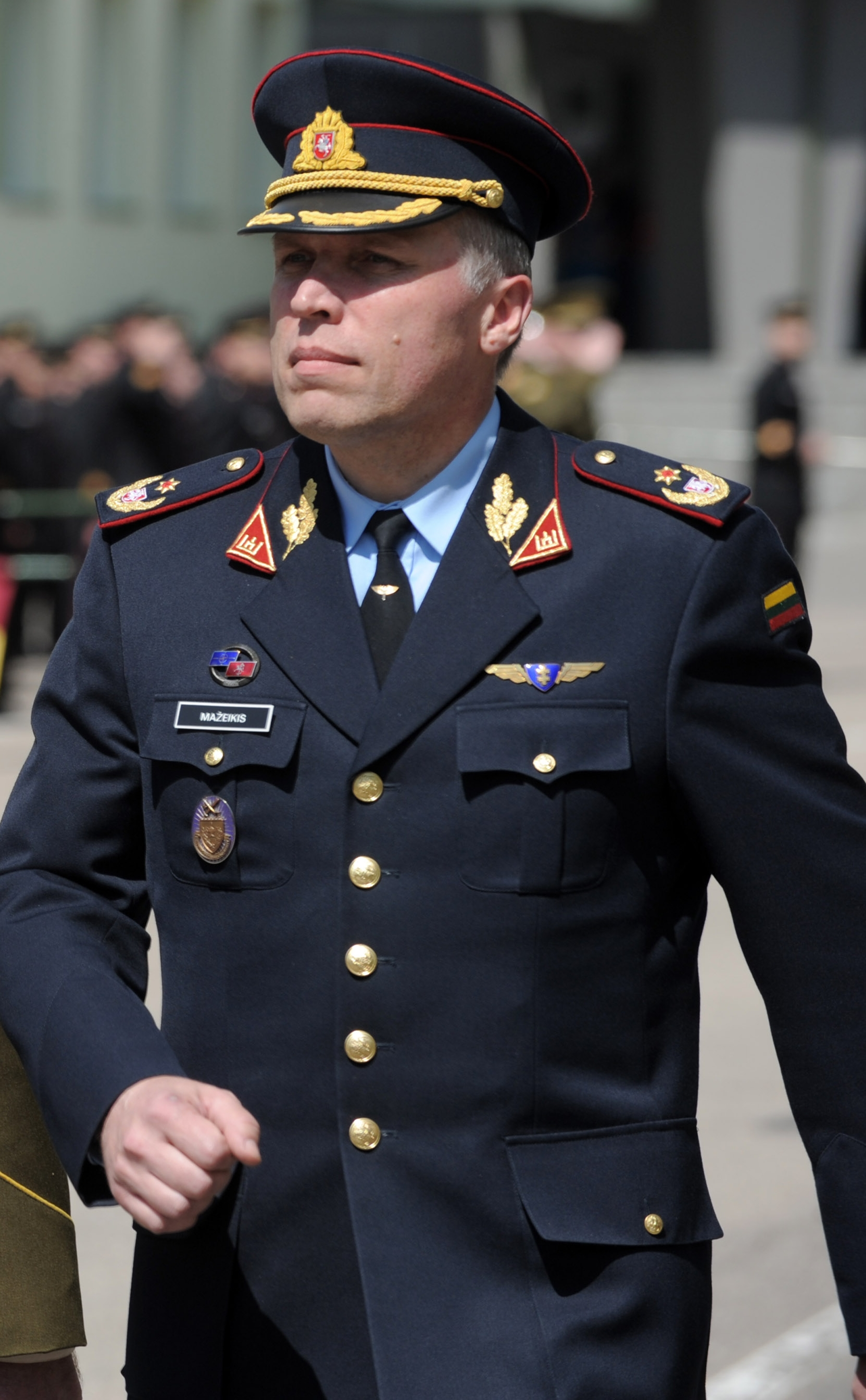
現代の空軍将官
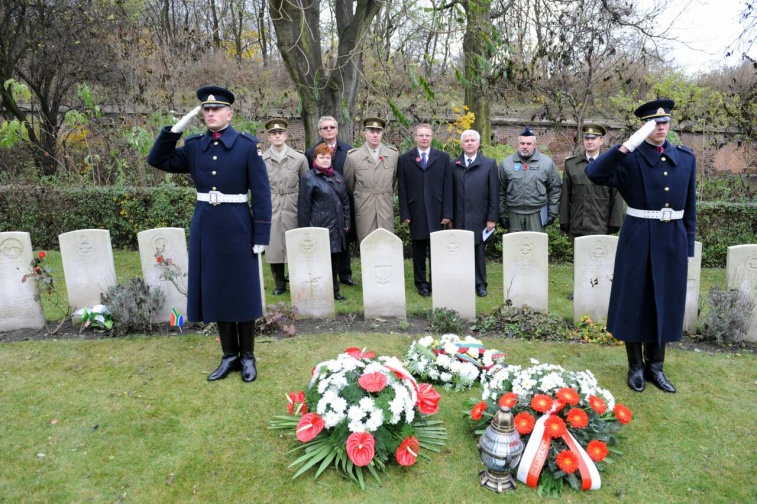
空軍の儀仗兵
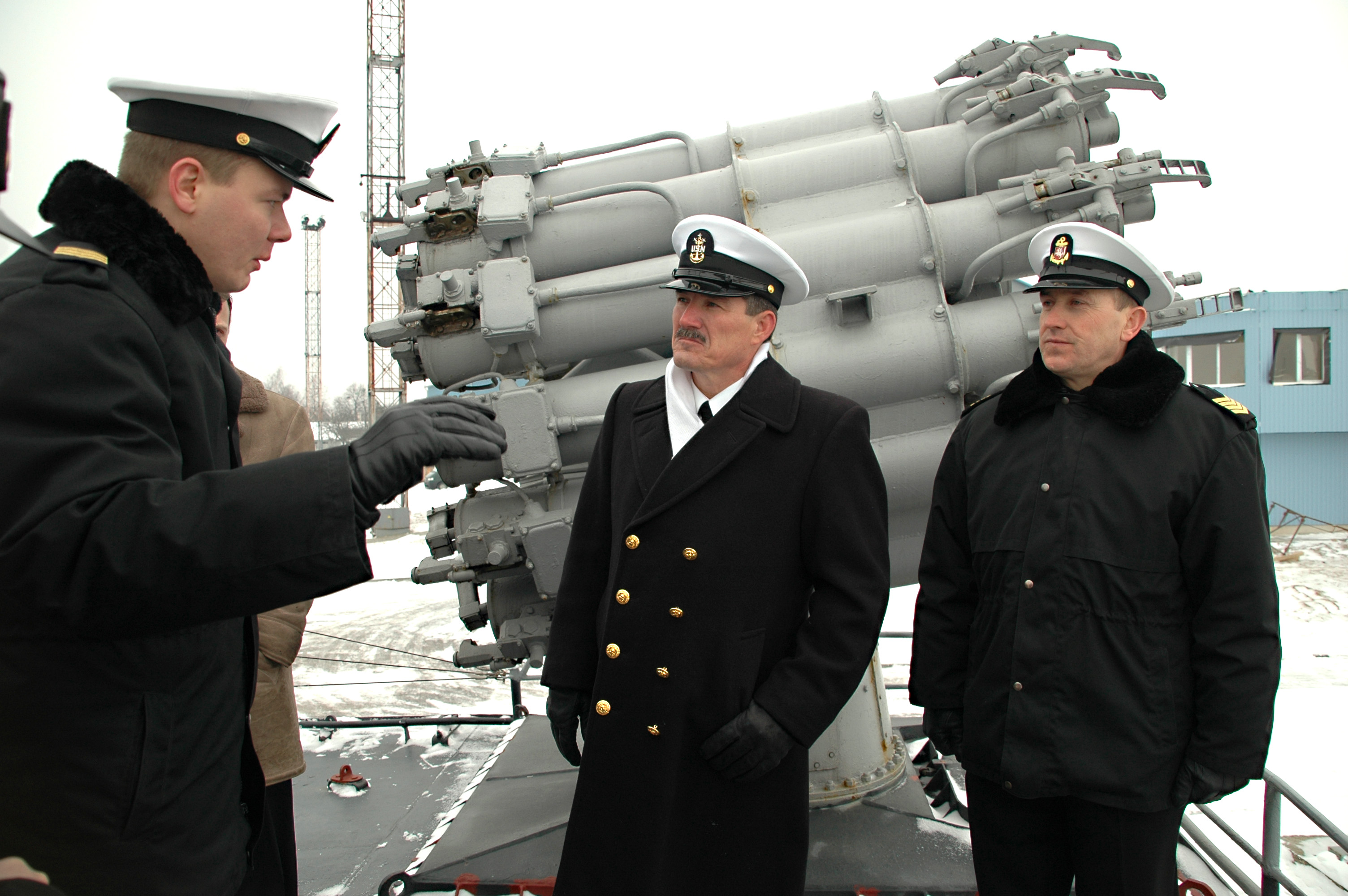
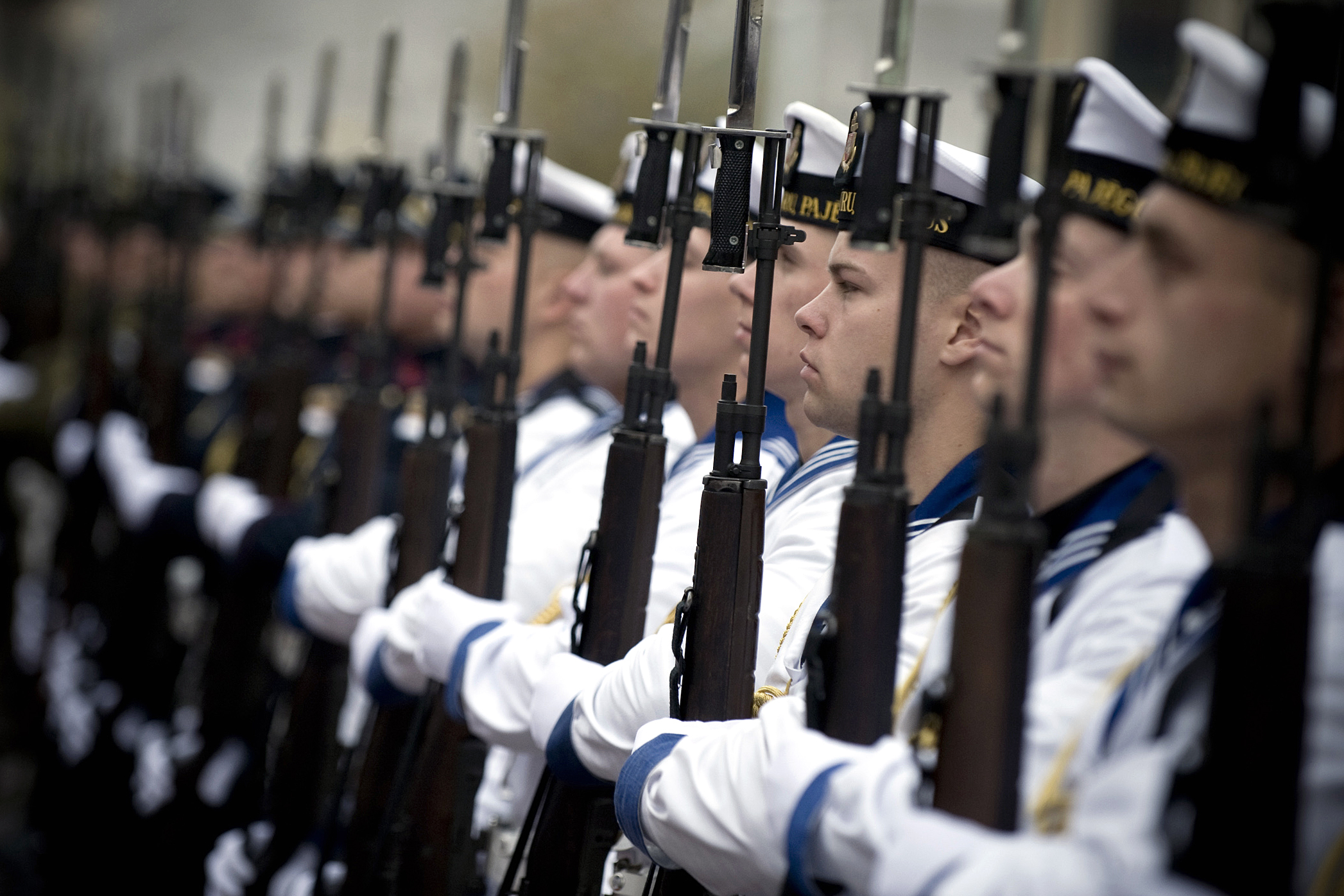
海軍水兵